# Albacete
Albacete es una ciudad y municipio de España en la comunidad autónoma de Castilla-La Mancha, capital de la provincia homónima. Es la capital más oriental de Castilla-La Mancha, localizada en el sureste de la península ibérica en medio de una vasta campiña de un alto valor natural próxima al cerro de San Blas, sobre el que se emplaza la ciudad medieval de Chinchilla de Montearagón, en la región histórica de La Mancha de Montearagón, encuadrada en la comarca unimunicipal de Los Llanos. Es, ampliamente, la ciudad más grande y más poblada de Castilla-La Mancha, con 174 137 habitantes (INE 2024) y la capital más poblada de la submeseta sur tras Madrid. Su área metropolitana, que asciende a 217 774 habitantes, es la mayor de Castilla-La Mancha y una de las treinta mayores aglomeraciones urbanas del país. El término municipal de Albacete es el séptimo más extenso de España, con 1125,91 km².
Albacete es la ciudad más importante de Castilla-La Mancha, motor económico regional de referencia en España, capital económica y judicial de la comunidad autónoma, sede del Tribunal Superior de Justicia de Castilla-La Mancha, máximo órgano judicial autonómico, y de la Fiscalía de Castilla-La Mancha, órgano fiscal de la región. El célebre escritor Azorín describió en su poesía a la ciudad de Albacete como el «Nueva York de La Mancha».
Los orígenes de la ciudad son inciertos –existen restos prerromanos y romanos bajo la misma–, aunque las primeras certezas de su existencia se encuentran en el siglo IX durante el dominio andalusí de la zona, habiendo sido llamada la ciudad originalmente البسيط Al-Basit, en árabe «el llano» en alusión al carácter planiforme de la geografía del lugar. Con el paso de los siglos, la ciudad fue cobrando importancia, siendo objeto de hechos históricos como la batalla de al-Luŷŷ (1146),
la conquista del castillo de Albacete por Fernando III de Castilla (1241), el señorío de Isabel de Portugal (1526-1539), la concesión de una feria franca por Felipe V (1710), la construcción del Real Canal de María Cristina por real decreto de Carlos IV (1805), su capitalidad provincial en detrimento de la histórica Chinchilla (1833), el establecimiento de la Real Audiencia de Albacete por María Cristina de Borbón-Dos Sicilias (1834), el traslado del Gobierno de Baldomero Espartero y sus tropas a Albacete (1843), el establecimiento de la Compañía Española de Aviación (1923), la base de las Brigadas Internacionales (1936-1938) o el bombardeo de la Legión Cóndor (1937).
Actualmente, Albacete es una capital moderna, con grandes espacios para el viandante y amplias zonas verdes. Además, su situación llana y la eliminación de barreras arquitectónicas han propiciado que sea una de las urbes con mayor accesibilidad de todo el país, con mayor calidad de vida y una de las más seguras.
Destino turístico de interior, su centro histórico reúne de forma singular y sobresaliente valores patrimoniales. Entre sus grandes monumentos más representativos se encuentran el Recinto Ferial de Albacete, la catedral de San Juan Bautista, la plaza de toros, el Teatro Circo, el Palacio Provincial, la Fábrica de Harinas, el pasaje de Lodares o la torre del Agua. Destacan museos como el Museo de Albacete, el Museo de la Cuchillería, el Museo Municipal, el Museo Internacional de Arte Popular del Mundo, el Jardín Botánico de Castilla-La Mancha, el Centro Cultural La Asunción o la Casa de la Cultura José Saramago. El ocio es una de las señas de identidad de la capital albaceteña, que cuenta con zonas de fiesta como La Zona, El Campus o Los Titis. Otros de sus grandes atractivos en este sentido son las tradicionales Tascas de la Feria o el castizo macromercado al aire libre de Los Invasores. La cuchillería de Albacete y en especial el cuchillo y la navaja de Albacete son un símbolo internacional de la ciudad, que fue Capital Mundial de la Cuchillería en 2022.
Albacete es una ciudad comercial e industrial, reflejado en su extensa área comercial que engloba a más de 556 723 personas de 154 municipios. Su estratégica situación geográfica, a caballo entre Madrid y el Mar Mediterráneo, la convierte en el principal nudo logístico y de comunicaciones del sureste de España, contando con importantes[cita requerida] conexiones por autovías, y por vía férrea (incluidos servicios AVE), así como por vía aérea a través de su aeropuerto, que la comunica con diversos puntos de la geografía española.
Entre sus fiestas y tradiciones destacan la Feria de Albacete, declarada de Interés Turístico Internacional, que se celebra del 7 al 17 de septiembre en honor a la Virgen de los Llanos, las Fiestas de San Juan de Albacete en honor a su patrón, la Semana Santa de Albacete, o el Carnaval de Albacete, así como eventos de carácter autonómico, nacional e internacional como el FIM CEV International Championship en el Circuito de Albacete, el Festival Internacional de Circo, el Festival Internacional de Cine Abycine, la Bienal de Artes Plásticas Ciudad de Albacete, el Premio Nacional de Teatro "Pepe Isbert", el Certamen Literario Barcarola, AB Fashion Day, el Festival de Albacete, la Feria de Artes Escénicas de Castilla-La Mancha, Ibercut, Expovicaman, la Feria Internacional del Queso o el Albacete Challenger World Padel Tour, además de ferias y exposiciones comerciales.
La industria es uno de los pilares de la ciudad. Albacete es sede de importantes multinacionales y cuenta con cinco grandes zonas industriales, entre ellas Campollano, el polígono industrial más grande de Castilla-La Mancha y uno de los más grandes de España, y Romica, segundo mayor polígono de la capital. La educación superior y la investigación son otros de los grandes polos de desarrollo de la ciudad, destacando la Universidad de Castilla-La Mancha, el Campus Biosanitario, el Campus Científico y Tecnológico de la Energía y el Medio Ambiente –de Excelencia Internacional–, el Parque Científico y Tecnológico de Castilla-La Mancha y la Real Academia de Medicina de Castilla-La Mancha.
El sector aeronáutico, militar y de defensa es otro de los motores económicos de la ciudad. Albacete es sede de la Base Aérea de Los Llanos, del Ala 14, de la Maestranza Aérea de Albacete, la maestranza aérea más importante de España, y de la Escuela de Pilotos de la OTAN, programa de formación europeo equivalente al Top Gun estadounidense. Además, la ciudad alberga el Parque Aeronáutico y Logístico de Albacete, que acoge a importantes empresas del sector, en el que se ubica la planta de helicópteros de Albacete, única existente en España, o el hub de Airbus.

## Toponimia
El topónimo de «Albacete» deriva del dominio andalusí de la zona, habiendo sido llamada la ciudad originalmente como البسيط Al-Basit, en árabe que se traduce como «la llanura» o «el llano» en alusión a la planicie que caracteriza la geografía del lugar.
Pascual Madoz en su célebre Diccionario geográfico-estadístico-histórico de España y sus posesiones de Ultramar estima como probables dos hipótesis sobre el topónimo de Albacete. En primer lugar destaca la propuesta sugerida por Bernardo Espinalt y García, que estima que la ciudad fue fundada por los cilicios, quienes la denominaron
Celtide, apoyándose en Liutprando; in Hispaniam venientes Celtide vocaverunt hunc locum, quem mauri vocan Albacene corrupte. La segunda hipótesis señala que su origen puede ser la Alaba de los celtíberos, mencionada por Plinio y Ptolomeo, que pudo derivarse en Alba civitas, que con posterioridad se convertiría en Albacete.

### Gentilicio
El gentilicio empleado para designar a los habitantes del municipio de Albacete es «albaceteño» o «albacetense».

## Símbolos
Escudo

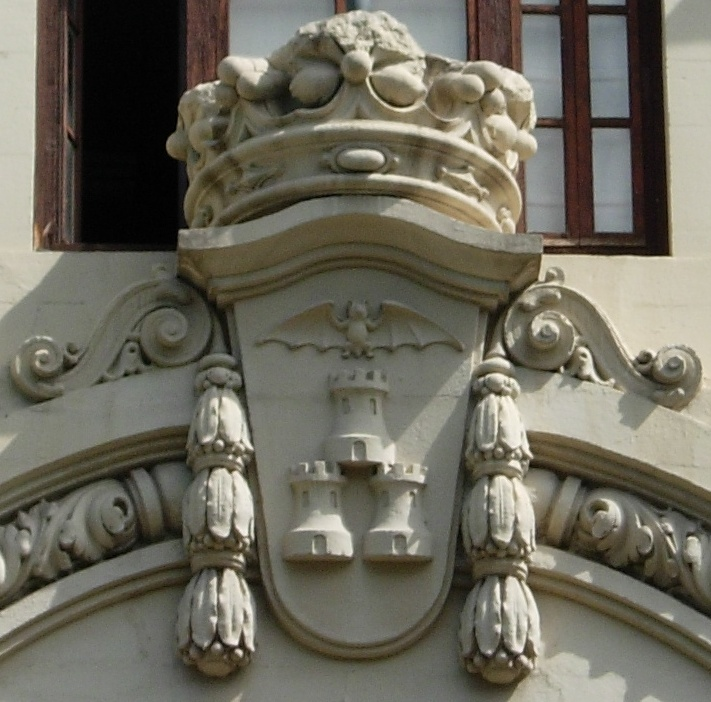
Escudo de Albacete en la fachada del Instituto Bachiller Sabuco

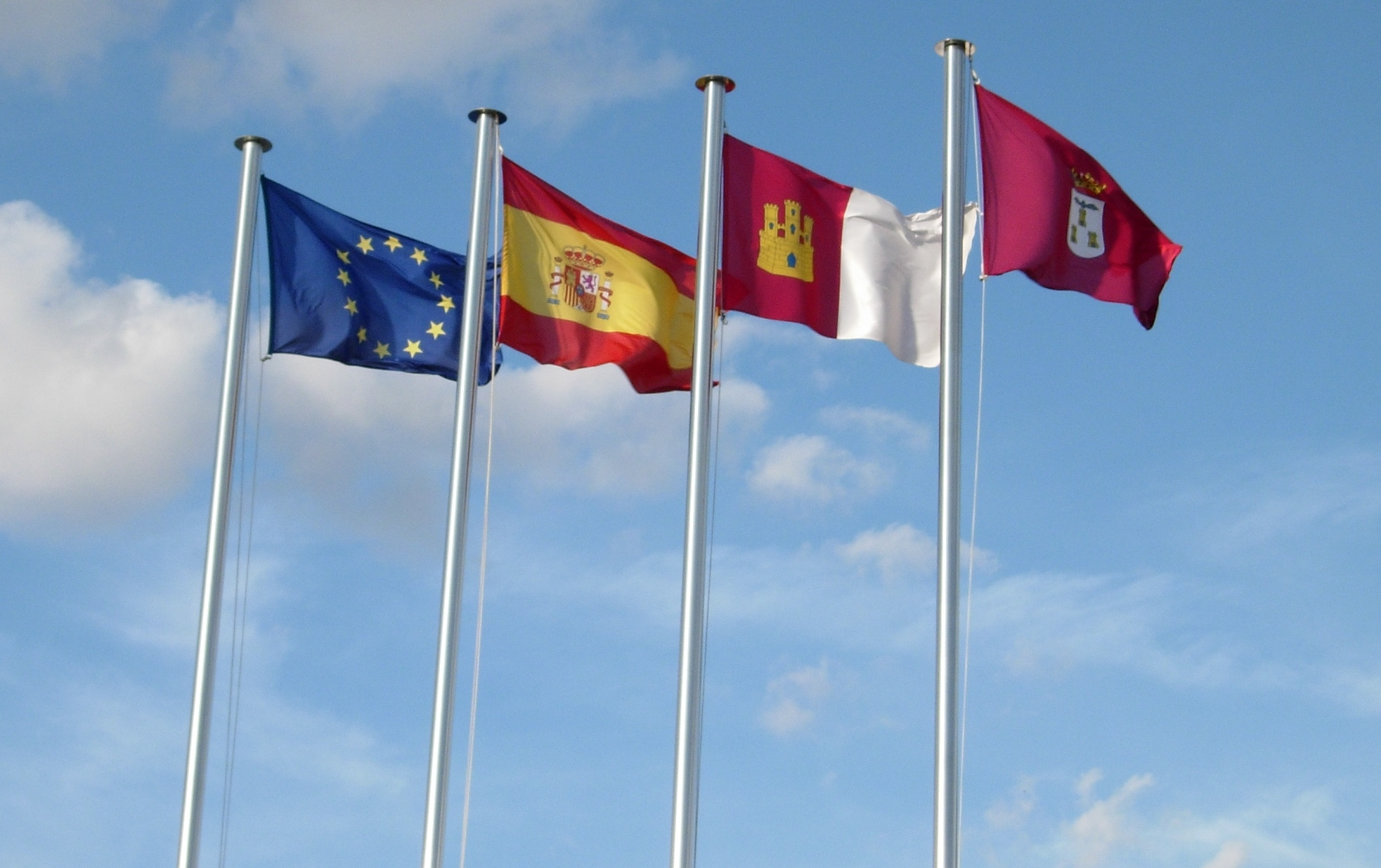
Banderas de la Unión Europea, España, Castilla-La Mancha y Albacete

Según acuerdo adoptado por el pleno del ayuntamiento, en sesión de 28 de febrero de 1986, el escudo de Albacete se describe del siguiente modo:

La ciudad de Albacete trae por armas: en campo de plata tres torres bien ordenadas y almenadas, de piedra, mazonadas de sable, aclaradas de azur y surmontadas por un murciélago de sable con las alas desplegadas puesto en jefe. Se timbra con corona de marqués, que es de oro con piedras y perlas, con ocho florones (cuatro foliados y los otros en pirámides de tres perlas; visibles uno y dos medios de la primera especie y dos intercalados de la segunda)...

Pero dicho acuerdo contenía una errata, ya que decía «tres torres bien ordenadas», lo que heráldicamente supondría dos torres arriba y una abajo. Al estar una arriba y dos abajo, debería decir «tres torres mal ordenadas».
Más tarde, el Diario Oficial de Castilla-La Mancha publicaba el 13 de enero de 1987 el Decreto 137/86, de 30 de diciembre, de Presidencia y Gobernación de la Junta de Comunidades, por el que se aprueba la modificación del escudo heráldico de la ciudad de Albacete. Este decreto señala en el artículo primero de su disposición que dicha insignia se describe como:

En campo de plata, tres torres bien ordenadas (de nuevo una errata en el texto, ya que debería decir «mal ordenadas») y almenadas de piedra, mazonadas de sable, aclaradas de azur y surmontadas por un murciélago de sable con las alas desplegadas puesto en jefe. Se timbra con corona de marqués.

Bandera
Según acuerdo adoptado por el pleno del ayuntamiento en sesión de 30 de abril de 1992, el consistorio queda enterado de la Orden de la Consejería de Administraciones Públicas, de 9 de marzo del mismo año, por la que se otorga bandera al municipio de Albacete, con la siguiente descripción:

Un lienzo rojo carmesí, dimensiones 90:155 cm en cuyo centro campará el Escudo de Albacete, conforme a la modificación efectuada por Decreto 137/86, de 30 de diciembre. Las dimensiones del Escudo son de 40 cm de altura, excluyendo la Corona, y 56 cm si se incluye, con un ancho de 30 cm.

## Geografía
El término municipal de Albacete ocupa una extensión de 1125,91 km² —el séptimo de España— y se encuentra a 686 m sobre el nivel del mar, siendo sus antípodas naturales la ciudad neozelandesa de Gisborne. Es la capital más oriental de Castilla-La Mancha.
| Noroeste: La Roda y Barrax               | Norte: La Roda, La Gineta, Tarazona de la Mancha, Madrigueras, Motilleja y Mahora | Nordeste: Valdeganga y Chinchilla de Montearagón          |
| Oeste: Barrax, La Herrera y Pozuelo      |                                                                                   | Este: Chinchilla de Montearagón                           |
| Suroeste: Peñas de San Pedro y Pozohondo | Sur: Pozohondo, Hellín y Tobarra                                                  | Sureste: Chinchilla de Montearagón, Pozo Cañada y Tobarra |

Se encuentra a una distancia con respecto a otras ciudades importantes de 146 km con Murcia, 168 km de Alicante, 188 km de Valencia, 246 km de Toledo y 252 km de Madrid.

### Relieve

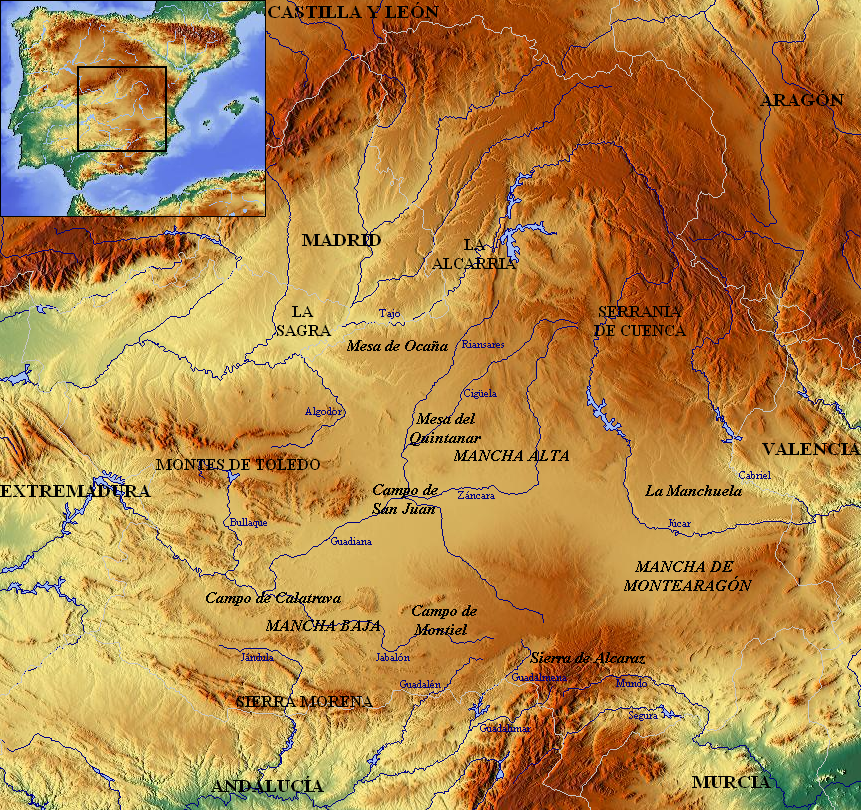
Mapa físico de La Mancha de Montearagón (comarca histórica a la que pertenece Albacete) respecto a Castilla-La Mancha

Localizada en el sureste de la península ibérica y de la meseta Central en la región histórica de La Mancha, concretamente en la histórica comarca de La Mancha de Montearagón, la ciudad se encuentra a una altitud media de 686 m s. n. m. La mayor parte del término municipal, incluida la capital, forma parte de la unidad morfoestructural de Los Llanos, que, como su nombre indica, se caracteriza por ser llana. El centro de la ciudad está situado a 681 m de altitud, mientras que la altitud del municipio aumenta de norte a sur desde los 610 m en el último tramo del río Júcar, en el límite con Mahora y Valdeganga, hasta los 1071 m en el pico de Ontalafia, situado en la sierra homónima, cerca de Tobarra. La mayor parte del territorio se encuentra alrededor de los 700 m, siendo el sureste la zona más elevada por encima de los 800 m.
El Ayuntamiento de Albacete gestiona la Sierra Procomunal, de la que es propietario, pese a estar fuera de su término municipal.

### Hidrografía

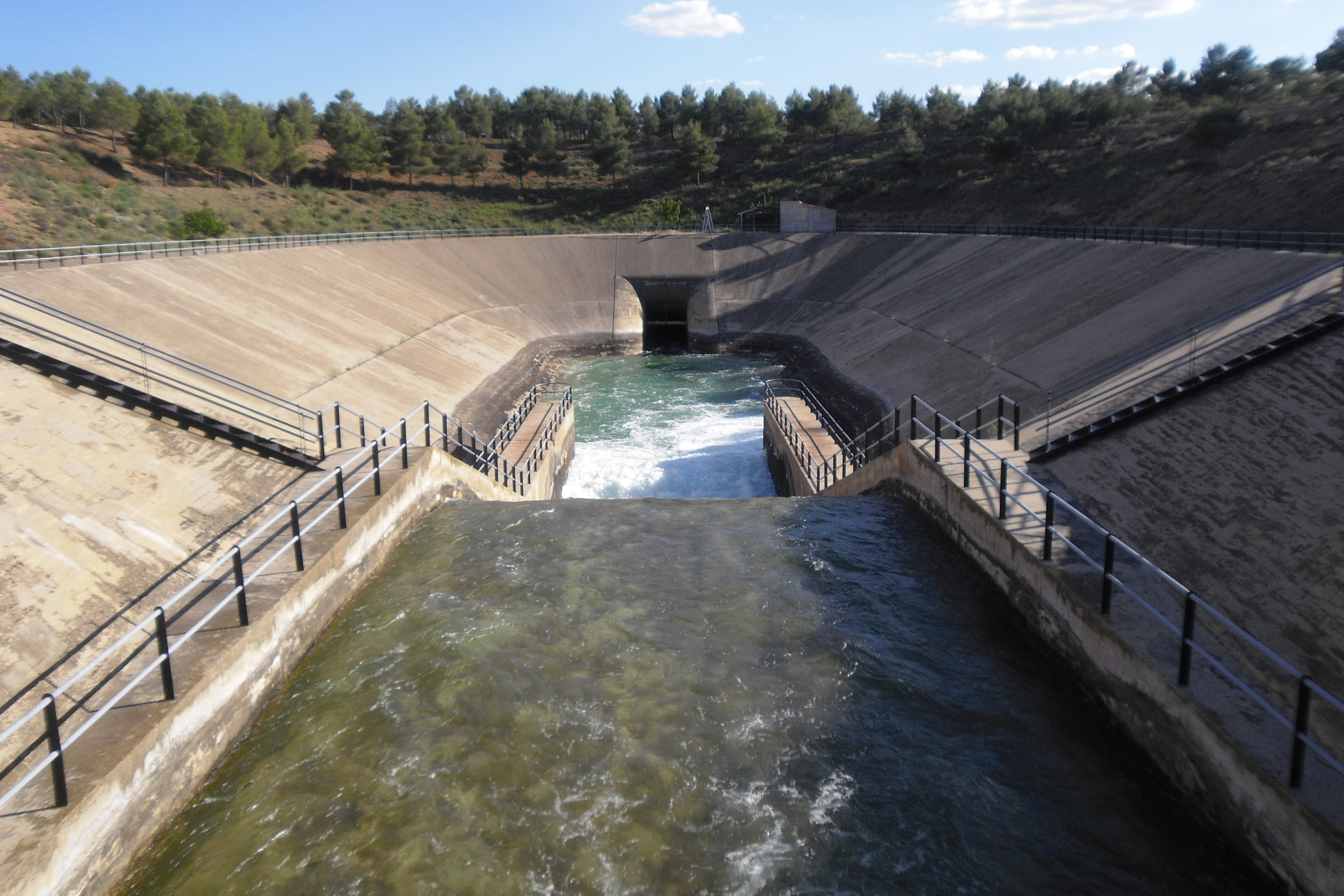
Presa de Los Anguijes del trasvase Tajo-Segura, una de las grandes obras hidráulicas de ingeniería realizadas en España. La presa, ubicada en el municipio, supone el final del tramo a cielo abierto del trasvase y el comienzo del túnel del Talave

La red hidrológica del municipio de Albacete es débil, marcada por la presencia de endorreísmos y arreísmos, excepto en el noroeste, por donde discurre el río Júcar.
Varios canales surcan el municipio. Entre ellos destaca el canal de María Cristina, la obra de ingeniería hidráulica de mayor envergadura realizada en Albacete a lo largo de su historia después del trasvase Tajo-Segura, creada por el rey Carlos IV mediante real decreto en 1804, comenzando su construcción en 1805. Tiene una longitud de 32 km y, tras ser cubierto en la década de 1970 a su paso por la ciudad, atraviesa la capital de forma subterránea, saliendo al exterior por las afueras. Además, el canal del trasvase Tajo-Segura atraviesa el municipio contando con varias presas en su trayecto como la situada en las inmediaciones de la localidad de Los Anguijes.
El municipio se sitúa dentro de la cuenca hidrográfica del Júcar, contando con una sede de la Confederación Hidrográfica del Júcar. Asimismo, destaca la presencia del importante acuífero de La Mancha Oriental, que hace que la ciudad albergue la sede de la Junta Central de Regantes de la Mancha Oriental.
También se localizan en el municipio varias lagunas como la del Arquillo y la de Ontalafia. Desde junio de 2002 la ciudad de Albacete se abastece de aguas superficiales procedentes del embalse de Alarcón a través del trasvase Tajo-Segura.

### Clima

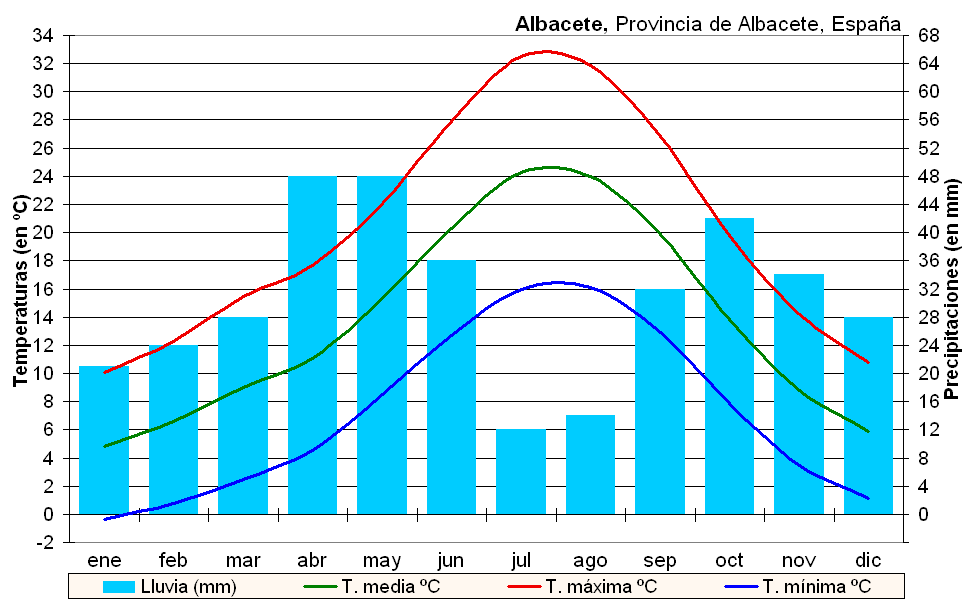
Climograma de la ciudad

De acuerdo con la clasificación climática de Köppen, el clima de Albacete es un clima semiárido de tipo BSk. Sin embargo, se podría considerar también como un clima mediterráneo seco por su mínimo marcado de precipitaciones en verano, y con ciertos rasgos continentales debido a la altitud y a la relativa lejanía al mar, lo que produce una mayor amplitud térmica anual. La pluviometría es escasa y la temperatura presenta grandes variaciones, tanto entre estaciones como a lo largo del día. Albacete alcanzó los -19 °C el 14 de febrero de 1983, siendo ese mes uno de los más fríos desde que se recogen datos meteorológicos, con 14 días con temperaturas mínimas bajo cero y registrando también -17 °C el día 13, -13 °C el día 16 y -14 °C el día 17. Destacar también que Albacete registró -16 °C el 29 de enero de 2006 y -9 °C el 16 de diciembre. La estación meteorológica de la base aérea de Albacete registró el 3 de enero de 1971 una temperatura mínima de -24,0 °C, la más baja registrada en una capital provincial española. La temperatura máxima récord está en los 43.3 °C del 14 de agosto de 2021. Los datos de la siguiente tabla son medias del periodo comprendido entre 1981 y 2010:
| Parámetros climáticos promedio de observatorio de Albacete (674 m s. n. m. ) (periodo de referencia: 1991-2020, extremas: 1983-presente) | Parámetros climáticos promedio de observatorio de Albacete (674 m s. n. m. ) (periodo de referencia: 1991-2020, extremas: 1983-presente) | Parámetros climáticos promedio de observatorio de Albacete (674 m s. n. m. ) (periodo de referencia: 1991-2020, extremas: 1983-presente) | Parámetros climáticos promedio de observatorio de Albacete (674 m s. n. m. ) (periodo de referencia: 1991-2020, extremas: 1983-presente) | Parámetros climáticos promedio de observatorio de Albacete (674 m s. n. m. ) (periodo de referencia: 1991-2020, extremas: 1983-presente) | Parámetros climáticos promedio de observatorio de Albacete (674 m s. n. m. ) (periodo de referencia: 1991-2020, extremas: 1983-presente) | Parámetros climáticos promedio de observatorio de Albacete (674 m s. n. m. ) (periodo de referencia: 1991-2020, extremas: 1983-presente) | Parámetros climáticos promedio de observatorio de Albacete (674 m s. n. m. ) (periodo de referencia: 1991-2020, extremas: 1983-presente) | Parámetros climáticos promedio de observatorio de Albacete (674 m s. n. m. ) (periodo de referencia: 1991-2020, extremas: 1983-presente) | Parámetros climáticos promedio de observatorio de Albacete (674 m s. n. m. ) (periodo de referencia: 1991-2020, extremas: 1983-presente) | Parámetros climáticos promedio de observatorio de Albacete (674 m s. n. m. ) (periodo de referencia: 1991-2020, extremas: 1983-presente) | Parámetros climáticos promedio de observatorio de Albacete (674 m s. n. m. ) (periodo de referencia: 1991-2020, extremas: 1983-presente) | Parámetros climáticos promedio de observatorio de Albacete (674 m s. n. m. ) (periodo de referencia: 1991-2020, extremas: 1983-presente) | Parámetros climáticos promedio de observatorio de Albacete (674 m s. n. m. ) (periodo de referencia: 1991-2020, extremas: 1983-presente) |
| Mes | Ene. | Feb. | Mar. | Abr. | May. | Jun. | Jul. | Ago. | Sep. | Oct. | Nov. | Dic. | Anual |
| --- | --- | --- | --- | --- | --- | --- | --- | --- | --- | --- | --- | --- | --- |
| Temp. máx. abs. (°C) | 22.0 | 24.2 | 31.2 | 32.8 | 37.9 | 40.4 | 41.5 | 42.7 | 39.8 | 33.0 | 28.8 | 21.9 | 42.7 |
| Temp. máx. media (°C) | 11.7 | 13.6 | 17.0 | 19.6 | 24.2 | 30.1 | 34.3 | 33.7 | 27.9 | 22.1 | 15.5 | 12.0 | 21.8 |
| Temp. media (°C) | 6.4 | 7.8 | 10.7 | 13.2 | 17.4 | 22.5 | 26.2 | 25.9 | 21.1 | 16.0 | 10.1 | 7.0 | 15.4 |
| Temp. mín. media (°C) | 1.0 | 1.9 | 4.4 | 6.8 | 10.5 | 14.9 | 18.1 | 18.2 | 14.3 | 10.0 | 4.7 | 2.0 | 8.9 |
| Temp. mín. abs. (°C) | -16.2 | -19.0 | -6.6 | -3.2 | -0.6 | 4.3 | 9.2 | 9.2 | 4.7 | -0.4 | -5.4 | -9.2 | -19.0 |
| Precipitación total (mm) | 22 | 24 | 38 | 42 | 40 | 31 | 8 | 13 | 37 | 39 | 36 | 31 | 362 |
| Días de precipitaciones (≥ 1 mm) | 4.4 | 4.0 | 5.3 | 6.2 | 5.7 | 2.9 | 0.9 | 1.8 | 4.0 | 5.6 | 5.5 | 4.8 | 51.0 |
| Días de nevadas (≥ 0.01 mm) | 0.9 | 1.0 | 0.4 | 0.1 | 0.0 | 0.0 | 0.0 | 0.0 | 0.0 | 0.0 | 0.3 | 0.6 | 3.1 |
| Humedad relativa (%) | 73 | 66 | 62 | 59 | 54 | 47 | 44 | 48 | 56 | 64 | 72 | 75 | 60 |
| Fuente: Agencia Estatal de Meteorología                                                                                                  | | | | | | | | | | | | | |

| Parámetros climáticos promedio de observatorio de la Base Aérea de Albacete (702 m s. n. m. ) (periodo de referencia: 1991-2020, extremas: 1939-presente) | Parámetros climáticos promedio de observatorio de la Base Aérea de Albacete (702 m s. n. m. ) (periodo de referencia: 1991-2020, extremas: 1939-presente) | Parámetros climáticos promedio de observatorio de la Base Aérea de Albacete (702 m s. n. m. ) (periodo de referencia: 1991-2020, extremas: 1939-presente) | Parámetros climáticos promedio de observatorio de la Base Aérea de Albacete (702 m s. n. m. ) (periodo de referencia: 1991-2020, extremas: 1939-presente) | Parámetros climáticos promedio de observatorio de la Base Aérea de Albacete (702 m s. n. m. ) (periodo de referencia: 1991-2020, extremas: 1939-presente) | Parámetros climáticos promedio de observatorio de la Base Aérea de Albacete (702 m s. n. m. ) (periodo de referencia: 1991-2020, extremas: 1939-presente) | Parámetros climáticos promedio de observatorio de la Base Aérea de Albacete (702 m s. n. m. ) (periodo de referencia: 1991-2020, extremas: 1939-presente) | Parámetros climáticos promedio de observatorio de la Base Aérea de Albacete (702 m s. n. m. ) (periodo de referencia: 1991-2020, extremas: 1939-presente) | Parámetros climáticos promedio de observatorio de la Base Aérea de Albacete (702 m s. n. m. ) (periodo de referencia: 1991-2020, extremas: 1939-presente) | Parámetros climáticos promedio de observatorio de la Base Aérea de Albacete (702 m s. n. m. ) (periodo de referencia: 1991-2020, extremas: 1939-presente) | Parámetros climáticos promedio de observatorio de la Base Aérea de Albacete (702 m s. n. m. ) (periodo de referencia: 1991-2020, extremas: 1939-presente) | Parámetros climáticos promedio de observatorio de la Base Aérea de Albacete (702 m s. n. m. ) (periodo de referencia: 1991-2020, extremas: 1939-presente) | Parámetros climáticos promedio de observatorio de la Base Aérea de Albacete (702 m s. n. m. ) (periodo de referencia: 1991-2020, extremas: 1939-presente) | Parámetros climáticos promedio de observatorio de la Base Aérea de Albacete (702 m s. n. m. ) (periodo de referencia: 1991-2020, extremas: 1939-presente) |
| Mes | Ene. | Feb. | Mar. | Abr. | May. | Jun. | Jul. | Ago. | Sep. | Oct. | Nov. | Dic. | Anual |
| --- | --- | --- | --- | --- | --- | --- | --- | --- | --- | --- | --- | --- | --- |
| Temp. máx. abs. (°C) | 22.8 | 25.4 | 30.0 | 33.1 | 36.7 | 41.0 | 42.9 | 43.3 | 39.0 | 33.6 | 29.0 | 21.1 | 43.3 |
| Temp. máx. media (°C) | 11.0 | 12.9 | 16.4 | 19.0 | 23.6 | 29.6 | 33.7 | 33.0 | 27.1 | 21.3 | 14.7 | 11.4 | 21.1 |
| Temp. media (°C) | 5.5 | 7.0 | 10.0 | 12.5 | 16.7 | 21.9 | 25.5 | 25.2 | 20.4 | 15.3 | 9.4 | 6.3 | 14.6 |
| Temp. mín. media (°C) | 0.1 | 1.0 | 3.5 | 6.0 | 9.8 | 14.1 | 17.3 | 17.4 | 13.6 | 9.2 | 4.0 | 1.2 | 8.1 |
| Temp. mín. abs. (°C) | -24.0 | -22.5 | -10.4 | -5.4 | -1.0 | 3.0 | 7.5 | 5.0 | 1.0 | -6.3 | -8.4 | -18.8 | -24.0 |
| Precipitación total (mm) | 22 | 25 | 36 | 38 | 41 | 31 | 8 | 14 | 38 | 39 | 35 | 30 | 355 |
| Días de precipitaciones (≥ 1 mm) | 4.4 | 4.5 | 5.2 | 5.4 | 5.8 | 2.9 | 1.0 | 1.8 | 3.6 | 5.4 | 5.4 | 4.6 | 50.1 |
| Días de nevadas (≥ 0.01 mm) | 1.0 | 1.2 | 0.6 | 0.1 | 0.0 | 0.0 | 0.0 | 0.0 | 0.0 | 0.0 | 0.4 | 0.6 | 4.1 |
| Horas de sol | 161 | 181 | 226 | 249 | 285 | 327 | 366 | 335 | 264 | 211 | 162 | 146 | 2886 |
| Humedad relativa (%) | 76 | 69 | 63 | 59 | 53 | 46 | 40 | 46 | 58 | 68 | 75 | 80 | 61 |
| Fuente: Agencia Estatal de Meteorología | | | | | | | | | | | | | |

### Flora y fauna

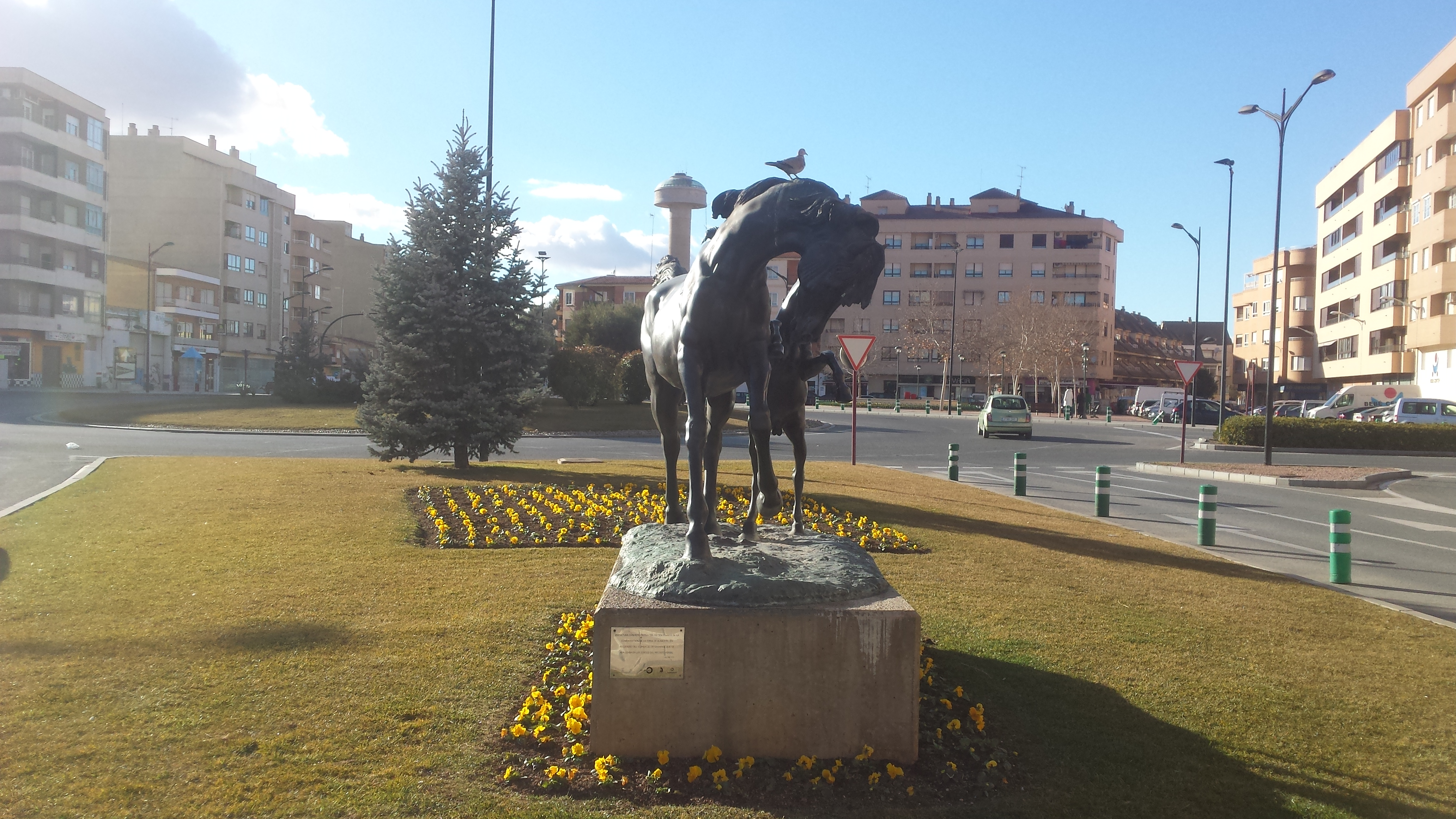
La Mulilla

La ciudad alberga el Centro de Recuperación de Fauna Salvaje de Albacete (perteneciente a la Junta de Comunidades de Castilla-La Mancha), hospital especializado en atender a las especies protegidas heridas.
El Jardín Botánico de Castilla-La Mancha, con una extensión de 7 hectáreas, cuenta con una importante representación de hábitats castellano-manchegos, con flora protegida y amenazada, así como de especies florísticas del mundo.

### Contaminación atmosférica y acústica
El tráfico de vehículos es la principal causa de contaminación en la ciudad, especialmente en torno a las zonas industriales y las grandes vías de comunicación (como autovías o grandes avenidas). En 2011 la ciudad superó durante once días los 20 microgramos por metro cúbico de partículas contaminantes. Los años de sequía, que son periódicos en Albacete, provocan que aumenten los niveles de contaminantes de partículas en suspensión y también de gases como el dióxido de carbono o de nitrógeno.
La contaminación acústica es la que presenta mayores problemas en la ciudad, sobre todo en determinadas zonas donde el tráfico presenta mayores congestiones. De hecho registra diaria y habitualmente un nivel de entre 70 y 72 decibelios en hora punta (siendo recomendable por la OMS un nivel inferior a 65 decibelios).

### Medio ambiente
Albacete inició el camino de la transformación hacia una ciudad sostenible, tras suscribir en marzo de 2000 la Carta de Aalborg y adherirse a la Campaña de Ciudades Europeas Sostenibles. Este compromiso se materializó en el desarrollo y la aplicación de la Agenda Local 21, un proyecto que fomenta una política municipal más respetuosa con el ambiente para mejorar la calidad de vida de todos los ciudadanos. Además, la ciudad se incorporó en 2005 tanto al programa «Ayuntamientos por el Clima» como a la «Red de Ciudades y Pueblos Sostenibles de Castilla-La Mancha». El 29 de diciembre de 2005 la ciudad aprobó su Declaración de Sostenibilidad. En este sentido la ciudad cuenta con un centro de educación ambiental, el Centro Provincial de Educación Ambiental de Albacete, que promueve la responsabilidad de los ciudadanos en relación con el medio ambiente.

## Historia

### Orígenes

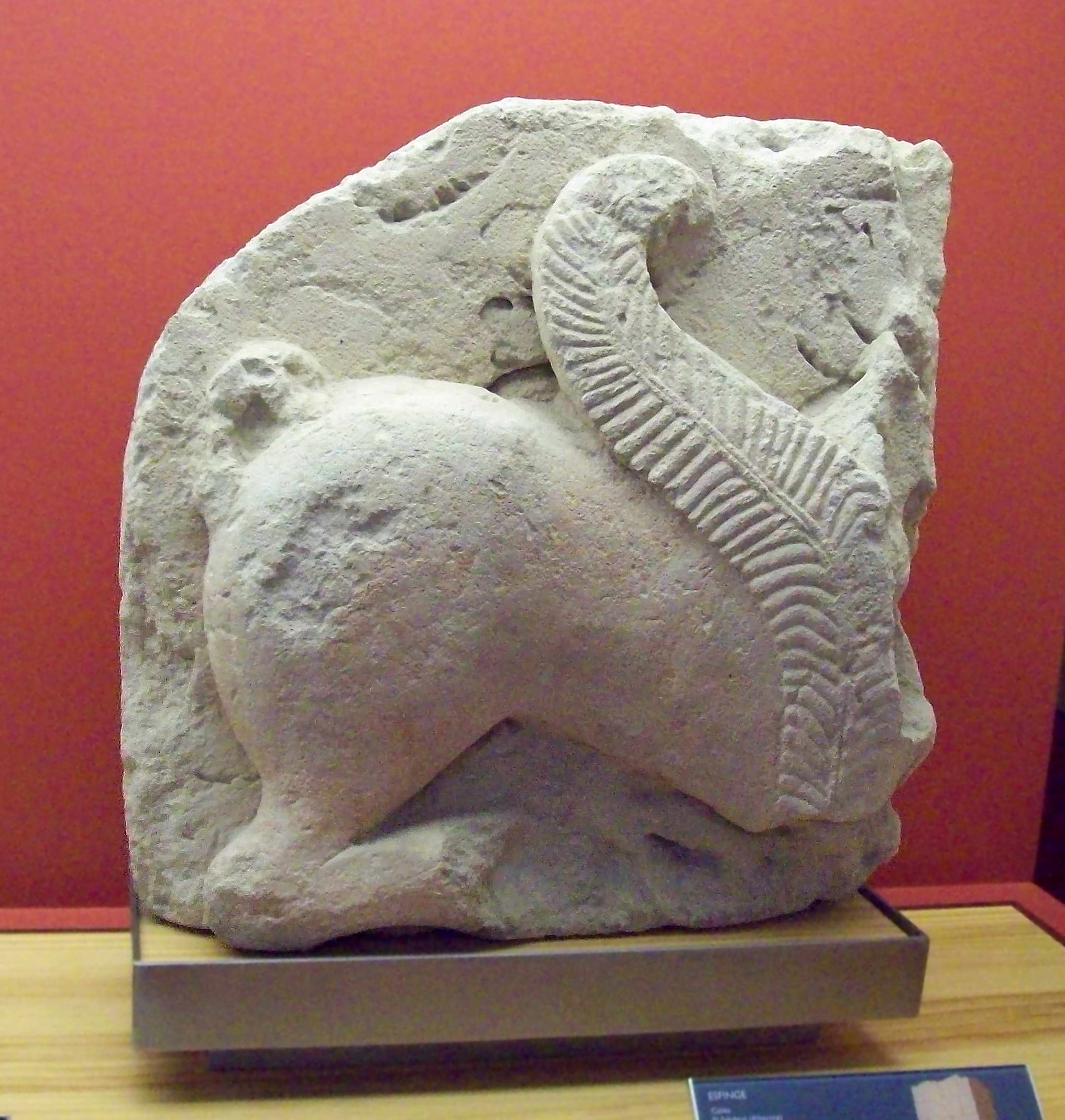
Testimonios del poblamiento íbero como las esfinges gemelas del Salobral, que han sido hallados en el término municipal de Albacete

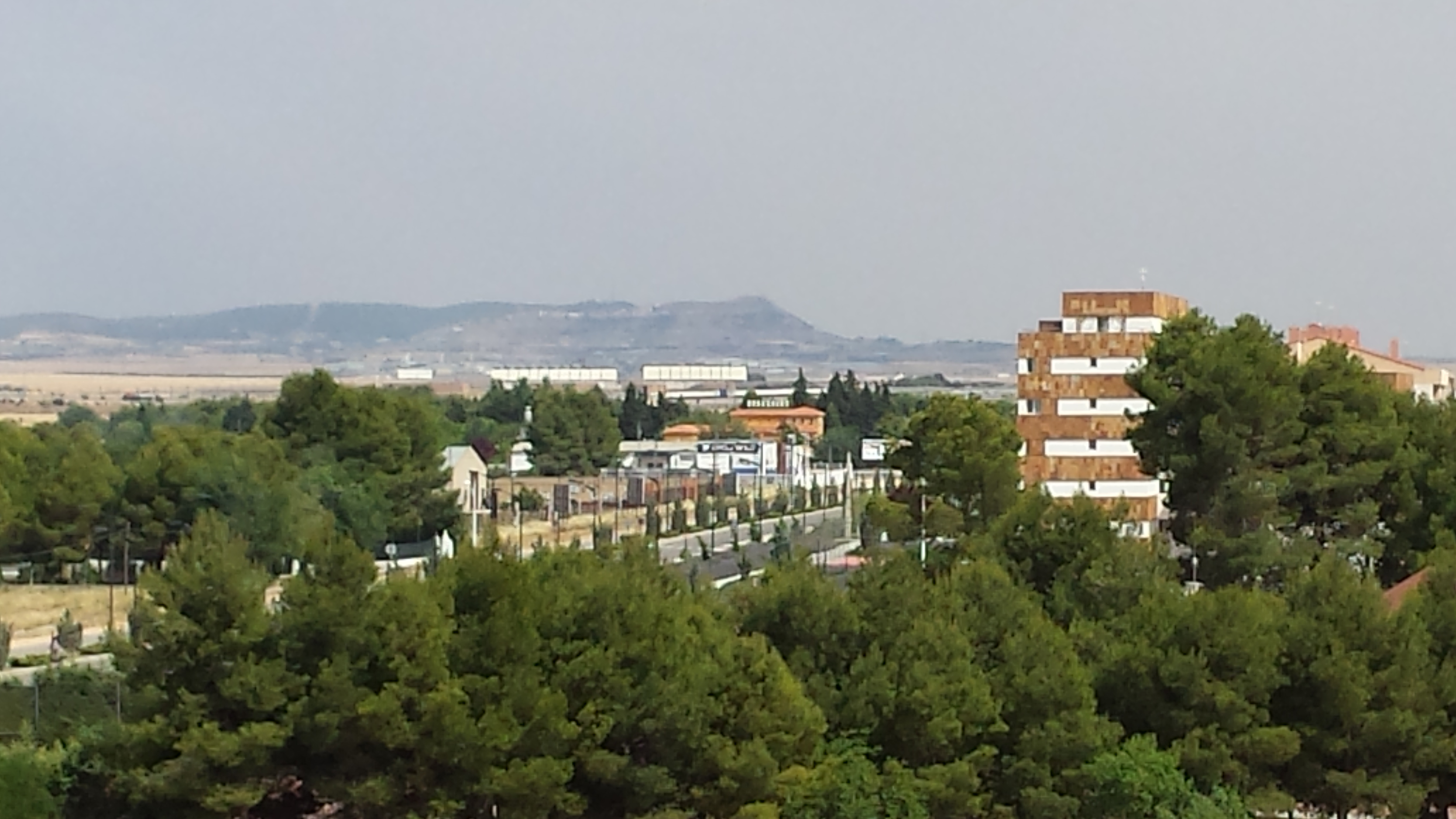
Los orígenes de la ciudad de Albacete están vinculados a los de Chinchilla de Montearagón

Los orígenes de Albacete no se pueden precisar con exactitud. Tanto dentro de su municipio (El Acequión, El Salobral, Santa Ana...) como en sus inmediaciones (Pozo Moro, Balazote...) se han encontrado restos procedentes de la Edad del Bronce y de la cultura íbera y romana. Entre ellos cabe citar por su importancia el yacimiento arqueológico de El Acequión, datado en la Edad del Bronce, que constituye uno de los mayores exponentes del Bronce Manchego, o las esfinges gemelas de El Salobral, halladas en 1901. Dotadas de un significado mágico, tienen carácter apotropaico (es decir, defendía el monumento funerario frente al expolio y protegía la memoria del difunto) y psicopompo (un vehículo para conducir el alma del difunto al mundo de ultratumba). La esfinge conservada en España conserva restos de policromía, especialmente un rojo intenso, considerado el color de vida por su parecido con el de la sangre humana. Por sus rasgos estilísticos se fecha su cronología a finales del siglo VI a. C. Se conoce la existencia de villas romanas y necrópolis en diversos puntos, como El Toril o Los Torreones. También de época romana son los restos arqueológicos hallados en Santa Ana, entre los que destaca un monumento funerario del siglo I. Por su parte, en Hoya Vacas, Los Ojos de San Jorge y La Casa del Monte hubo poblados palafíticos del II milenio a. C.
No obstante, gracias a algunos hallazgos cerámicos, se estima que los mismos han de remontarse a la época andalusí, habiendo nacido como una pequeña alquería, documentada al menos desde el siglo IX, próxima a Chinchilla de Montearagón, plaza de la que dependió durante casi toda la Edad Media, siendo su nombre original البسيط Al-Basit («la llanura»). De la misma época existen algunos documentos que hacen referencia a un viejo castillo situado en la zona que data de la época califal.
Según las crónicas de la época, poco más tarde, en 1146, tuvo lugar en las inmediaciones de lo que hoy es la ciudad de Albacete la batalla de al-Luŷŷ, que le costó la corona y la vida al rey levantino Sayf al-Dawla (Zafadola), muerto por soldados del reino de Castilla.
Tras la batalla de Las Navas de Tolosa en 1212, el rey de Castilla Alfonso VIII rompió las defensas almohades, tomó la fortaleza de Alcaraz un año más tarde y se adentró en los despoblados y desprotegidos territorios de La Mancha albacetense. La pequeña Al-Basit fue tomada en 1241, bajo el reinado de Fernando III el Santo de Castilla, por Pelayo Pérez Correa, quien también tomó amplias zonas del Levante, forzando así el tratado de Alcaraz en 1243 por el que toda la taifa de Murcia pasó a ser de dominio castellano. Albacete fue administrada como aldea por la villa de Chinchilla ya en 1269, dentro del poderoso concejo de Alarcón.
En la historia de la provincia de Albacete, y en general, en la historia de la Edad Media española, tiene un gran peso la figura de Manuel de Castilla, hermano del rey Alfonso X el Sabio, que logró un importante señorío tras la conquista de los reinos musulmanes levantinos.

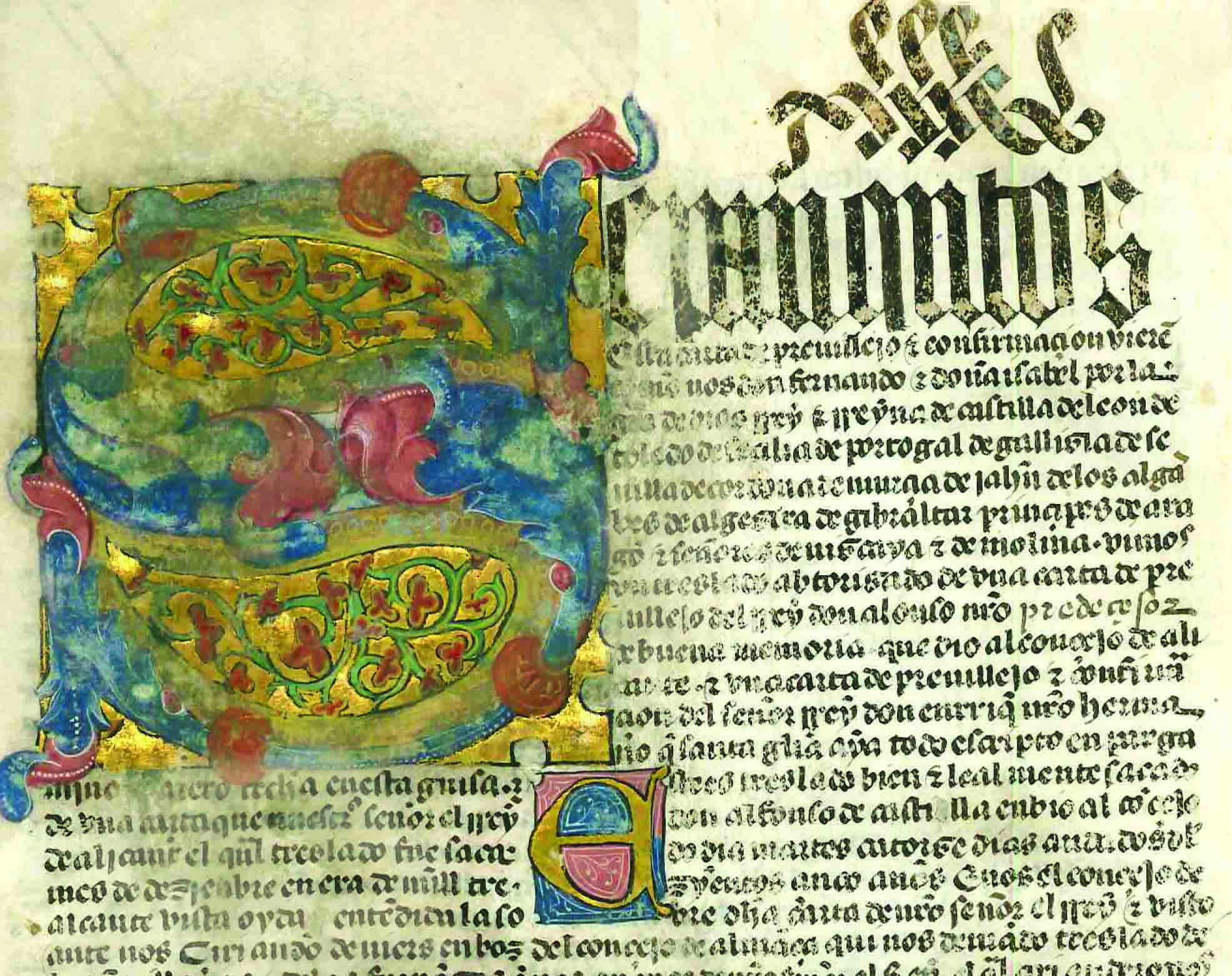
Carta de privilegio y confirmación de Albacete del

El señor del marquesado de Villena inició una ingente labor de repoblamiento, con la esperanza de triunfar allí donde el rey y la Orden de Santiago habían fracasado. Mediante el privilegio de villazgo, promulgado en Castillo de Garcimuñoz el 9 de noviembre de 1375, se concedió a Albacete el título de villa, independiente de Chinchilla, firmado por Alfonso de Aragón. No obstante, el señorío de Villena y más tarde marquesado, padeció numerosas vicisitudes en los años siguientes. Durante un lustro, las tierras albaceteñas fueron escenario de un conflicto bélico entre los partidarios de los Reyes Católicos y los de Juana la Beltraneja, apoyada por don Diego López Pacheco, segundo marqués de Villena. El fin del marquesado de Villena se inició en marzo de 1475, con la sublevación de Alcaraz y todo su concejo, iniciándose así la guerra de sucesión castellana.

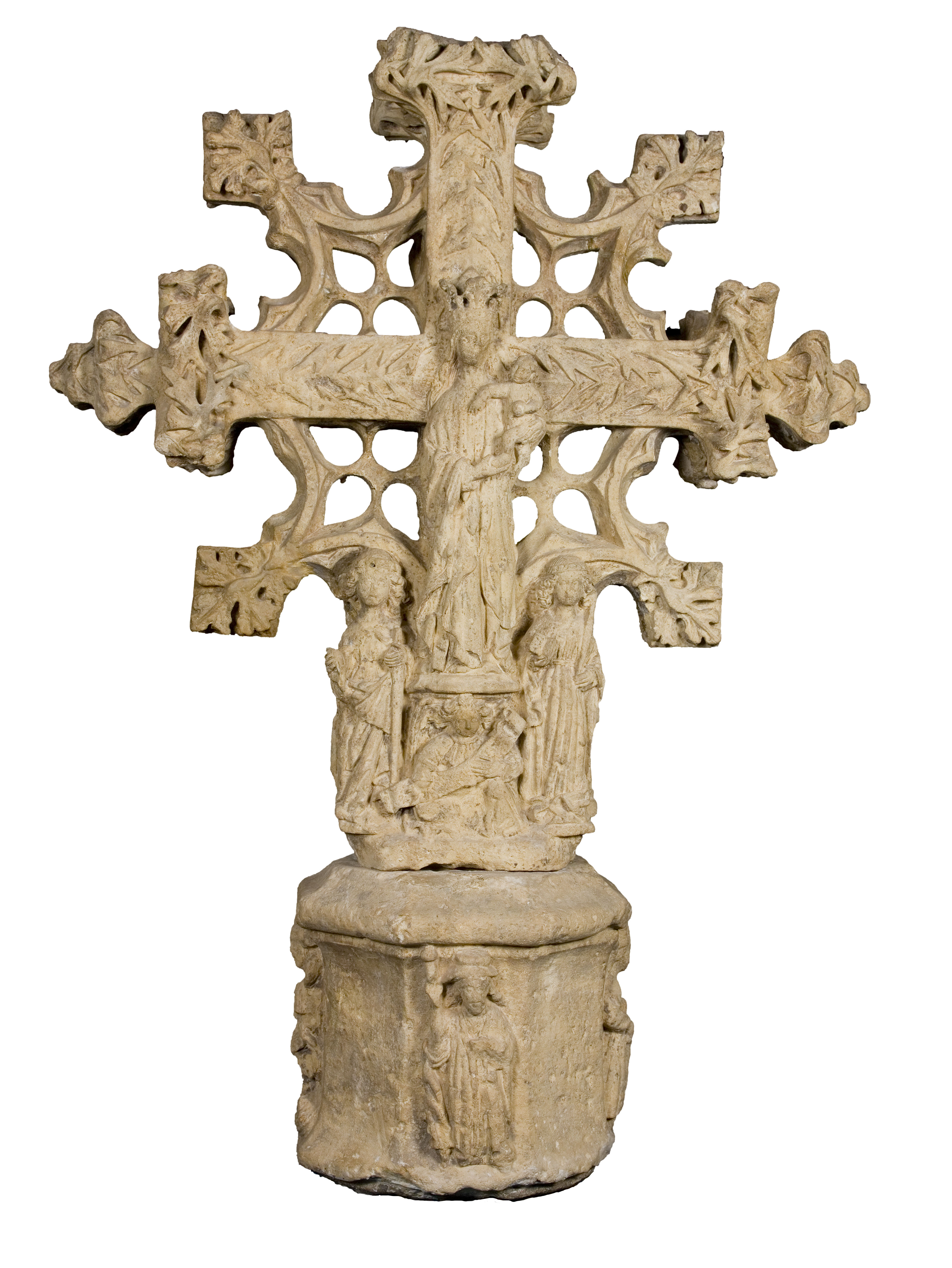
Cruz de término de Albacete, pieza histórica bajomedieval del

Será durante los siglos XIV y XV cuando se erijan en distintos puntos de la villa tres fortalezas localizadas en los tres puntos con mayor altitud: una situada en la actual plaza de las Carretas, otra en la Villanueva o Alto de la Villa, actualmente Villacerrada, y la tercera en el Cerrillo de San Juan, actual plaza Virgen de los Llanos. Las fortalezas estaban cercadas por una muralla defensiva, la muralla de Albacete, que protegía frente a las invasiones y a las epidemias de peste, muy frecuentes en la época.
Finalmente, los Reyes Católicos y sus partidarios ganaron la contienda y la Corona se apropió de todas las villas, expropió el marquesado y las encomiendas de la Orden de Santiago, e hizo sentir el peso de la nueva política. La nobleza, aun la perdedora, fue compensada con creces y las ciudades vieron recortados sus fueros y privilegios.
Los sucesos históricos que convulsionaron Castilla en los siglos siguientes afectaron a Albacete de diversas maneras. Durante la guerra de las Comunidades de Castilla, y salvo un breve período, la capital, igual que otras grandes villas, permanecieron fieles a la monarquía.

### Edad Moderna

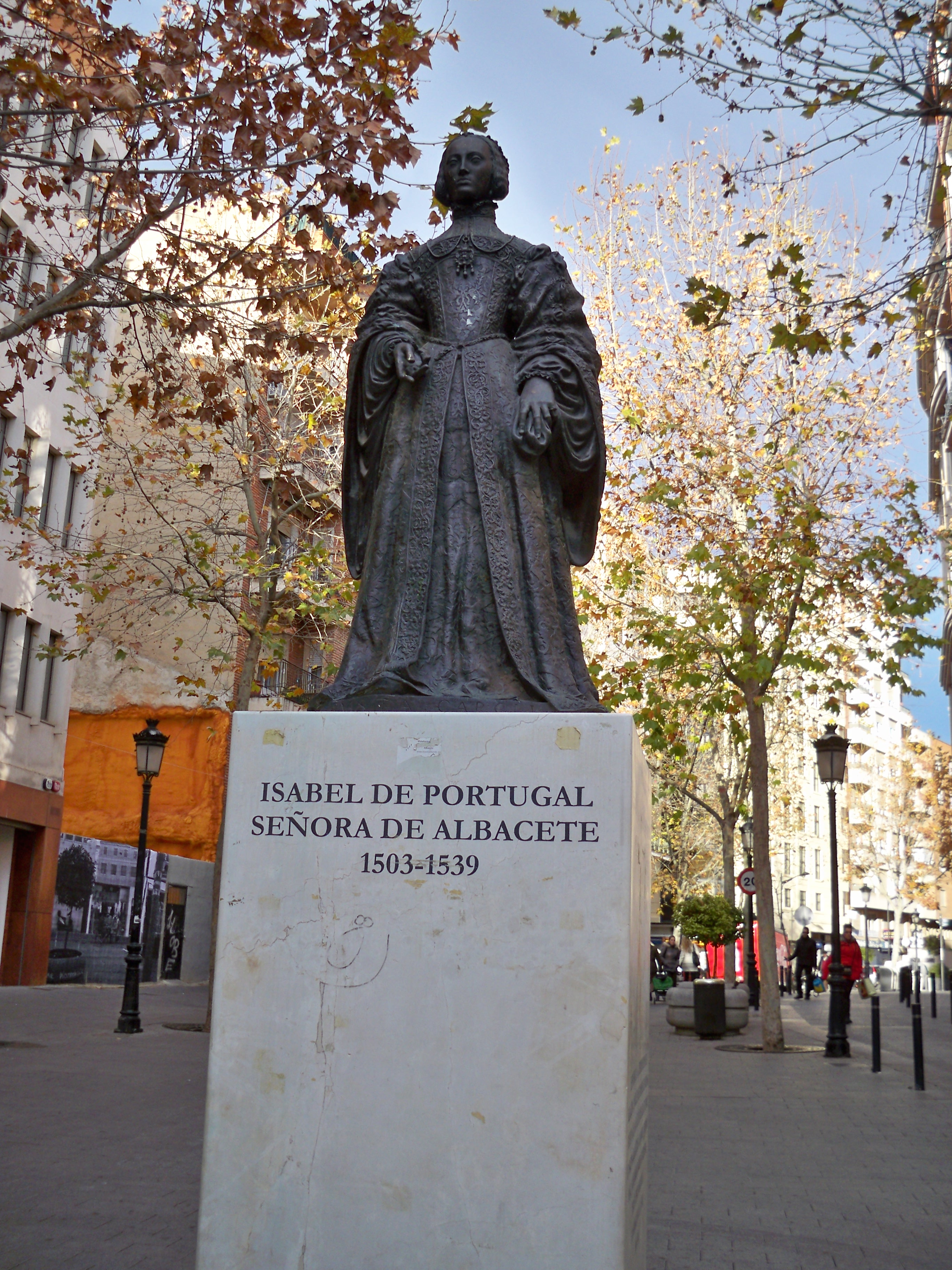
Estatua de Isabel de Portugal en pleno centro de Albacete

Durante el siglo XVI, Albacete continuó su lento aunque progresivo crecimiento, llegando a contar con 5000 habitantes. Durante este siglo, en 1526, Carlos I regaló el señorío de Albacete a su esposa, la emperatriz Isabel de Portugal, como presente de boda, permitiendo la instalación en la población de diversas órdenes monacales (franciscanos –conventos de San Francisco y de Franciscanas de la Encarnación–, justinianas –convento de San Lorenzo Justiniano– o agustinos –convento de San Agustín–), comenzando a erigirse también en esta época la iglesia de San Juan que posteriormente se convertiría en catedral.
Durante el siglo XVIII, Albacete se encontraba estructurado partiendo de tres núcleos: Alto de la Villa, El Cerrico y La Cuesta, con el límite situado al norte de la ciudad, en la actual autovía A-31. Los tres núcleos tenían una población de unos 8000 habitantes, que durante la guerra de sucesión española tomaron partido por el futuro Felipe V, el cual, en septiembre de 1710, concedió a la ciudad el privilegio de una feria franca (aunque esta ya se venía celebrando desde el siglo XIV).
Precisamente para este fin se acordó construir un recinto permanente en el paraje conocido como Santa Catalina, en las eras o ejidos situados al oeste de la villa (muy cerca del molino de El Acequión), en donde durante el siglo XVII se había establecido una comunidad de franciscanos que prestó reticencia a esta actuación mediante varios pleitos.

### Edad Contemporánea

#### SigloXIX
La localización de Albacete a finales del siglo XVIII aún era un lugar poco salubre debido a la gran cantidad de aguas estancadas, lo que propiciaba la aparición de enfermedades, por lo que las autoridades se plantearon dos proyectos para propiciar el desagüe de las mismas, iniciándose en 1805 la construcción del Real Canal de María Cristina.
La guerra de la Independencia Española (1808-1814) tuvo una importante incidencia en la ciudad. Entre otros hechos, el ejército napoleónico la saqueó en numerosas ocasiones.

Mapa judicial español en 1834

Durante este siglo también se sucedieron varias epidemias de cólera que retrasaron el crecimiento de la población, aunque numerosos hechos marcaron el devenir futuro de la ciudad. En 1822 se creó la provincia de La Mancha Alta, con capital en Chinchilla, de la que Albacete formó parte como un cantón de la misma. En 1833 se configuró, con algunas variantes, la actual provincia de Albacete a partir de territorios procedentes de las provincias de Cuenca, La Mancha y Murcia, logrando la ciudad el rango de capitalidad de la misma, a lo que se sumó el establecimiento por la reina María Cristina de la Real Audiencia Territorial en 1834 (órgano jurisdiccional que abarcaba las provincias de Albacete, Murcia, Ciudad Real y Cuenca), y la llegada del ferrocarril en 1855 gracias a la construcción de la línea entre Alcázar de San Juan y Cartagena cuyo trazado transcurría por Albacete.
Durante trece días, entre junio y julio de 1843, Albacete fue transitoria corte del regente del reino, Baldomero Espartero, quien, acompañado por una comitiva de unos 6000 soldados, llegó a la ciudad procedente de Madrid con el fin de sofocar las rebeliones que se produjeron contra su gobierno. En 1862, por decreto de la reina Isabel II, Albacete logró el rango de ciudad.
Ya en 1888 se inauguró el alumbrado eléctrico, y se empezó a asistir a la incipiente instalación de las primeras fábricas y talleres, que junto con las consecuencias de la desamortización de Mendizábal trajo consigo una gran variación en la forma de la ciudad, al aprovechar diversos conventos para configurar plazas como la del Altozano, y modificar el urbanismo de la ciudad.

#### SigloXX
Albacete contaba en 1900 con 21 512 habitantes, y presentaba unas tasas de crecimiento anual muy elevadas que se traducirán en nuevas infraestructuras. Además iniciaron su andadura, en el sector financiero, tanto el Banco de Albacete como una caja de ahorros, y se fueron desarrollando incipientes infraestructuras que permitieron el desarrollo de algunas pequeñas industrias como la metalurgia, la cuchillería o la alimentación, que potenciaron el crecimiento poblacional de la ciudad, que alcanzó cerca de 42 000 habitantes en 1930.

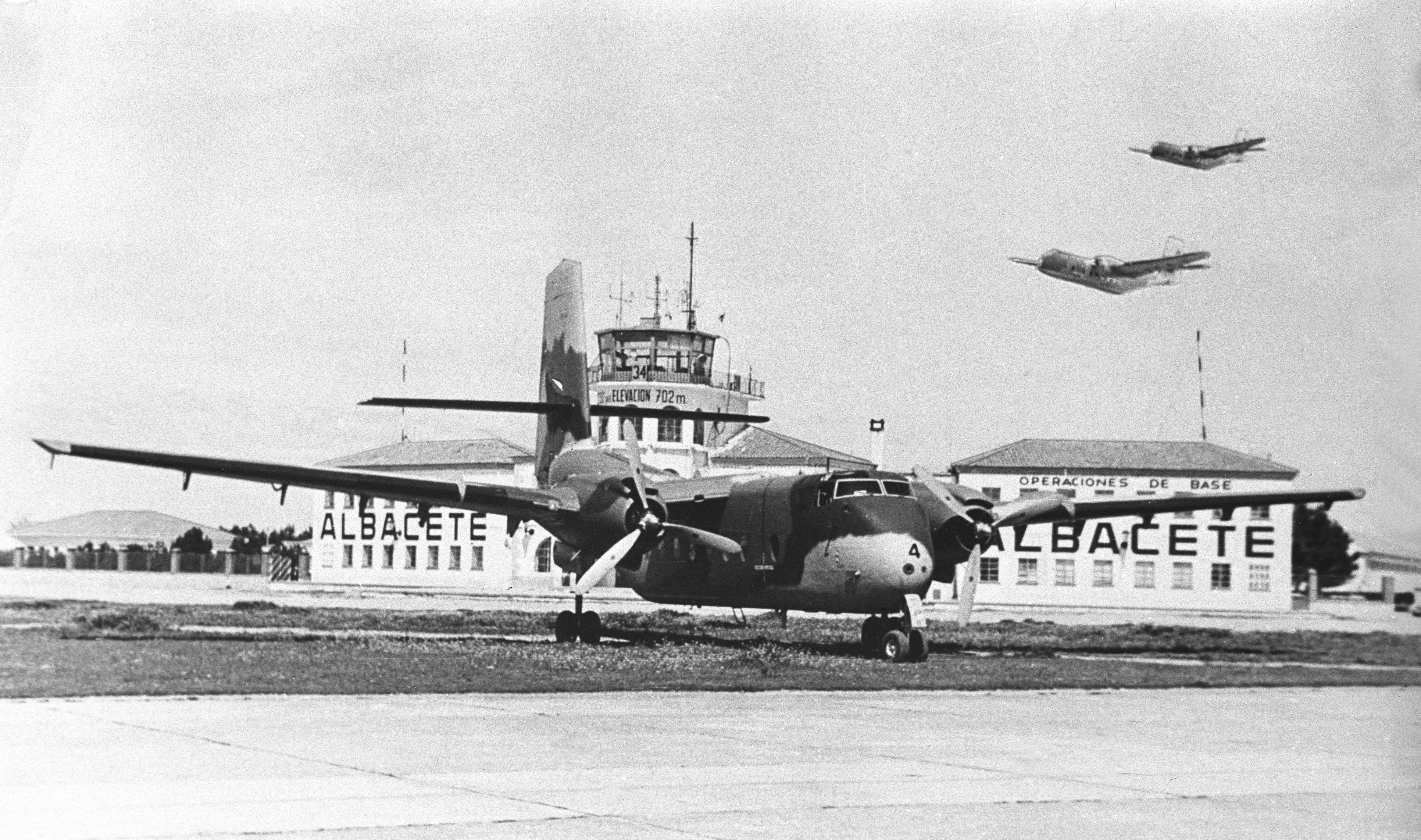
La tradición aeronáutica de Albacete se remonta a principios del, cuando se construyó el Aeródromo de La Torrecica, que se convirtió en la sede de la Compañía Española de Aviación, trasladada posteriormente a la Base Aérea de Los Llanos (en la imagen, 1965)

La historia de la aviación en Albacete comenzó en la segunda década del siglo XX con la construcción en 1916 de un aeródromo a las afueras de la ciudad (en la zona de Los Llanos y La Pulgosa), que se trasladó al paraje conocido como La Torrecica –aeródromo de La Torrecica– en 1923, convirtiéndose dicho centro en la sede de la Compañía Española de Aviación (CEA), encargada de la formación de los oficiales pilotos, y que dio un acento de apertura e innovación a la ciudad, y que se mantuvo operativa, en su faceta instructiva, hasta 1932 (aunque siguió activa al tráfico civil). Albacete se convirtió así en una de las cunas de la aviación española.
Durante la guerra civil española, debido a la estratégica situación de la ciudad como nudo de comunicaciones, Albacete se convirtió en el Cuartel General de las Brigadas Internacionales. Como el resto de España, sufrió con dureza los rigores de la guerra civil, siendo bombardeada en diversas ocasiones, destacando el bombardeo de la Legión Cóndor el 19 de febrero de 1937. Aún hoy en día se pueden ver las huellas de la guerra civil, convirtiéndose los refugios antiaéreos de la plaza del Altozano en el Centro de Interpretación de la Paz. Además, la ciudad alberga la sede del Centro de Estudios y Documentación de las Brigadas Internacionales.
Con el fin de la guerra, Albacete fue creciendo de forma progresiva, y superó los 64 000 habitantes en 1944. Estas cifras se tradujeron en un crecimiento del 2,14 % entre 1900 y 1930, y hasta un 4,2 % en la década entre 1930 y 1940.
Tras el acceso a la autonomía de Castilla-La Mancha, Albacete se convirtió en sede del Tribunal Superior de Justicia de Castilla-La Mancha en 1982, a lo que se sumó la implantación de la Universidad de Castilla-La Mancha a partir de 1985. En 1998 se proyectó la creación del campus biosanitario de la universidad con la instauración de la primera facultad de medicina en la historia de la región.

#### SigloXXI
El siglo XXI ha significado para la ciudad la consecución de una importante red de infraestructuras. En 2001 se instituyó el Defensor del Pueblo de Castilla-La Mancha. En 2007 el gigante aeronáutico Airbus levantó en la capital una planta de fabricación de helicópteros, que supuso la creación de un parque aeronáutico y logístico a su alrededor. En 2008 se estableció la Fiscalía de Castilla-La Mancha. En 2010 la ciudad celebró el tercer centenario de la confirmación de la Feria de Albacete por el rey Felipe V, habiendo adquirido el estatus de interés turístico internacional.
En 2015 se produjo un grave accidente aéreo en la Base Aérea de Los Llanos cuando un caza griego se estrelló contra otro avión en tierra ocasionando una explosión que causó la muerte de 16 personas, tratándose del accidente aéreo militar con mayor mortalidad en España desde 1984. También en 2015 la ciudad acogió el I Congreso Internacional de la Tauromaquia organizado por el Ministerio de Cultura con la presidencia de honor del rey Juan Carlos.
En 2020 el presidente del Gobierno, Pedro Sánchez, decretó el estado de alarma como consecuencia de la pandemia de COVID-19 que se cobró la vida de miles de personas en la capital, limitando la circulación de los ciudadanos, movilizando al ejército y creándose un hospital de campaña en la Facultad de Medicina de Albacete. En 2022 Albacete fue capital mundial de la cuchillería, donde se celebró la asamblea constituyente de la Asociación Mundial de Capitales de Cuchillería. También en 2022 el rey Felipe VI inauguró la Ciudad de la Justicia de Albacete.
El avión solar de Skydweller creado a través del proyecto Solar Impulse se desarrolló en el aeropuerto albaceteño en el primer cuarto del siglo XXI.
La ciudad fue elegida sede del Comité Político y de Seguridad de la Unión Europea (CPS), el encuentro al más alto nivel del Consejo Europeo sobre seguridad y protección ciudadana, que se celebrará en la capital manchega del 16 al 17 de noviembre de 2023 y que supone una de las reuniones más importantes de la presidencia española de la Unión Europea.

## Demografía
Albacete cuenta con una población de 174 137 habitantes (INE 2024).
| Gráfica de evolución demográfica de Albacete entre 1842 y 2021 |
| |
| Población de derecho según los censos de población del INE Población de hecho según los censos de población del INEEntre el censo de 2001 y el anterior, disminuye el término del municipio porque independiza a 02901 (Pozo Cañada) |

Albacete es la ciudad más poblada de Castilla-La Mancha, la capital de la submeseta sur más poblada tras Madrid y una de las ciudades de interior más pobladas del país.
Su evolución demográfica dibuja históricamente un crecimiento sostenido, algo ralentizado en la década de 1950, y muy marcado en los últimos años (+71 % entre 1970 y 2005, y el 13 % entre 2000 y 2008). En 1999 se produjo la segregación y posterior emancipación de Pozo Cañada del municipio de Albacete, erigiéndose como ayuntamiento independiente.
Personas nacidas en el extranjero
Del total de las 173 050 personas empadronadas en 2018, 13 072 habían nacido en el extranjero, representando el 7,5 % del total. Estas personas procedían de todos los continentes, siendo las colonias más numerosas los nacidos en Colombia (1724), Rumanía (1328), Bolivia (1150) y Marruecos (1146).
Los diez grupos más numerosos de personas nacidas en el extranjero y empadronadas en Albacete tan solo representan el 65,3 % del total.

### Urbanismo

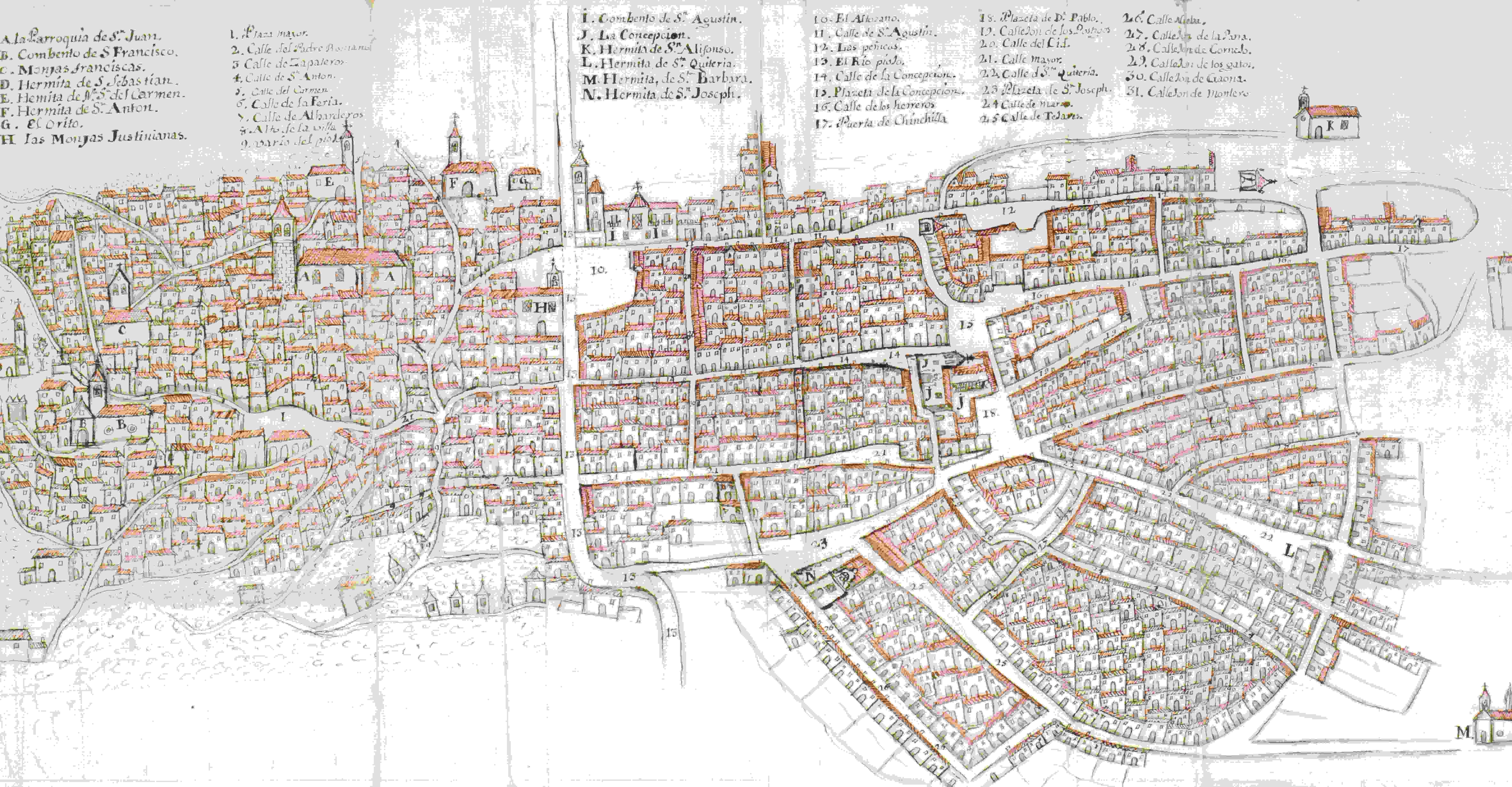
Plano urbano de la ciudad de Albacete de 1776

El desarrollo urbanístico de la ciudad de Albacete ha sido muy intenso a lo largo del siglo XX debido al aumento continuo de la población, que pasó de 21 512 habitantes en 1900 a 148 934 en el 2000. En el siglo XXI el crecimiento continúa, situándose las previsiones oficiales a que la ciudad aumente de manera significativa su población hasta 2033, y que los municipios colindantes con la capital tripliquen su actual población. Este aumento del número de habitantes se nutre principalmente de la inmigración de otras partes de la provincia de Albacete, de provincias limítrofes, y de la inmigración extranjera. Por ello, desde 2009 la Junta de Comunidades de Castilla-La Mancha está proyectando un Plan de Ordenación del Territorio del área de influencia de Albacete.

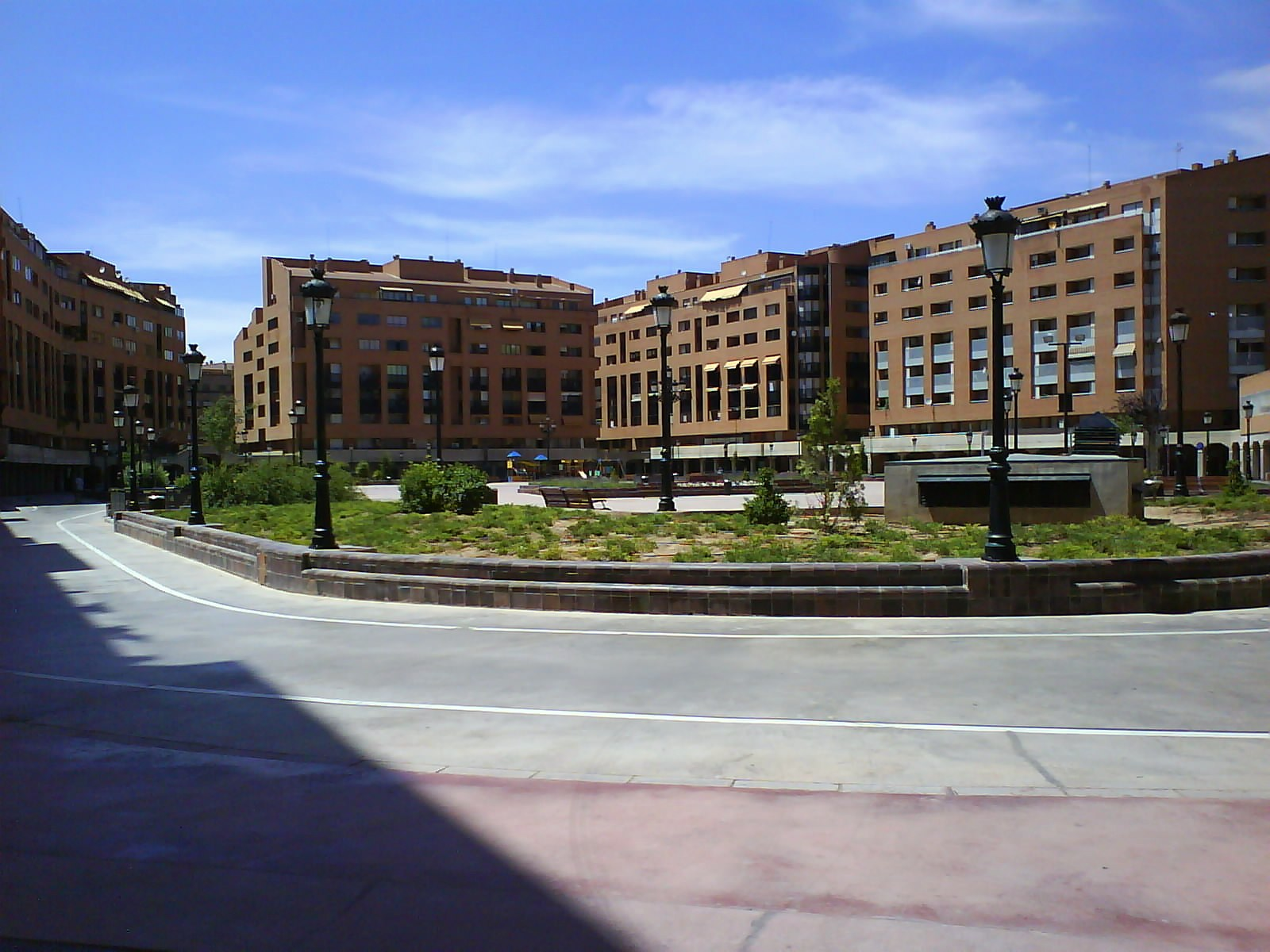
Actual plaza de La Mancha en el barrio de Villacerrada. Durante la Edad Media albergó una fortaleza árabe que controlaba el lugar

El actual espacio urbano de Albacete es fruto de la historia de la ciudad, un crecimiento intenso y desordenado, especialmente durante las décadas de los sesenta y setenta, que hubo de dar respuesta a un incremento exponencial de la demanda de vivienda, y que se articuló en torno a las principales vías de comunicación, con un centro histórico, un ensanche octogonal con barrios regulares y un extrarradio desgajado e inconexo, que los últimos planes urbanísticos tratan de modificar.
La ciudad actual y futura

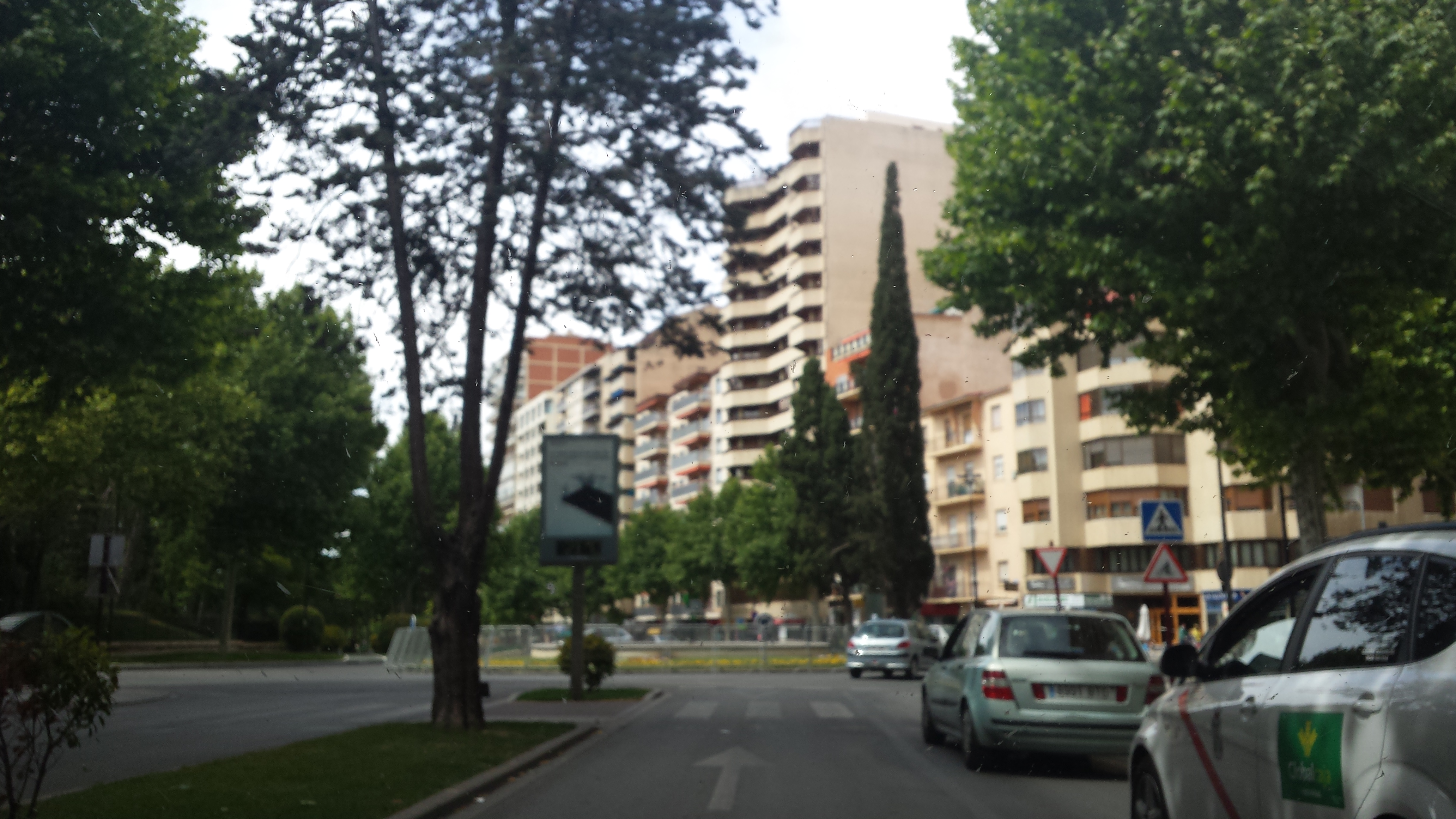
Avenida de España

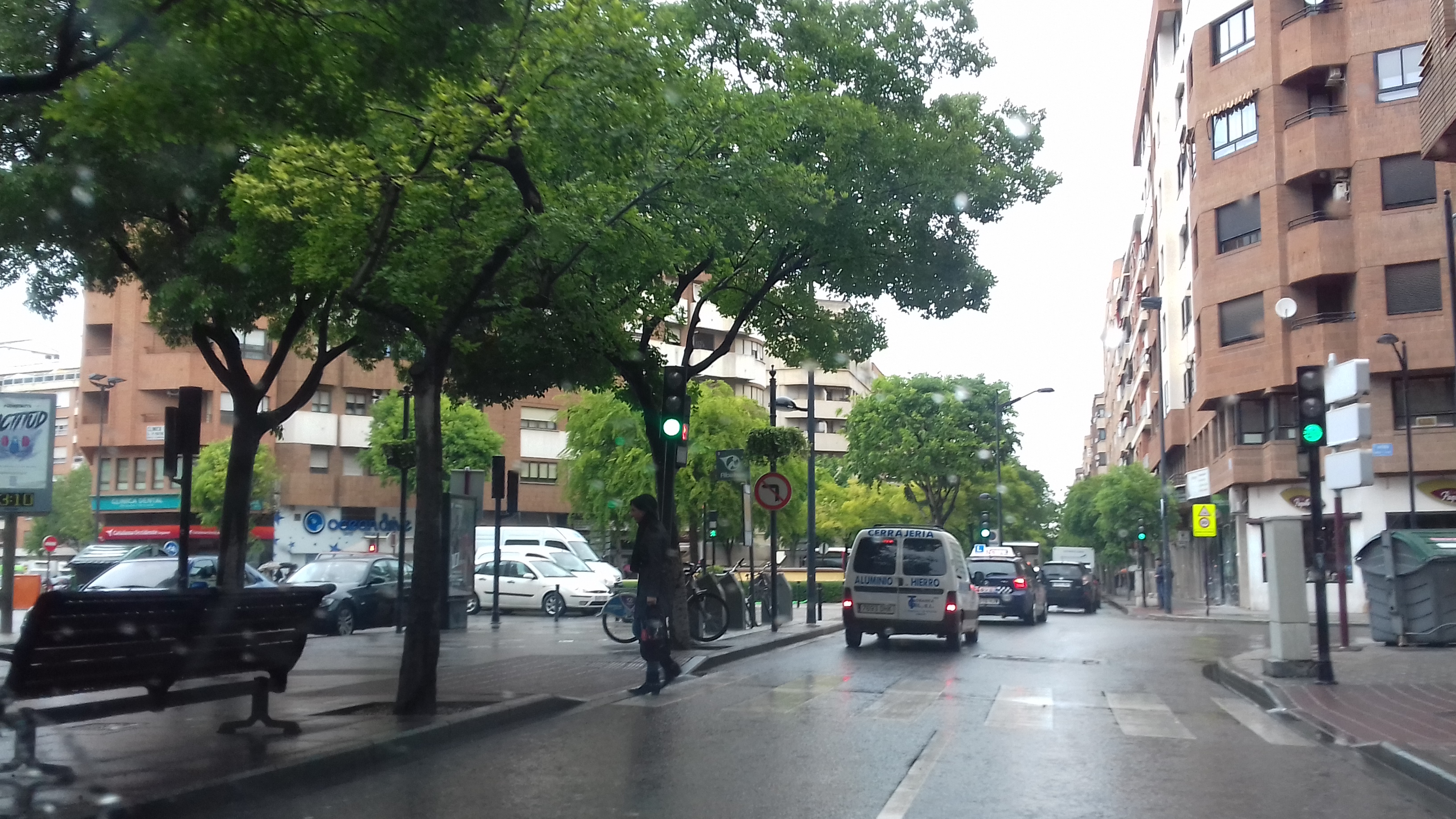
El entorno de las avenidas Isabel La Católica y Ramón Menéndez Pidal y la plaza de Isabel II constituyen uno de los centros comerciales abiertos de la ciudad, el Boulevard, y una de sus principales zonas de marcha, Los Titis

En 2008 la Junta de Comunidades, Universidad de Castilla-La Mancha, el Ayuntamiento de Albacete y el Instituto Tecnológico de Massachusetts realizaron un estudio sobre Desarrollo y planificación de Albacete y su entorno metropolitano, en donde se estima que hacia 2027, el área construida se habrá incrementado en 2,9 millones de metros cuadrados, con la expansión del núcleo urbano sobre la llamada «Y albaceteña» (corredor entre La Roda, Albacete y Chinchilla de Montearagón), y albergando a una población cercana a las 430 905 personas, lo cual convierte a esta zona en una de las de mayor proyección de toda Castilla-La Mancha (junto con la zona norte de la provincia de Toledo y este de la de Guadalajara).
En 2011, y atendiendo a los requerimientos del anterior estudio, se presentó un nuevo Plan de Ordenación Municipal (POM), que diseña una ciudad vertebrada en torno a cuatro grandes áreas, potenciando el papel geoestratégico de Albacete. Al norte se concentraría la zona industrial, fundamentalmente entre los parques empresariales de Campollano y Romica, con reserva de suelo en el noreste para la creación de una plataforma logística intermodal de transporte de mercancías por ferrocarril, a la par que se destinaría suelo a usos terciarios, especialmente servicios a empresas y a la administración, cuyos inmuebles podían ser los que den una nueva imagen a Albacete. El oeste de la capital contaría con zonas destinadas a viviendas de carácter unifamiliar, permitiendo la instalación de actividades económicas y evitando la creación de ciudades dormitorio, eso sí con unos requisitos de sostenibilidad.
Albacete es una de las ciudades de España con mejor accesibilidad para minusválidos.
Rascacielos
Albacete, conocida como La Nueva York de La Mancha, cuenta con edificios de altura. Así, la ciudad alberga el edificio más alto de Castilla-La Mancha: la torre del Agua, de 70 m de altura, seguida muy de cerca por la torre La Pajarita, de 68 m. A continuación se muestra la lista de los tres edificios más altos de Albacete en la actualidad, que son, a su vez, los tres edificios más altos de Castilla-La Mancha:
| Puesto | Edificio          | Altura |
| ------ | ----------------- | ------ |
| 1      | Torre del Agua    | 70 m   |
| 2      | Torre La Pajarita | 68 m   |
| 3      | Edificio Forestal | 65 m   |

## Economía

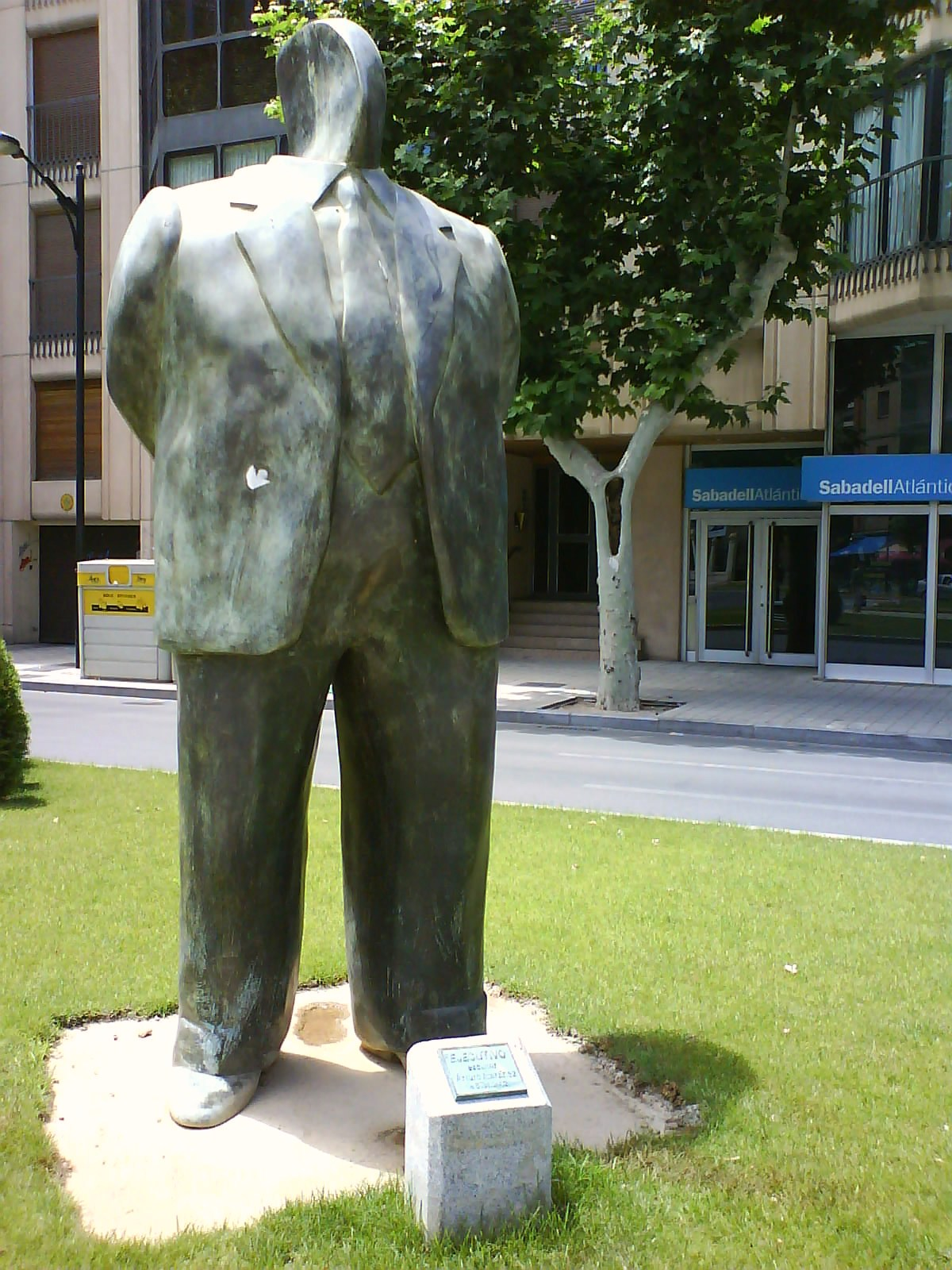
Escultura del Ejecutivo, en la plaza de Gabriel Lodares

Albacete es la primera economía de Castilla-La Mancha. La ciudad ha basado su economía históricamente en la actividad agroganadera, tal y como muestra la creación de una importante feria, otorgada por Felipe V que posteriormente derivó en la actual Feria de Albacete. La cuchillería también fue uno de los pilares de la industria albaceteña, especialmente con la llegada del ferrocarril a la ciudad a mediados del siglo XIX.
Actualmente Albacete basa su economía en el sector comercial y de servicios, siendo cabecera de una extensa área comercial que supera los 556 723 personas de 154 municipios, repartidos por las provincias de Albacete, Cuenca, Ciudad Real, Jaén, Alicante, Valencia y Murcia. La industria también es un motor importante generador de empleo en la ciudad, contando con extensas zonas industriales, incluido el sector aeronáutico.
Albacete cuenta con infraestructuras como el Palacio de Congresos, la Institución Ferial de Albacete (que acoge ferias regionales de importancia, de entre las que destaca Expovicaman), o el Parque Científico y Tecnológico de Castilla-La Mancha, en el que se encuentran, entre otros, el Centro de Emprendedores, el Instituto de Investigación en Informática de Albacete, el Instituto de Desarrollo Regional, el Centro de Automática y Robótica, el Instituto de Investigación en Energías Renovables o el Centro Regional de Investigaciones Biomédicas.
En lo referente a la renta disponible de los hogares albaceteños, entre 2003 y 2011 esta ha pasado de 8500 € a 12 400 €, lo que supone un incremento de 3904 €. A pesar de este crecimiento, Albacete se encuentra por debajo de la media nacional, establecida en 15 433 € en 2008 (entonces la de Albacete era de 12 382 €).

### Actividad empresarial y empleo
Empleo
En el periodo comprendido entre 2000 y 2008, el paro registrado en % de la población potencialmente activa fue inferior al 8 %. En mayo de 2012 el paro registrado fue del 23,31 %. La tasa de desempleo según la Eurostat en ese mes fue del 24,6 %.
Empresas
A finales de 2010, del total de empresas, el 78,8 % pertenecían al sector servicios, el 9,3 % a la construcción, el 8,1 % a industria y el 3,8 % al sector agrícola, lo cual nos da una idea de su distribución por sectores.

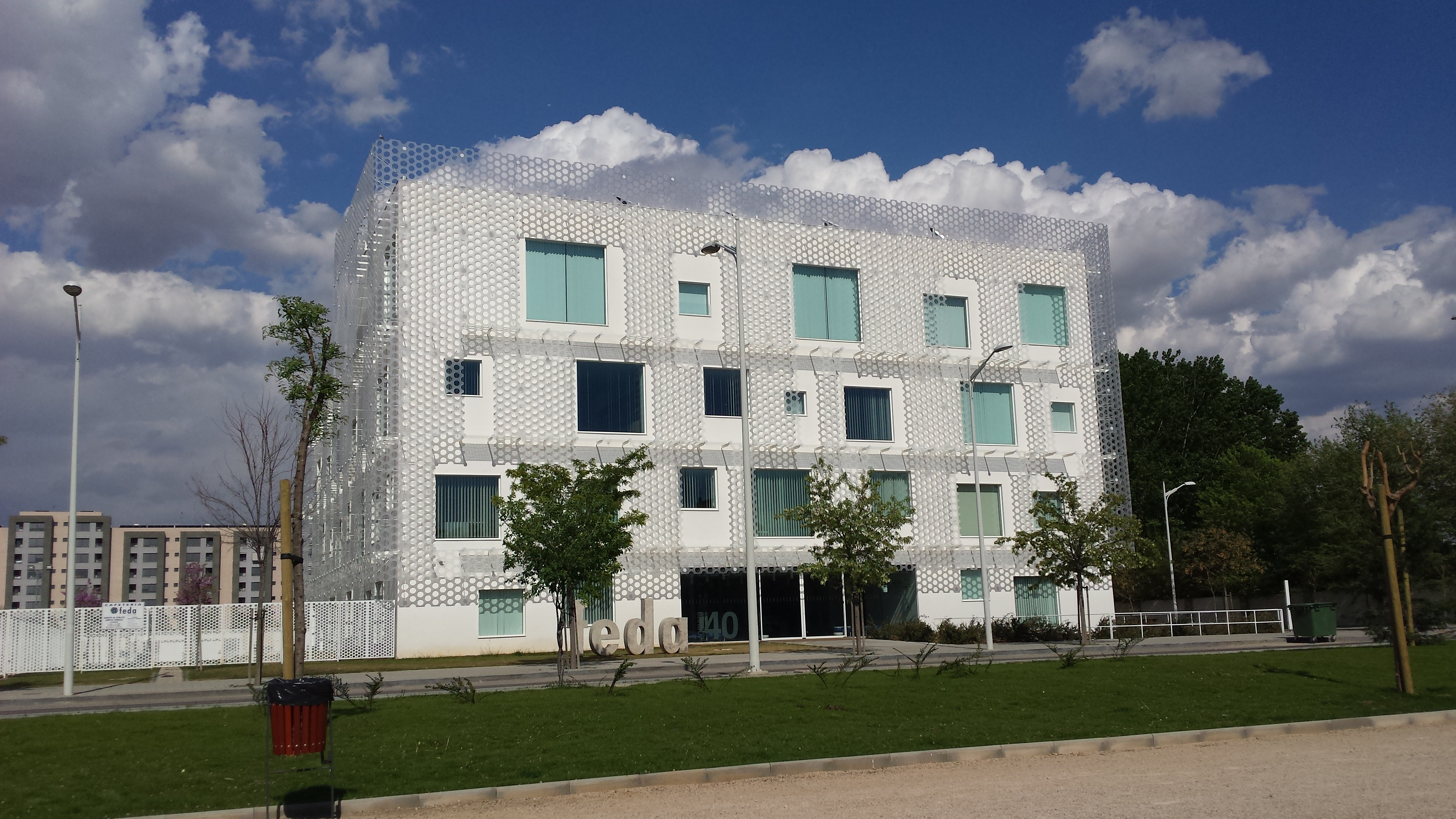
Sede de FEDA (Confederación de Empresarios de Albacete)

La capital alberga la sede de la Confederación de Empresarios de Albacete (FEDA), la organización que representa a los empresarios de Albacete y su provincia. FEDA organiza anualmente los Premios Empresariales San Juan, que reconocen a las mejores empresas y empresarios de la provincia de Albacete.
En la ciudad tiene también su sede la Cámara Oficial de Comercio e Industria de Albacete, fundada en 1899, que tiene como misión promover y defender los intereses de las empresas radicadas en la provincia de Albacete.
Además, la ciudad cuenta con el Centro Europeo de Empresas e Innovación (CEEI), situado en el Parque Empresarial Campollano. Esta institución, homologada por la Comisión Europea, impulsa la creación de nuevas empresas, especialmente innovadoras, potenciando nuevas líneas de actividad de apoyo a los emprendedores.

### Sector primario

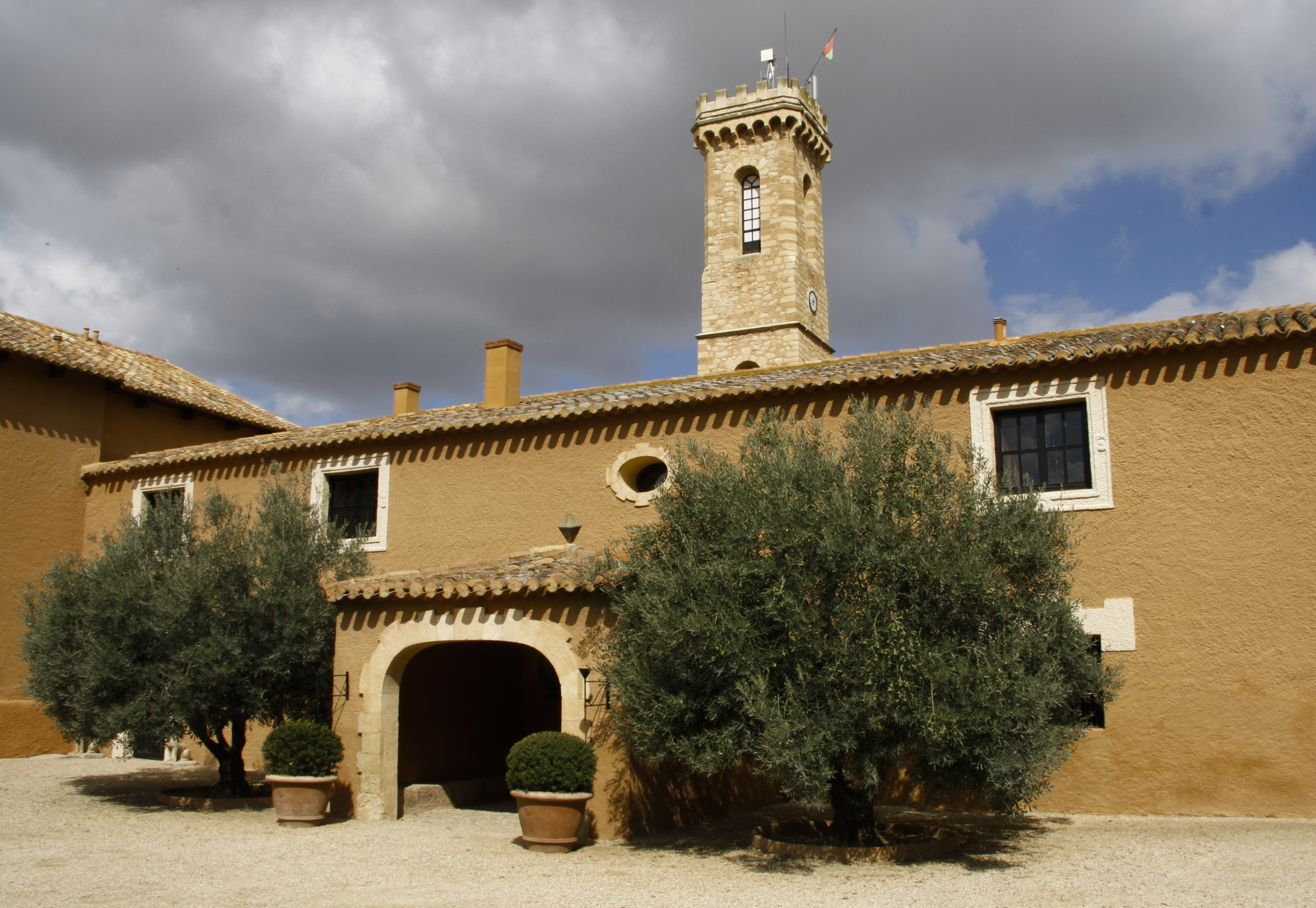
El queso albaceteño Gran Reserva Dehesa de Los Llanos fue elegido el mejor queso del mundo en los World Cheese Awards 2012. En este histórico lugar se apareció la Virgen de los Llanos, patrona de Albacete, en el y se levantó la ermita de la Virgen. En el, cuando los franciscanos fundaron un convento, la Feria de Albacete se trasladó a este lugar, cuya celebración coincidía con la romería que cada 8 de septiembre se realizaba a la ermita de la Virgen de los Llanos. En la actualidad pertenece al Marquesado de Paul

Albacete ha tenido siempre una tradicional vinculación con el sector agroganadero, gracias a su ubicación y extensión de su término; prueba de ello es el origen que tiene en este sector la Feria de Albacete y su recinto, cuyo primer cometido fue la actividad tradicional de exposición y venta de ganado.
Hoy día, el recinto ferial del IFAB celebra durante el mes de mayo Expovicaman, una de las ferias agrícolas y ganaderas más importantes de todo el país.
Además, el sector agrícola fue el principal motor de desarrollo de la industria albaceteña hasta la creación de las grandes superficies industriales de la capital.
La ciudad alberga el Instituto Técnico Agronómico Provincial de Albacete (ITAP), institución investigadora de alta tecnología cuya misión es la transferencia de tecnología y la investigación aplicada en los sectores agrícola, ganadero y alimentario.
Agricultura
El amplio territorio que ocupa el municipio de Albacete permite la instalación de amplios cultivos, y los datos de 2010 arrojan una cifra de 112 571 ha empleadas en explotaciones agrarias, de las que 93 880 ha son tierras labradas.
La importancia de los cultivos herbáceos se traduce en 91 653 ha, de entre las que destacan, según datos de 2008, el cultivo de cebada (24 247 ha), trigo (7390 ha) y maíz (6169 ha).
El Festival de la Rosa del Azafrán de Santa Ana rinde culto al azafrán que se cultiva en Albacete, igual que a la famosa patata las Fiestas de Exaltación de la Patata de El Salobral.
Ganadería
Tradicionalmente Albacete también ha sido tierra de importantes explotaciones ganaderas. Según datos de la Consejería de Agricultura de Castilla-La Mancha, las explotaciones más numerosas eran en 2010 las ovinas (8271), seguidas de las bovinas (2901) y las porcinas (1522). Respecto al número de ejemplares, en 2002 existían en el municipio de Albacete 130 372 cabezas de ganado ovino, que cuenta con la mayor cabaña de ovino de España, 32 880 de porcino, 3845 de bovino, 3188 de caprino y 2500 de ganado cunícola. Además de Expovicaman, en Albacete se celebra la Feria Internacional del Queso (Fiqab) con la colaboración de la denominación de origen protegida (DOP) queso manchego, la más importante del país. Esta se celebra en el histórico Recinto Ferial de Albacete. En este sentido, la ciudad alberga organismos como, por ejemplo, la sede de la Fundación Consejo Regulador de la Indicación Geográfica Protegida (IGP) Cordero manchego. Asimismo, cuenta con la granja experimental de ciervos más importante de Europa, perteneciente a la Universidad de Castilla-La Mancha.

### Sector secundario

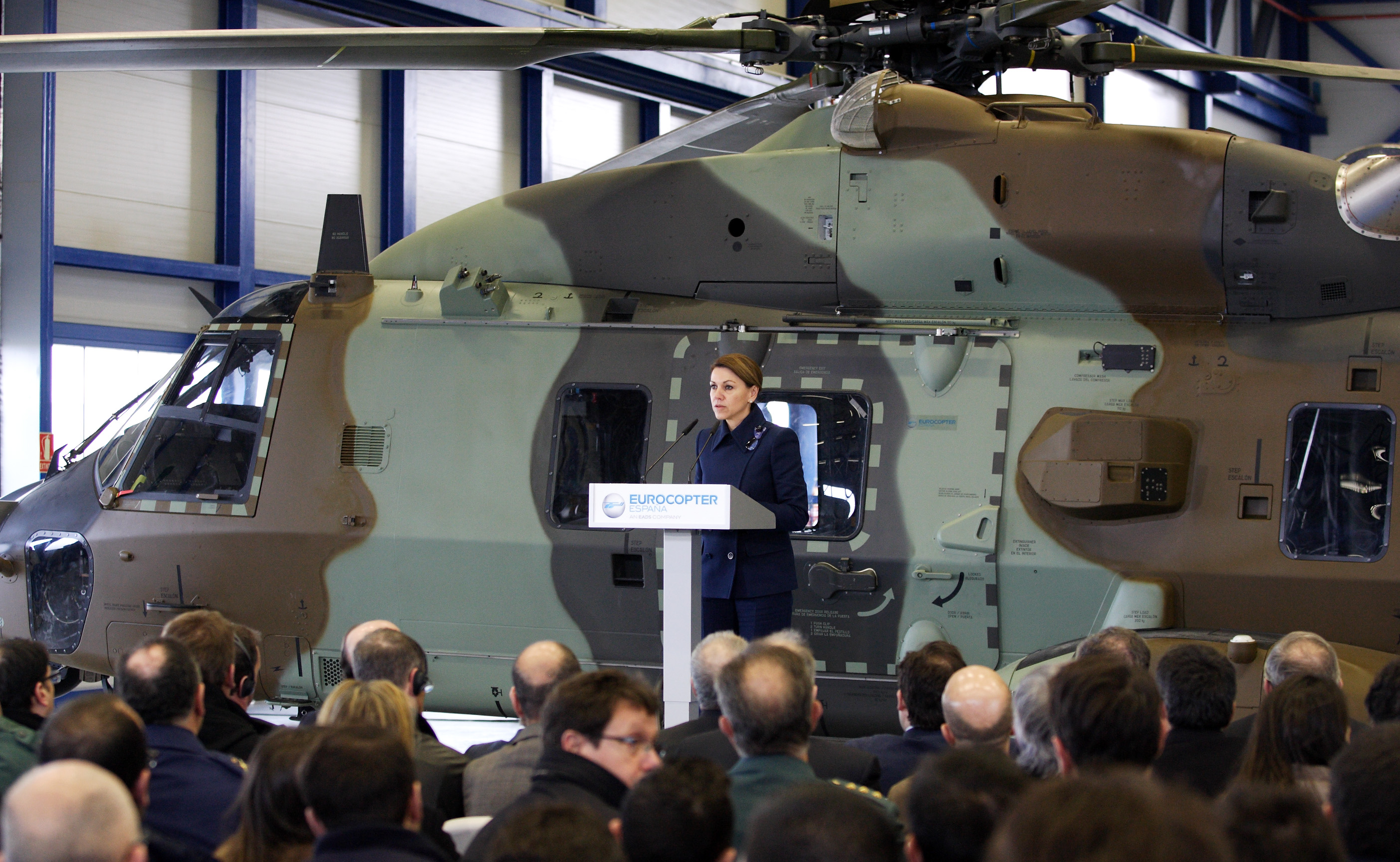
En Albacete se fabrican los helicópteros más avanzados del mundo

Desde 1980 se ha multiplicado en el municipio de Albacete el suelo destinado a industria. Si tradicionalmente la agroindustria ha sido el motor de desarrollo de la ciudad, durante los últimos 30 años la industria albaceteña ha ido abarcando nuevos sectores como la distribución logística, la aeronáutica, las energías renovables, el aluminio, el sector automovilístico o la robótica, a los que hay que sumar la biomedicina, la automática o las tecnologías de la información.
El municipio de Albacete cuenta con extensas zonas industriales como el Parque Empresarial Campollano o el Polígono Industrial Romica, a los que hay que sumar el polígono industrial de la automoción (creado alrededor de la sede de Ajusa, cerca del Circuito de Albacete), el Parque Aeronáutico y Logístico de Albacete (creado alrededor de la factoría y sede de Airbus Helicopters en España y en las inmediaciones del aeropuerto), y el Parque Científico y Tecnológico, a los que hay que sumar varios polígonos en municipios cercanos dentro del área metropolitana, donde se está produciendo una gran expansión industrial; muestra de ello son los polígonos industriales de Camporrosso o Los Molinos de Chinchilla de Montearagón, los de Garysol o Torobizco en La Gineta, el polígono del Salvador de La Roda, el del Villarejo de Madrigueras, el del Quijote de Mahora, el Parque Empresarial de Montalvos, los polígonos agroindustriales de Balazote o Tarazona de la Mancha, o el polígono de Barrax, todos ellos a menos de 40 kilómetros de la ciudad de Albacete.

### Sector terciario

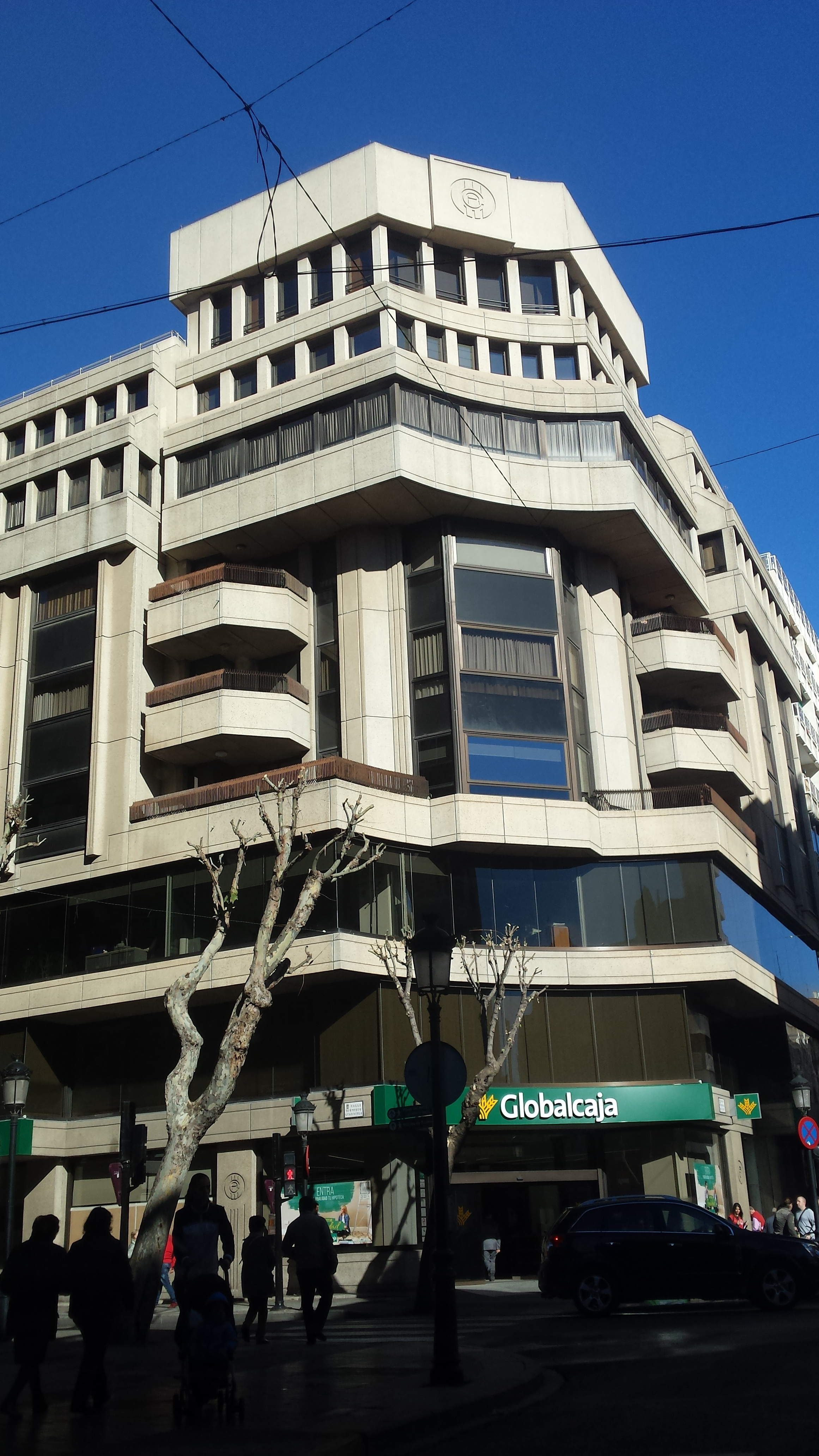
Sede central de Globalcaja, la mayor entidad financiera de Castilla-La Mancha, en el corazón financiero

El sector terciario ocupa actualmente una función primordial gracias al proceso de industrialización y crecimiento de la ciudad. En 2009, el 68,6 % de las empresas y el 67,9 % de los trabajadores estaban enmarcados en dicho sector. Especialmente destacan en este sentido el comercio, la banca y el turismo de negocios. En lo que respecta a la banca, Albacete alberga la sede central operativa de Globalcaja, la mayor entidad financiera de Castilla-La Mancha.

#### Comercio
La actividad comercial ocupa un lugar muy destacado para la ciudad. No en vano Albacete es la ciudad más comercial de Castilla-La Mancha. Entre las instituciones que regulan el comercio destaca la Cámara Oficial de Comercio e Industria de Albacete.
Áreas comerciales

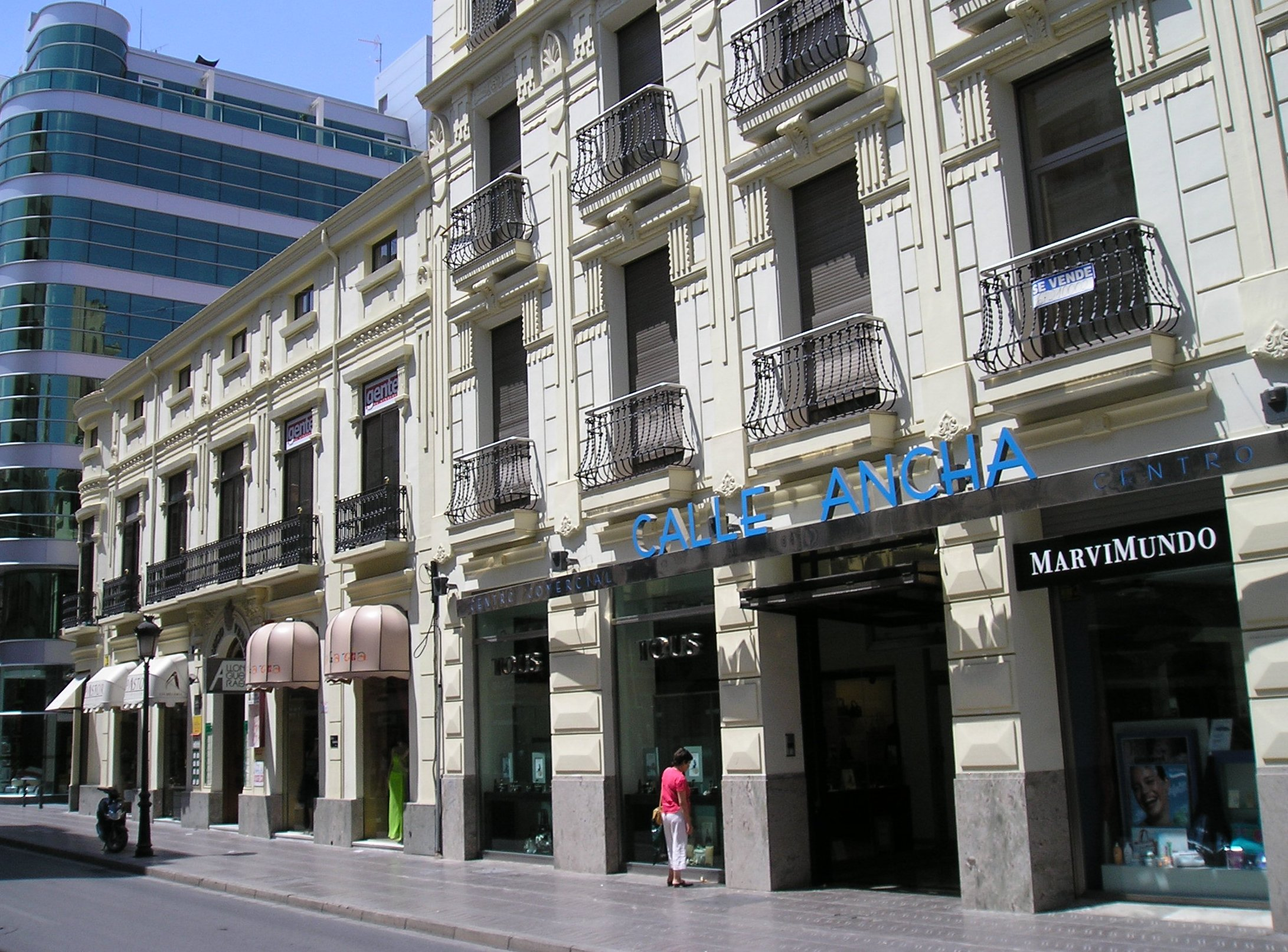
Centro Comercial Calle Ancha en la calle Tesifonte Gallego, conocida como la «milla de oro» de Albacete

En el centro de Albacete se halla el núcleo tradicional del comercio de la ciudad, especialmente en torno a la calle Ancha. En esa zona se encuentran pequeñas tiendas que conviven con los grandes almacenes y las franquicias de grandes cadenas de moda. Esos pequeños comercios se han agrupado en un centro comercial abierto Albacete Centro, que es el más grande de Castilla-La Mancha. Además, en la zona del Recinto Ferial y del boulevard también se ha constituido otro centro comercial abierto Centro Comercial Abierto Zona Boulevard.
Albacete cuenta con varios centros comerciales de diferentes características: Los Llanos, Albacenter, Imaginalia, El Corte Inglés (dos centros comerciales), Vialia, Val General y Calle Ancha.
Entre los mercados municipales destacan la Lonja de Albacete, el Mercado de Carretas y el Mercado de Villacerrada.

#### Turismo

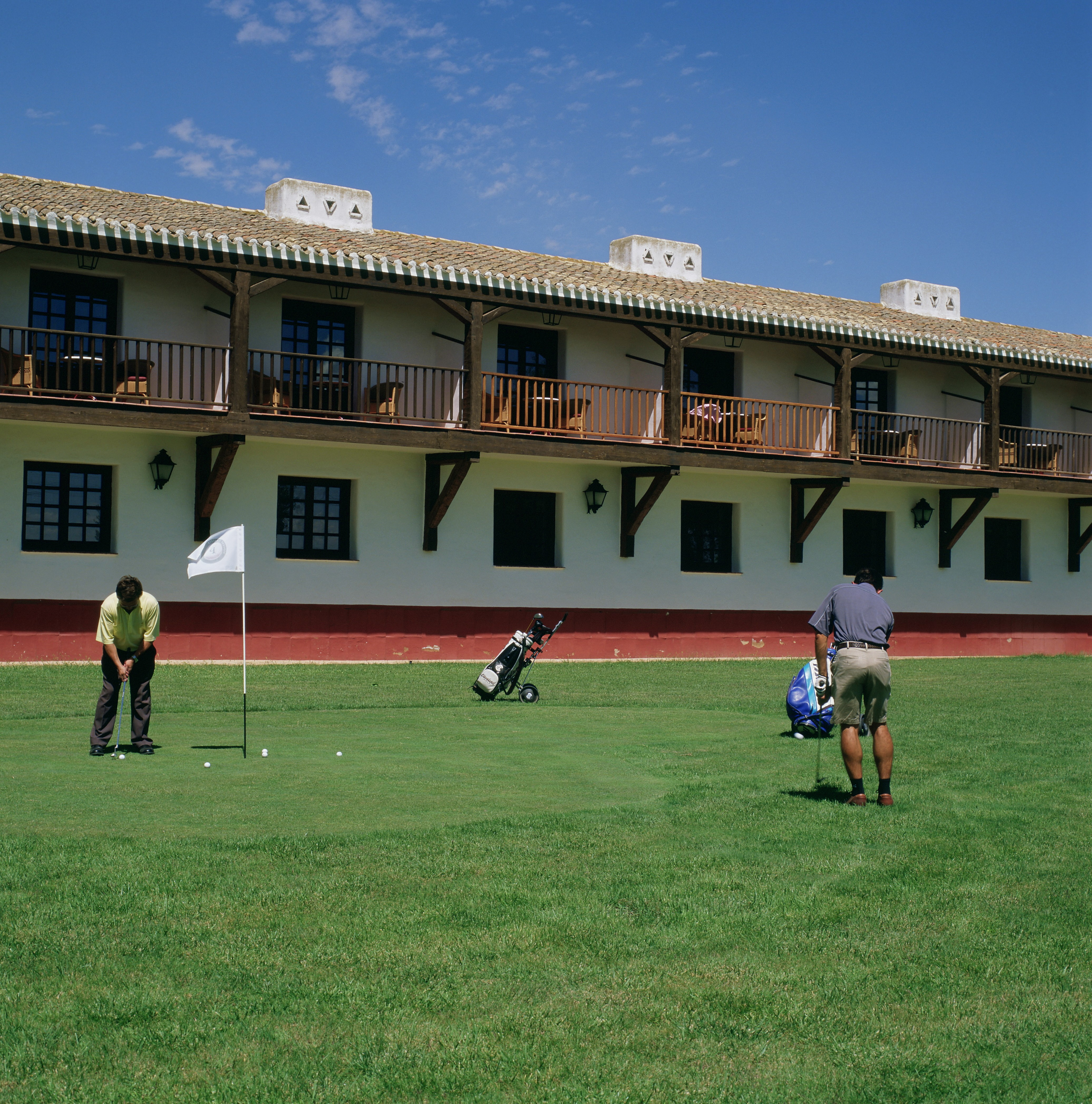
Parador de Albacete

El evento turístico más importante de la ciudad y la comunidad autónoma es la Feria de Albacete, declarada de Interés Turístico Internacional, que congrega a más de dos millones de visitantes. El turismo internacional está, además, favorecido, entre otras causas, por la Escuela de Pilotos TLP de la OTAN, que supone el despliegue de miles de personas al año en la ciudad.
La infraestructura hotelera de la ciudad es suficiente para alojar el número habitual de turistas que la visitan, aunque en fechas puntuales como las de la celebración de la feria es insuficiente para cubrir la demanda que se produce. En cuanto a los alojamientos, en el año 2011, la ciudad contaba con 1838 plazas, distribuidas por un parador nacional —el Parador de Albacete—, trece hoteles —como el emblemático Hotel Los Llanos—, cuatro hostales, y cuatro pensiones. Los bares y restaurantes tienen gran importancia en la economía local, debido a la variada cantidad de establecimientos dedicados a la restauración, ofreciendo una gran diversidad de sus cocinas en todos los estilos gastronómicos y categorías.
Turismo de negocios

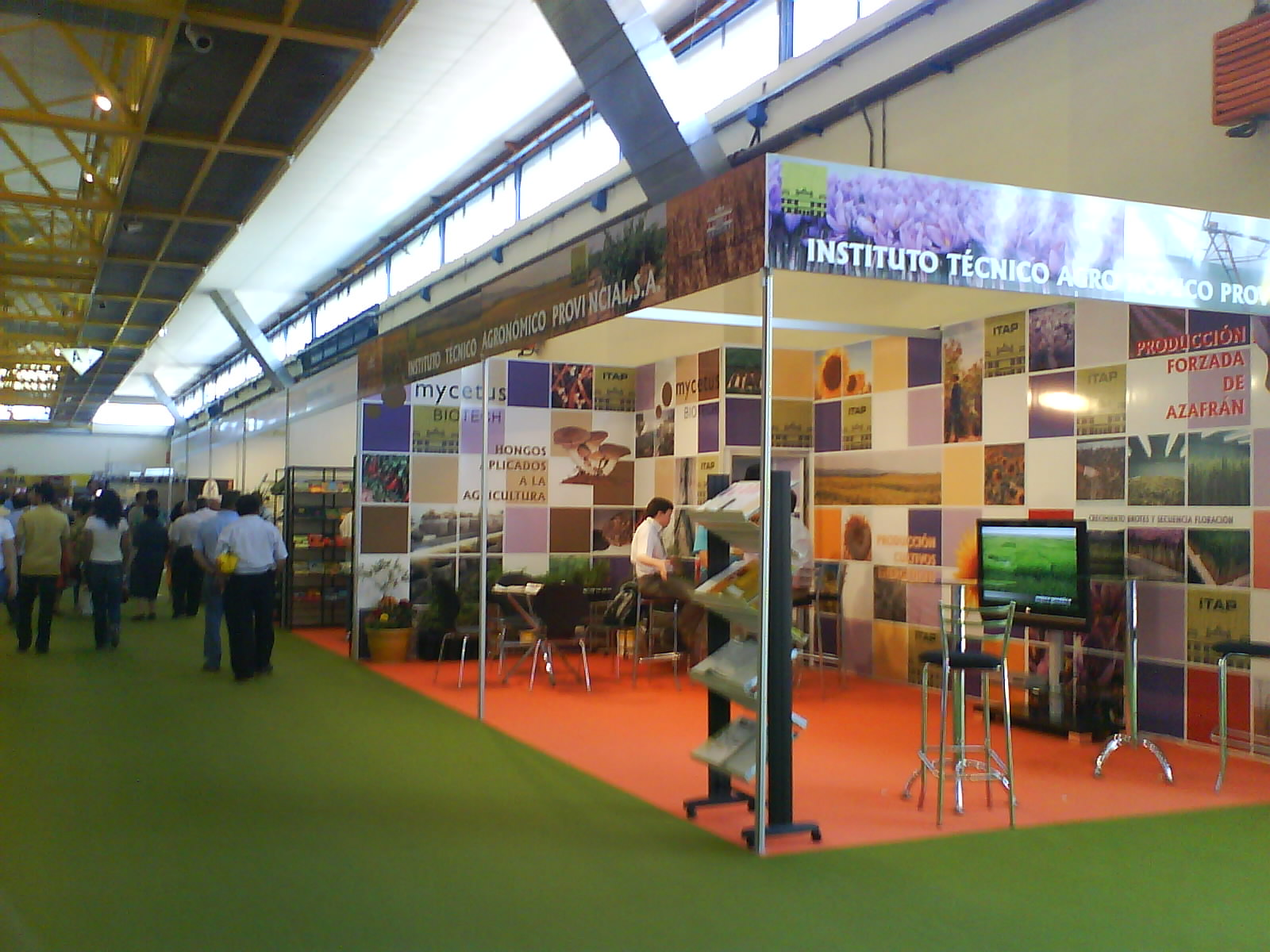
Interior de la sede de la Institución Ferial de Albacete

Albacete cuenta con una dilatada historia como ciudad de negocios desde la primera mitad del siglo XIV, y su feria agroganadera que se convirtió en punto de encuentro de gentes del sureste español. Su situación geográfica y sus buenas comunicaciones, unidas al carácter emprendedor de sus habitantes han acentuado esta capacidad. Un amplio e interesante calendario ferial y un moderno Palacio de Congresos, inaugurado en 2007, hacen de Albacete un destino turístico emergente del turismo de negocios.
Además, la Institución Ferial de Albacete (IFAB) organiza anualmente varios eventos que se celebran en el Palacio Ferial del IFAB como la Feria de Antigüedades Antigua, la Feria del Stock Comercia, Ferimotor (Feria del automóvil, motocicleta y vehículo industrial nuevos, usados y de ocasión), Expovicaman (Feria Agrícola y Ganadera de Castilla-La Mancha), Efenalba (Feria de la Eficiencia Energética y las Energías Renovables), Artesana (Feria de la artesanía de Castilla-La Mancha), la feria de la cuchillería de Albacete, Albanime (Salón anual de manga, anime y ocio alternativo), y Celebralia (Feria de bodas y celebraciones).

## Administración y política

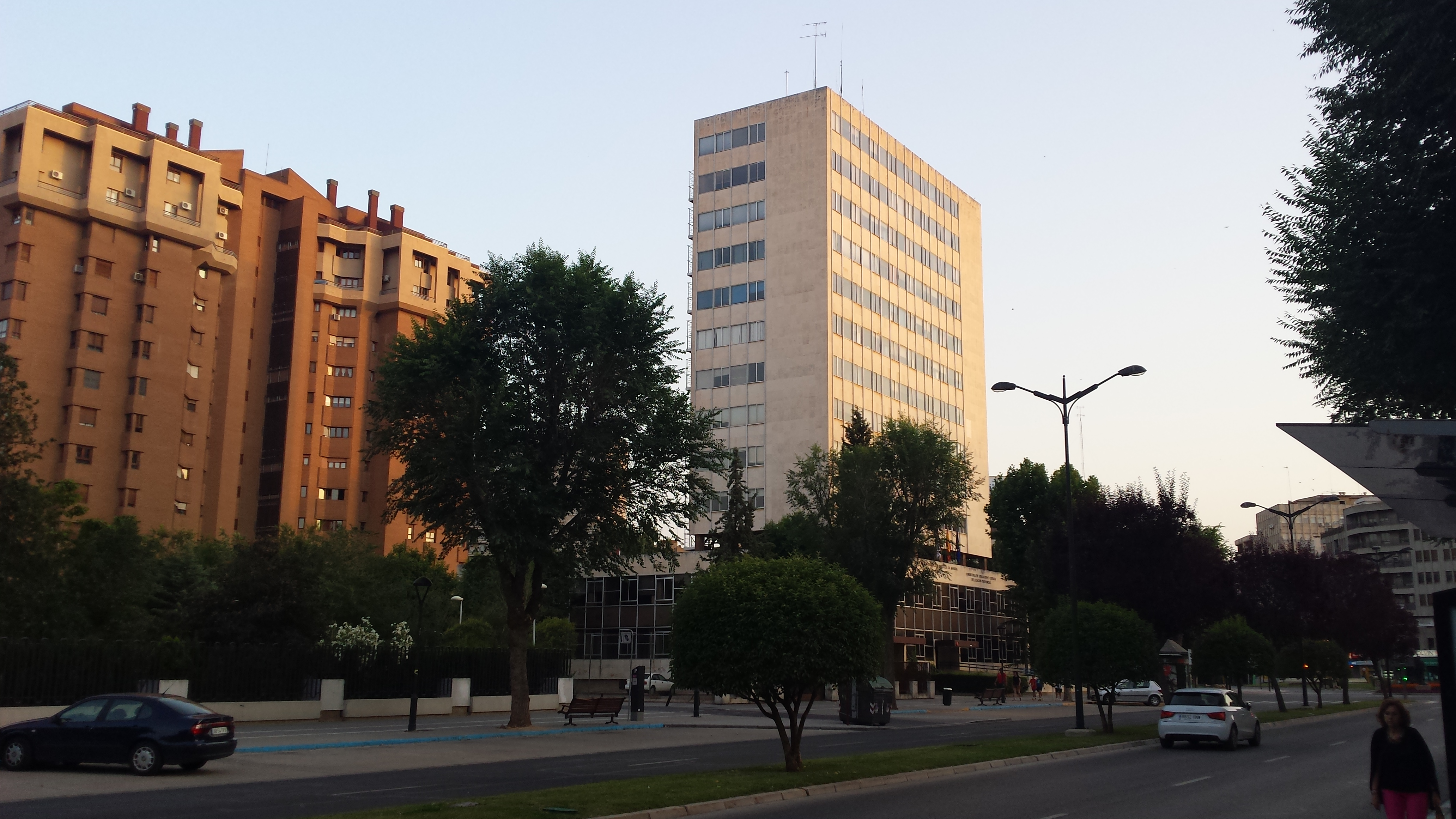
Torre de la Consejería de Educación, emblemático rascacielos

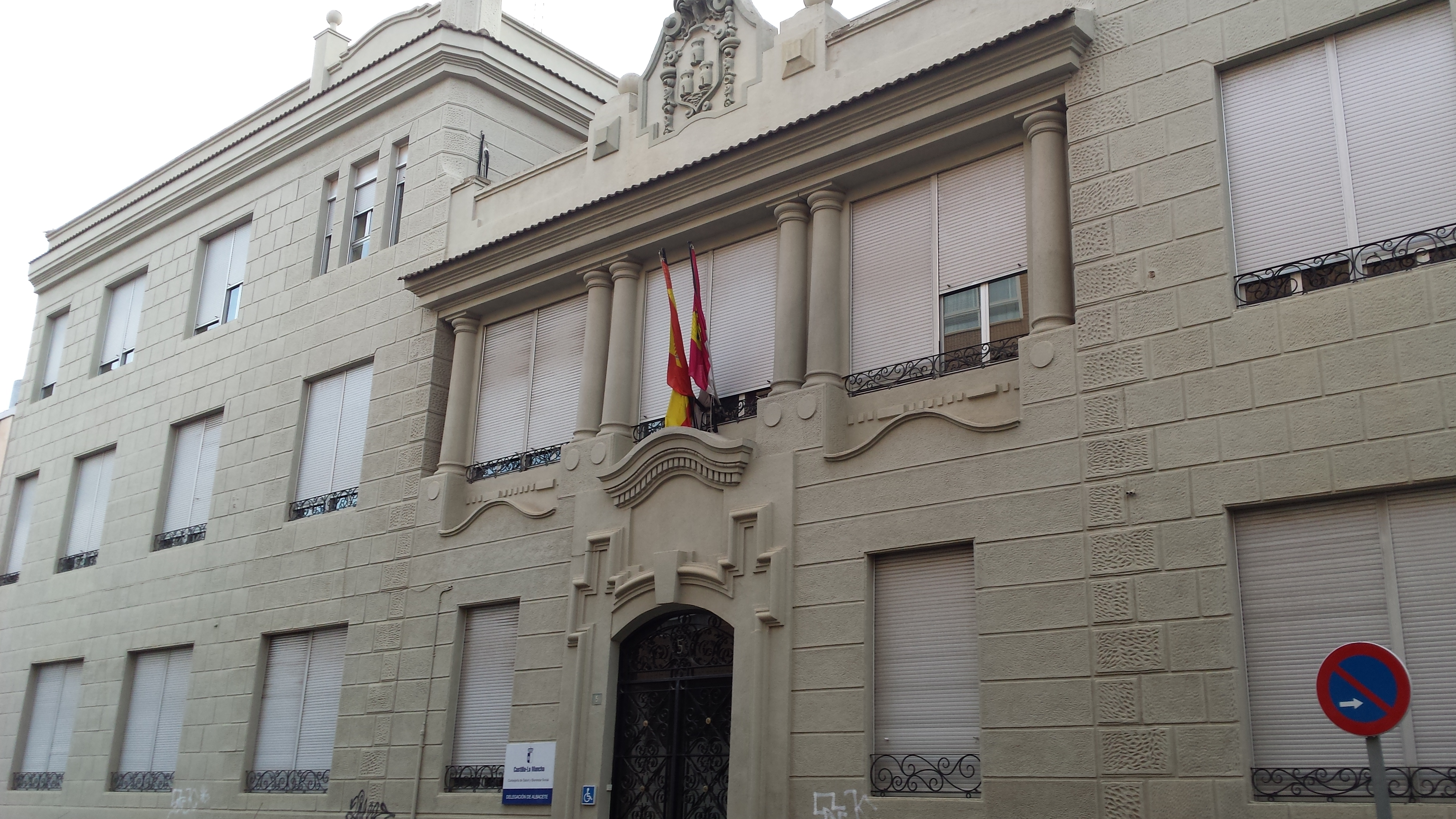
Instituto de Higiene, palacio que alberga la Consejería de Sanidad

### Capitalidad
La ciudad es la capital de la provincia de Albacete, y por tanto están ubicados en ella diferentes entes administrativos de ámbito provincial, autonómico, y del Gobierno central.
En el ámbito provincial destaca la Diputación de Albacete, que es el órgano de gobierno y administración autónoma de la provincia. Una de sus funciones fundamentales es colaborar en la gestión de la actividad municipal.
En el plano autonómico, la ciudad alberga la Delegación de la Junta de Comunidades de Castilla-La Mancha en Albacete, con sede en la Casa Perona, así como las diferentes Consejerías del Gobierno de Castilla-La Mancha.
El Gobierno de España cuenta como órgano central con la Subdelegación del Gobierno, antiguo Gobierno Civil, así como con los servicios periféricos del Estado (delegaciones provinciales de los diferentes ministerios).
Además, en la ciudad tienen su sede varios consulados, como uno de los cinco consulados de la República de Lituania en España, uno de los siete de la República de Paraguay, un consulado honorario de Rumanía o un consulado honorario de República Dominicana.

### Gobierno municipal

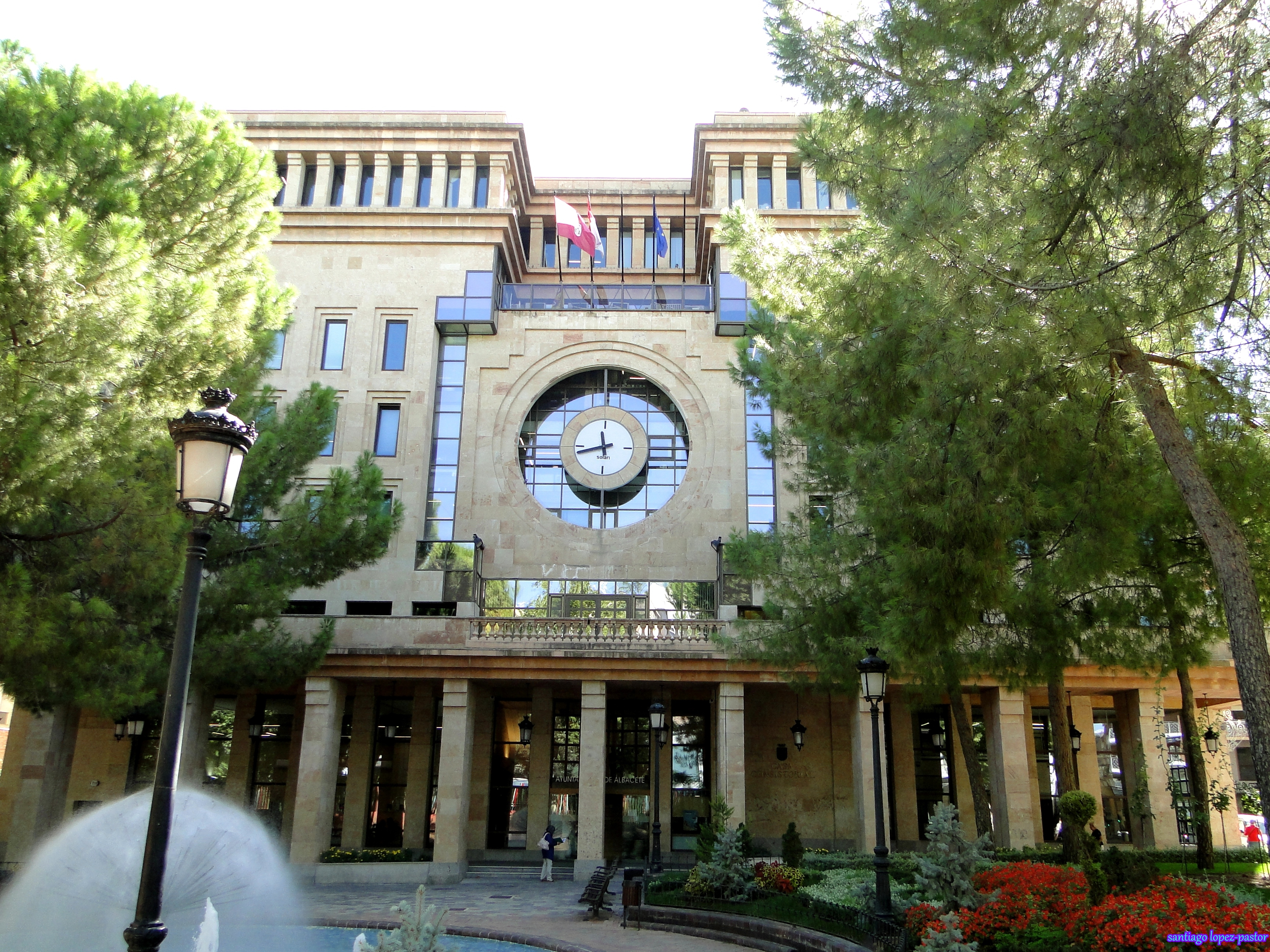
Casa consistorial de Albacete, sede del Ayuntamiento de Albacete

La administración local se realiza a través de un ayuntamiento, de gestión democrática, cuyos componentes se eligen cada cuatro años por sufragio universal. El censo electoral está compuesto por todos los residentes empadronados en el municipio de Albacete mayores de 18 años, de nacionalidad española y de los otros países miembros de la Unión Europea. Según lo dispuesto en la Ley del Régimen Electoral General, que establece el número de concejales elegibles en función de la población del municipio, la corporación municipal de Albacete está formada por 27 concejales.
| Periodo   | Nombre                  | Partido | Partido                                  |
| --------- | ----------------------- | ------- | ---------------------------------------- |
| 1979-1983 | Salvador Jiménez Ibáñez |         | Partido Socialista Obrero Español (PSOE) |
| 1983-1991 | José Jerez Colino       |         | Partido Socialista Obrero Español (PSOE) |
| 1991-1995 | Carmina Belmonte Useros |         | Partido Socialista Obrero Español (PSOE) |
| 1995-1999 | Juan Garrido Herráez    |         | Partido Popular (PP)                     |
| 1999-2008 | Manuel Pérez Castell    |         | Partido Socialista Obrero Español (PSOE) |
| 2008-2011 | Carmen Oliver Jaquero   |         | Partido Socialista Obrero Español (PSOE) |
| 2011-2015 | Carmen Bayod Guinalio   |         | Partido Popular (PP)                     |
| 2015-2017 | Javier Cuenca           |         | Partido Popular (PP)                     |
| 2017-2019 | Manuel Serrano López    |         | Partido Popular (PP)                     |
| 2019-2021 | Vicente Casañ           |         | Ciudadanos (CS)                          |
| 2021-2023 | Emilio Sáez Cruz        |         | Partido Socialista Obrero Español (PSOE) |
| 2023-act. | Manuel Serrano López    |         | Partido Popular (PP)                     |

| Partido político                                | 2023   | 2023  | 2023       | 2019   | 2019  | 2019       | 2015        | 2015        | 2015        | 2011   | 2011  | 2011       | 2007   | 2007  | 2007       |
| Partido político                                | Votos  | %     | Concejales | Votos  | %     | Concejales | Votos       | %           | Concejales  | Votos  | %     | Concejales | Votos  | %     | Concejales |
| Partido Popular (PP)                            | 33 343 | 38,18 | 12         | 24 799 | 29,93 | 9          | 29 351      | 33,48       | 10          | 46 383 | 52,13 | 16         | 33 121 | 43,46 | 13         |
| Partido Socialista Obrero Español (PSOE)        | 29 677 | 33,98 | 10         | 25 763 | 31,10 | 9          | 23 944      | 27,31       | 8           | 29 556 | 33,22 | 10         | 35 260 | 46,26 | 13         |
| Vox                                             | 13 440 | 15,38 | 4          | 5456   | 6,59  | 1          | 574         | 0,65        | 0           | —      | —     | —          | —      | —     | —          |
| Podemos-Izquierda Unida-Los Verdes (IU-LV)-Equo | 5242   | 6,00  | 1          | 8968   | 10,83 | 3          | Con Ganemos | Con Ganemos | Con Ganemos | 5561   | 6,25  | 1          | 4974   | 6,53  | 1          |
| Ciudadanos (CS)                                 | 2941   | 3,36  | 0          | 15 202 | 18,35 | 5          | 11 902      | 13,58       | 4           | —      | —     | —          | —      | —     | —          |
| Ganemos                                         | —      | —     | —          | 267    | 0,32  | 0          | 13 446      | 15,34       | 5           | —      | —     | —          | —      | —     | —          |

El ayuntamiento regula importantes asuntos como la planificación urbanística, los transportes, la recaudación de impuestos municipales, la gestión de la seguridad vial mediante la Policía Local, el mantenimiento de la vía pública (asfaltado, limpieza...) y de los jardines, etc. También es el responsable de la construcción de equipamientos municipales como polideportivos, bibliotecas y centros de servicios sociales. El actual gobierno de la ciudad se compone de la alcaldía, una vicealcaldía y 14 concejalías.
En los ámbitos nacional y autonómico, electoralmente, la ciudad se encuadra en la circunscripción electoral de Albacete.

### Organización territorial
Con la entrada en vigor de la Ley de Grandes Ciudades, el municipio de Albacete se ha dividido en seis distritos gracias al Reglamento Orgánico de Organización y Funcionamiento de los Distritos del Ayuntamiento de Albacete, coordinados por Juntas Municipales de Distrito, que integran a los diferentes barrios de la ciudad. Dichos distritos están compuestos por distintos barrios.
| Distrito                                   | Población (aprox) | Barrios integrantes |
| ------------------------------------------ | ----------------- | --- |
| Distrito 1                                 | 42 000            | Centro, Industria, La Pajarita, Nuestra Señora de Cubas, Santa Cruz, Los Llanos del Águila, Campollano, Polígono San Antón, San Antonio Abad y Villacerrada |
| Distrito 2                                 | 55 000            | Fátima (Ensanche), Franciscanos (Ensanche), Parque Sur, Pedro Lamata, San Pedro-Mortero, Santa Teresa, Casas Baratas, Sepulcro-Bolera y Vereda |
| Distrito 3                                 | 27 000            | Universidad, Hermanos Falcó, Hoya de San Ginés, Huerta de Monroy, Medicina, Hospital y Carretas-Huerta de Marzo |
| Distrito 4                                 | 6300              | La Estrella, La Milagrosa, Miguel Ángel Blanco y Polígono San Antón |
| Distrito 5                                 | 36 000            | Canal de María Cristina, Congo, El Pilar, Feria, Las Cañicas, Imaginalia y San Pablo |
| Distrito P (Extrarradio y barrios rurales) | 6200              | Abuzaderas, Aguas Nuevas, Argamasón, Bacariza, Campillo de las Doblas, Casa Capitán, Casa de las Monjas, Casa Grande, Cerro Lobo, El Salobral, La Pulgosa, La Torrecica, Los Anguijes, Los Llanos, Santa Ana, Tinajeros, Villar de Pozo Rubio, El Peñascal, Los Rosales, Santa Clara, El Pinatar, La Hoya de Casa Juárez, Las Palomas, Las Rosas, Osuna, San Juan, Vista Alegre, Huerta de Monroy, Altos de Escucha, Casas Viejas, El Plantío, La Florida, Las Viñas, Los Chopos, Los Prados, Molino Ojo de San Jorge, San Antonio, Aguacampada-Las Culebras, Centro, El Palo, El Trigal, Base Aérea de Los Llanos, Aguasol, La Pérgola, La Humosa, Riachuelos 1, Riachuelos 2, Miralcampo, Campoalegre y Pinares del Júcar |

#### Entidades y núcleos de población
Según el nomenclátor de 2016, el término municipal incluye, además de la capital municipal —la ciudad de Albacete—, una entidad local menor (Aguas Nuevas) y dieciséis barrios rurales (El Salobral, Santa Ana, Bacariza, Argamasón, Tinajeros, Campillo de las Doblas, Los Anguijes, Abuzaderas, Cerrolobo, Casa de las Monjas, Casa Capitán, Casa Grande, Los Llanos, La Pulgosa, La Torrecica y Villar de Pozo Rubio). Otros núcleos de población son: El Peñascal, Los Rosales, Santa Clara, El Pinatar, La Hoya de Casa Juárez, Las Palomas, Las Rosas, Osuna, San Juan, Vista Alegre, Huerta de Monroy, Altos de Escucha, Casas Viejas, El Plantío, La Florida, Las Viñas, Los Chopos, Los Prados, Molino Ojo de San Jorge, San Antonio, Aguacampada-Las Culebras, Centro, El Palo, El Trigal, Base Aérea de Los Llanos, Aguasol, La Pérgola, La Humosa, Riachuelos 1, Riachuelos 2, Miralcampo, Campoalegre y Pinares del Júcar.

#### Área metropolitana

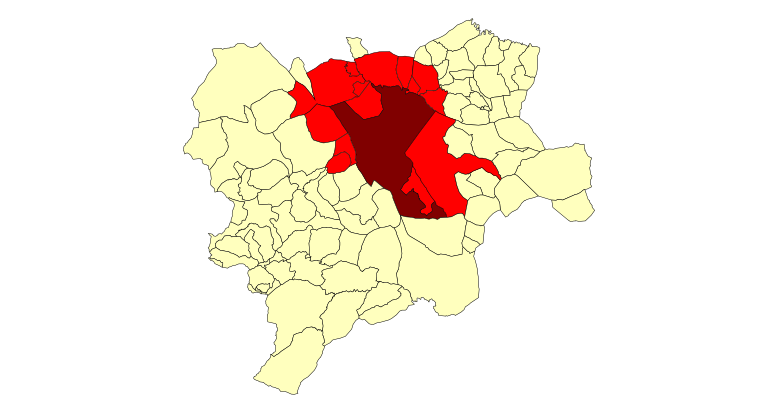
Extensión del área metropolitana de Albacete respecto a la provincia

El fenómeno demográfico en torno a la ciudad de Albacete denominado área metropolitana engloba actualmente a una población de 219 121 habitantes, entre la ciudad y las poblaciones cercanas, tratándose de una de las zonas con mayor crecimiento, proyección y expansión de todo el sureste español.
El área metropolitana de Albacete está formada por Albacete y otros catorce municipios cercanos a la capital: La Roda, Tarazona de la Mancha, Madrigueras, Chinchilla de Montearagón, Pozo Cañada, La Gineta, Balazote, Barrax, Valdeganga, Mahora, Motilleja, Fuensanta, La Herrera y Montalvos.

### Justicia

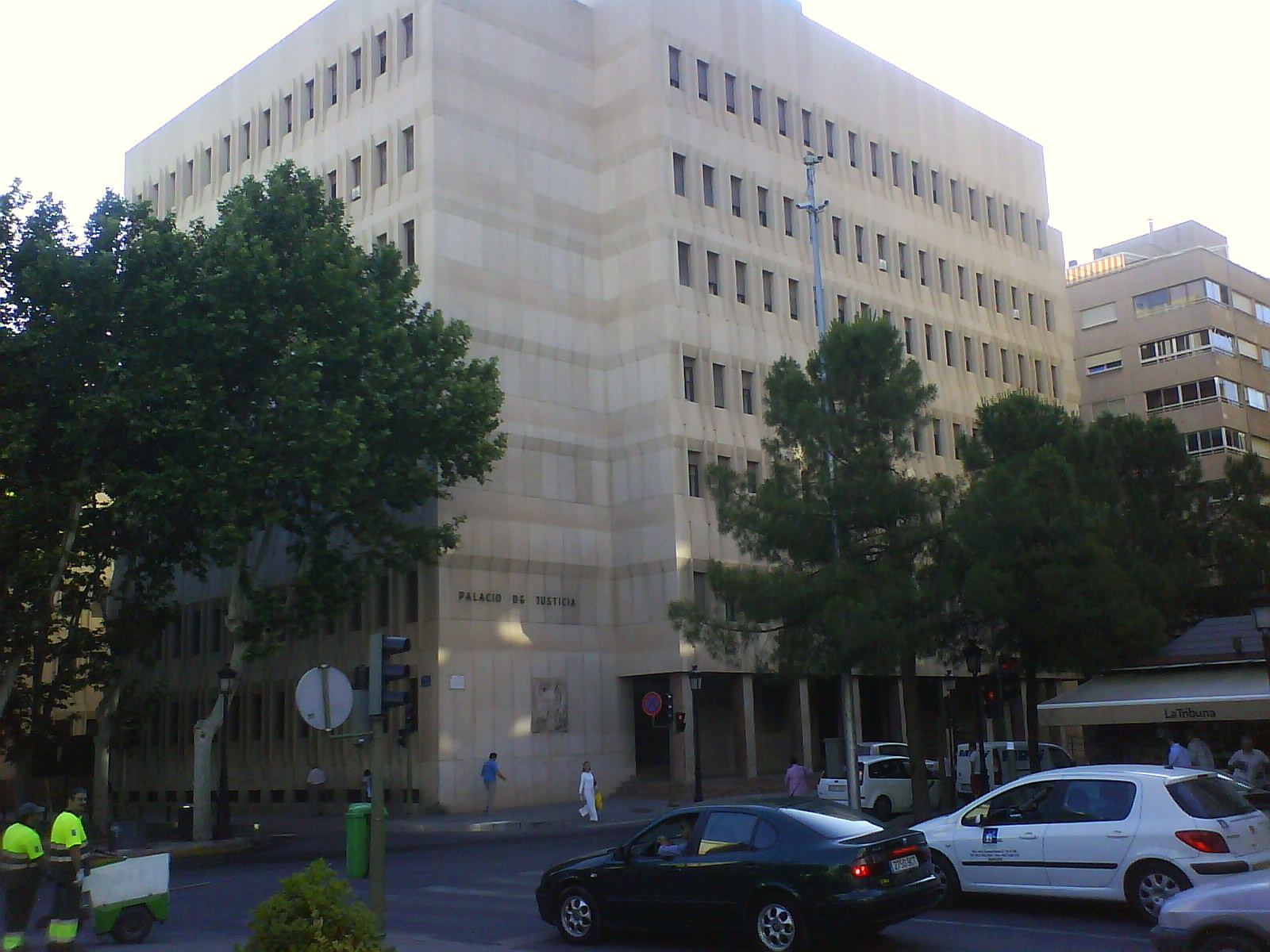
Palacio de Justicia de Albacete, en el kilómetro cero de la capital

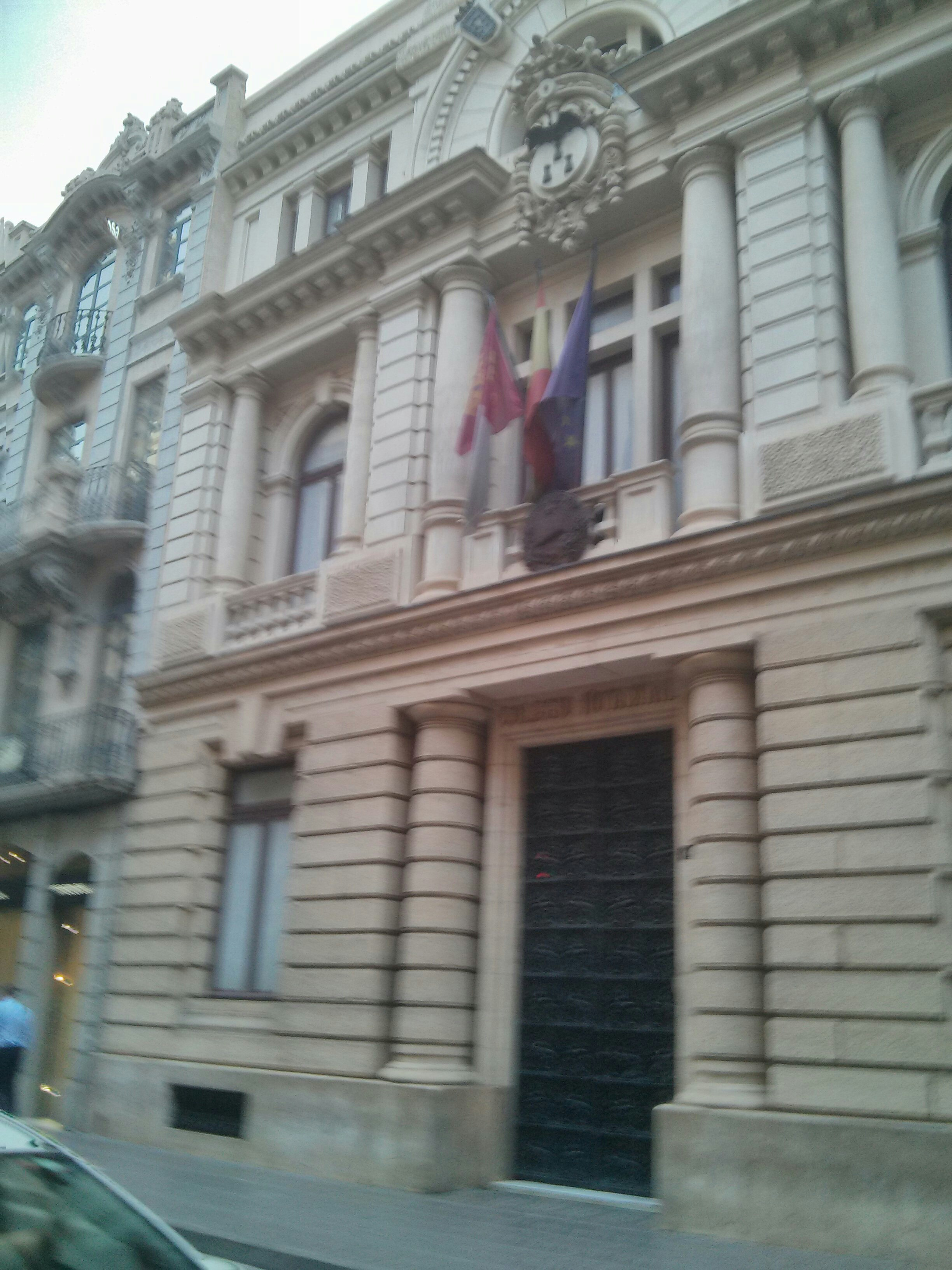
Colegio Notarial, sede del Colegio Notarial de Castilla-La Mancha

Albacete es sede del Tribunal Superior de Justicia de Castilla-La Mancha (TSJCLM), el máximo órgano del poder judicial de la comunidad autónoma, tal y como estableció su Estatuto de Autonomía en 1982. Su actual presidente es, desde 2005, Vicente Rouco, primera autoridad judicial de Castilla-La Mancha. La alta corte, creada en 1989, tiene su sede en el Palacio de Justicia de Albacete, situado en pleno centro de la capital. Se compone de los siguientes órganos: la Presidencia, la Sala de Gobierno, la Sala de lo Civil y Penal, la Sala de lo Contencioso-Administrativo, la Sala de lo Social y la Sala Especial.
Como sede de las instituciones judiciales, Albacete es sede también de la Fiscalía de Castilla-La Mancha, máximo órgano del Ministerio Fiscal en la comunidad. El actual fiscal superior de la región es, desde 2021, Emilio Manuel Fernández García.
La ciudad acoge también el Instituto de Medicina Legal y Ciencias Forenses de Albacete, Cuenca y Guadalajara, cuyo ámbito de actuación corresponde a las tres provincias. Además, la capital castellano-manchega alberga las sedes del Consejo de la Abogacía de Castilla-La Mancha y del Colegio Notarial de Castilla-La Mancha.
La larga tradición jurídica de Albacete se remonta a 1834, cuando la reina María Cristina de Borbón-Dos Sicilias creó la Real Audiencia de Albacete, que extendía su jurisdicción sobre las provincias de Albacete, Ciudad Real y Cuenca y sobre la Región de Murcia.
Asimismo, la ciudad alberga la Audiencia Provincial de Albacete, órgano judicial superior de la provincia, creado en el siglo XIX, y es cabeza del partido judicial de Albacete, el partido judicial número 1 de la provincia, cuya demarcación comprende la ciudad y 15 municipios de su entorno, fundamentalmente de su área metropolitana, a los que se suma un Decanato.
La infraestructura judicial se completa con dos Juzgados de lo Contencioso-Administrativo, tres Juzgados de Instrucción, un Juzgado de Menores, uno de Violencia sobre la Mujer, tres de lo Penal, ocho de Primera Instancia o tres Juzgados de lo Social. En este sentido hay que tener en cuenta que la comunidad autónoma de Castilla-La Mancha no ejerce las competencias en materia de justicia. Todos los órganos judiciales unipersonales de la ciudad se concentran en la Ciudad de la Justicia de Albacete.
Además, la ciudad alberga el Centro Penitenciario de Albacete, más conocido como Cárcel de La Torrecica, creado en 1981, el Centro Regional de Menores y Jóvenes Albaidel, que nació en 1993, y el Centro de Menores Arco Iris.

### Defensa

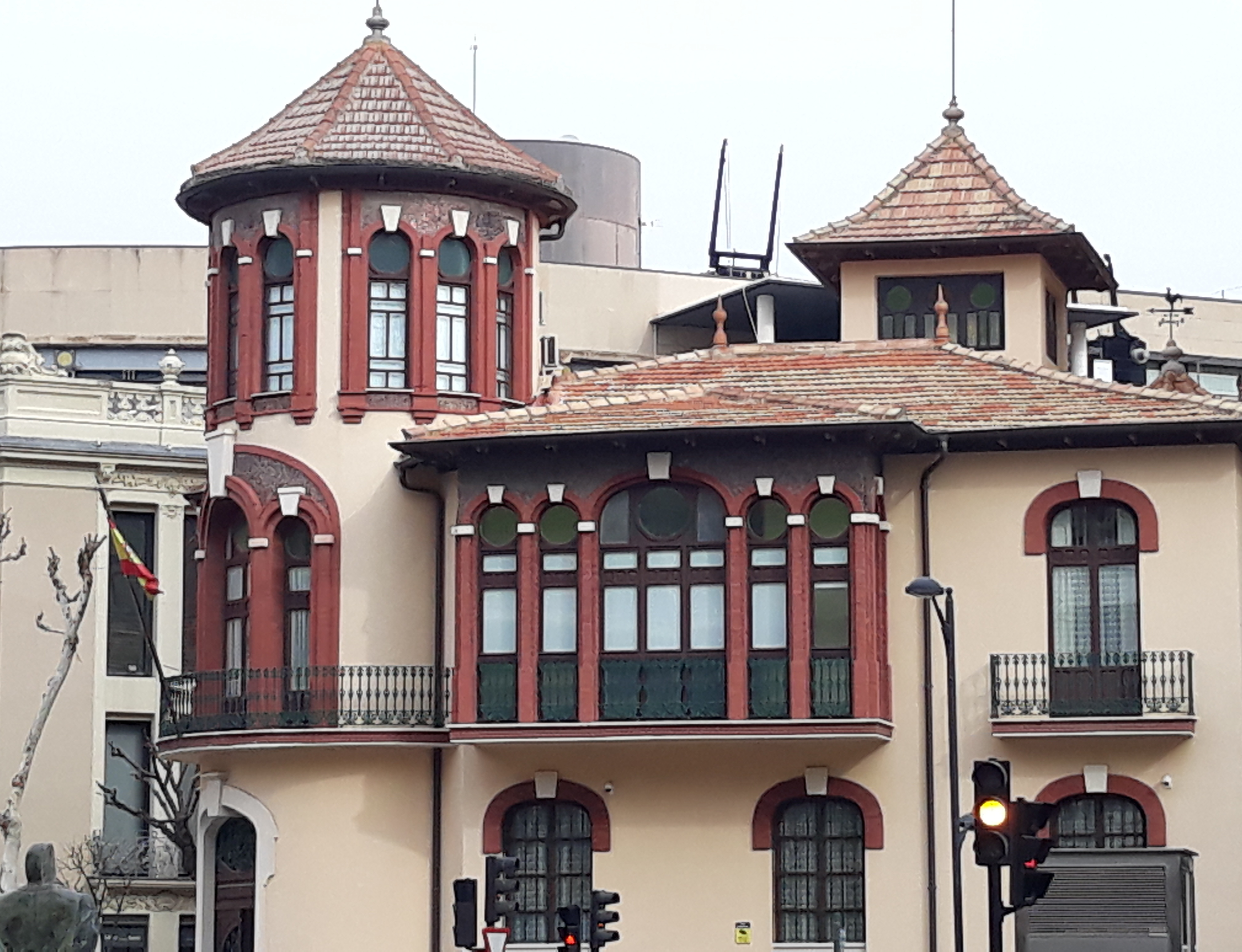
Gobierno Militar, sede de la Subdelegación de Defensa en Albacete

La ciudad de Albacete es referente de primer orden en instalaciones militares y de defensa, albergando instituciones muy importantes a nivel nacional e internacional como la Escuela de Pilotos TLP de la OTAN, la Base Aérea de Los Llanos, el Ala 14 o la Maestranza Aérea de Albacete, que generan miles de puestos de trabajo directos e indirectos. Además, muy cerca de la misma se sitúa el Centro Nacional de Adiestramiento de Chinchilla, vinculado a la ciudad.

#### Escuela de Pilotos TLP de la OTAN

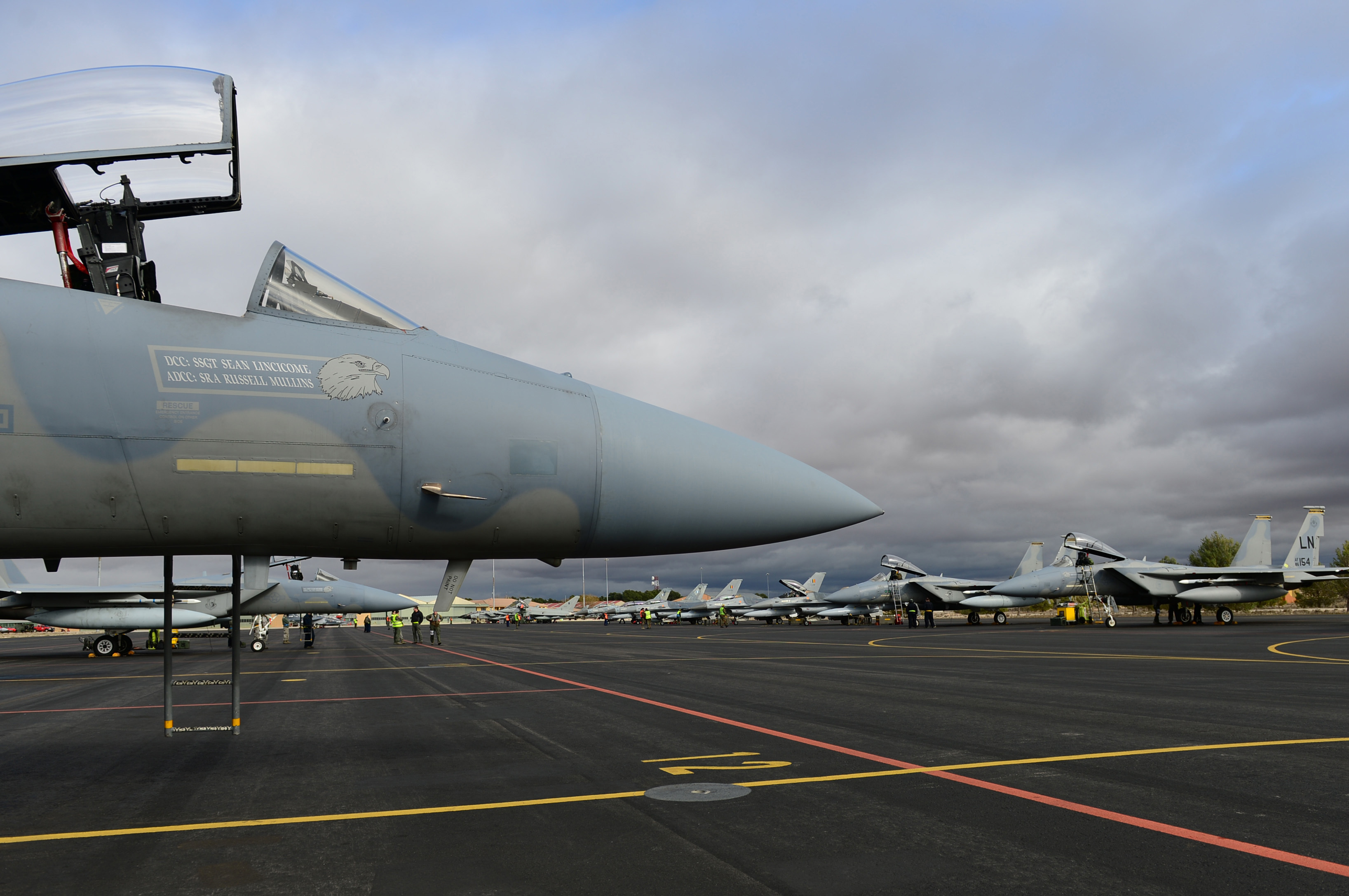
Air Force F-15C de Estados Unidos en el TLP, con sede en Albacete

El TLP (oficialmente Tactical Leadership Programme) es un centro internacional de formación avanzada para pilotos y tripulaciones con el objetivo de mejorar la operatividad y la efectividad de las fuerzas aéreas aliadas.[¿quién?] Además de los cursos prácticos de vuelo (tanto diurnos como nocturnos), también se desarrollan cursos teóricos para personal de los tres ejércitos de países tanto de la OTAN como ajenos a la alianza, y se colabora en la elaboración de la doctrina aérea. Tiene un personal permanente de más de 100 personas de todos sus países miembros y sus cursos suponen el despliegue de 3000 efectivos al año en la ciudad. Ha contado con una inversión de más de 40 millones de euros en los últimos años en infraestructuras y equipos en Albacete.

#### Base Aérea de Los Llanos
La Base Aérea de Los Llanos es una de las principales bases aéreas de España, en la que se encuentra desplegada el Ala 14 y los aviones más avanzados del Ejército del Aire y del Espacio, como el Eurofighter Typhoon, uno de los aviones de combate más avanzados del mundo. Es una pequeña ciudad en la que trabajan más de 1000 personas.

#### Ala 14
El Ala 14 es una de las unidades militares del Ejército del Aire y del Espacio de España. Dotada, entre otros, con los aviones de combate Eurofighter Typhoon, tiene como función principal la realización de misiones aéreas. Cuenta con dos escuadrones: el Escuadrón 141 y el Escuadrón 142.

#### Maestranza Aérea de Albacete

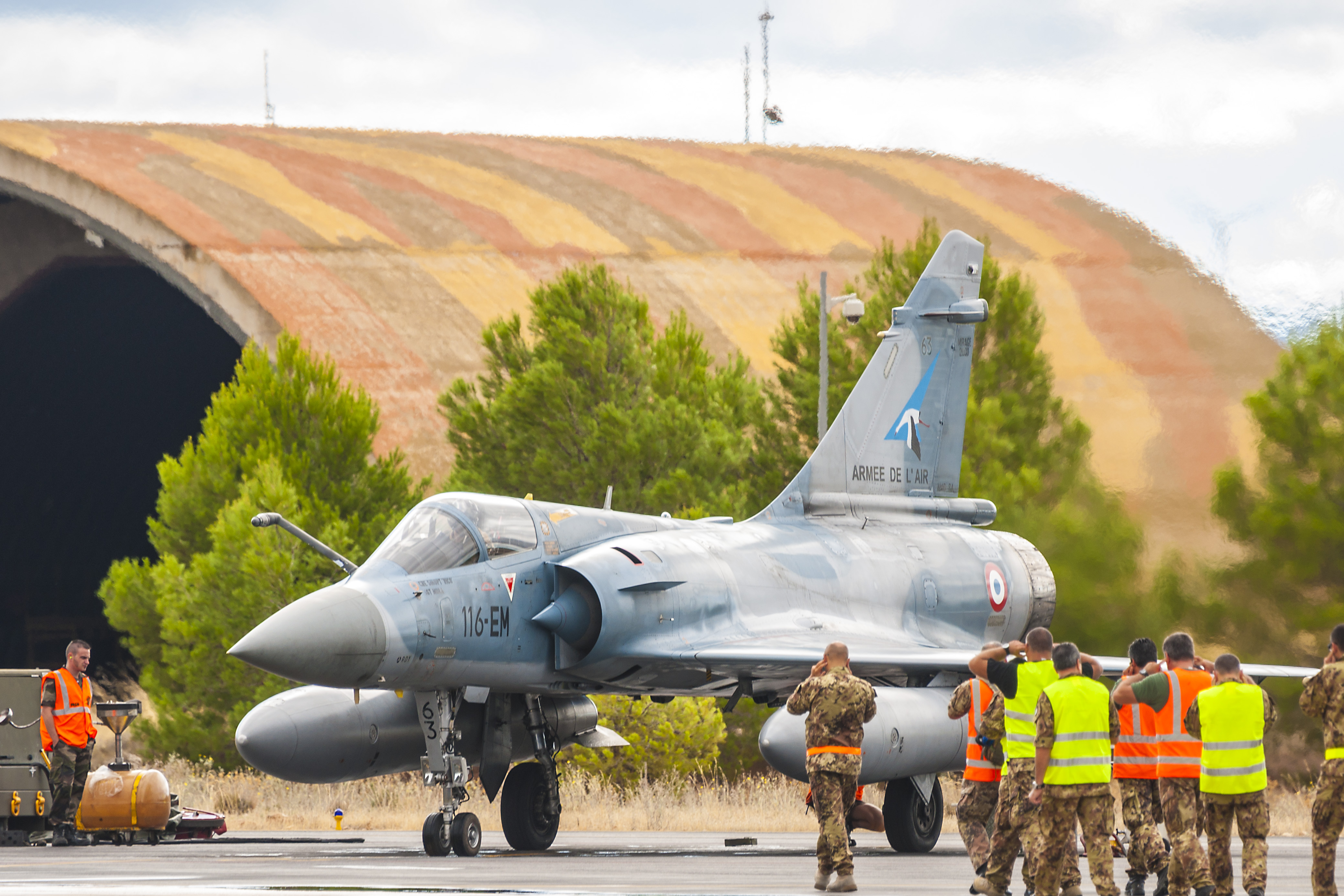
Mirage 2000-5F del Ejército del Aire de Francia junto a un hangar de la Maestranza Aérea de Albacete

La Maestranza Aérea de Albacete es la más importante de España. Su misión es el mantenimiento de los aviones del Ejército del Aire y del Espacio al máximo nivel. Sus instalaciones ocupan una superficie de más de 470 000 metros cuadrados. Tiene más de 600 trabajadores.

#### Centro Nacional de Adiestramiento de Chinchilla
El Centro Nacional de Adiestramiento de Chinchilla del Ejército de Tierra de España se encuentra al este de la capital, en el colindante término municipal de Chinchilla de Montearagón. El centro, que comprende un complejo conjunto de instalaciones y medios de simulación, sirve de formación a militares de los tres ejércitos así como a personal de las Fuerzas y Cuerpos de Seguridad del Estado. Es uno de los dos centros nacionales de adiestramiento de España.
La ciudad también alberga el Centro Deportivo Sociocultural de Suboficiales Biescas, organismo asistencial del Ejército del Aire y del Espacio español.

## Servicios

### Educación

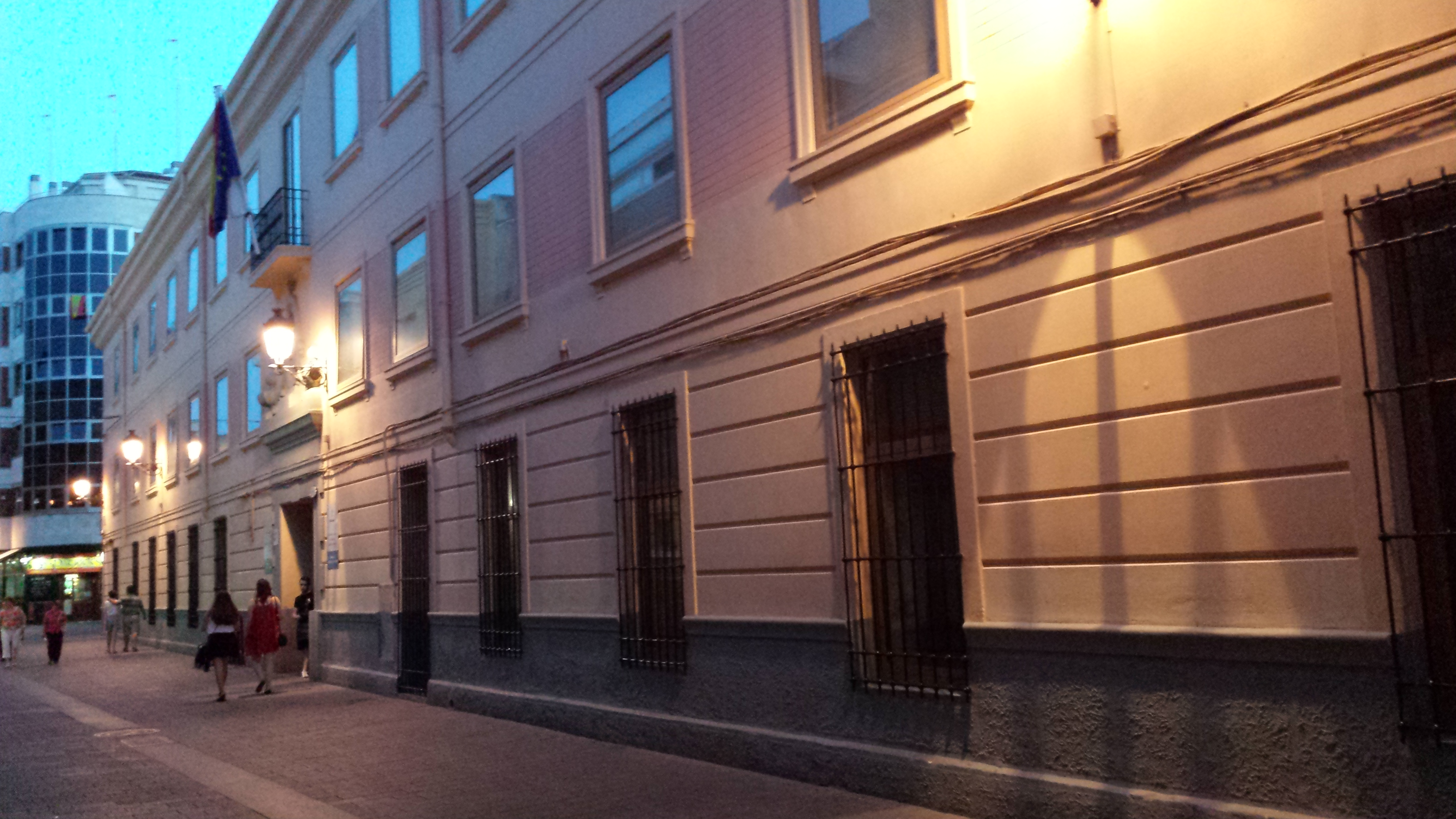
Conservatorio Superior de Música de Castilla-La Mancha

La educación en Albacete depende de la Consejería de Educación, Cultura y Deportes de la Junta de Comunidades de Castilla-La Mancha, quien ostenta las competencias a nivel autonómico sobre la materia.
Educación infantil, primaria y secundaria
En el curso 2014-2015 había en las enseñanzas de régimen general (sin incluir las enseñanzas de adultos) en la ciudad de Albacete un total de 37273 alumnos en 112 centros (28498 alumnos en centros públicos y 8775 alumnos en centros privados).
Albacete cuenta con 38 escuelas de educación infantil -guarderías- (12 públicas y 26 privadas), 50 centros de educación infantil y primaria -colegios- (35 públicos, uno de ellos de educación especial, 14 privados concertados y 1 privado), 27 centros de educación secundaria -institutos- (17 públicos, 9 privados concertados y 1 privado), 8 centros de enseñanzas de régimen especial (uno de ellos privado) y un centro de educación de personas adultas más dos aulas de educación de adultos (los tres públicos).
En cuanto a la formación profesional, en la ciudad de Albacete se imparten un total de 70 ciclos formativos de grado medio y grado superior en 9 centros públicos en el curso 2017-2018 y uno privado.
Educación universitaria

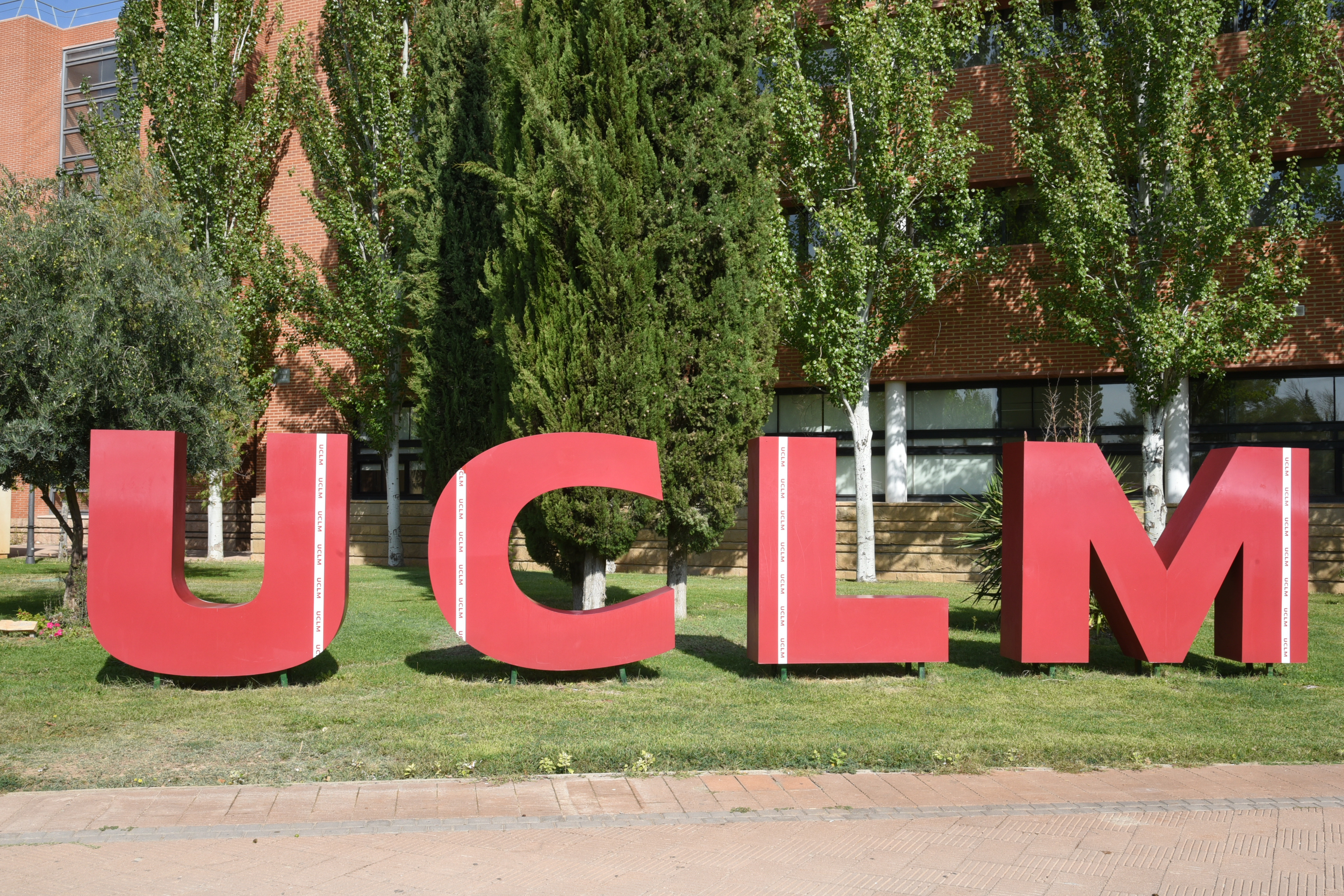
Escultura de la Universidad de Castilla-La Mancha, en el campus de Ciudad Universitaria

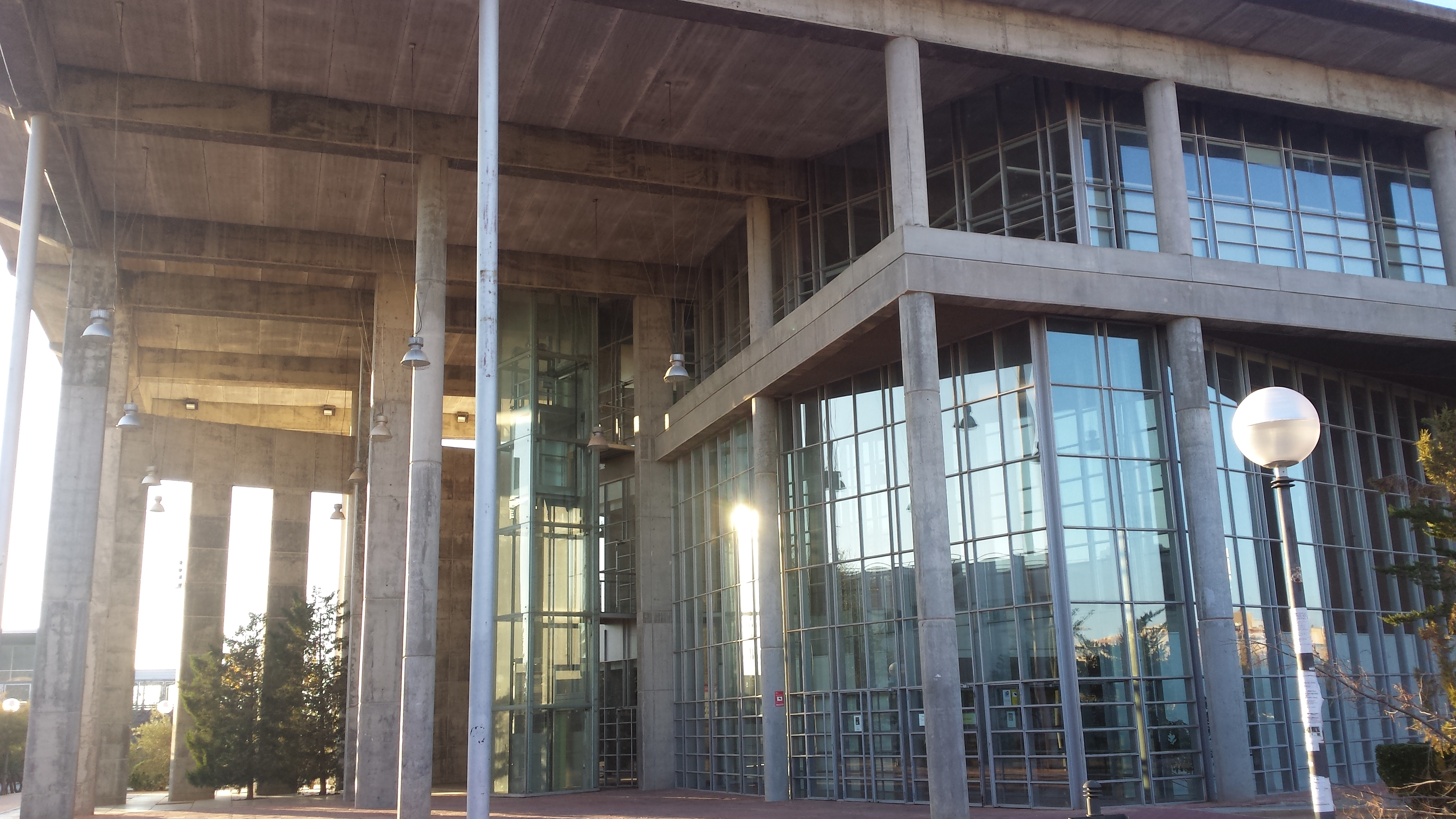
Edificio Benjamín Palencia, en la Ciudad Universitaria de Albacete

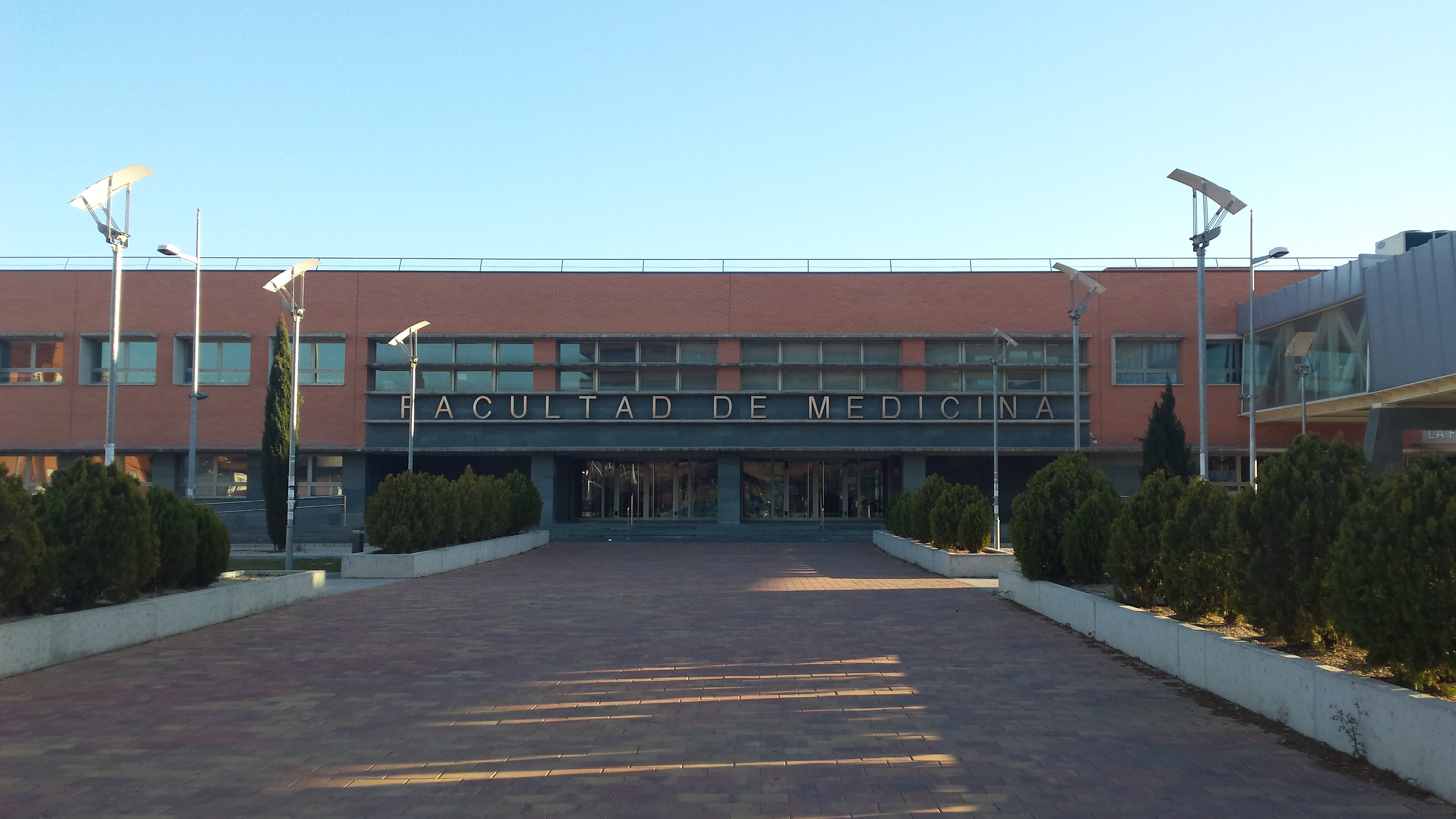
La Facultad de Medicina de Albacete, ubicada en el Campus Biosanitario, es una de las más prestigiosas de España

La ciudad de Albacete cuenta con instalaciones de tres universidades, que ofertan un total de 42 grados diferentes y acogen a 15 000 estudiantes.
La Universidad de Castilla-La Mancha (UCLM) se creó mediante una ley el 30 de junio de 1982 y se hizo efectiva en 1985, aunque ya con anterioridad se impartían estudios universitarios.
La UCLM desarrolla su actividad académica a través de varios campus, que en su conjunto se conocen como Campus de Albacete, siendo el multicampus con más estudiantes de la Universidad de Castilla-La Mancha, con cerca de 12 000 alumnos. La Ciudad Universitaria de Albacete, situada al sur de la ciudad, es el campus más grande de la Universidad de Castilla-La Mancha, donde se encuentran gran parte de los centros, incluido el Pabellón de Gobierno. El Campus Biosanitario de Albacete está situado junto al Hospital General Universitario de Albacete. En total, la ciudad alberga 11 centros docentes de la Universidad de Castilla-La Mancha, en los que se imparten 21 grados: Facultad de Humanidades, Facultad de Farmacia, Facultad de Enfermería, Facultad de Medicina, Facultad de Ciencias Económicas y Empresariales, Facultad de Derecho, Facultad de Educación, Facultad de Relaciones Laborales y Recursos Humanos, Escuela Técnica Superior de Ingenieros Agrónomos y de Montes, Escuela Superior de Ingeniería Informática y Escuela Técnica Superior de Ingenieros Industriales.
Asimismo, Albacete alberga la sede del Campus Científico y Tecnológico de la Energía y el Medio Ambiente (CYTEMA), declarado Campus de Excelencia Internacional, así como de la Escuela Internacional de Doctorado y del Consejo Social de la Universidad de Castilla-La Mancha.
La ciudad también alberga varios centros de investigación vinculados a la Universidad de Castilla-La Mancha: Centro de Estudios y Documentación de las Brigadas Internacionales, Centro de Estudios Territoriales Iberoamericanos, Centro de Investigación en Criminología, Centro Regional de Investigaciones Biomédicas, Centro Regional de Estudios del Agua, Instituto de Desarrollo Regional, Instituto de Investigación en Discapacidades Neurológicas, Instituto de Investigación en Energías Renovables, Instituto de Investigación en Informática de Albacete e Instituto Botánico de Castilla-La Mancha. Además, cuenta con una sede del Instituto de Investigación en Recursos Cinegéticos, dependiente del Consejo Superior de Investigaciones Científicas.
La Universidad Nacional de Educación a Distancia (UNED) fue creada gracias a un Decreto-Ley en 1972, y el centro de Albacete (Centro Asociado UNED de Albacete), situado en el Campus Este-Centro, se creó al año siguiente. En el curso 2013-2014 contó con un total de 3536 alumnos, que se reparten en 28 grados, el curso de Acceso para Mayores de 25 años, los cursos de Formación Continua, UNED Senior e inglés, francés, alemán e italiano.

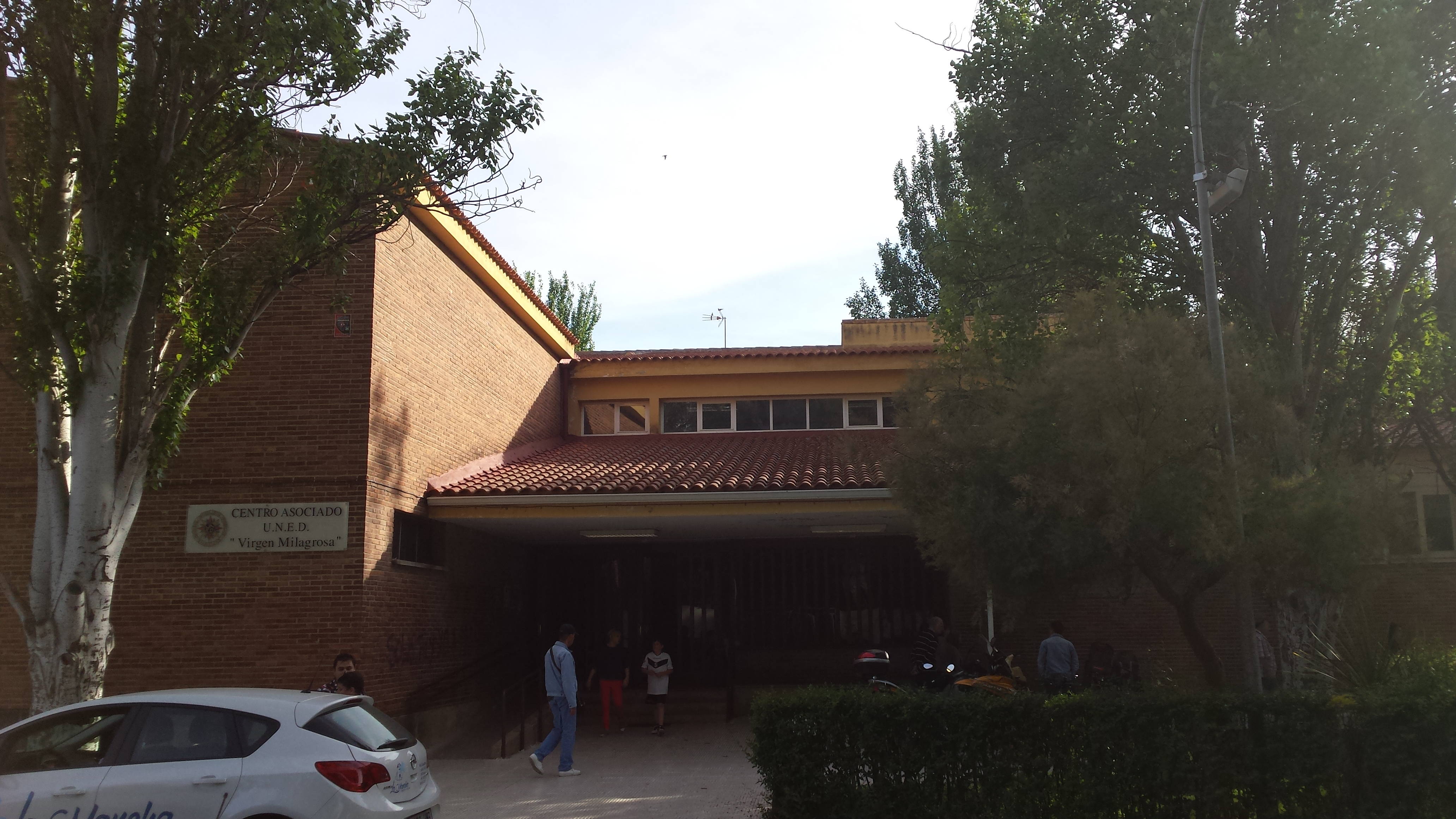
Universidad Nacional de Educación a Distancia en Albacete

La Universidad Eclesiástica San Dámaso es una universidad privada que, desde 2012, cuenta con una extensión en Albacete donde se oferta la titulación de grado y máster en Ciencias Religiosas, con sede en el Instituto Teológico Diocesano de Albacete.
La ciudad es sede de la Real Academia de Medicina de Castilla-La Mancha, institución oficial científica de la comunidad autónoma cuya finalidad es cultivar, fomentar y difundir las ciencias biomédicas.
Otros centros educativos

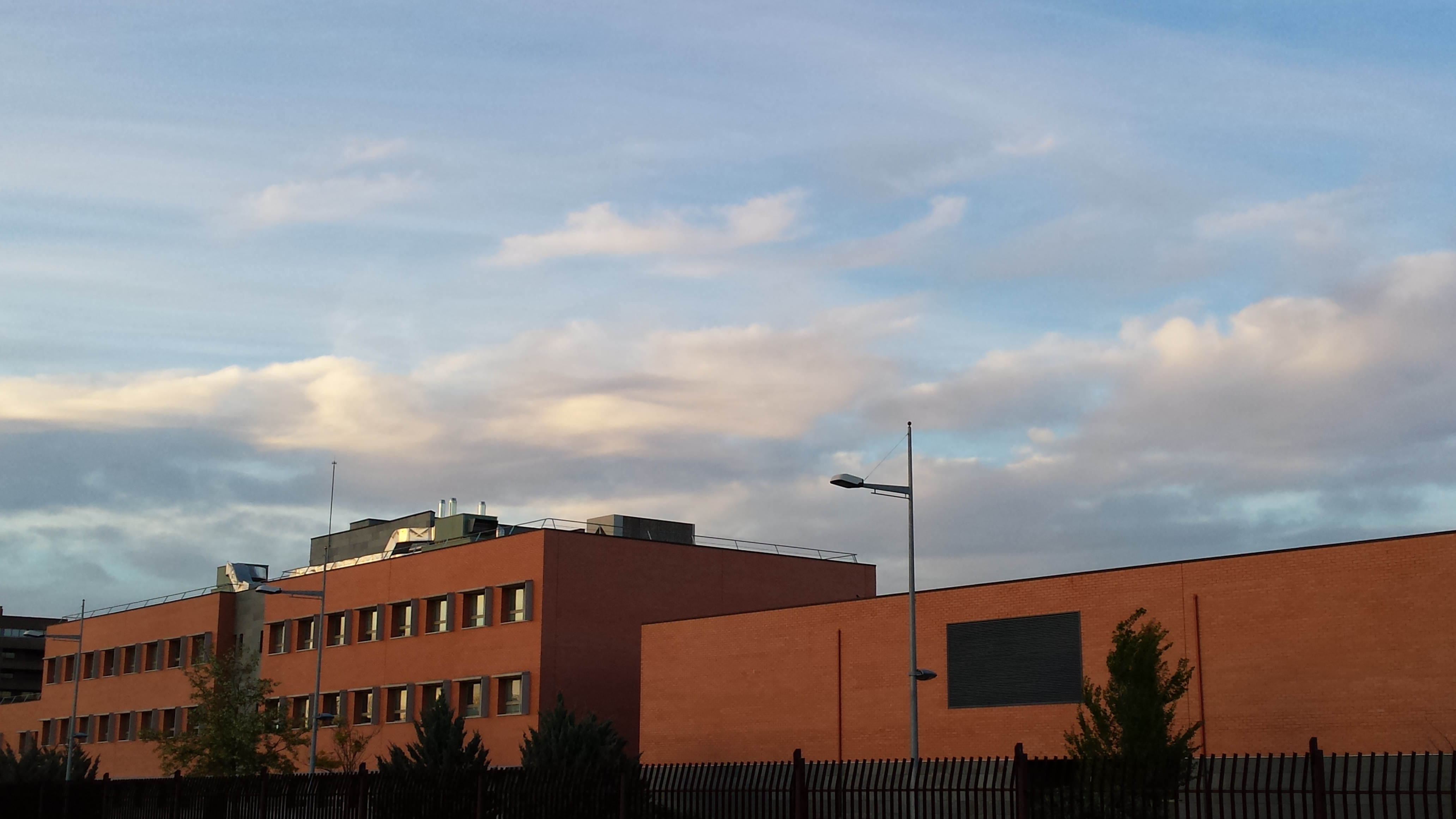
Edificios del Campus Biosanitario

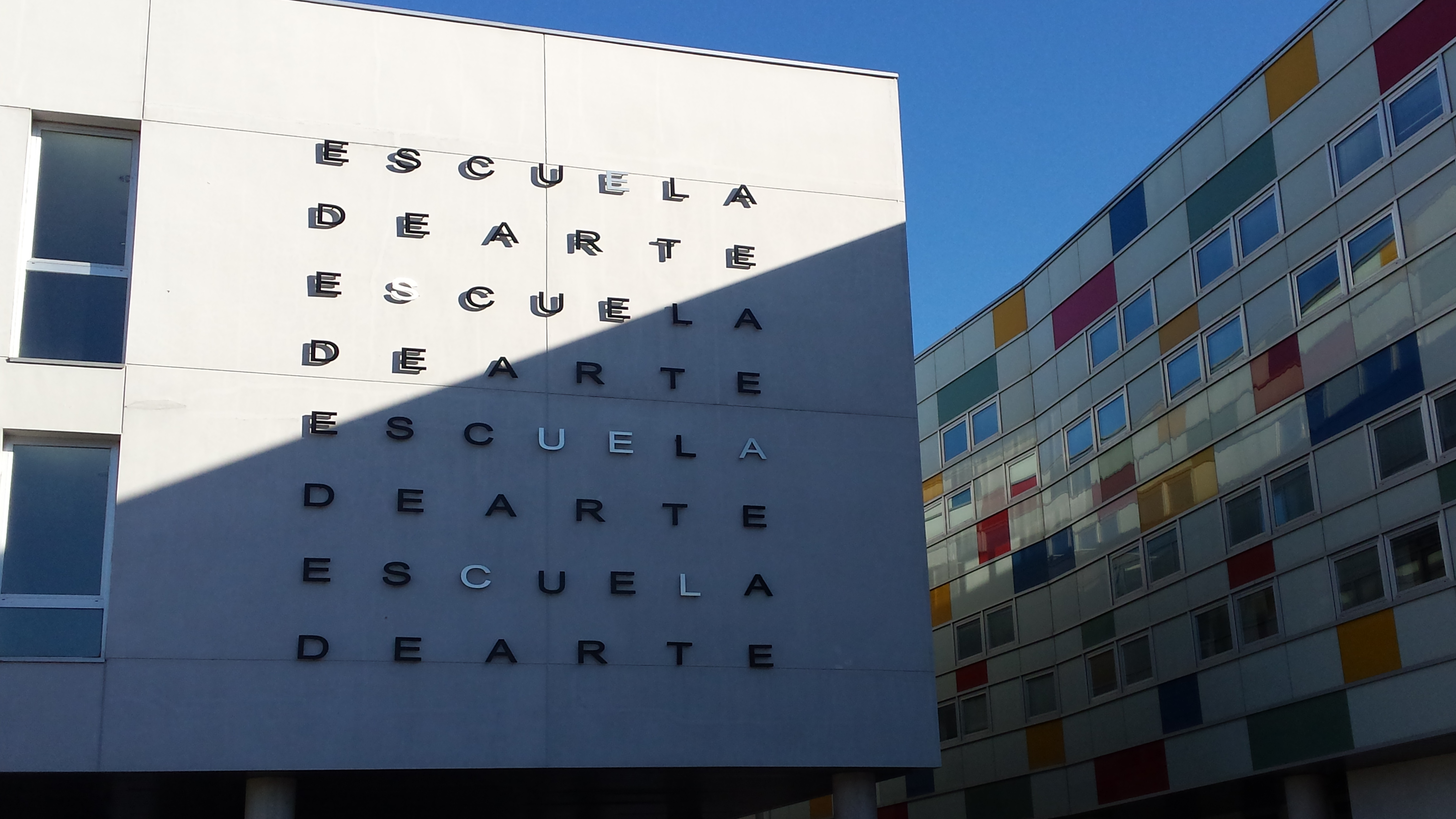
Escuela de Arte de Albacete

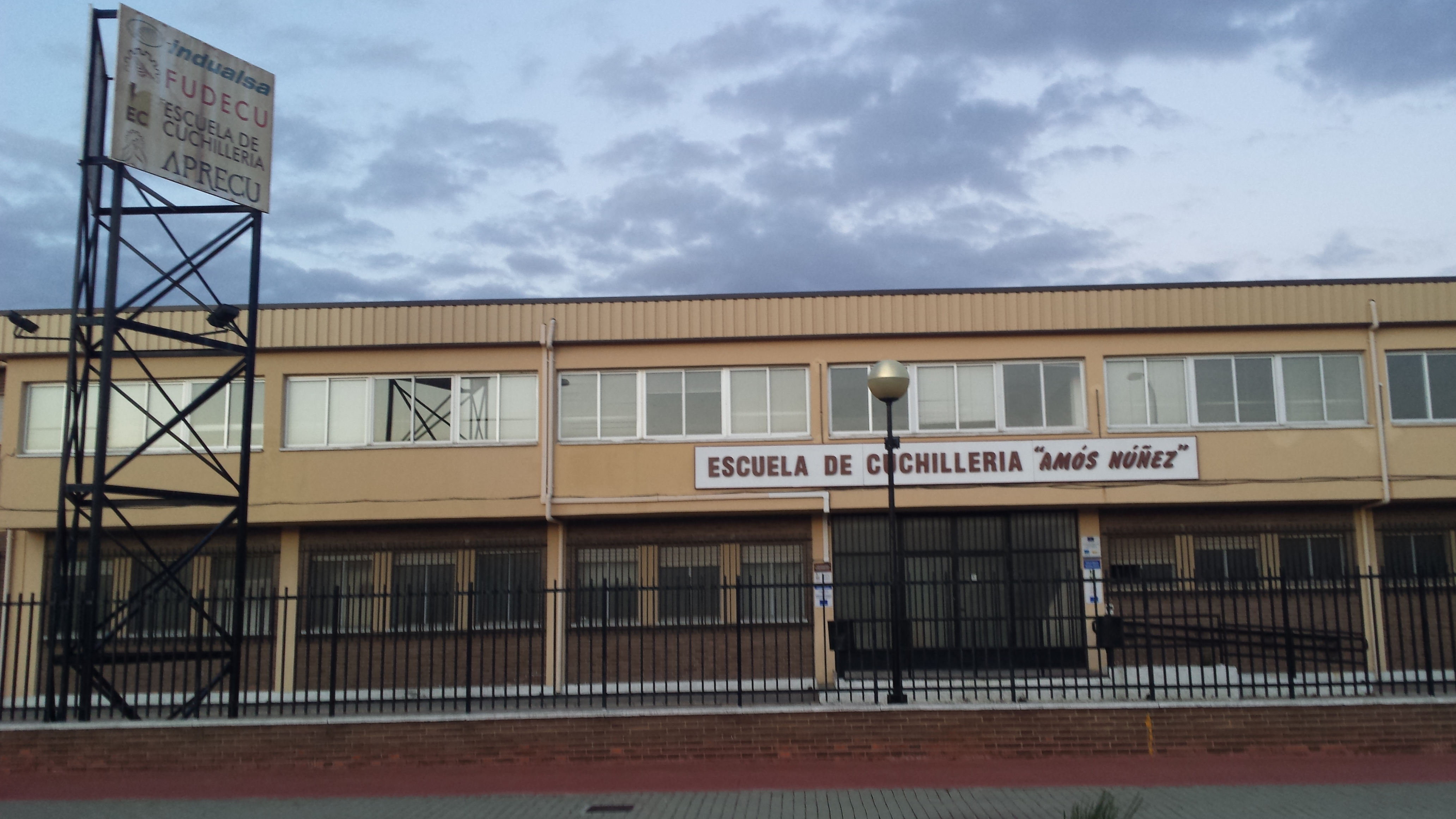
Escuela de Cuchillería de Albacete, única en España

Albacete alberga el Conservatorio Superior de Música de Castilla-La Mancha, en el que se imparten las enseñanzas superiores (equivalentes a universitarias) de música en la región. A su vez, la ciudad cuenta con dos conservatorios profesionales de música y uno de danza: el Real Conservatorio Profesional de Música y Danza de Albacete (en el que también se imparten enseñanzas elementales de danza), el más antiguo de la ciudad, dependiente de la Diputación Provincial, el Conservatorio Profesional de Música Tomás de Torrejón y Velasco, y el Conservatorio Profesional de Danza José Antonio Ruiz, de ámbito regional, que es el centro de enseñanza de la danza más importante de Castilla-La Mancha. Asimismo, la ciudad alberga la Escuela de Música Moderna de Albacete.
Fruto de su tradición cuchillera, en la ciudad se sitúa la Escuela de Cuchillería de Albacete, que es la única con título homologado de formación profesional de Europa.
En Albacete se encuentra el Centro Integrado de Formación Profesional Aguas Nuevas, el único de Castilla-La Mancha, que es el único centro público de España (Centro de Formación Aeronáutica de Albacete) en conseguir la autorización de la Agencia Europea de Seguridad Aérea (EASA) para que sus alumnos puedan conseguir las licencias de categoría B1 de Aeromecánica y B2 de Aviónica, por lo que es un referente a nivel nacional. Asimismo, el Aeroclub de Albacete oferta el posgrado oficial de Tripulante de Cabina de Pasajeros, homologado por la Agencia Estatal de Seguridad Aérea (AESA), así como el curso de piloto de ultraligero.
La Escuela de Hostelería y Turismo de Albacete imparte estudios de formación profesional de grado medio y grado superior en cocina, restauración, gastronomía, servicios de restauración y dirección de cocina así como gestión de alojamientos turísticos y agencias de viajes y gestión de eventos.
Otros centros educativos presentes en la capital castellano-manchega son la Escuela de Arte, en la cual puede cursarse todo un abanico de estudios relacionados con las artes plásticas, el diseño y la fotografía, incluido el bachillerato de artes en sus dos vías, la Escuela Municipal de Cine, que imparte dirección e interpretación, el Centro de Educación de Personas Adultas Los Llanos, la Escuela Oficial de Idiomas de Albacete, en la que se imparten estudios de inglés, francés, alemán, italiano o español para extranjeros, o la Universidad Popular, ubicada en la Casa de la Cultura José Saramago (el mayor centro cultural y educativo de toda la región, con una superficie de 8000 m²), dependiente del Ayuntamiento de Albacete, que desarrolla una amplia gama de actividades formativas.

### Energía

#### Electricidad
Durante 2011 el Ayuntamiento de Albacete dedicó 1 821 273 € para financiar el alumbrado exterior de la ciudad. Todo el alumbrado público de la ciudad y el municipio fue sustituido por tecnología led (luz blanca).
Albacete consumió durante 2008 un total de 816,8 GWh de energía eléctrica, lo que equivalía a 4,89 MWh por ciudadano y año.
Si el análisis se realiza por sectores, mientras que la industria consume el 32 % de la energía, el sector servicios lo hacía con el 37 %, y finalmente del consumo doméstico que supone el 30 % de la energía eléctrica que se consume en el municipio.
El municipio de Albacete cuenta con varias instalaciones energéticas de carácter renovable, en su mayoría de carácter eólico, aunque con un progresivo avance de la energía solar fotovoltaica. En 2008, la potencia instalada era de 108 megavatios, 102 de los cuales corresponden concretamente a la existencia de tres parques eólicos (Capiruza, Loma Viso I, y Tinajeros). Los 6 MW restantes corresponden a instalaciones fotovoltaicas conectadas a la red eléctrica de baja tensión.
En febrero de 2011 se firmó un acuerdo entre el ayuntamiento de la ciudad y la Junta de Comunidades de Castilla-La Mancha para instalar en la capital diecisiete puntos de carga de vehículos eléctricos (electrolineras). El primer punto de recarga se instaló en una de las principales áreas industriales de Albacete, el Parque Empresarial de Campollano por FCC S.A.

#### Gas natural
El gas natural que se consume en Albacete actualmente procede del gasoducto que conecta Alcázar de San Juan (Ciudad Real) con la localidad de Montesa (Valencia), gestionado por Enagás. No obstante, la ciudad cuenta con infraestructura para el consumo de gas manufacturado.

#### Combustibles
Actualmente Albacete cuenta con 27 estaciones de servicio de las diferentes empresas petrolíferas que distribuyen en el mercado nacional.

### Agua potable
El suministro de agua potable lo realiza la empresa Aguas de Albacete, constituida de forma mixta por el Ayuntamiento de Albacete y Aquagest P.T.F.A., S.A. para la gestión del ciclo integral del agua. El agua suministrada al municipio de Albacete procede del trasvase Tajo-Segura (hasta 2003, el agua consumida en Albacete procedía del acuífero de La Mancha oriental) que, a través de la estación de tratamiento de agua potable (ETAP) de los Llanos es sometida a procesos de preozonización, coagulación, floculación, decantación, post-ozonización, filtración y post-cloración. Además, en cada una de las localidades rurales abastecidas, existen sondeos para dar un suministro alternativo, así como 6 sondeos de apoyo para garantizar el agua en la capital. El municipio cuenta con 463 kilómetros de red de abastecimiento, 248 km de red de alcantarillado, y 52 km de red de aguas pluviales.
La depuradora de aguas residuales de Albacete trata una media diaria de 50 000 m³ de agua, de los que 43 000 m³ proceden de la red de saneamiento de la ciudad y 7000 m³ de los colectores de aguas residuales de las zonas industriales.

### Residuos y limpieza de vías públicas
La recogida de basuras y la limpieza de las vías públicas de Albacete las lleva a cabo el Ayuntamiento a través de la empresa FCC, S.A. concesionaria del servicio, que en 2011 recogió un total de 59 155 221 kilogramos de residuos (sólo domiciliarios).
Para la recogida de residuos, la ciudad cuenta con 1206 contenedores, que varían entre los 3200 y 1000 litros de capacidad en función de la densidad de población, pintados de distintos colores para facilitar el reciclaje de vidrios, plásticos, papel y derivados, aceite usado o ropa. Además, existen 193 contenedores destinados en las demás localidades del municipio, y 447 en las diferentes urbanizaciones. El horario de depósito en los contenedores es entre las 21 y las 23 horas, y la recogida se realiza todos los días del año, a excepción del 24 y 31 de diciembre. La recogida de los contenedores verdes (materia orgánica) es gestionada en el Centro de Tratamiento de Residuos Urbanos de Albacete, dependiente del Consorcio Provincial de Medio Ambiente (Diputación Provincial de Albacete).
Además, la ciudad cuenta con el proyecto Albacete Recicla, un servicio que parte del Ayuntamiento de la ciudad y que trata de recoger cartón y papel procedentes de actividades comerciales, organismos públicos y otros centros que generan de media en la ciudad entre 13 y 20 kilos de este tipo de materiales a la semana. En 2011 se recogieron mediante este servicio más de 1 500 000 kilos de estos materiales.
Ecoparque
Albacete cuenta con el ecoparque La Dehesa, situado en las afueras de la ciudad, en donde se pueden depositar diversos tipos de residuos urbanos (para su recogida, reciclaje o eliminación segura) pudiendo contribuir a la protección del medio ambiente. En total se dispone de contenedores para tratar 23 tipos diferentes de residuos. En 2011 tuvo más de 11 500 usuarios, que aportaron electrodomésticos o maderas (entre otros residuos generados).

### Abastecimiento

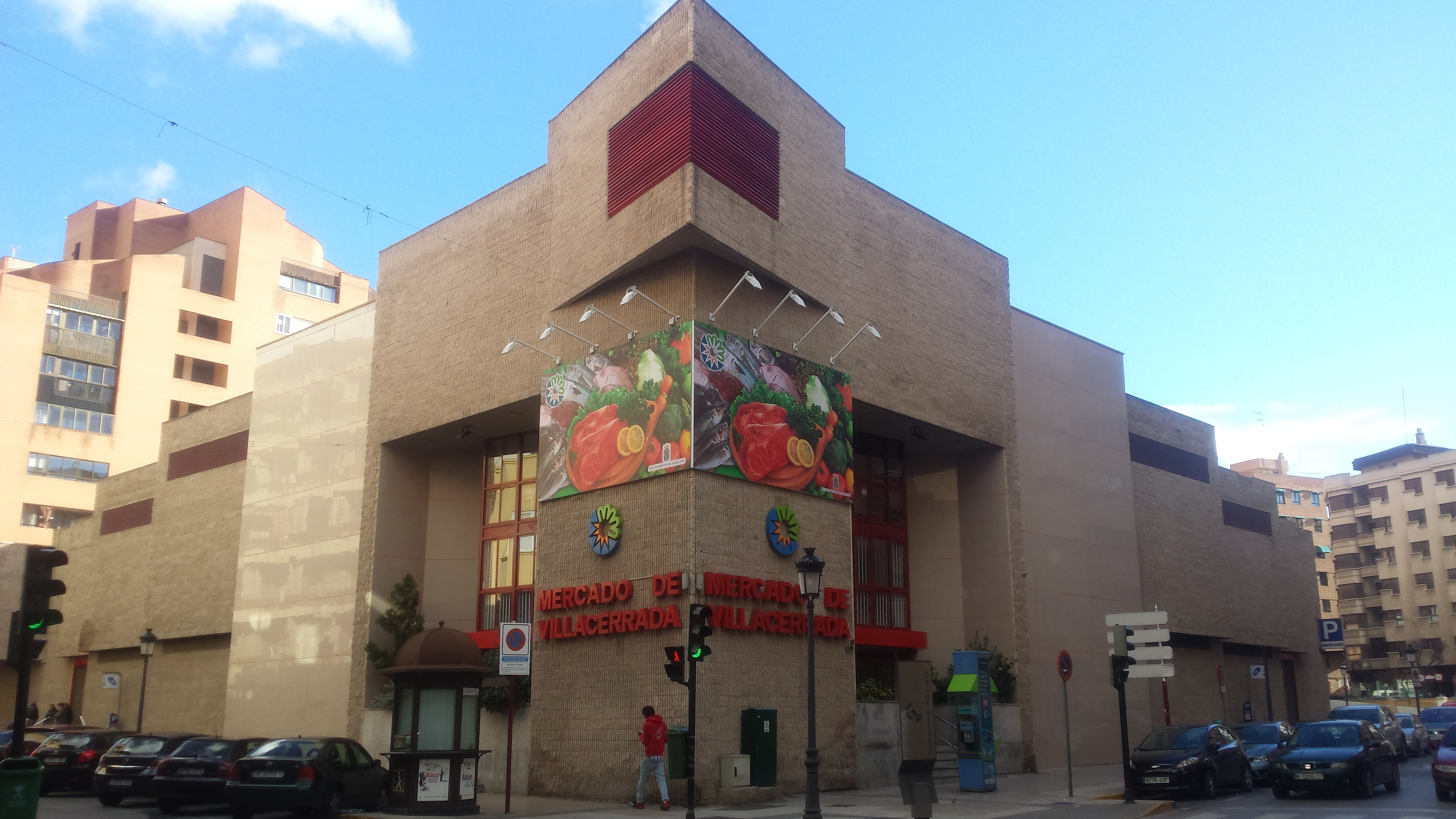
Mercado de Villacerrada

En la actualidad los ciudadanos de Albacete disponen de dos grandes mercados municipales: el Mercado de Villacerrada y el Mercado de Carretas. Además, la ciudad cuenta con varios centros comerciales, diversos supermercados y una gran cantidad de comercios minoristas, que cuentan con un gran centro de abastecimiento de alimentos perecederos en la Lonja de Albacete. Dicho centro, situado en la carretera nacional N-301a, tienen un conjunto de mercados especializados que ofrecen al comprador una amplia gama de productos, tales como: frutas, hortalizas y pescado y mariscos fresco y congelado, con garantías de calidad y salubridad.
La Lonja de Albacete constituye un centro de abastecimiento masivo del comercio minorista, y actúa como un centro informativo de precios para los principales productos agropecuarios de la zona. Su historia se remonta a 1977, y su área de influencia se extiende más allá de los límites provinciales, y regionales, puesto que es una de las principales lonjas del país, especialmente es referente en productos como el vino, el sector ovino y en cereales, leguminosas y oleaginosas.
Otro gran centro de abastecimiento es el Matadero Municipal de Albacete, que ejerce funciones de matadero industrial y mercado de ganado.

### Zonas wifi
Actualmente, la ciudad cuenta con varios puntos habilitados de zonas wifi con acceso gratuito e inalámbrico a Internet, situados en varios puntos visitados constantemente de la ciudad (centros socioculturales, estaciones de transporte, bibliotecas).

### Seguridad ciudadana
Ante grandes acontecimientos de movilización y reunión de personas, como la Feria de Albacete o encuentros deportivos de alta rivalidad (entre otros), se planifica un plan de seguridad por un organismo denominado «Junta Local de Seguridad», del cual forman parte las fuerzas de seguridad de la policía nacional, policía local, protección civil y bomberos. Además, colaboran en el mantenimiento de la seguridad ciudadana en las competencias y responsabilidades que tienen: la Guardia Civil, la Cruz Roja y el servicio de emergencias sanitarias conocido en España como 061.
La seguridad ciudadana cotidiana corre a cargo de las Fuerzas y Cuerpos de Seguridad estatales, autonómicas y locales en función de sus competencias, procurando actuar de forma coordinada y en colaboración en la persecución y resolución de todo tipo de delitos que produzcan los ciudadanos, y emergencias que sufran.

#### Policía local

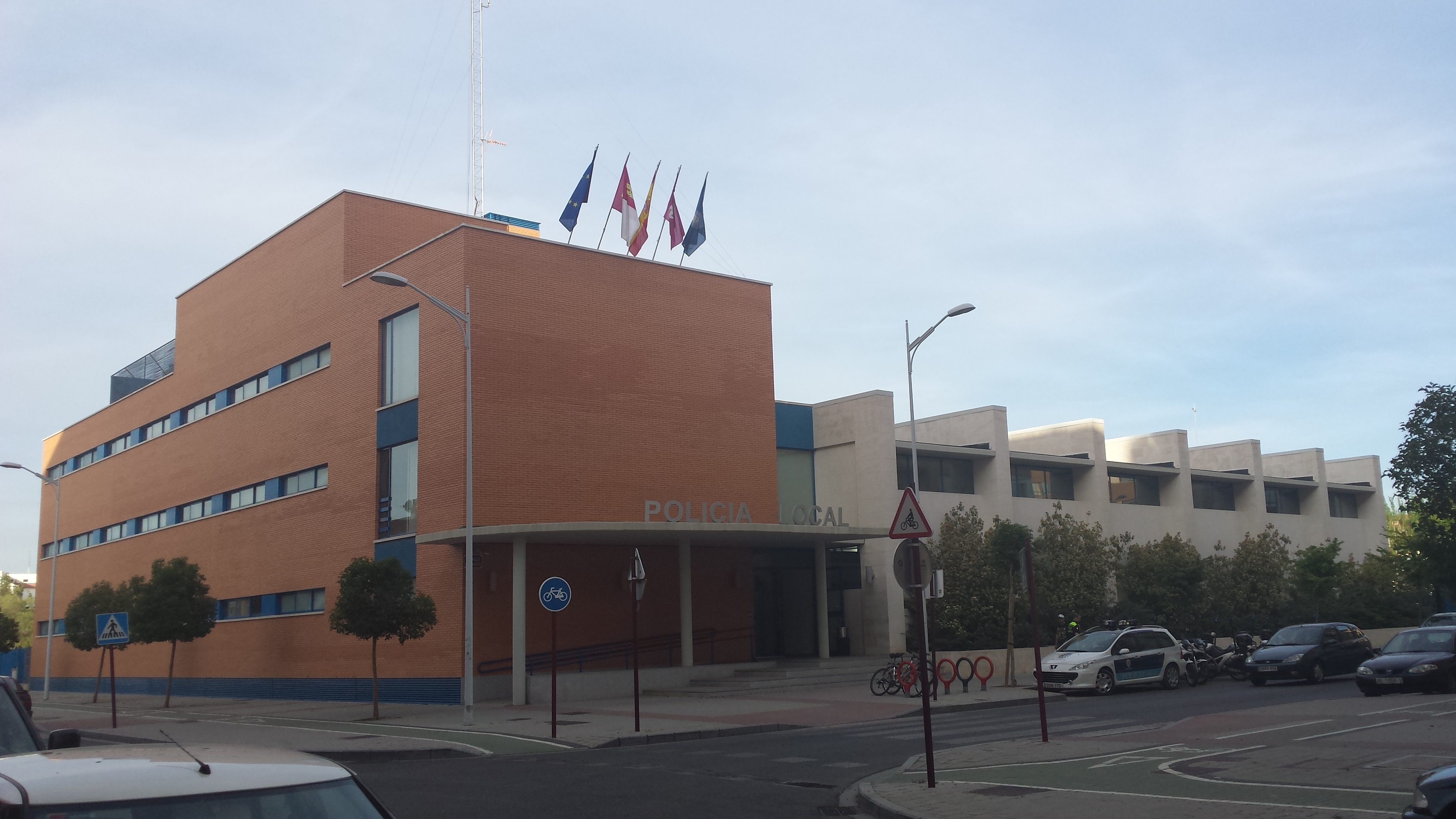
Comisaría de la policía local

Albacete cuenta con su propia policía municipal, la Policía Local de Albacete, que constaba de una plantilla de 221 agentes en 2011. Dicha institución se divide en dos turnos en los que se agrupan cuatro secciones (servicios generales, sala, atestados y barrios) que se reparten las funciones. La ciudad se divide en dos sectores que a su vez se subdividen en 8 distritos para mejorar la eficiencia del cuerpo de policía.
La Policía Local de Albacete además de contar con los servicios centrales en la comisaría de policía situada en la calle Bir Ganduz de la capital, inaugurada en 2006, dispone de una oficina conjunta con la Policía Nacional en el Parque Empresarial de Campollano. Además, cuenta con otros servicios, entre los que destaca el depósito municipal de vehículos, las dependencias de un museo dedicado a la historia de la institución, y un parque infantil de tráfico que trata de potenciar la seguridad vial entre los más pequeños.

#### Cuerpo Nacional de Policía

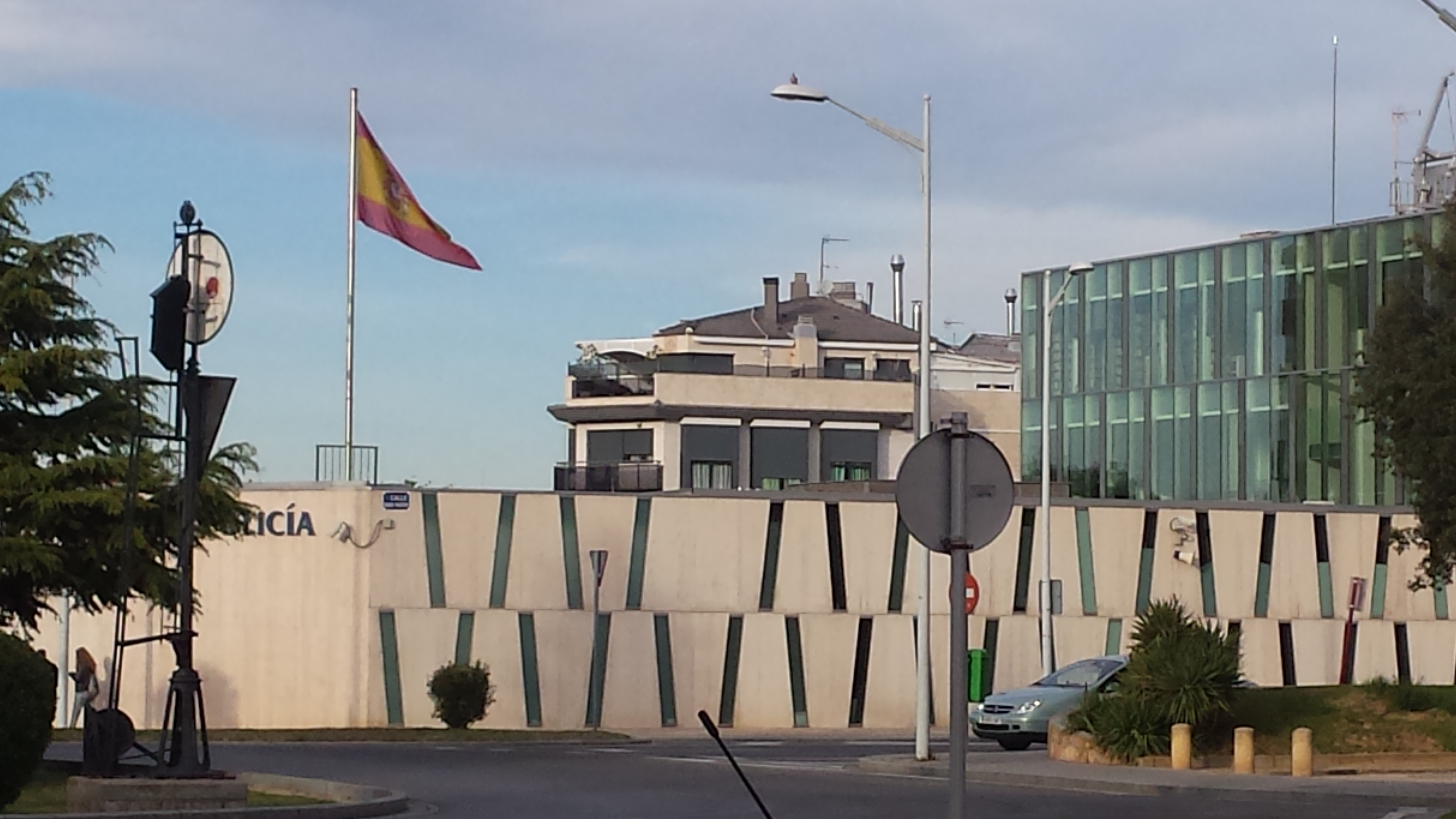
Comisaría del Cuerpo Nacional de Policía

En Albacete hay una comisaría del Cuerpo Nacional de Policía, cuyos agentes realizan las principales labores de seguridad ciudadana en la ciudad, respondiendo ante los crímenes graves y todo tipo de robos, dejando las incidencias de tráfico a la Policía Local. En la comisaría provincial de Albacete hay servicios de policía judicial y científica, así como una Unidad de Prevención y Reacción (UPR), además de patrullas de seguridad ciudadana, sala 091 y helicópteros. Esto significa que, con solamente los medios que la Policía Nacional tiene en la ciudad, se podría actuar ante casi cualquier tipo de situación, excepto ante unos disturbios graves, en cuyo caso deberían acudir los antidisturbios, para los que Albacete depende de la 1.º UIP, con base en Madrid, y que sirve a toda Madrid y Castilla-La Mancha.

#### Guardia Civil

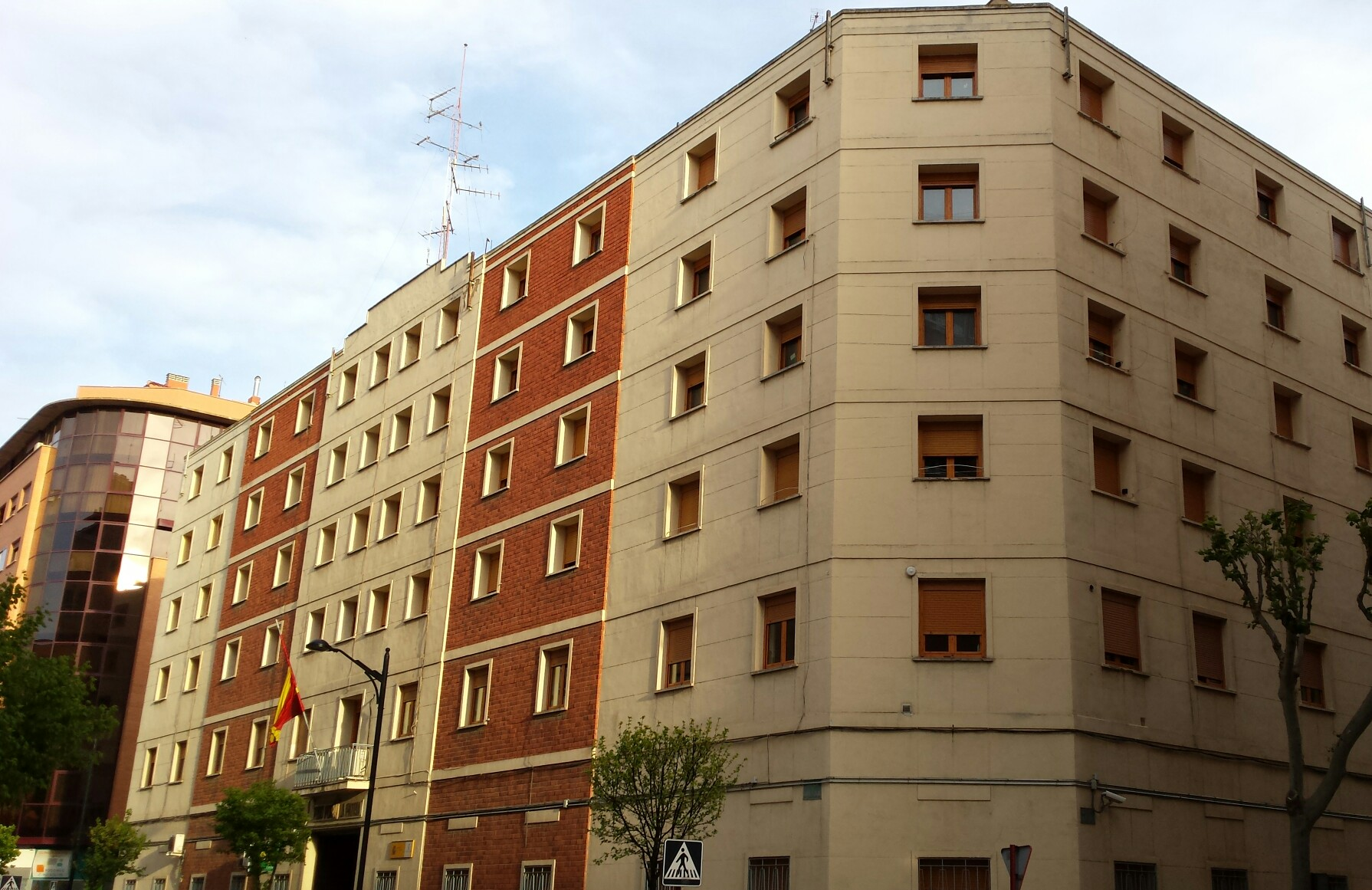
Comandancia de la Guardia Civil

La Comandancia Provincial de la Guardia Civil se encuentra en Albacete. Aunque la competencia de la seguridad ciudadana en el núcleo urbano corresponde a la Policía Nacional, la Guardia Civil ejerce esta competencia en varias de sus pedanías. Así mismo, este cuerpo policial de naturaleza militar ofrece diversos servicios al ciudadano, derivados de las atribuciones que la ley 2/1986 de Cuerpos y Fuerzas de Seguridad le atribuye, destacando el control de las armas y explosivos; el Resguardo Fiscal del Estado; el tráfico interurbano, la seguridad y control del aeropuerto de Albacete, así como la protección de la naturaleza. En este sentido también hay que citar a la Unidad Orgánica de Policía Judicial, la cual lleva a cabo sus funciones de investigar delitos para descubrir y detener a los culpables y prevenir la comisión de actos delictivos en toda la provincia.

#### Emergencias

##### 112
En Albacete está operativo el sistema de emergencias 112, al igual que en el resto de la Unión Europea, que mediante un número de teléfono gratuito 112, atiende cualquier situación de urgencias en materia sanitaria y/o desastre, extinción de incendios, salvamento, seguridad ciudadana y protección civil. Los teleoperadores del 112 en Castilla-La Mancha atienden las llamadas de urgencia y emergencia en 11 idiomas.

##### Protección civil
La ciudad también cuenta con servicio de protección civil, cuya agrupación de voluntarios, fundada en 1988, depende orgánicamente del Ayuntamiento de Albacete y funcionalmente del jefe de la policía local de la localidad. Se ocupan fundamentalmente de concienciar, prevenir y organizar los operativos ante grandes eventos como celebraciones, manifestaciones o partidos deportivos.

#### Servicios contra incendios y salvamento

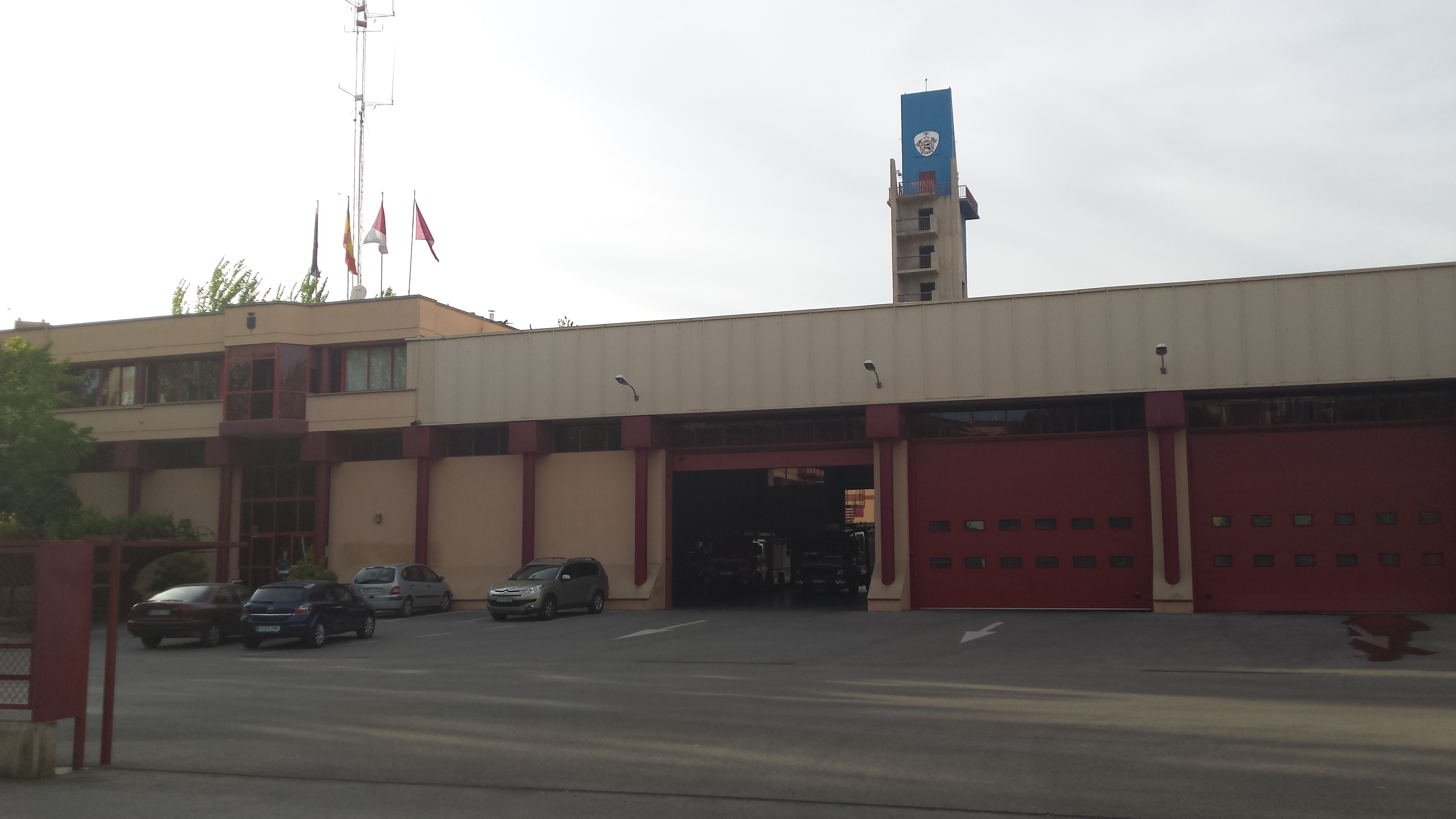
Parque de Bomberos de Albacete

En noviembre de 1862 se votó favorablemente en un pleno del Ayuntamiento de Albacete la creación de una Brigada de Zapadores Bomberos, por lo que en 2012 el servicio cumplió 150 años de historia. Actualmente, el Servicio Contra Incendios y Salvamento de Albacete (SCIAB) se localiza en la avenida Cronista Mateo y Sotos de la capital castellano-manchega, ocupando una parcela de 14 000 m cuadrados, en la que trabajan 133 efectivos. Durante 2013, el SCI realizó 1678 actuaciones, la mayoría dentro del término municipal de Albacete.

#### Servicios especiales y de prevención y extinción de incendios
Los Servicios Especiales y de Prevención y Extinción de Incendios de Albacete (SEPEI) son el cuerpo de bomberos de la Diputación Provincial, y que no suele actuar dentro de la ciudad de Albacete, si no solo en las áreas rurales de la provincia. Sin embargo, en caso de que el SCIAB no lograse controlar un fuego dentro de la ciudad y la situación se volviese desesperada, sí se recurriría al SEPEI. La central del servicio se encuentra en la Diputación Provincial, en el número cinco del paseo de la Libertad.

#### Servicios sanitarios
El SESCAM (Servicio de Salud de Castilla-La Mancha) cuenta con tres hospitales y nueve centros de salud dentro de la ciudad, así como un sistema de ambulancias que se divide en:
1. TNA (transporte no asistencial): ambulancias blancas que transportan a enfermos que no requieren un traslado urgente.
2. SVB (Soporte Vital Básico): ambulancias amarillas que pueden trasladar a heridos leves.
3. SVA (Soporte Vital Avanzado): ambulancias amarillas que pueden trasladar a heridos graves.

Se puede distinguir si una ambulancia es SVB o SVA porque estas lo llevan escrito en la parte superior del fondo de los laterales.

### Sanidad
El sistema sanitario público está gestionado por el Servicio de Salud de Castilla-La Mancha (SESCAM), que depende funcionalmente de la Consejería de Sanidad y Asuntos Sociales de la Junta de Comunidades de Castilla-La Mancha, al ser esta materia una competencia exclusiva de la comunidad autónoma.
Centros de atención primaria y de especialidades
La red local de atención primaria está compuesta actualmente por nueve centros de salud, integrados en 8 zonas básicas de salud del distrito sanitario de Albacete, y dos Puntos de Atención Continuada del Servicio de Urgencias de Atención Primaria, distribuidos por los diferentes distritos de la ciudad. Además, la ciudad cuenta con un Centro de Especialidades.
Hospitales

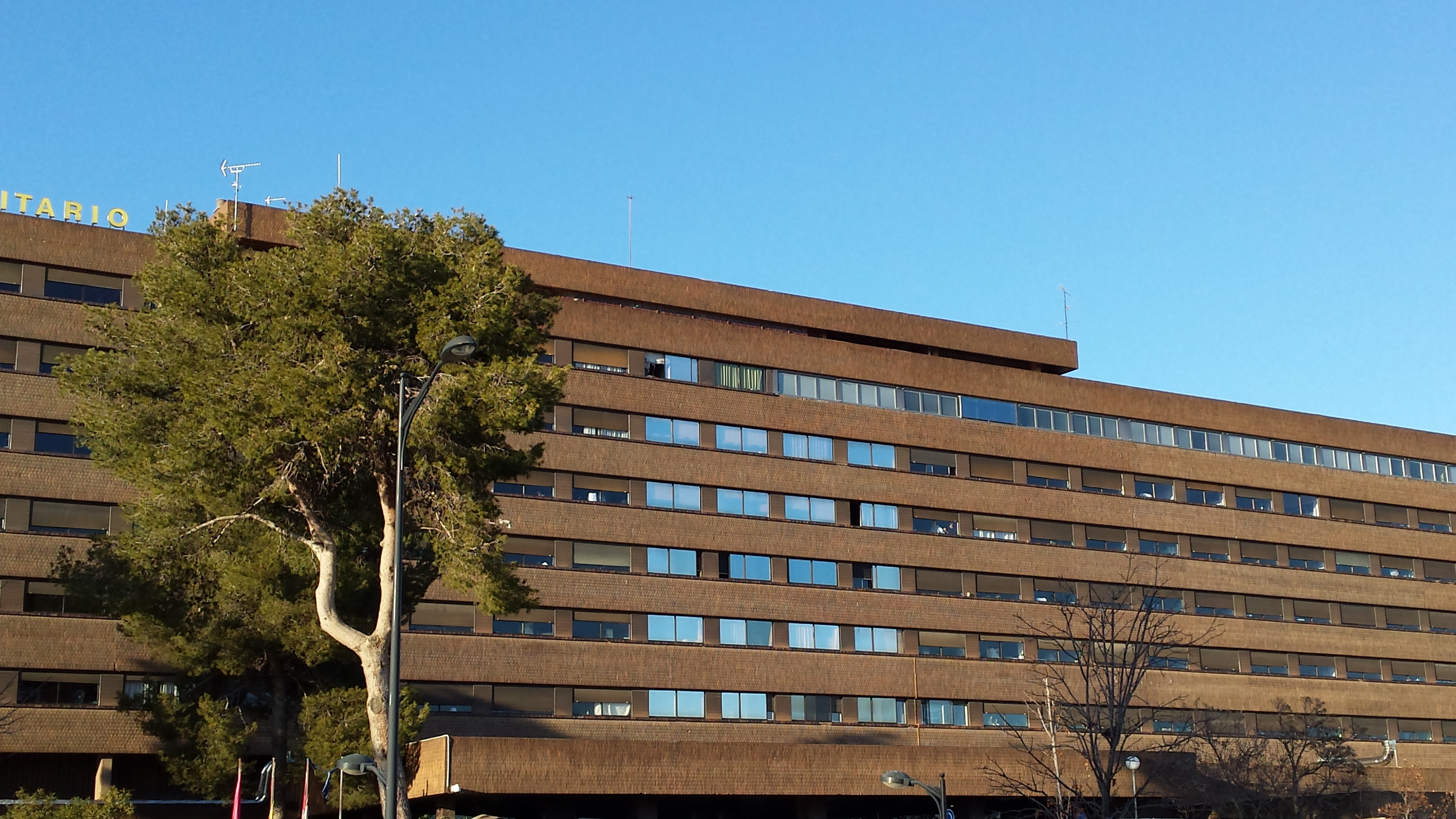
Hospital General Universitario

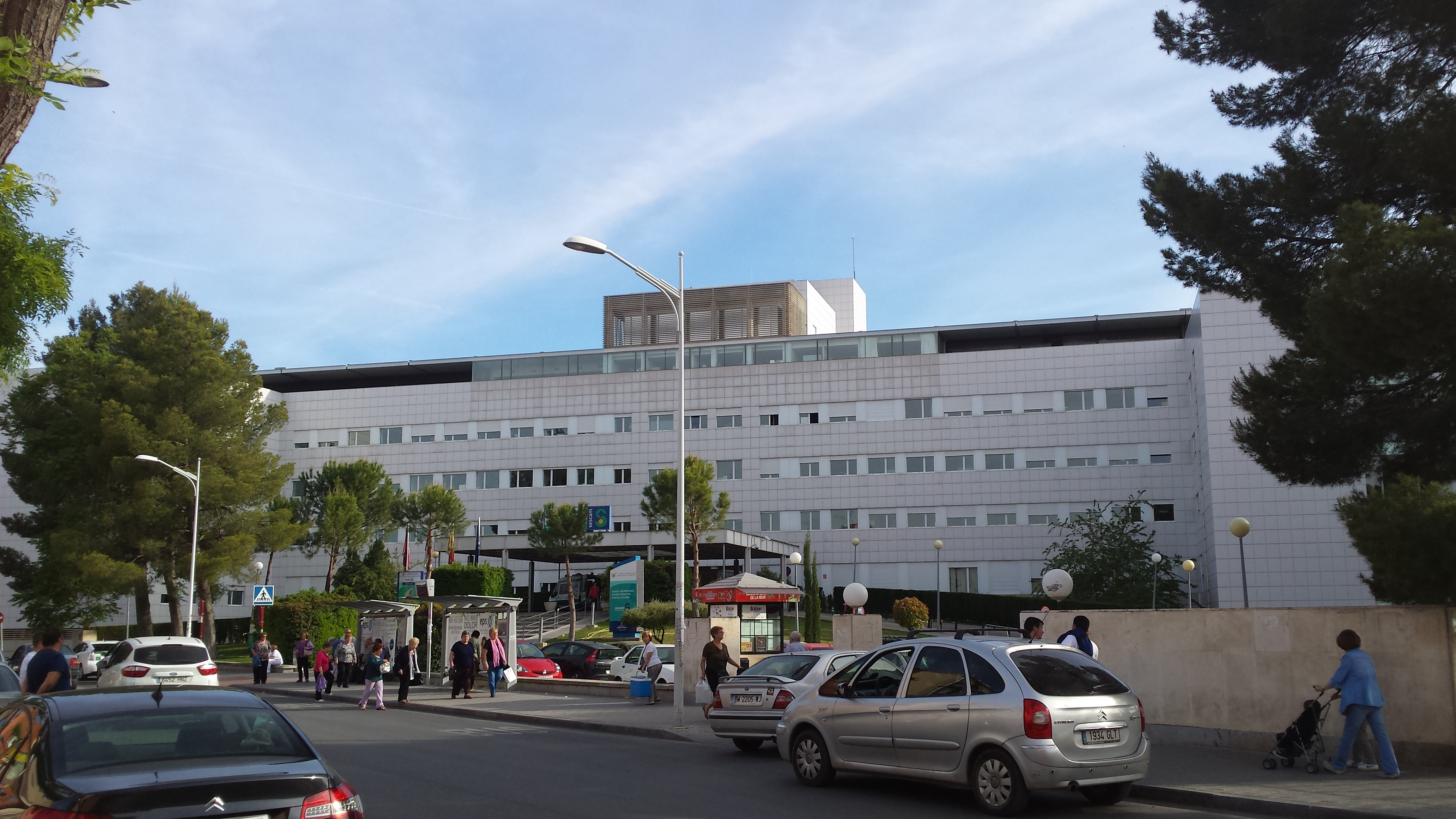
Hospital Universitario del Perpetuo Socorro de Albacete

La red hospitalaria está compuesta básicamente de hospitales públicos gestionados por el SESCAM y otros centros médicos hospitalarios de gestión privada:
- Hospitales públicos:[193]
  - Hospital General Universitario
  - Hospital Universitario del Perpetuo Socorro
  - Centro de Atención a la Salud Mental

La institución de salud pública que agrupa a todos los hospitales públicos de la ciudad es el Complejo Hospitalario Universitario de Albacete.
- Hospitales privados:
  - Clínica Santa Cristina
  - Clínica Nuestra Señora del Rosario
  - Hospital Quirónsalud Albacete
  - Centro Sociosanitario Vitalparque

Por último, Albacete cuenta con 87 farmacias.
Servicios sociales
El Ayuntamiento de Albacete dispone del Área de Servicios Sociales para prestar la ayuda y asesoramiento necesario que puedan necesitar los colectivos y personas más desfavorecidas y necesitadas de la ciudad. Para hacer más efectivo estos Servicios Sociales existen cerca de 60 centros sociales en todo el municipio, que desarrollan varias prestaciones como el Servicio de Información, Valoración y Orientación (SIVO), inserción sociolaboral, prestaciones económicas o ayudas de emergencia social. La organización de los Servicios Sociales se complementa con varios planes: Plan de intervención en barrios, Plan municipal de drogas, Plan de convivencia intercultural, o los Planes de igualdad (entre otras actuaciones).
Centros

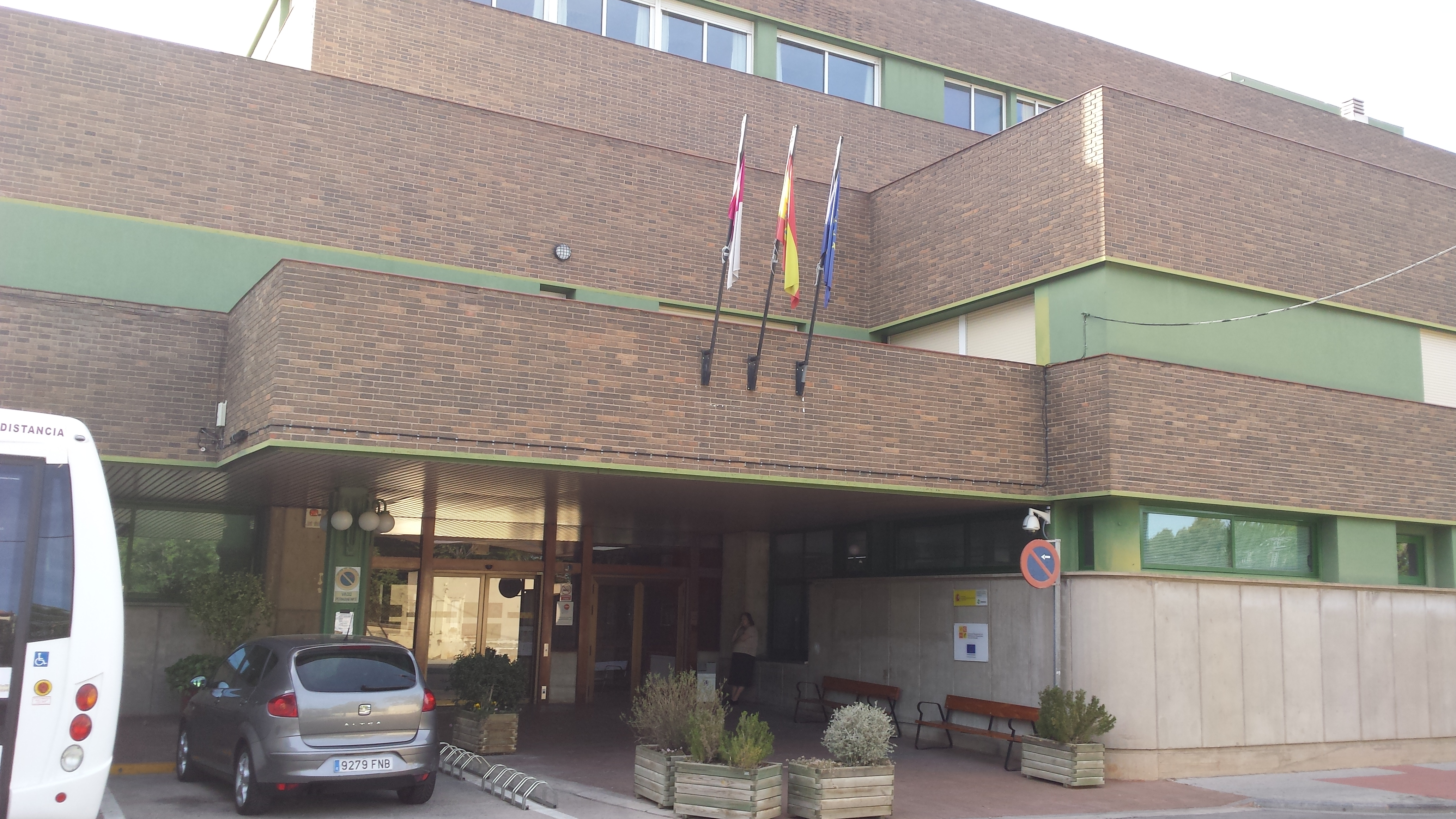
Entrada al Centro de Recuperación de Personas con Discapacidad Física de Albacete (CRMF), uno de los cinco que existen en España, dependiente del Gobierno central

Albacete cuenta con 25 centros socioculturales distribuidos por los distintos barrios. Para las personas mayores, la ciudad dispone de numerosos recursos: 11 residencias de mayores (5 públicas, 2 privadas-concertadas y 4 privadas), 19 clubs de jubilados, 3 centros de mayores (hogares), un Centro de Autonomía Personal y Prevención de la Dependencia, y multitud de asociaciones. La capital alberga un Centro de Atención Integral a Personas sin Hogar, al que se suma el Centro de Acogida Temporal El Pasico. Por su parte, los inmigrantes pueden alojarse en el Campamento Humanitario de La Dehesa. Entre las entidades benéficas destaca la Institución Benéfica Sagrado Corazón de Jesús de Albacete, que proporciona ayuda a las personas más desfavorecidas. Para las personas con discapacidad, la ciudad cuenta con numerosos recursos como el Centro de Recuperación de Personas con Discapacidad Física (CRMF), uno de los cinco de su género que existen en España, el Centro de Atención a Grandes Discapacidades Físicas y Orgánicas Infanta Leonor, el Centro de Atención a Personas con Discapacidad Intelectual Grave Albatros, el Centro Integral de Enfermedades Neurológicas, el Centro Ocupacional Prelaboral, la Unidad Provincial de Accesibilidad o Asprona. Las mujeres disponen del Centro de la Mujer y del Centro de Atención Integral a Víctimas de Violencia de Género, que incluye un Centro de Urgencias y una Casa de Acogida. Para los jóvenes la ciudad alberga el Centro de la Juventud, mientras que para la familia e infancia acoge recursos como el Parque Infantil de Tráfico o las Escuelas de Verano.

### Comunicaciones

#### Regulación del tráfico urbano
En la ordenanza municipal de circulación del Ayuntamiento de Albacete aprobada en 2007 se definen los usos que se pueden dar a las vías, las velocidades que pueden alcanzar los vehículos así como los horarios y zonas establecidas para la carga y descarga de mercancías en la ciudad.
Parque de vehículos de motor
Albacete cuenta con un parque automovilístico a razón de 697 automóviles por cada 1000 habitantes. En estos mismos datos se observa un elevado parque de camiones y furgonetas lo que indica un gran número de transportistas de mercancías autónomos o en pequeñas empresas o cooperativas y un importante trasiego de estos vehículos por la ciudad.

#### Red viaria
Su estratégica situación a medio camino entre el centro peninsular, la zona de Levante y Andalucía, hace que la ciudad se erija como uno de los nudos de comunicaciones más importantes del sureste español, con autovías hacia Madrid, Valencia, Alicante, Toledo, Ciudad Real y Murcia (en pocos años también a Jaén, y a Teruel, vía Cuenca).
| Red de autovías que atraviesan Albacete | Red de autovías que atraviesan Albacete | Red de autovías que atraviesan Albacete                                                                          | Red de autovías que atraviesan Albacete | Red de autovías que atraviesan Albacete |
| Identificador | Denominación                            | Itinerario | Conexiones viarias más importantes      | Titularidad                             |
| --- | --------------------------------------- | --- | --------------------------------------- | --------------------------------------- |
| A-30 | Autovía de Murcia                       | Albacete - Tobarra - Hellín - Murcia - Cartagena                                                                 | A-31 A-33 A-7                           | Estatal                                 |
| A-31 | Autovía de Alicante                     | Atalaya del Cañavate - Albacete - Almansa - Alicante                                                             | A-30 A-32 AP-36 A-43 A-3 A-35 A-7 AP-7  | Estatal                                 |
| A-32 | Autovía Linares-Albacete                | Bailén - Linares - Alcaraz - Albacete                                                                            | A-31 A-44 A-4                           | Estatal                                 |
| - | Autovía de Romica                       | Albacete - Polígono Industrial Romica                                                                            | A-31 A-32 N-322                         | Estatal                                 |
| A-32 | Circunvalación Sur de Albacete          | Albacete | A-30 A-32 N-301a                        | Estatal                                 |
| - | Circunvalación Oeste de Albacete        | Albacete | A-31 A-32                               | Estatal                                 |
| - | Autovía de Los Llanos                   | Autovía Linares-Albacete - Parque Aeronáutico y Logístico - Aeropuerto de Albacete - Maestranza Aérea - Albacete | CM-3203 N-301a A-32                     | Autonómica                              |
| * | Autovía del Júcar                       | Cuenca - Motilla del Palancar - Autovía del Este - Mahora - Polígono Industrial Romica - Albacete                | N-322 A-3 N-320 A-40 N-420 N-400        | Autonómica                              |
| * | Ronda Norte de Albacete                 | Autovía de Alicante - Parque Empresarial Campollano - Polígono Industrial Romica - N-322                         | N-322 A-31 Autovía del Júcar            | Autonómica                              |
| Notas: * en construcción o proyecto, en negrita las localidades o lugares más importantes de la provincia de Albacete cercanas al trazado. |                                         | |                                         |                                         |

Otras carreteras
El amplio término municipal de Albacete es atravesado por otras carreteras que lo comunican con otros núcleos de población.
| Red de carreteras que atraviesan Albacete                                                              | Red de carreteras que atraviesan Albacete | Red de carreteras que atraviesan Albacete                                   | Red de carreteras que atraviesan Albacete |
| Identificador                                                                                          | Tipo de vía                               | Itinerario                                                                  | Titularidad                               |
| --- | ----------------------------------------- | --------------------------------------------------------------------------- | ----------------------------------------- |
| N-301                                                                                                  | Carretera Nacional                        | Ocaña - Albacete - Murcia - Cartagena                                       | Estatal                                   |
| N-322                                                                                                  | Carretera Nacional                        | Córdoba - Bailén - Albacete - Requena                                       | Estatal                                   |
| N-430                                                                                                  | Carretera Nacional                        | Badajoz - Mérida - Ciudad Real - Albacete - Valencia                        | Estatal                                   |
| CM-332                                                                                                 | Carretera Autonómica                      | Albacete - Casas de Juan Núñez - Alatoz - Carcelén                          | Autonómica                                |
| CM-3203                                                                                                | Carretera Autonómica                      | Albacete - Peñas de San Pedro - Alcadozo - Ayna - Elche de la Sierra        | Autonómica                                |
| CM-3218                                                                                                | Carretera Autonómica                      | Circuito de Velocidad - Tinajeros - Valdeganga - Abengibre - Casas Ibáñez   | Autonómica                                |
| CM-3210                                                                                                | Carretera Autonómica                      | Pozo Cañada - Campillo de las Doblas - Pozohondo                            | Autonómica                                |
| A-17                                                                                                   | Carretera Provincial                      | El Salobral - Los Anguijes - CM-3203                                        | Provincial                                |
| A-2 | Carretera Provincial                      | Pozuelo - Argamasón - Santa Ana - N-322                                     | Provincial                                |
| C-12                                                                                                   | Carretera Provincial                      | Santa Ana - La Herrera                                                      | Provincial                                |
| CV-L6                                                                                                  | Carretera Provincial                      | Barrax - La Gineta                                                          | Provincial                                |
| AB-823                                                                                                 | Carretera Provincial                      | Motilleja - Club de Golf Las Pinaillas - Polígono Industrial Romica - N-322 | Provincial                                |
| A-0-2                                                                                                  | Carretera Provincial                      | CM-3203 - Aeropuerto de Albacete - Aguas Nuevas - Santa Ana                 | Provincial                                |
| AB-300                                                                                                 | Carretera Provincial                      | N-340 - Parador de Albacete - N-301                                         | Provincial                                |
| Notas: en negrita las localidades o lugares importantes del municipio de Albacete cercanas al trazado. |                                           |                                                                             |                                           |

#### Autobuses urbanos

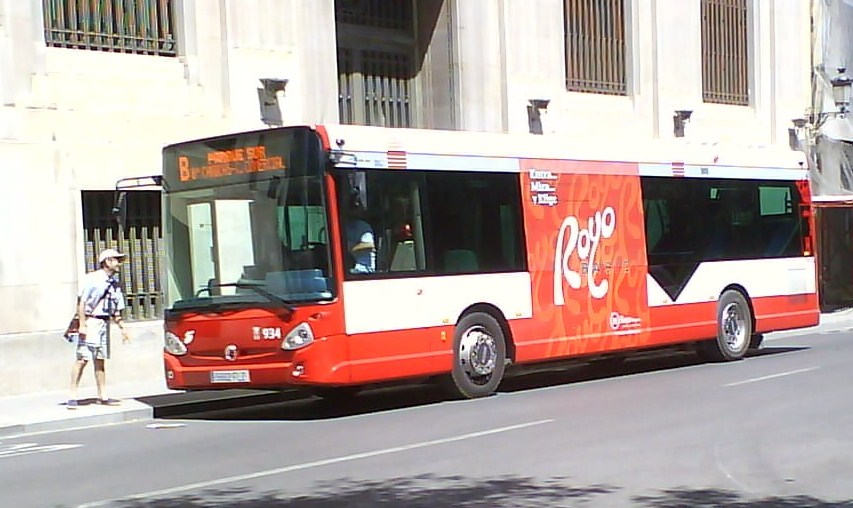
Autobús urbano de Albacete realizando una parada reglamentaria en el centro de Albacete

La ciudad cuenta con 10 líneas de autobuses urbanos (7 de ellas diarias) gestionados por la empresa SuBús NLJ. Los autobuses tienen un color corporativo rojo y blanco. Actualmente la capital albaceteña cuenta con 28 vehículos. Uno de los autobuses es del modelo Labobús, esto es, un moderno vehículo con almacenamiento de datos vanguardista y alimentado por placas solares. El tiempo de frecuencia por parada es de 11 minutos en la mayoría de las líneas diarias.
Autobuses intramunicipales
El extenso municipio de Albacete cuenta con líneas regulares de autobuses que comunican la ciudad, desde la terminal de autobuses, con los núcleos más importantes: Aguas Nuevas, Argamasón, El Salobral, Los Anguijes, Santa Ana o Tinajeros.

#### Taxis
Los taxis albaceteños se caracterizan por ser blancos con una franja diagonal roja y el escudo de Albacete en las puertas delanteras. El servicio de taxi está activo durante las 24 horas del día, y pueden ser parados en plena calle, encargados por teléfono, o a través de las paradas designadas a tal efecto que se distribuyen por diferentes puntos de la ciudad. Actualmente Albacete cuenta con una flota de 107 taxis, varios de ellos adaptados para personas de movilidad reducida, que se agrupan en torno a la Asociación de Taxistas de Albacete.

#### Autobuses interurbanos

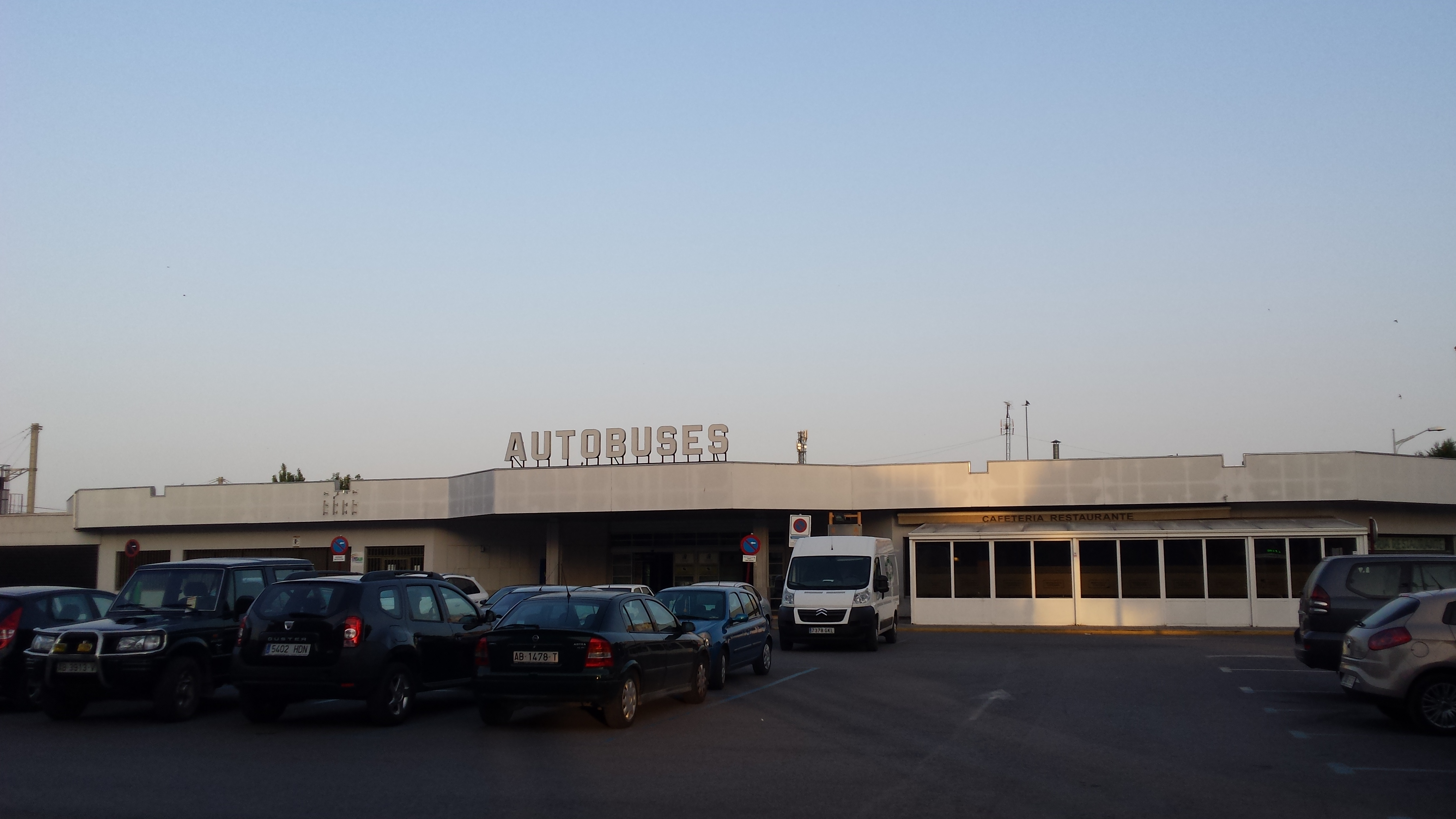
Entrada principal de la Estación de autobuses de Albacete

La Estación de autobuses de Albacete, gestionada por Emisalba (Empresa Municipal de Infraestructuras y Servicios de Albacete), está situada en el noreste de la ciudad y cuenta con una superficie de 13 950 m². Desde la terminal, Albacete tiene conexiones con múltiples destinos de España mediante líneas regulares de autobuses interurbanos hacia ciudades de regiones como Comunidad Valenciana, Murcia, Madrid, Cataluña, Andalucía o Extremadura, además de tener conexiones con las principales ciudades de Castilla-La Mancha y con los municipios de la provincia de Albacete.

#### Ferrocarril

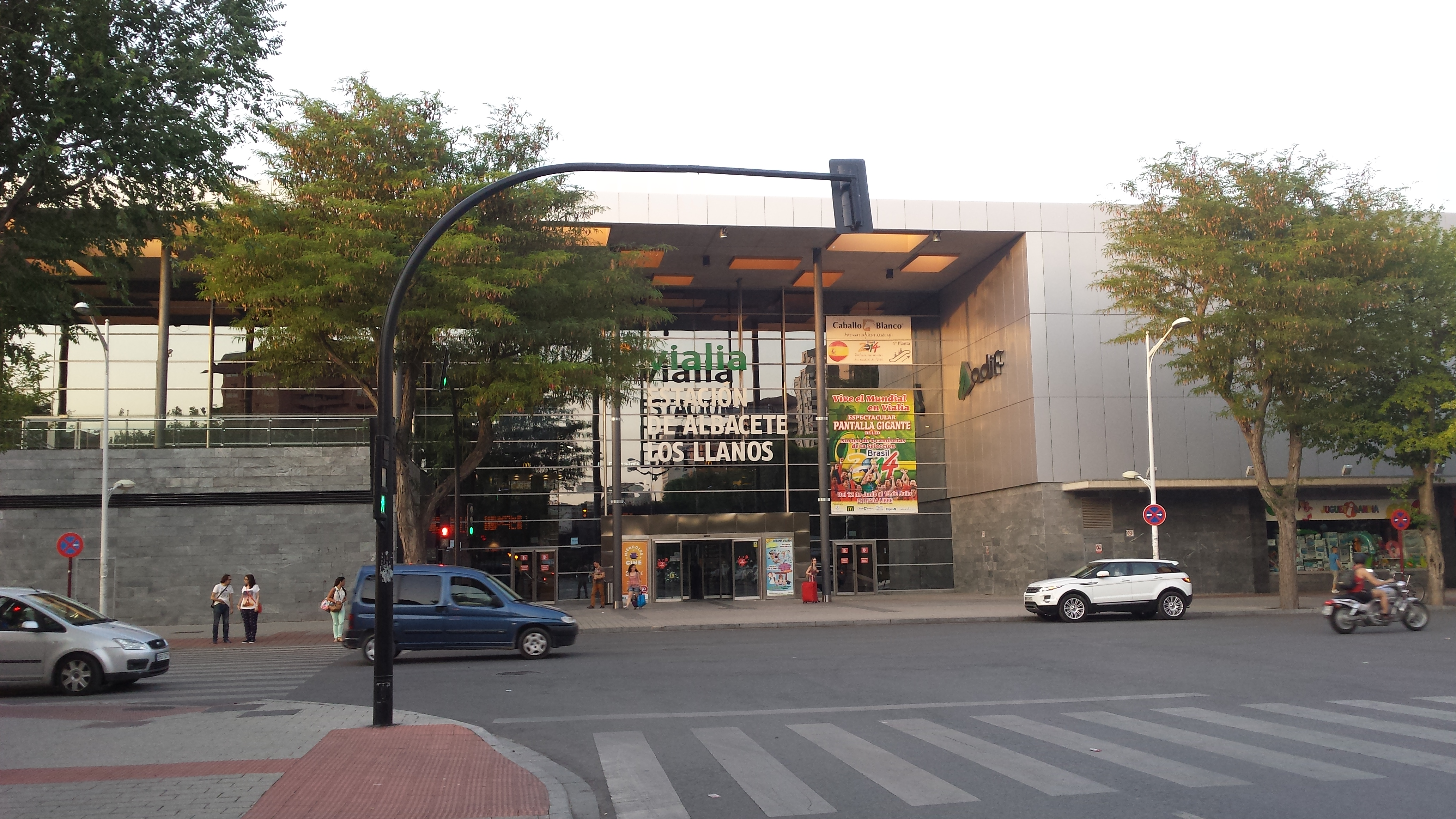
Entrada principal de la estación de Albacete-Los Llanos

La Estación de Albacete-Los Llanos se encuentra situada al final de la avenida de la Estación, en la calle Federico García Lorca, y sus amplias instalaciones albergan un centro comercial en su interior: Vialia.
Desde la estación de Adif la capital cuenta con una amplia oferta de conexiones provinciales, regionales y nacionales, incluidas de alta velocidad (AVE). Entre otros destinos, tiene conexión con: Madrid-Puerta de Atocha, Cuenca-Fernando Zóbel, Ciudad Real, Valencia-Norte, Murcia del Carmen, Alicante-Terminal, Elche AV, Segovia-Guiomar, Valladolid-Campo Grande, Palencia, Oviedo, Gijón, Santander, Barcelona-Sants, Tarragona, Castellón de la Plana, Cádiz, Jerez de la Frontera, Sevilla-Santa Justa, Córdoba Central, Guadalajara-Yebes o Zaragoza-Delicias.
Además, la ciudad alberga uno de los cinco Centros de Regulación y Control de Alta Velocidad de España (CRC), que regula el tráfico ferroviario de toda la línea de alta velocidad Madrid-Castilla-La Mancha-Comunidad Valenciana-Región de Murcia (955 km).
Asimismo, por Albacete también circula el tren de mercancías, contando con una estación de mercancías denominada Albacete Mercancías.

#### Transporte aéreo

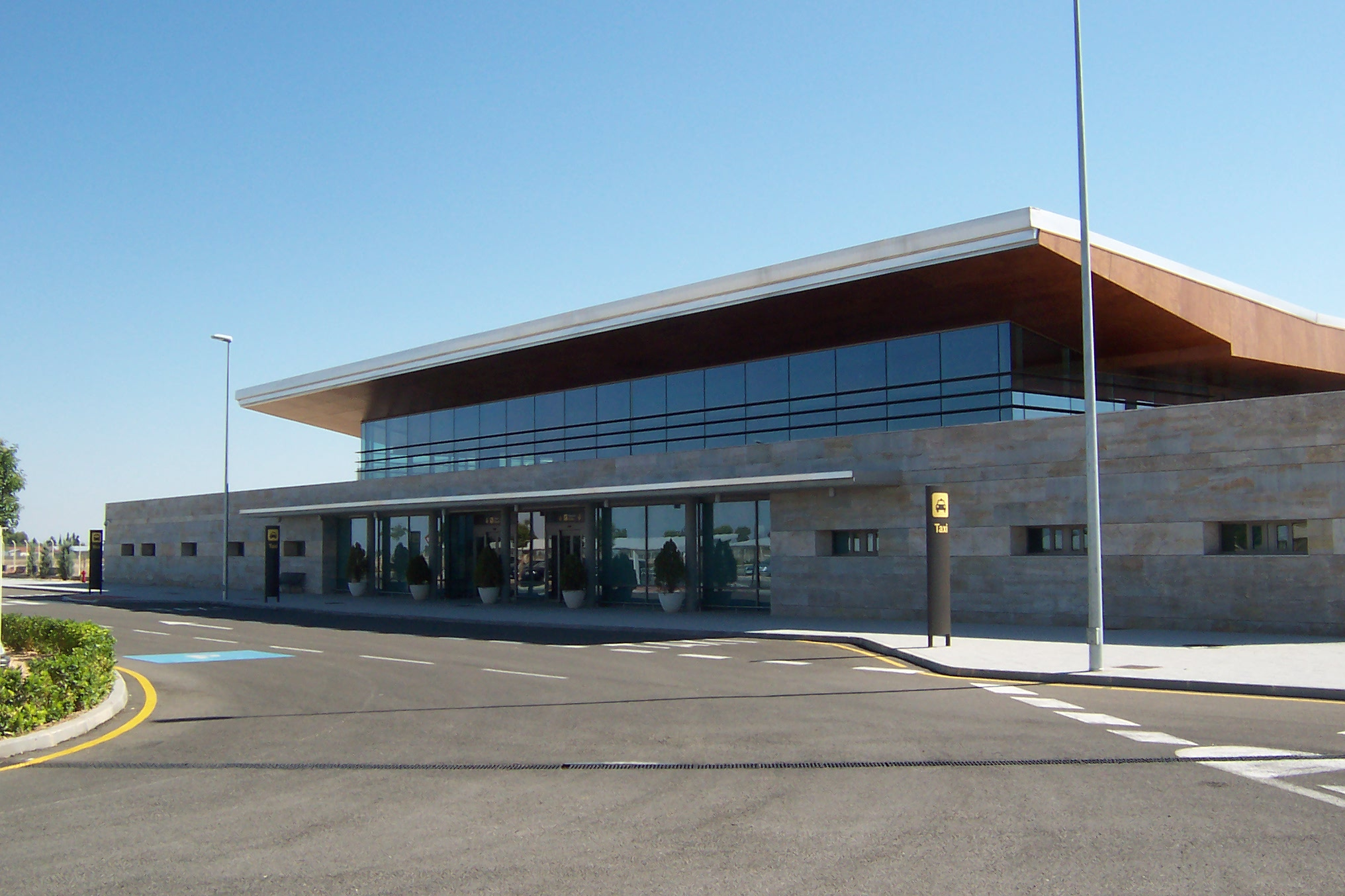
Aeropuerto de Albacete

El Aeropuerto de Albacete (IATA: ABC, OACI: LEAB), gestionado por Aena, se encuentra a 3,9 kilómetros de la ciudad en dirección sur. Sus instalaciones se encuentran muy próximas a la Base Aérea de Los Llanos, la Maestranza Aérea de Albacete y el Parque Aeronáutico y Logístico. Se accede a través de la autovía de Los Llanos.
La capital cuenta también con un aeródromo privado, el Aeródromo de Tinajeros, dedicado a la aviación deportiva y gestionado por el Aeroclub de Albacete.

#### Bicicleta
Albacete cuenta con más de 42 kilómetros de carril-bici en vías urbanas en plena ciudad, que se suman a los más de 120 kilómetros de vías verdes, rutas acondicionadas, sendas o carriles ciclistas. Entre este último grupo destacan el carril bici Albacete-Valdeganga, de 25 km de longitud, que une Albacete con Tinajeros, Valdeganga y el Júcar; y la vía verde de La Pulgosa. Otras rutas ciclistas destacadas son el camino natural del canal de María Cristina, que comienza al noroeste de la ciudad, junto al parque de la Fiesta del Árbol, con más de 33 km de longitud, el cual alcanza la laguna del Acequión, los Ojos de San Jorge o la pedanía de Aguas Nuevas, y el camino natural a Tinajeros, la Vereda Real de Pozo Rubio y la Sierra Procomunal de Albacete y Chinchilla, que comienza al noreste de la ciudad, junto al cementerio de Albacete.
La capital dispone de un sistema de préstamo de bicicletas público denominado Albabici, que cuenta con 20 estaciones de bicicletas repartidas por toda la ciudad. Por otro lado, la ciudad cuenta con más de 119 aparcabicis repartidos en puntos estratégicos por toda la capital.
Albacete forma parte de la Red de Ciudades por la Bicicleta. Una de las iniciativas derivadas de su adhesión a dicha Red es el Biciregistro, que consiste en la identificación de la bicicleta a través de una pegatina y de líquido invisible, con el objetivo de poder recuperarla en caso de robo y posterior aparición. El Cuerpo Nacional de Policía en Albacete ha creado un grupo específico de policía judicial, el Grupo VI, destinado a investigar el robo, el uso y la venta de bicicletas y sus piezas.

## Patrimonio

### Arquitectura

#### Arquitectura civil

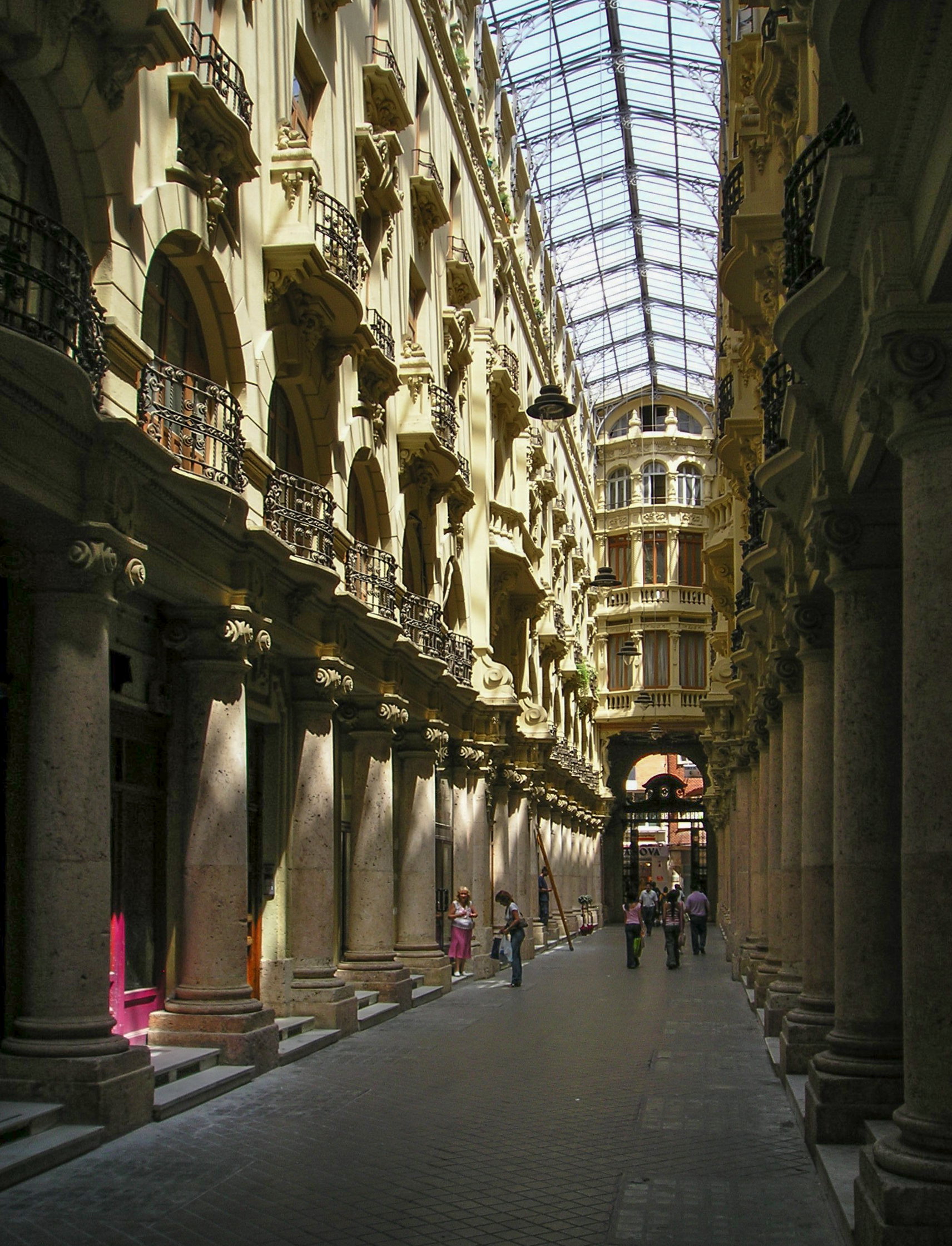
Interior del Pasaje de Lodares, histórica galería modernista del primer cuarto del

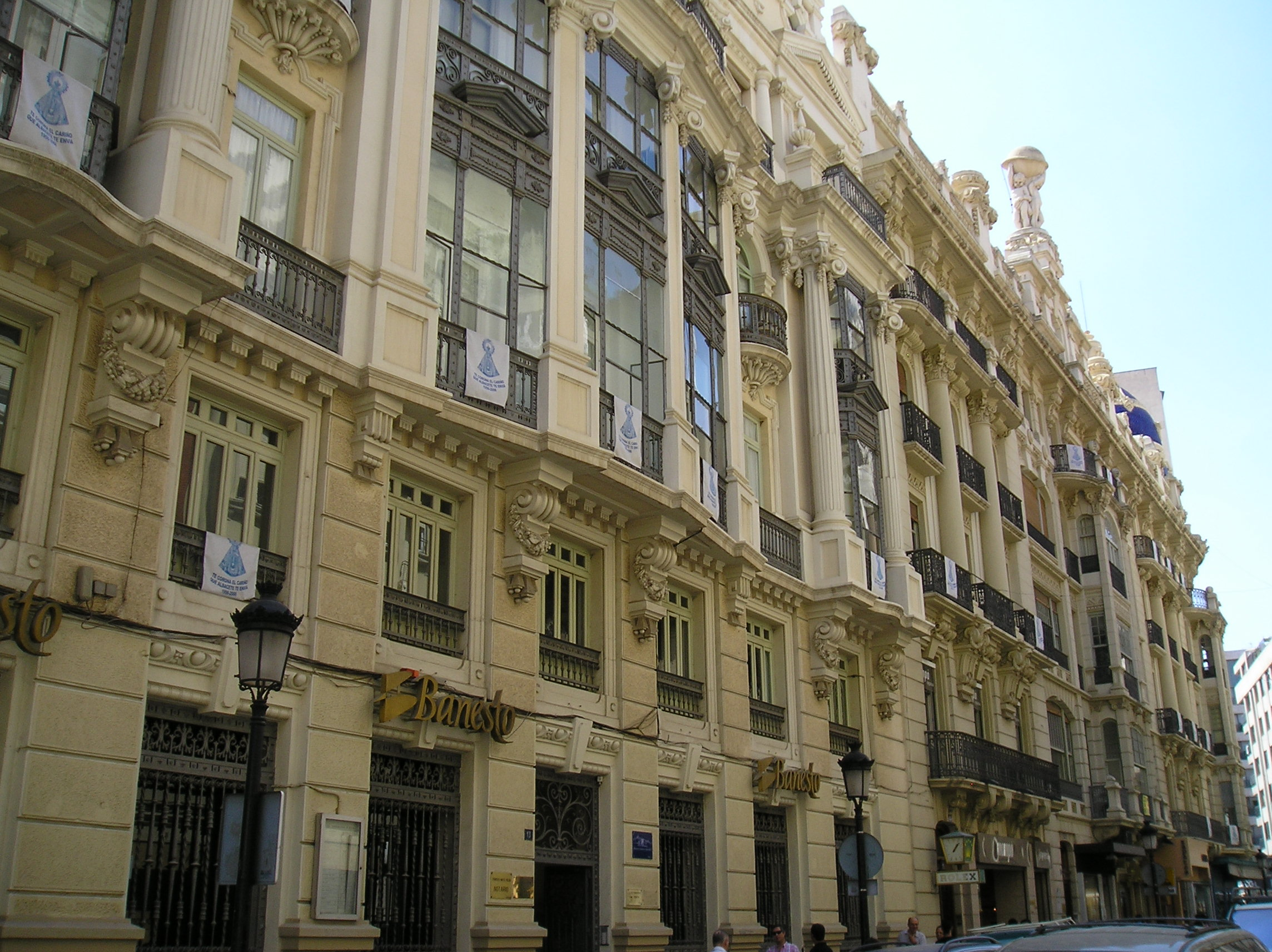
Casas Cabot, en la calle Marqués de Molins

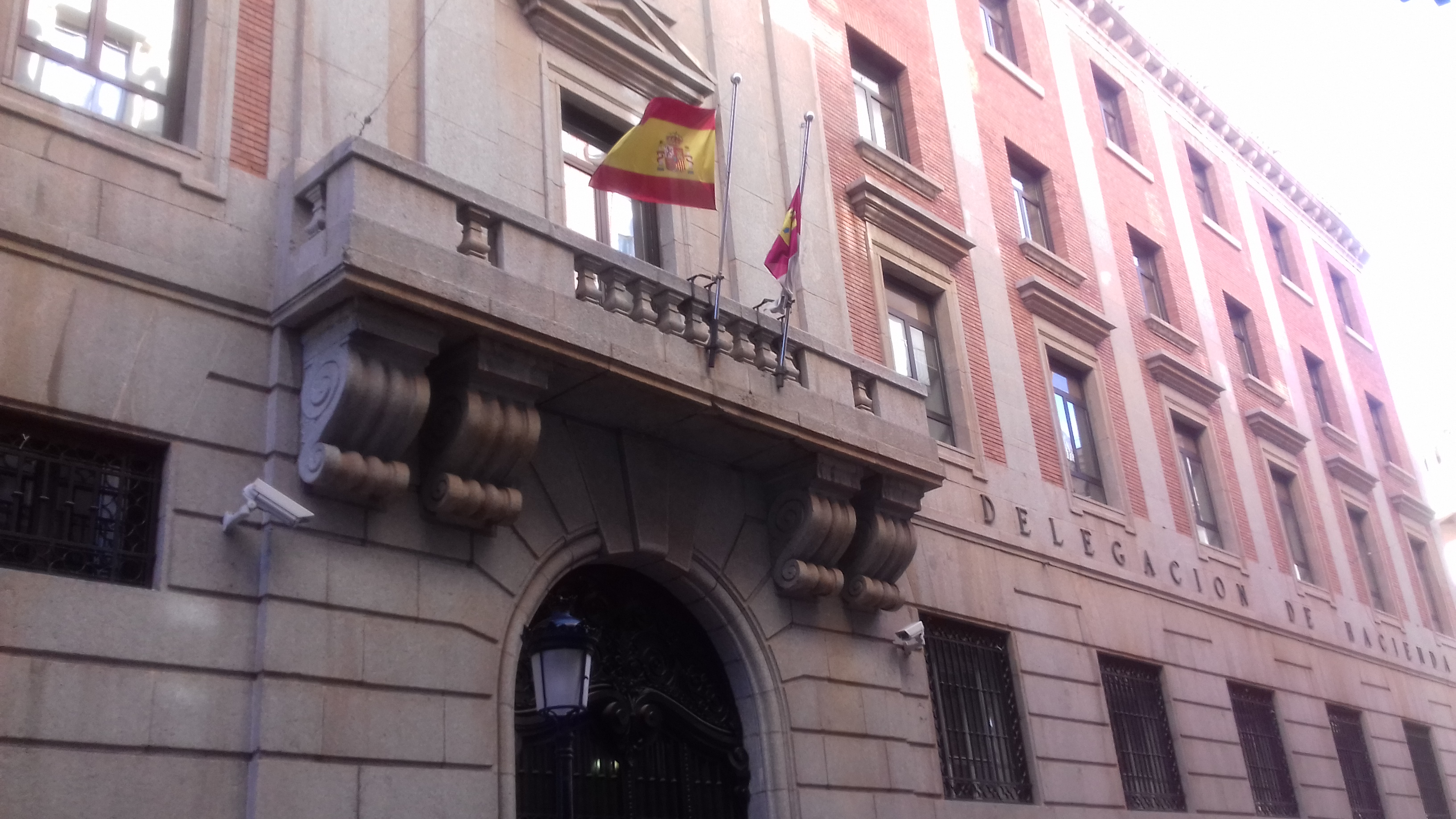
Delegación de Economía y Hacienda del Gobierno de España

Del patrimonio arquitectónico civil albaceteño destacan las obras realizadas a finales del XIX y principios del XX, ya que su condición de capital de provincia y la llegada del ferrocarril supusieron un punto de inflexión en el crecimiento demográfico y urbano de la ciudad.
No obstante, ya existían construcciones importantes de este tipo en la ciudad que permanecen hoy en día en pie, entre las que destacan la Posada del Rosario (siglo XVI), típico caserón manchego en donde se reúnen los estilos gótico, mudéjar y renacentista, reconvertida en biblioteca universitaria, la casa Perona (s. XVII), sede de la Delegación de la Junta de Comunidades de Castilla-La Mancha, el antiguo ayuntamiento de la ciudad (siglo XVIII), sede del Museo Municipal de Albacete, o el Recinto Ferial de Albacete, inaugurado en 1783 convirtiendo a la capital castellano-manchega en la única ciudad de España con un recinto dedicado a tal fin, el cual ha experimentado diversas ampliaciones.
Ya en el siglo XIX surgirá la necesidad de dotar a la ciudad de edificios administrativos y culturales. Por ello a partir de 1880 se creará el Palacio de la Diputación Provincial de Albacete o el Teatro Circo (1887), uno de los escasos ejemplos dedicados a este tipo de funciones en todo el mundo.
Fruto de la pujanza de la burguesía albacetense de principios del siglo XX, la corriente arquitectónica del modernismo irá dejando su huella en el centro de la capital, erigiendo emblemáticos edificios como la casa de Hortelano, construida en 1912 y actual sede del Museo de la Cuchillería, siendo una de las obras más reconocidas el pasaje de Gabriel Lodares (1925), una galería comercial que une las calles Mayor y Tinte, diseñado por Buenaventura Ferrando Castells, que constituye uno de los tres únicos ejemplos que existen en España de este tipo de galerías.
Progresivamente se irán levantando los más emblemáticos edificios del siglo XX como el Gran Hotel (1905), el edificio Val General (1912), la Fábrica de Harinas (1916), el edificio Legorburo (1919), el Hotel Regina (1919), el edificio de la Subdelegación de Defensa (1920), el edificio BBVA (1920), el edificio CCM (1920), el edificio de la Cruz Roja (1921), la Casa de Canciano López (1921), la casa Cabot Jubany (1922), el Colegio Notarial (1925), el chalet Fontecha (1925), el Colegio de Arquitectos (1925), la casa de Archillas (1926), el Banco Central (1926), el Casino Primitivo (1927), el Instituto de Higiene (1928), la Antigua Comisaría de Simón Abril (1929), las Escuelas Pías de Albacete (1930), el edificio del Banco de España (1936), el Grupo escolar Cristóbal Valera (1945), la Delegación de Hacienda (1948), el Internado Benéfico Provincial (1955), el Gobierno Civil (1956), la Casa Sindical de Albacete (1956), el edificio La Unión y el Fénix (1960), el edificio Mompó (1963), el edificio Forestal (1968), el Hotel Los Llanos (1969), el edificio Correos (1974), la Universidad Laboral de Albacete (1975), el Palacio de Justicia de Albacete (1980), el Pabellón de Gobierno o edificio José Prat (1993) o el Centro Cultural El Ensanche (1995).
Otros edificios destacados del siglo XX son el edificio Bancaja, el edificio Banesto, la Casa de Doña Filomena Flores o Montecasino.
Del siglo XXI destacan edificios como El Corte Inglés, la Vialia Estación de Albacete-Los Llanos, el Palacio de Congresos, el Hotel Beatriz, el CEEI, el Hotel Santa Isabel, la Casa de la Cultura José Saramago, la terminal del Aeropuerto de Albacete, el Instituto de Investigación en Informática, el Centro de Emprendedores, el edificio Polivalente de la Universidad de Castilla-La Mancha o la comisaría del Cuerpo Nacional de Policía.

#### Arquitectura religiosa

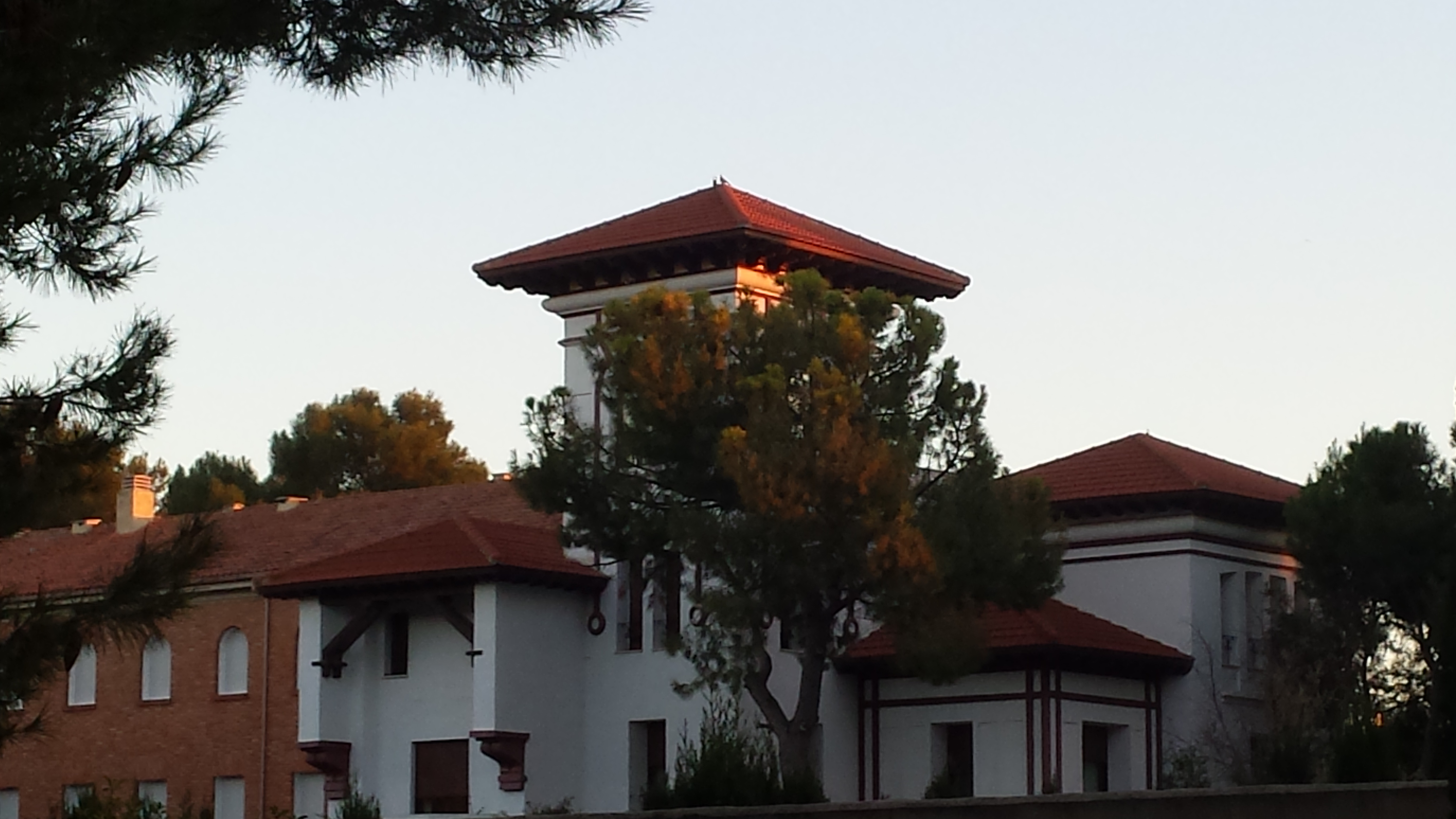
Casa de Ejercicios de Albacete

La ciudad cuenta con numerosos ejemplos de arquitectura religiosa de diferentes estilos, como la iglesia de Fátima, el monasterio de la Encarnación, la iglesia de la Purísima Concepción, el oratorio de San Felipe Neri, la iglesia de San Francisco de Asís, la catedral de San Juan, la iglesia de Nuestra Señora del Pilar, el Seminario Mayor de Albacete, la iglesia de Santa Teresa, la capilla de la Virgen de los Llanos, la iglesia de la Asunción, la Casa de Ejercicios de Albacete, la iglesia de San José, la iglesia de Escolapios, el Santo Ángel, la iglesia Ave María, la iglesia de San Pedro, el Palacio Episcopal de Albacete, la iglesia de la Resurección del Señor, el convento de las Carmelitas Descalzas o la iglesia de Santo Domingo de Guzmán.

### Monumentos y lugares de interés

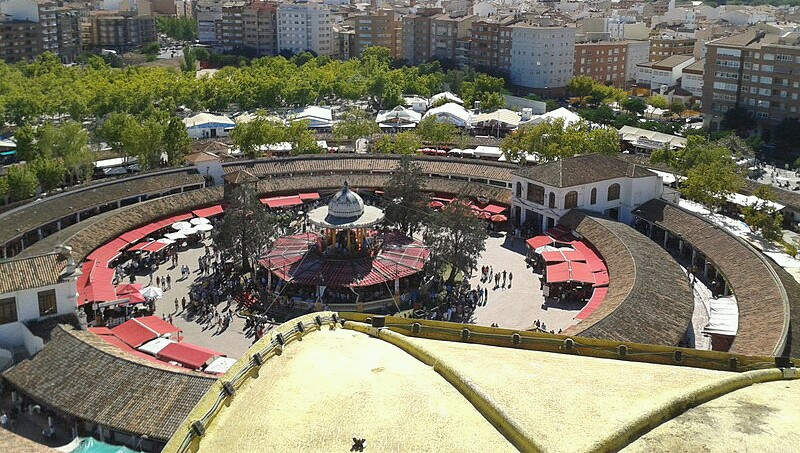
Vista oeste del Recinto Ferial de Albacete

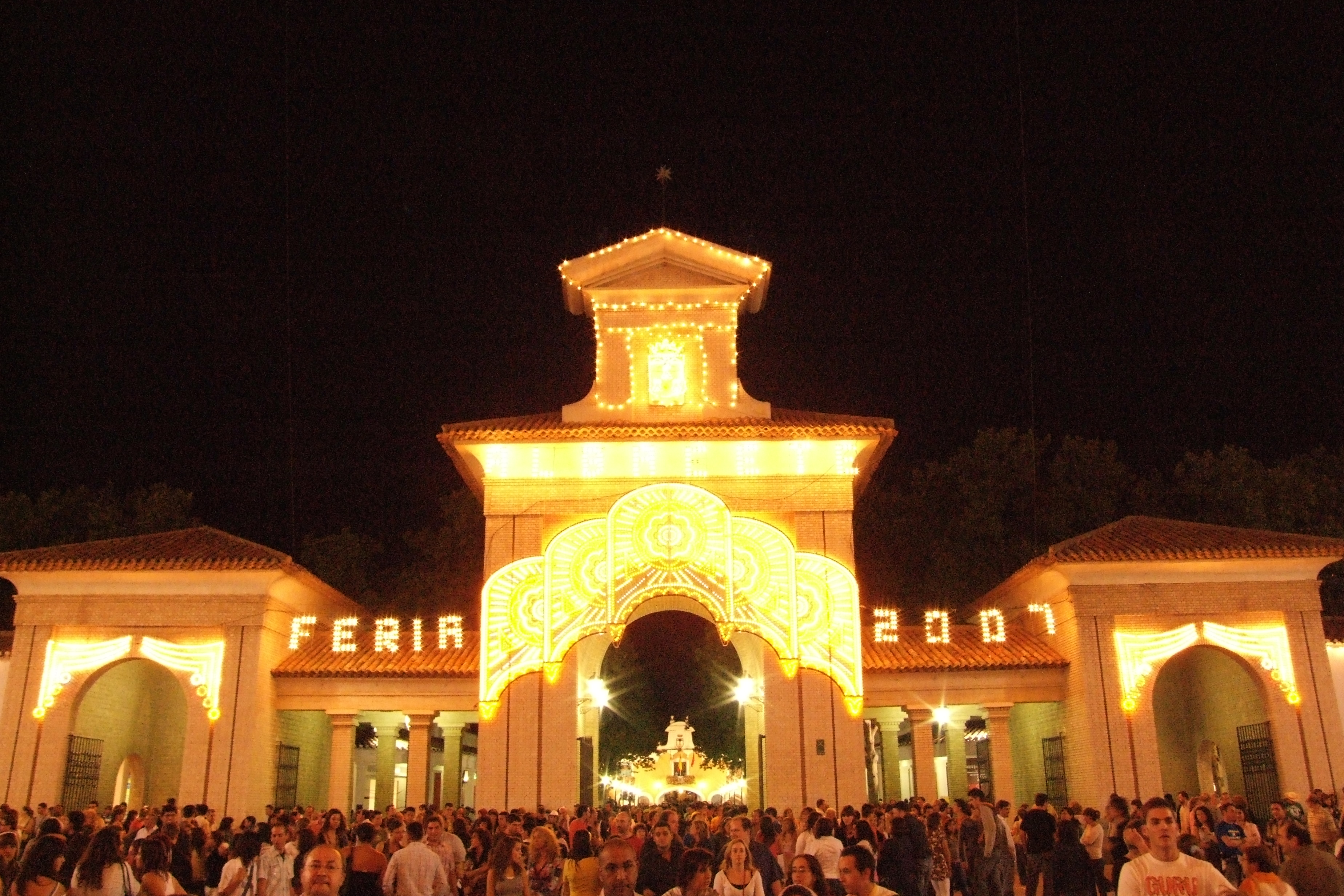
Puerta de Hierros de Albacete

La mayor parte de los lugares turísticos de Albacete se encuentran en el interior del anillo central, o primer anillo, de la ciudad, circundado fundamentalmente por la Circunvalación de Albacete y por el paseo de la Cuba y el Parque Lineal de Albacete. La plaza del Altozano, situada en pleno Centro, es uno de los centros neurálgicos más importantes de Albacete. En ella se encuentran numerosos lugares de interés de la capital albaceteña como la casa Cortés (sede del Museo Municipal), el Gran Hotel, los jardines del Altozano, los refugios antiaéreos del Altozano, el Palacio de Justicia (sede del Tribunal Superior de Justicia de Castilla-La Mancha) o el Cine Capitol. De esta plaza nacen cinco calles.
Las emblemáticas calles Marqués de Molins y Tesifonte Gallego, conocidas conjuntamente como calle Ancha, conducen desde la Plaza del Altozano al sur de la ciudad. En ellas se sitúan notables lugares como el Colegio Notarial, el chalet Fontecha, la casa Cabot, el edificio Banesto, Montecasino, el edificio Legorburo, el edificio BBVA, el Casino Primitivo de Albacete o el edificio Bancaja, entre otros muchos. La calle Ancha se cruza con numerosas calles emblemáticas del centro de la ciudad, como la calle Concepción, uno de los ejes principales de La Zona, la mayor zona de marcha de la ciudad, que comprende numerosas calles y plazas del centro de la capital; la calle Mayor, una de las calles más comerciales y transitadas de Albacete, que finaliza en la histórica plaza Mayor, de donde parten calles destacadas como la histórica calle Zapateros o el Túnel de Villacerrada; o la calle Tinte, en la que se encuentran puntos de interés como el pasaje de Lodares o la Posada del Rosario, camino de Villacerrada, y la calle Tejares, la plaza de San José o la iglesia de San José, camino de la plaza de Carretas, en dirección al céntrico barrio Carretas-Huerta de Marzo, donde, entre otros lugares, se encuentran la iglesia de la Purísima Concepción, los Depósitos del Sol o la plaza de los Depósitos del Sol.

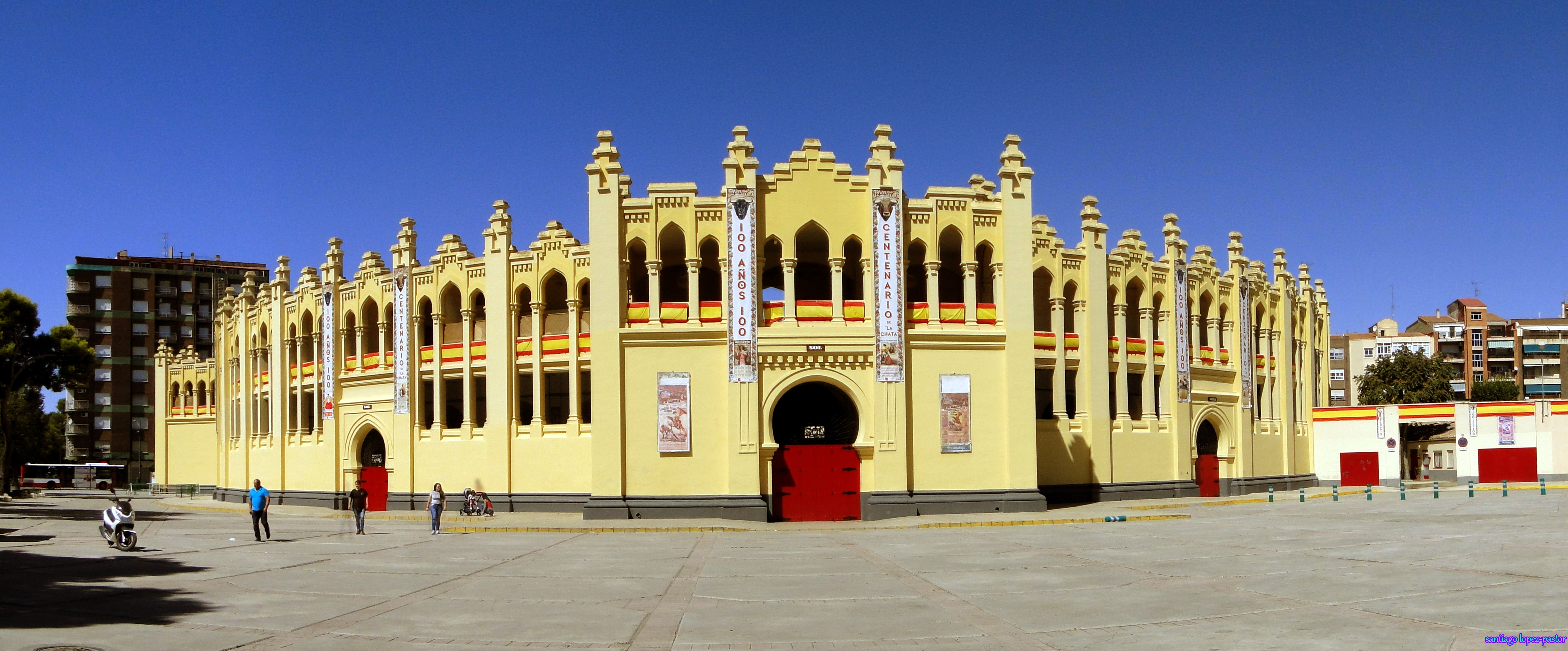
Vista panorámica sureste de la plaza de toros de Albacete, de influencia mudéjar. Inaugurada el 9 de septiembre de 1917, es obra de los arquitectos Julio Carrilero y Manuel Sainz de Vicuña. Está considerada como una de las plazas más excelentes de España y de mayor prestigio en el arte de la tauromaquia

La calle Ancha finaliza en la plaza de Gabriel Lodares, lugar de reunión de puntos emblemáticos como el parque Abelardo Sánchez, la casa de Archillas, el sanatorio Arturo Cortés Ortiz, el edificio CCM, la plaza de San José de Calasanz o calles importantes de la ciudad como el paseo Simón Abril, la calle Octavio Cuartero o la avenida de España, a lo largo de la cual se sitúan lugares destacados como el Instituto Bachiller Sabuco, el Gobierno Civil (sede de la Subdelegación del Gobierno en Albacete), el Hotel Los Llanos, la fuente del Parque —en la plaza Benjamín Palencia—, El Corte Inglés de la Avenida de España, el Estadio Carlos Belmonte o la Zona Campus.

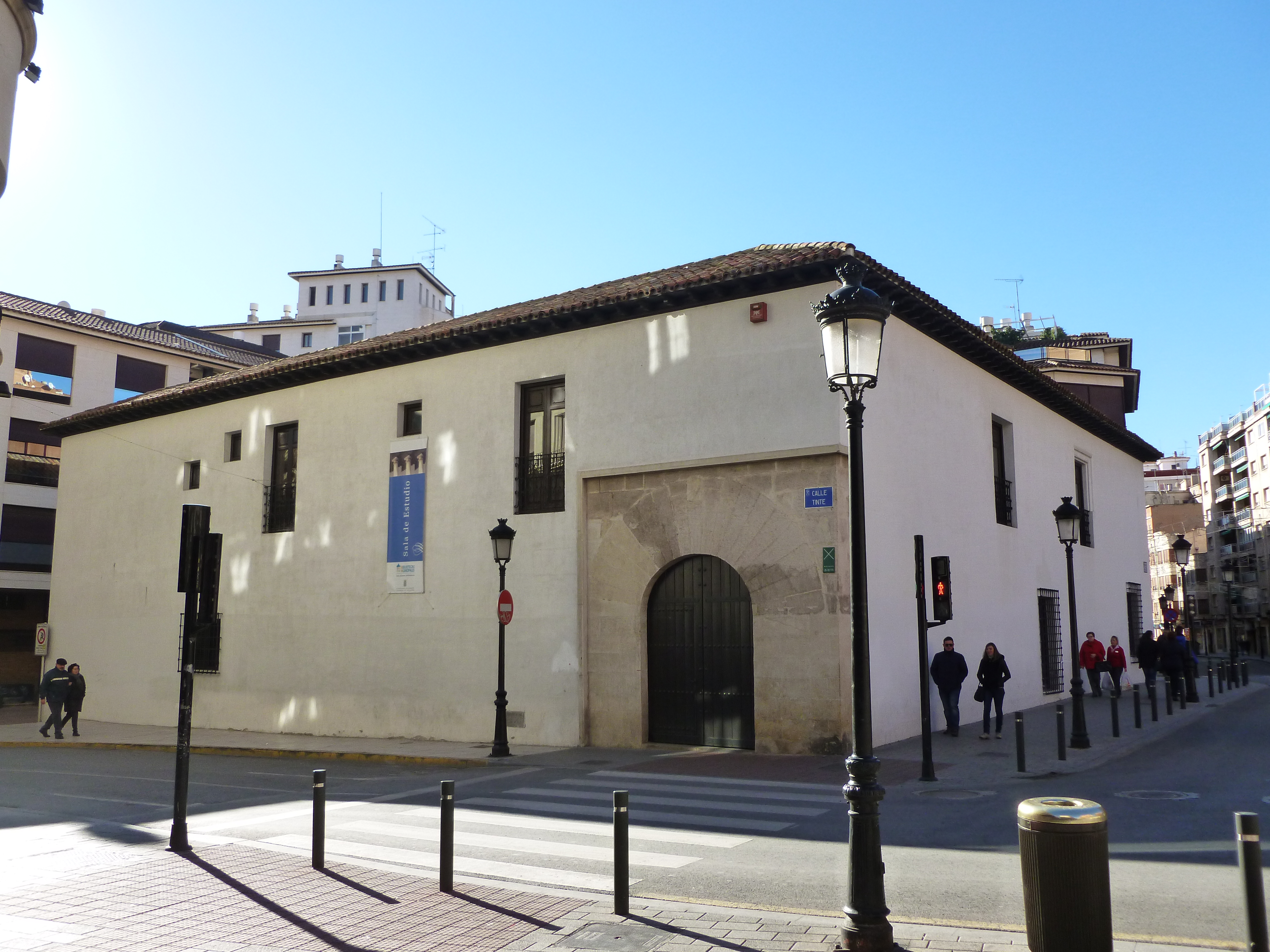
Posada del Rosario, edificio típicamente manchego del, sede de la Real Academia de Medicina de Castilla-La Mancha

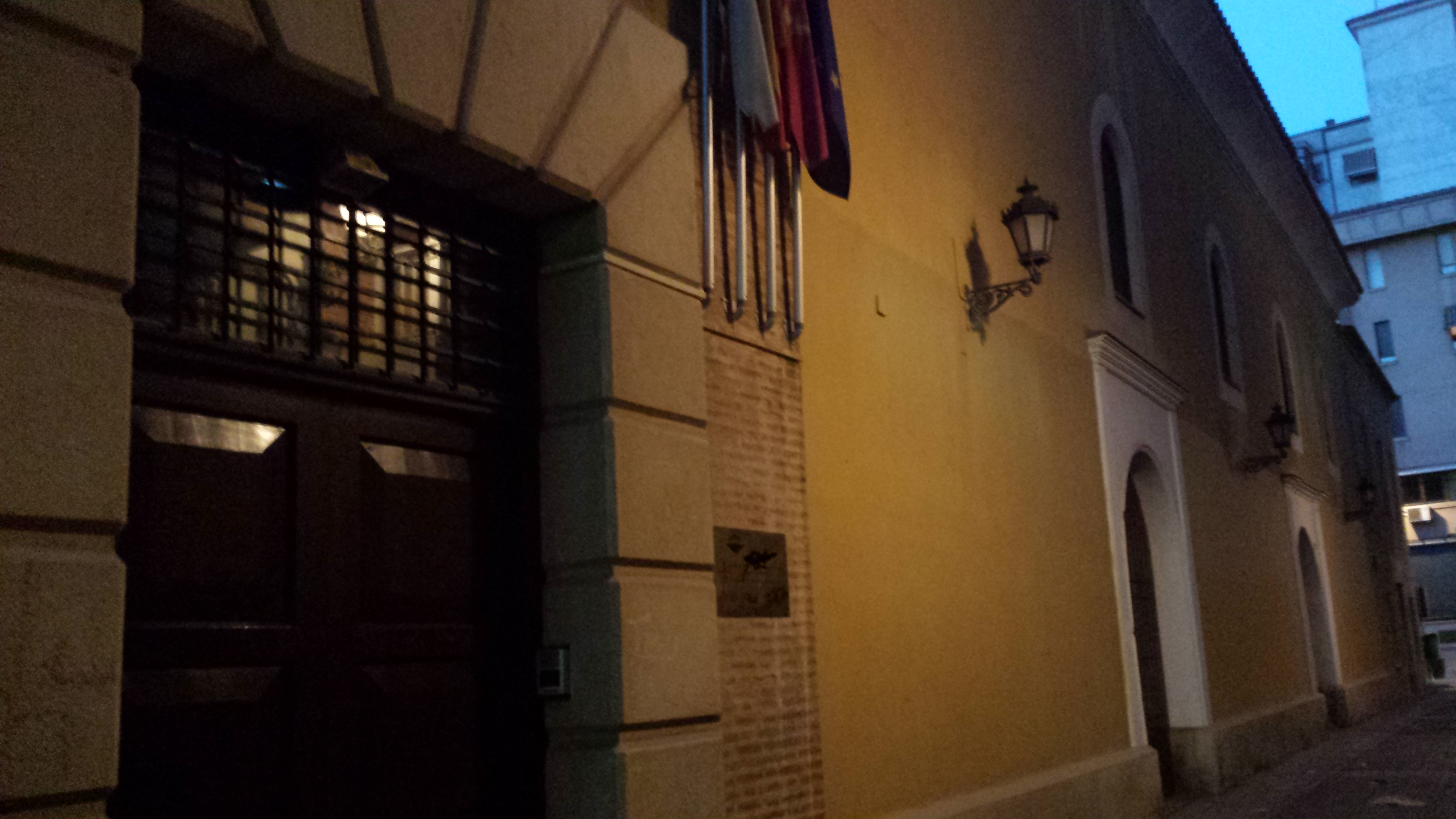
Monasterio de la Encarnación, templo renacentista del, sede del Centro Cultural La Asunción

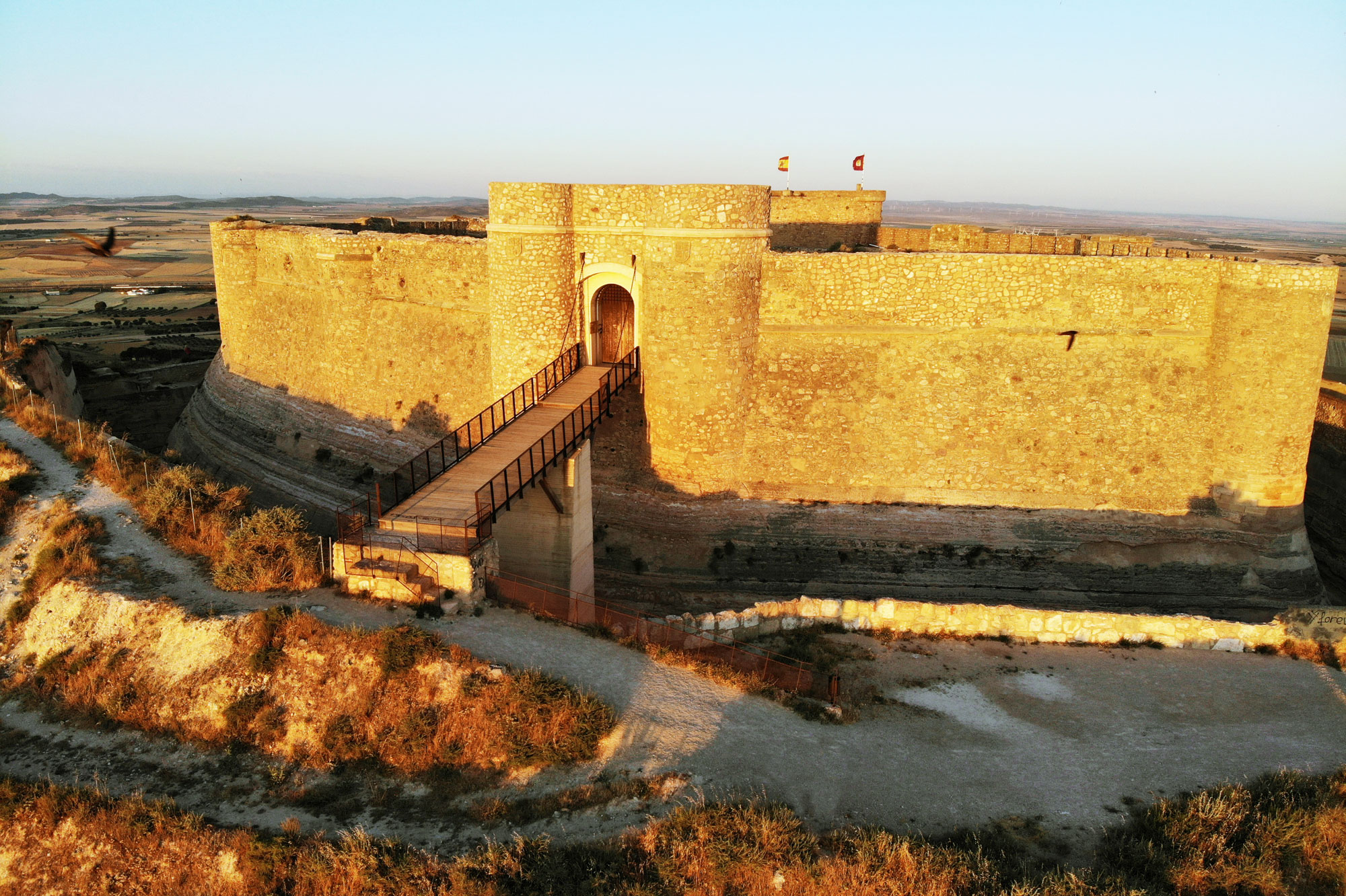
Castillo de Chinchilla, en los alrededores de Albacete

El parque Abelardo Sánchez, el más grande de Castilla-La Mancha, es el auténtico pulmón central de la ciudad. En él y en sus alrededores se encuentran numerosos puntos turísticos de la capital como el Museo Arqueológico de Albacete, el oratorio de San Felipe Neri, la plaza de San Felipe Neri, lugar de ocio de la capital albaceteña, o la Antigua Comisaría de Simón Abril, además de los situados en la avenida de España.
Desde la plaza del Altozano, por la calle Francisco Fontecha, se accede a la plaza de la Constitución, presidida por el monumento a Isabel de Portugal. Al oeste de la plaza de la Constitución se accede, a través de unas escalinatas, a la plaza Virgen de los Llanos, situada en un antiguo cerro, presidida por el Triunfo a la Virgen de los Llanos y donde se encuentra la fachada sur de la catedral de Albacete.
Las calles Martínez Villena, San Julián y Feria conducen desde la plaza del Altozano al oeste de la ciudad, pasando por plazas como la plaza de la Catedral, en la que se sitúan la catedral de Albacete, la casa consistorial, la casa de Hortelano, sede del Museo de la Cuchillería de Albacete, o el parque de San Juan. En este sentido se sitúan puntos de interés como el monasterio de la Encarnación, la casa Perona, el Ateneo de Albacete, el Molino de la Feria, el paseo de la Feria —uno de los centros más importantes de la ciudad—, el parque de los Jardinillos, la Caseta de los Jardinillos, la Antigua Puerta de Hierros de Albacete, la plaza de toros de Albacete, los Ejidos de la Feria o el Recinto Ferial de Albacete, en el que se encuentran lugares emblemáticos como la Puerta de Hierros, el templete de la Feria o la capilla de la Virgen de los Llanos. Más adelante, en este sentido, fuera de la zona central, aparecen otros lugares emblemáticos de la urbe castellano-manchega como el parque de la Fiesta del Árbol o los Depósitos de agua de la Fiesta del Árbol.
El paseo de la Libertad conduce desde la plaza del Altozano hacia el norte de la ciudad. En el paseo de la Libertad se sitúan notables edificios como el Palacio Provincial de Albacete o el Hotel Regina. La vía se cruza con la calle Isaac Peral, donde se sitúa el Teatro Circo de Albacete. El paseo de la Libertad finaliza en la plaza del Sembrador, en la que se encuentran lugares emblemáticos como El Sembrador, la fuente de las Ranas, la fuente Niño de la Oca, el Parque Lineal o la torre de la Consejería de Educación. A lo largo del Parque Lineal se sitúan lugares destacados como la Fábrica de Harinas, la Locomotora Mikado de Albacete, el paseo de los Planetas o el Puente de Madera.

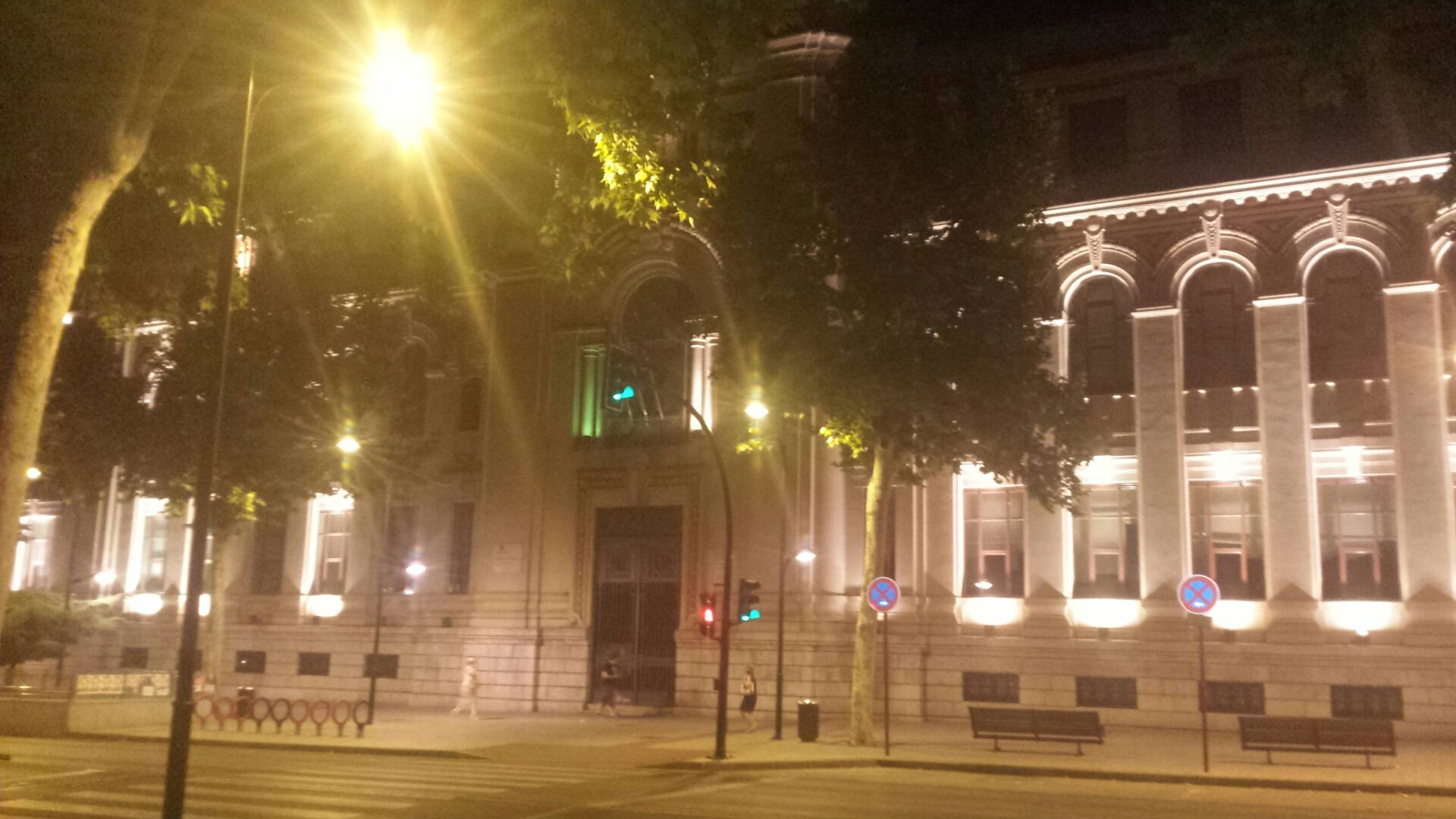
Instituto Bachiller Sabuco

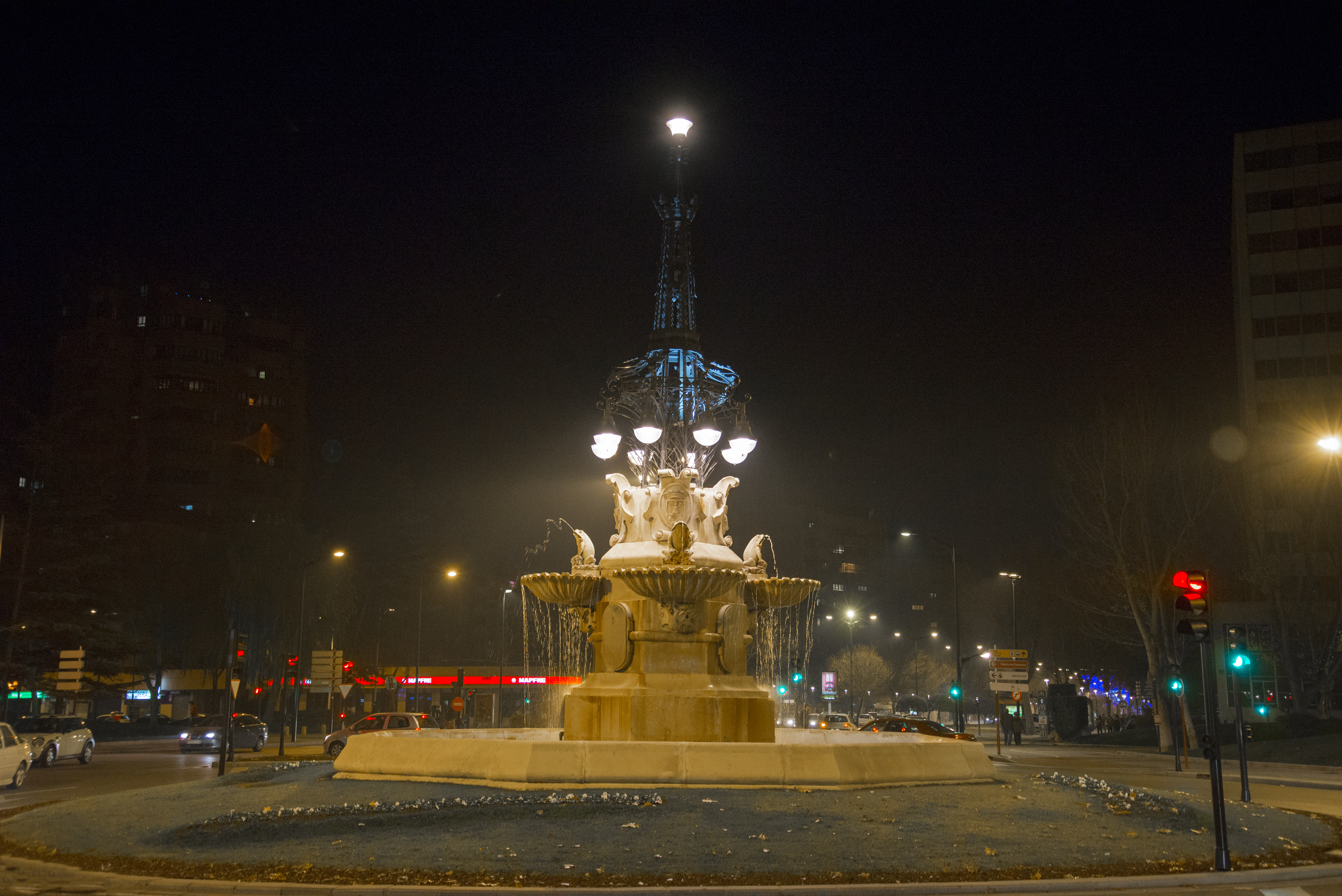
Fuente de las Ranas, en la plaza del Sembrador

La calle San Agustín conduce desde la plaza del Altozano al este de la ciudad. En este sentido se encuentran lugares como el Palacio de Justicia, La Zona, La Pajarita o la Cruz de Término.
Las avenidas Isabel La Católica y Ramón Menéndez Pidal y su entorno son otro de los centros neurálgicos más importantes de la ciudad. Estas dos avenidas consecutivas albergan de forma conjunta uno de los bulevares más emblemáticos de la urbe castellano-manchega. En esta zona se sitúan otros lugares destacados como La Veleta, la plaza de Isabel II, la plaza de la Tamos o Los Titis.
Entre el oeste del parque Abelardo Sánchez y el sur del Recinto Ferial de Albacete, en la zona centro, se encuentra el Ensanche, una de las zonas más grandes, pobladas, comerciales y transitadas de la capital albaceteña. El Ensanche alberga numerosos lugares de interés de la ciudad, como la iglesia de Fátima (en Fátima), la iglesia de San Francisco de Asís (en Franciscanos, el barrio más poblado de Albacete), las Casas Baratas, el monumental Mercado de las Casas Baratas, la plaza de Pablo Picasso, el Santo Ángel o el Centro Cultural El Ensanche.
Fuera de la zona central destacan lugares como el castizo e histórico barrio de Santa Teresa, que alberga varios puntos emblemáticos de la capital como la iglesia de Santa Teresa, el Seminario Mayor de Albacete o la Casa de Ejercicios.
Por otro lado, si bien no pertenecen a la ciudad de Albacete, hay otros lugares de su entorno que, debido a su escasa distancia de la ciudad, están íntimamente relacionados con ella. Un ejemplo de ello es el castillo de Chinchilla de Montearagón. De hecho, la cercanía de la antigua ciudad medieval de Chinchilla de Montearagón con Albacete la hacen ser considerada casco antiguo de la capital.

### Jardines, parques y entornos naturales

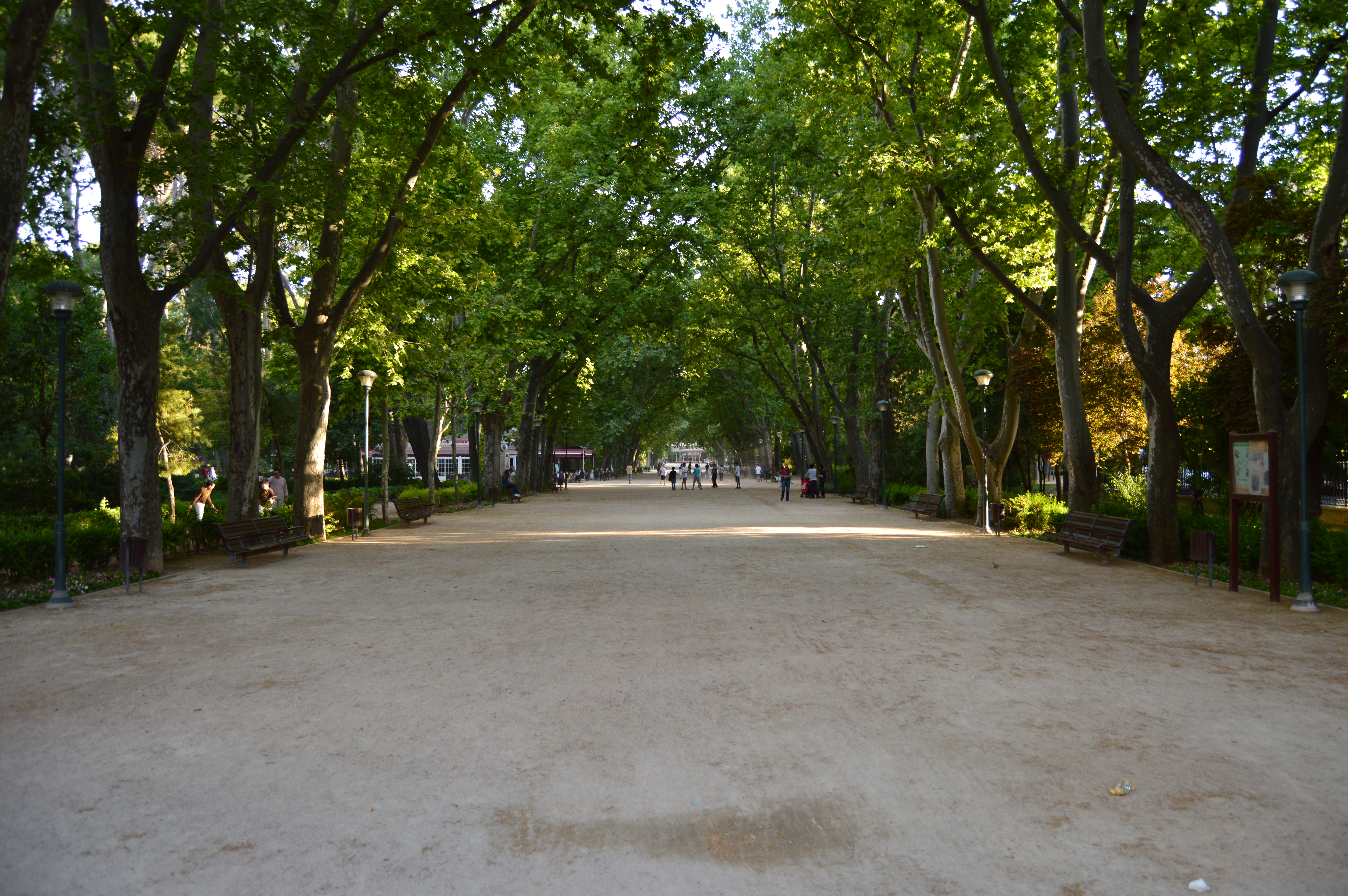
El parque Abelardo Sánchez es el parque urbano más grande de Castilla-La Mancha

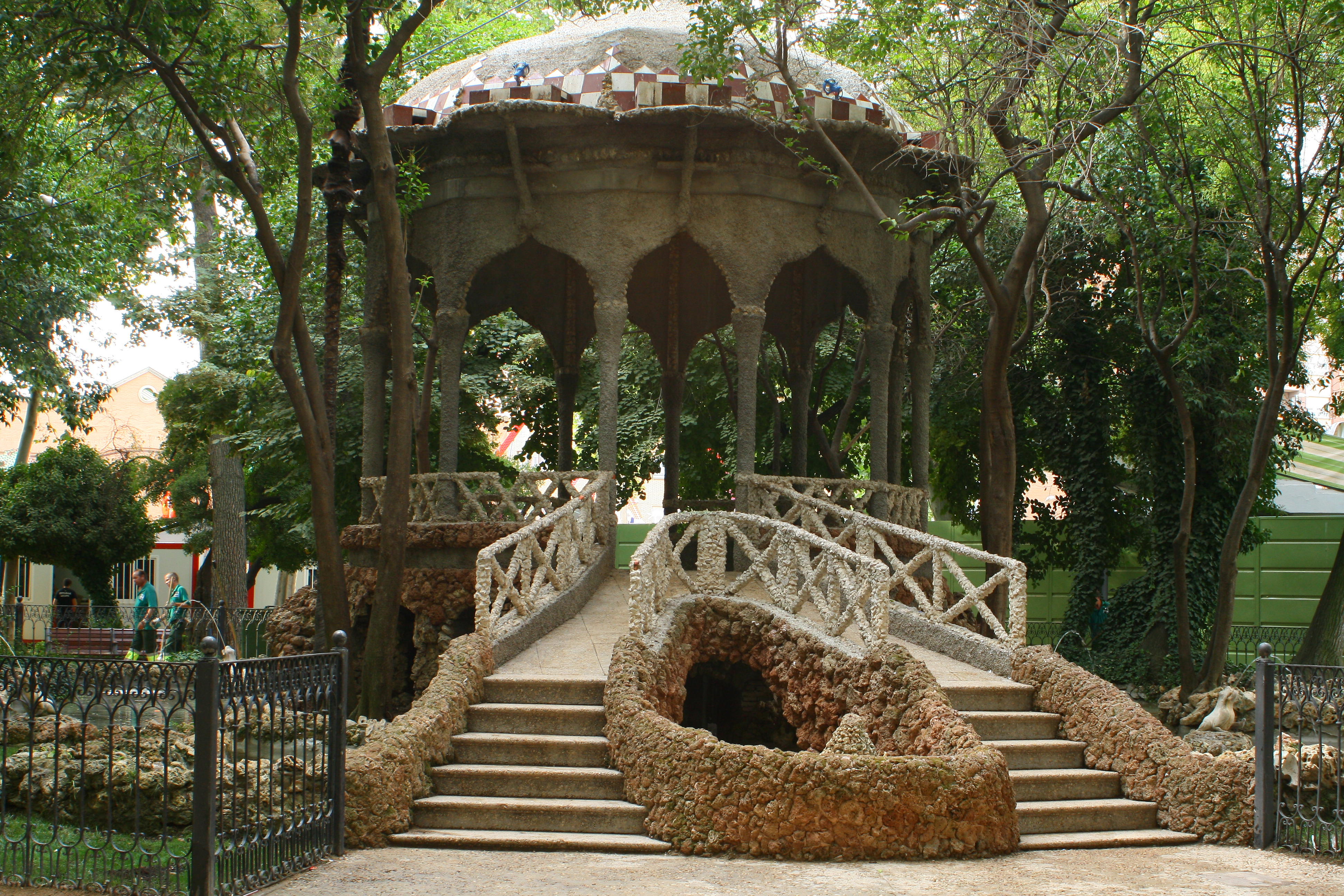
Templete del parque de los Jardinillos

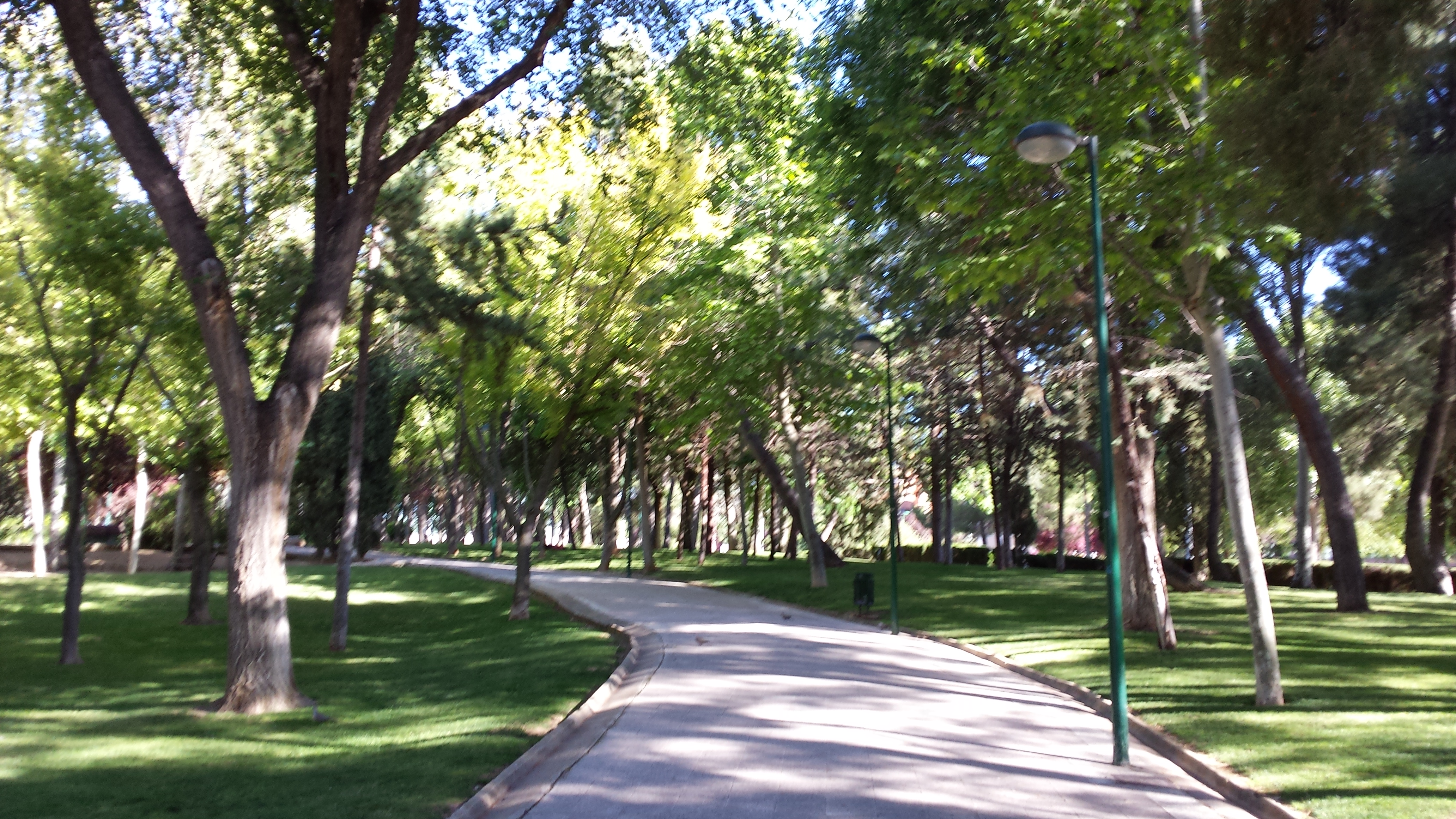
Parque Polígono San Antón

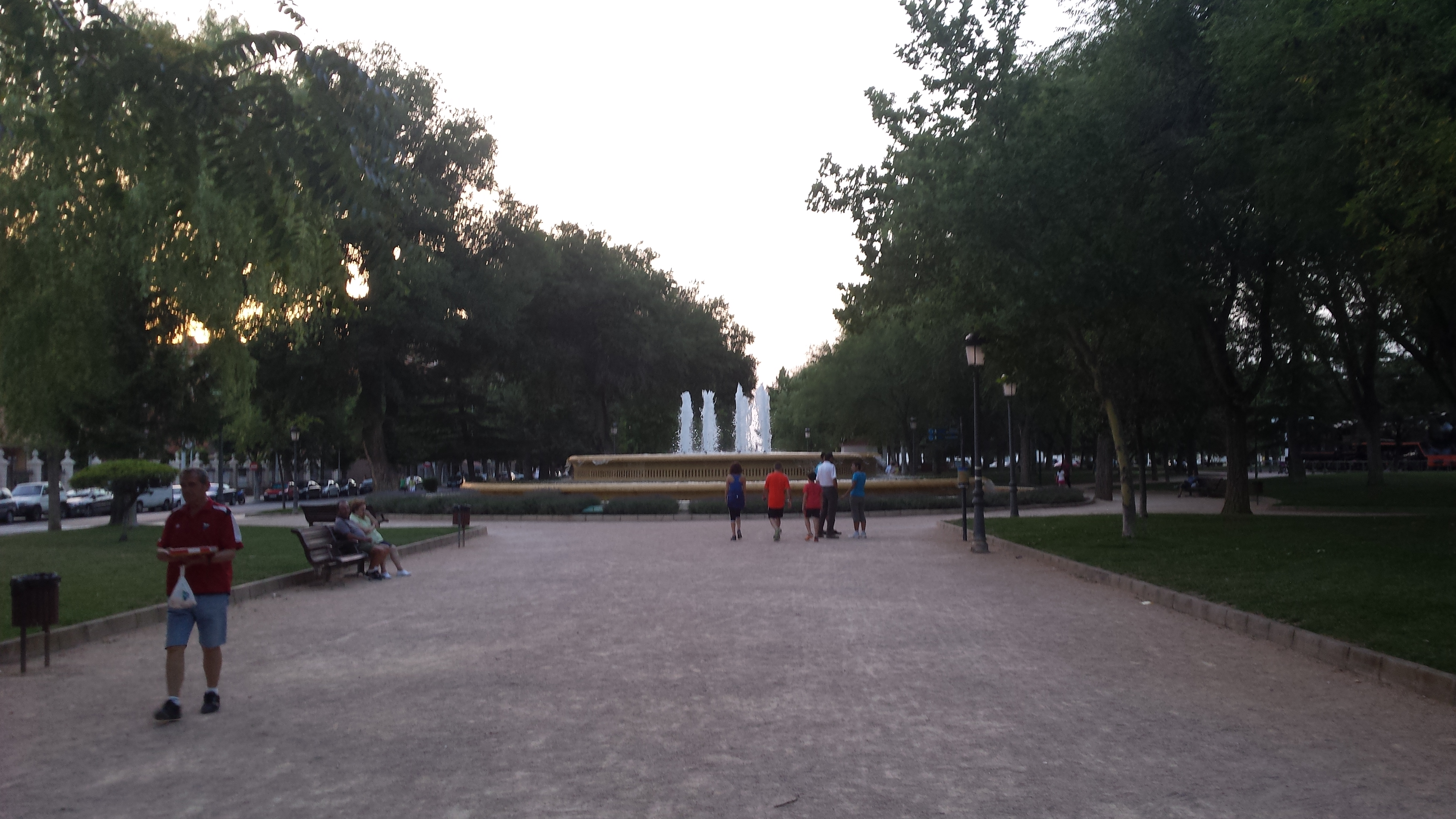
El parque Lineal de Albacete tiene más de 3 km de longitud

Albacete es una de las ciudades de España con una mayor superficie de zonas verdes. En 2010 existían en la ciudad 1 318 672 m² dedicados a zonas verdes, lo que suponía una ratio de 7,3 m² por habitante.
Aparte de plazas, jardines y otros parques distribuidos por toda la ciudad, hay que destacar los siguientes espacios verdes:
- El parque Abelardo Sánchez es el parque urbano más grande de Castilla-La Mancha. Conocido popularmente como «El Parque», de él suele decirse es «el pulmón de la ciudad». Tiene 120 000 m² de extensión en pleno Centro de la ciudad, entre la avenida de España, la calle Arcángel San Gabriel y el paseo Simón Abril. En su interior se encuentra el Museo Provincial de Albacete.
- El parque de la Fiesta del Árbol, situado entre la avenida de los Toreros, y las calles Lérida y Nuestra Señora de Montserrat. Alberga el famoso Depósito de Agua de la Fiesta del Árbol, símbolo de la ciudad.
- El Jardín Botánico de Castilla-La Mancha, en la avenida de La Mancha, es un jardín botánico de 7 ha de extensión, con más de 2000 especies y 100 000 plantas.[218]
- El Parque Lineal, un largo y ancho paseo que cruza la ciudad de noroeste a sureste, por el antiguo trazado de las vías del ferrocarril que ocupa 74 917 m² distribuidos en tres tramos.[219]
- El parque de los Jardinillos es uno de los más antiguos de la capital. Se encuentra en el paseo de la Feria, albergando la Caseta de los Jardinillos, y cuenta con 12 870 m².[220]
- El parque Polígono San Antón, creado en 1980, está situado al noreste de la ciudad.[221]
- Los jardines del Altozano son la zona verde creada por el hombre más antigua de la ciudad. De estilo francés, están situados en la emblemática plaza del Altozano.[222]
- Los Pinares del Júcar es un parque periurbano situado al norte de la ciudad, al que se accede a través de la carretera AB-823. Cuenta con cerca de 70 000 m² y varias áreas de recreo y esparcimiento.[223]
- El parque periurbano La Pulgosa, que supone la mayor área verde de la ciudad con 398 210 m². Situado en la carretera de las Peñas de San Pedro (CM-3203), cuenta con zonas infantiles, senderos, zonas deportivas.[224]
- La vía verde de La Pulgosa, de 3 km de longitud, conecta la avenida de La Mancha con La Pulgosa, el mayor parque periurbano de la ciudad con 40 ha de extensión.[225]
- El carril bici Albacete-Valdeganga es uno de los carriles bici más largos de Europa. Con 22 km de longitud, conecta la capital con Tinajeros y Valdeganga.[226]

Además, la ciudad cuenta con una importante red de caminos y espacios naturales. En este sentido destaca el camino natural del canal de María Cristina, que tras las ampliaciones en sus distintas fases cuenta actualmente con 47,9 kilómetros. Respecto a los espacios naturales los más importantes son:
- El encinar de la carretera de Mahora con 231 ha.
- La cañada real del Pozo Rubio con 35,90 ha.
- La ribera del río Júcar que cuenta con cuatro parajes; La Marmota con 85,53 ha, El Torcío de 23,06 ha, Cuasiermas que dispone de 54,47 ha, y Las Mariquillas con 80,34 hectáreas.

### Escultura urbana

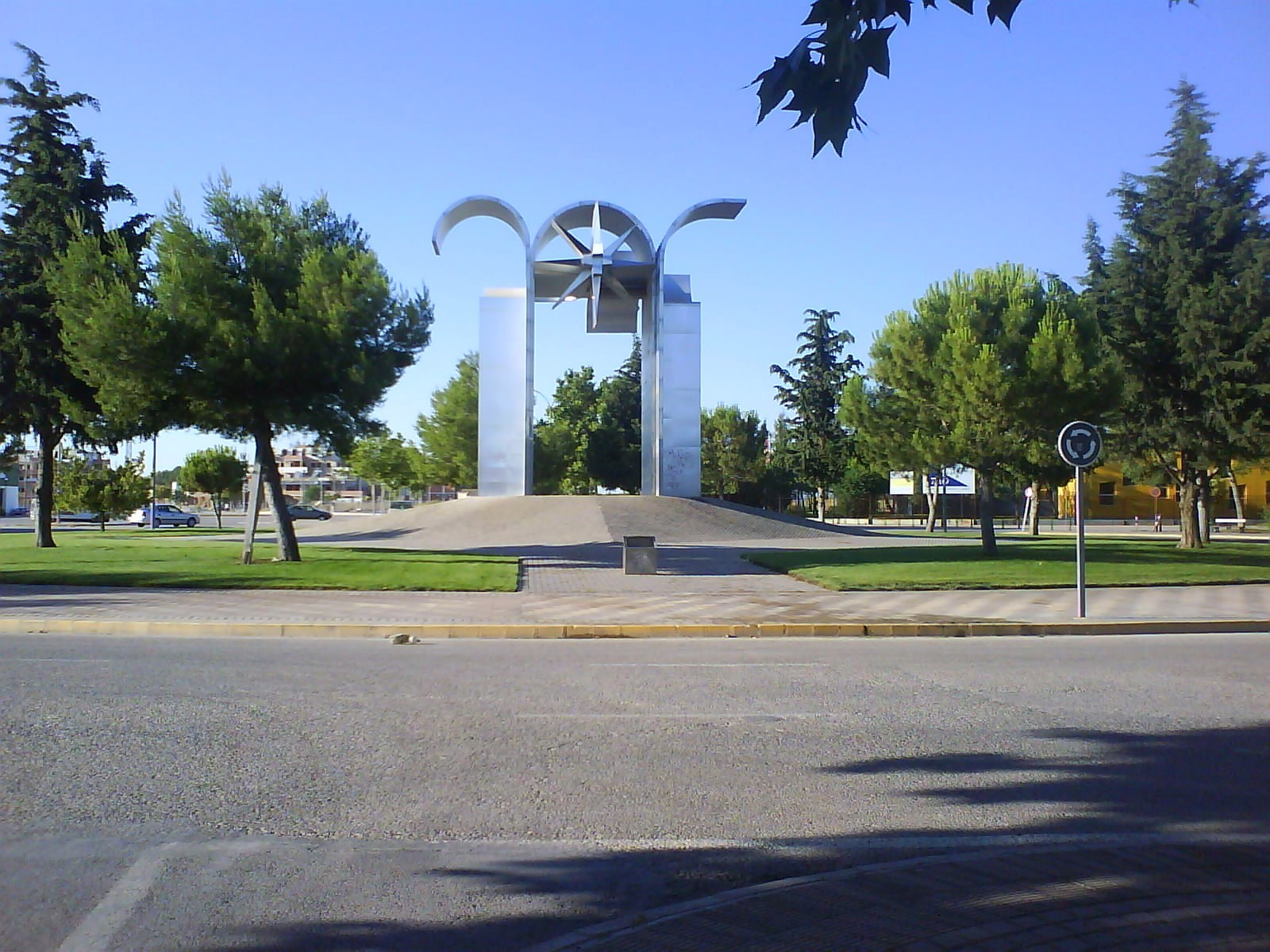
Pórtico de La Mancha, de 11 m de altura, es icono del arte abstracto de la ciudad

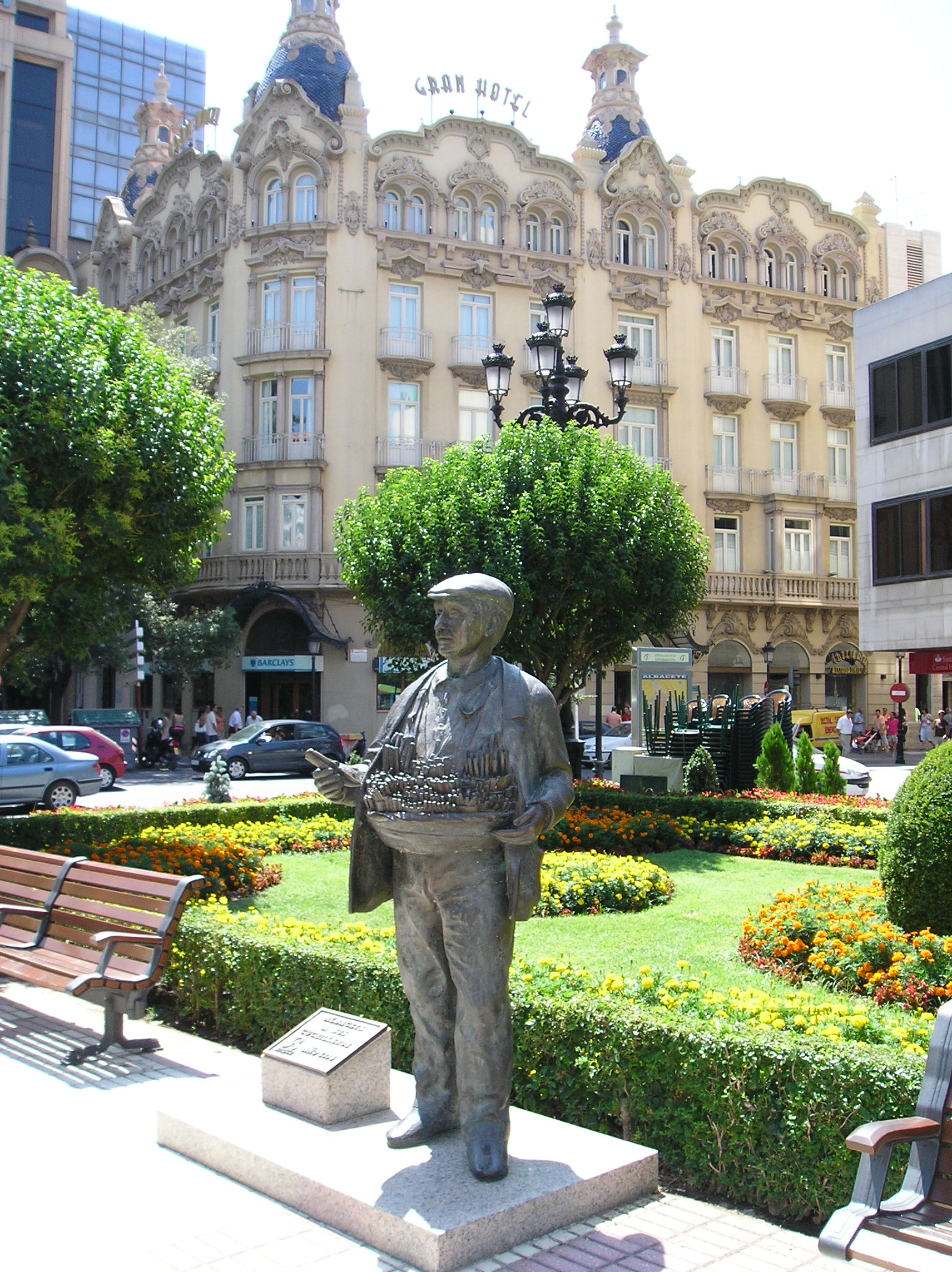
El Monumento al Cuchillero rinde homenaje al sector artesanal más importante en la historia de la capital

Las calles de Albacete son un verdadero museo de escultura al aire libre. Un claro ejemplo de ello es la Circunvalación de Albacete. A lo largo de sus 4,5 km de recorrido se pueden contemplar numerosas esculturas como Escudo sobre Ara, Estructura, Geometría, Atmósfera, Adán y Dorífero, Maternidad, Torso, Movimiento o Signo, y fuentes emblemáticas como la fuente de la Tamos, cuyos potentes chorros alcanzan varios metros de altura, o la situada frente al histórico letrero de Neumáticos Lassa.
La plaza del Altozano alberga importantes esculturas como el monumento al Cuchillero, símbolo de la industria más emblemática de Albacete e icono de la ciudad, la Bicha de Balazote o la Gran Dama Oferente, destacando también la bella fuente del Altozano, que preside la plaza. Otras figuras destacadas situadas en el Centro son Ejecutivo, en la plaza de Gabriel Lodares, La Nudista y Don Quijote y Sancho Panza, en el paseo de la Libertad, la estatua de Isabel de Portugal, en la plaza de la Constitución, o el Triunfo a la Virgen de los Llanos, en la plaza Virgen de los Llanos.

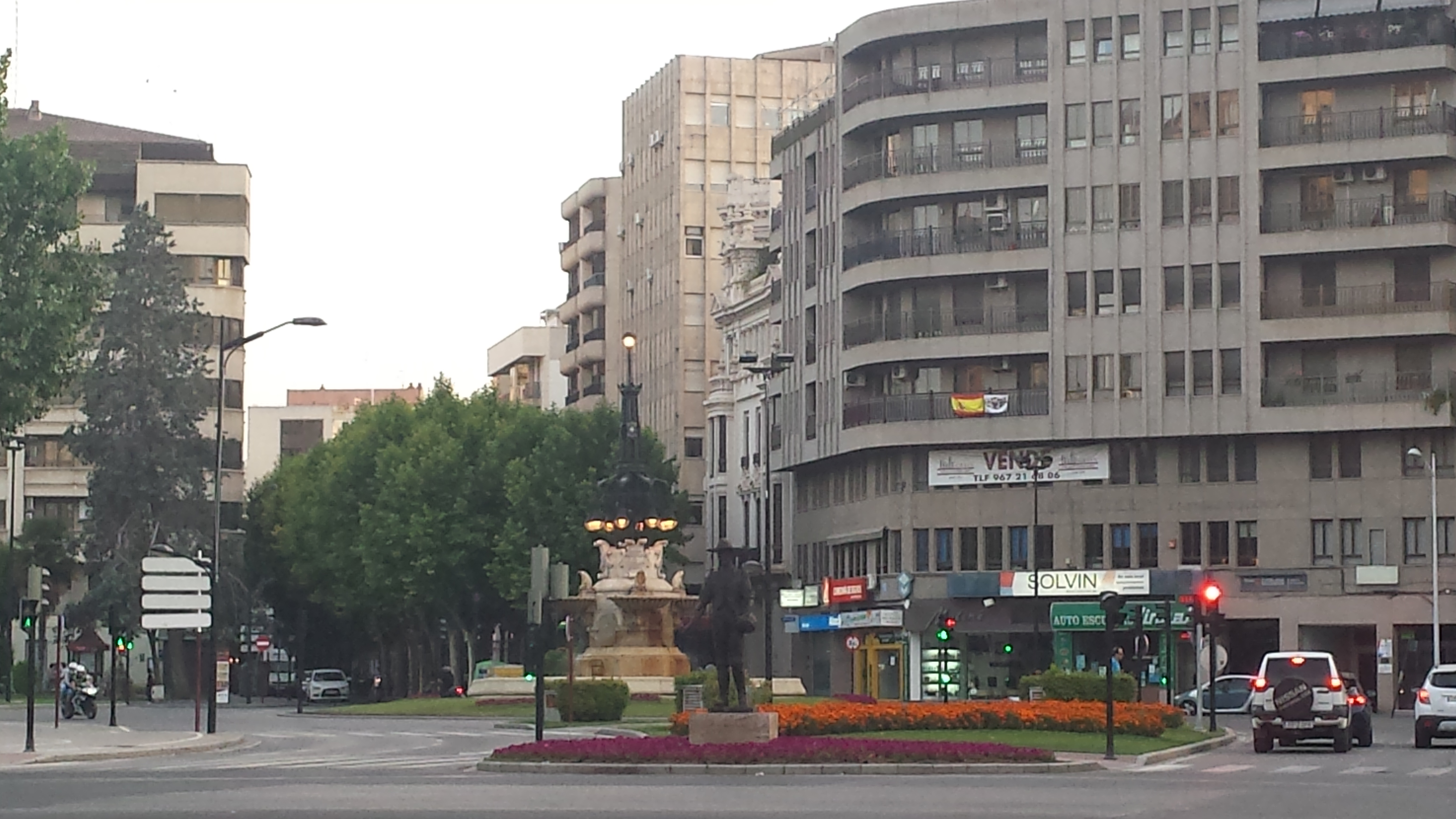
Plaza del Sembrador, en cuya zona central se encuentran El Sembrador (en primer plano) y la fuente de las Ranas (en segundo)

Fuentes monumentales destacadas son la fuente de las Ranas, auténtico símbolo de la capital, la fuente Niño de la Oca, la moderna y cibernética fuente del Sol, que representa al Sol y los planetas girando a su alrededor, o la fuente Depósito de Agua de la Fiesta del Árbol, réplica del Depósito de Agua de la Fiesta del Árbol en miniatura. Destacan también la fuente del Parque, situada en la plaza Benjamín Palencia (lugar de celebración de los principales éxitos deportivos), la fuente cibernética de la Fiesta del Árbol o la fuente de la plaza de la Catedral, frente al Ayuntamiento.
El parque Abelardo Sánchez, el parque urbano más grande de Castilla-La Mancha, es un gran escenario escultural con monumentos como el busto de Miguel de Cervantes, el busto de Azorín o el monumento a Saturnino López, la emblemática Fuente Larga y fuentes monumentales como la fuente del Espejo, la fuente de la Desnuda o la fuente del Jarrón.
Una de las esculturas más populares de Albacete es el Pórtico de La Mancha, en la avenida de España, que preside el Campus de Albacete con sus 11 m de altura. Otra es El Sembrador, situada en la avenida de la Estación.
El largo Parque Lineal alberga también esculturas notables como el paseo de los Planetas (representación a escala real del sistema solar), la Locomotora Mikado de Albacete, el Semáforo Ferroviario, La Llave o Aguja, destacando también la emblemática fuente del Parque Lineal, frente a la Fábrica de Harinas.

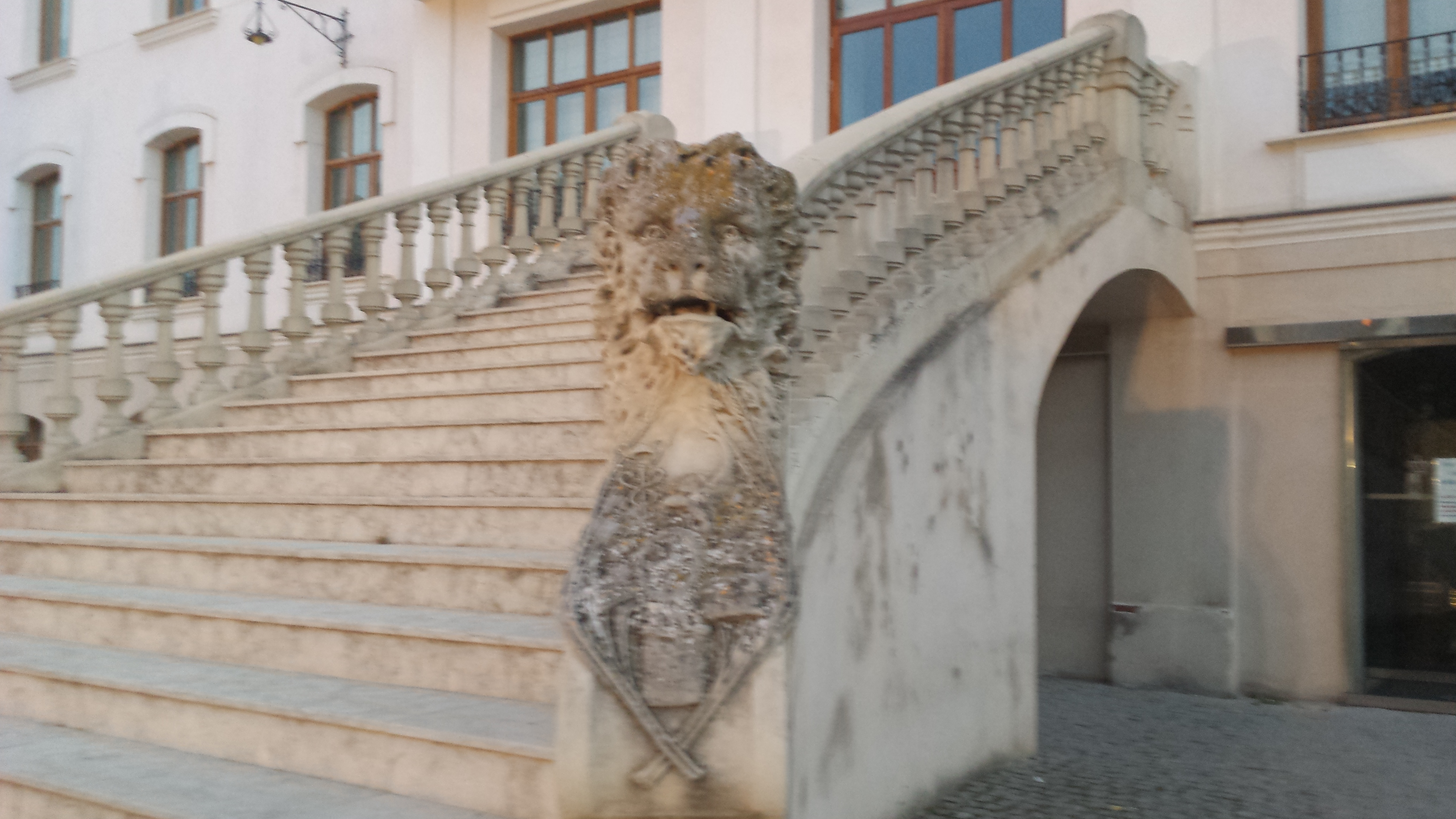
Leones de la Fábrica de Harinas, cuyos rasgos humanos provienen de una leyenda que dice que un ángel transformó a dos ladrones en estos felinos de piedra

El barrio Feria es otro de los grandes escenarios monumentales de la ciudad con esculturas como el Molino de la Feria, al comienzo del paseo de la Feria, las taurinas monumento a Chicuelo II y monumento a Dámaso González, junto a la plaza de toros, el Pincho de la Feria, frente a la Puerta de Hierros, o la ecuestre La Mulilla, junto a los Ejidos de la Feria.
En este sentido destaca también el cementerio de Albacete, sede de numerosas esculturas de gran relevancia como el monumento a los Caídos, el monumento a los que amaron la paz o el monolito en recuerdo de los 94 albaceteños exterminados en los campos de concentración nazis, entre otras muchas.
Otras esculturas destacadas de la ciudad son la Cruz de Término, en la explanada de la calle Cruz, Don Quijote, en San Antonio Abad, Figura femenina, en los jardines de la Fábrica de Harinas, el monumento a Félix Rodríguez de la Fuente, en el parque Félix Rodríguez de la Fuente, el monumento a las Brigadas Internacionales, en la plaza de la Universidad, o el monolito del Estadio Carlos Belmonte.
En forma de relieves, adosadas a edificios o encaramadas a sus cornisas se encuentran multitud de esculturas. En este sentido destaca la totalidad de la calle Ancha y la plaza del Altozano, de donde emergen figuras como la estatua de la Fe, que corona el emblemático edificio del Colegio Notarial, la escultura de los Niños de la Bola en la casa Cabot o Ganímedes y el Ave Fénix en el edificio La Unión y el Fénix. Una de las esculturas más simbólicas de este tipo son los leones situados a ambos lados de la majestuosa escalera de la Fábrica de Harinas.
En otro orden de cosas están los letreros publicitarios luminosos de neón, algunos de los cuales han adquirido rango de históricos y están legalmente protegidos, como los de Neumáticos Lassa y Rotonda en la Circunvalación o los de Secisa y Hotel Altozano en la plaza del Altozano.

## Cultura

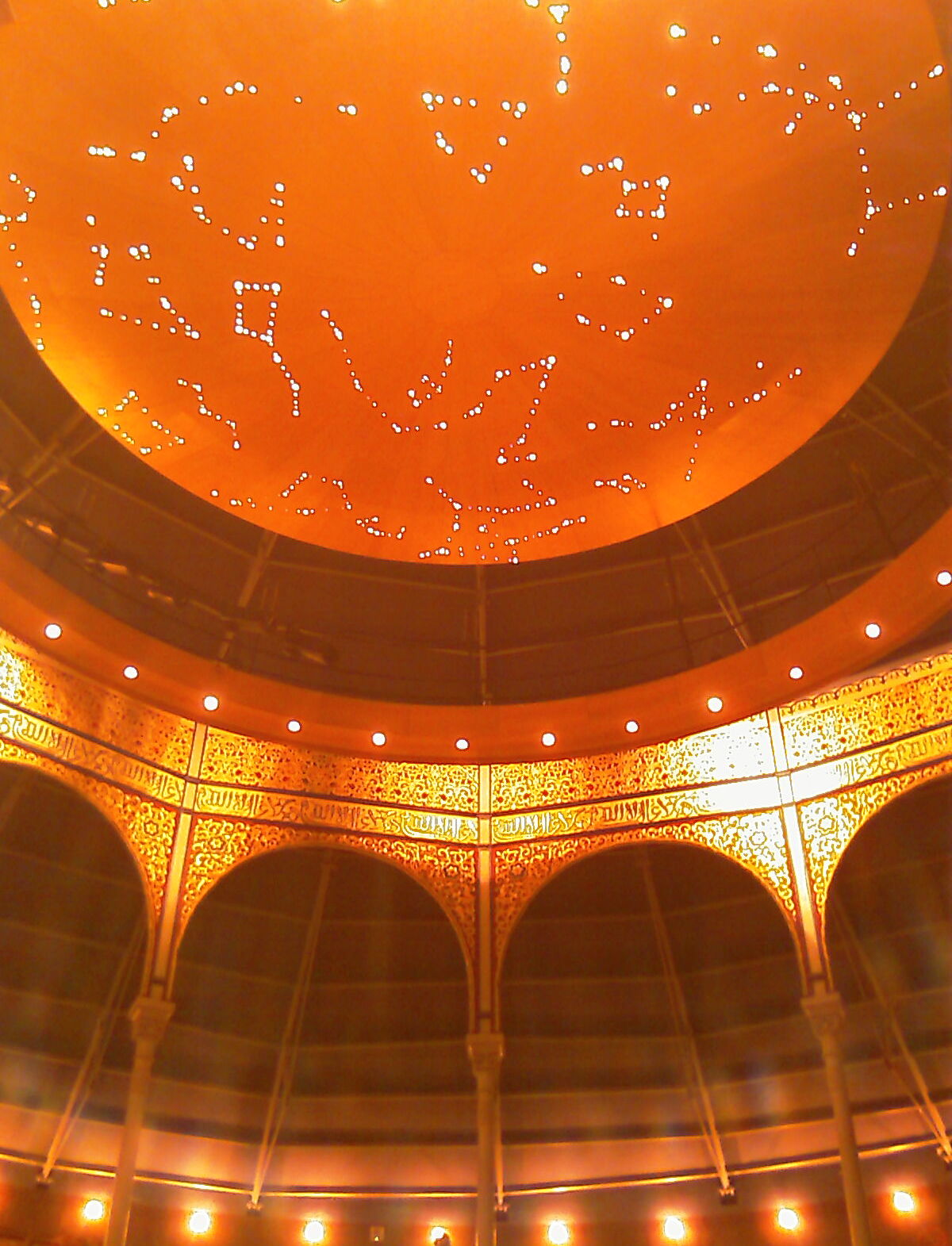
Interior del Teatro Circo de Albacete. Inaugurado en el, es un monumento único en España considerado más antiguo y singular de su género en el mundo

El Consorcio Cultural Albacete, creado en 1983, se encarga de la promoción y organización de eventos de carácter cultural en la ciudad y en toda su provincia. En este sentido, también destaca la labor llevada a cabo por el Ateneo Albacetense, con una programación cultural muy variada, que fue fundado en 1880. El Instituto de Estudios Albacetenses, perteneciente al Consejo Superior de Investigaciones Científicas, tiene como objetivo la investigación, la documentación y la difusión de la cultura de Albacete y su provincia desde su nacimiento en 1977. En la ciudad tiene su sede AMIThE, la Asociación Nacional de Amigos de los Teatros Históricos de España.

### Actividades culturales

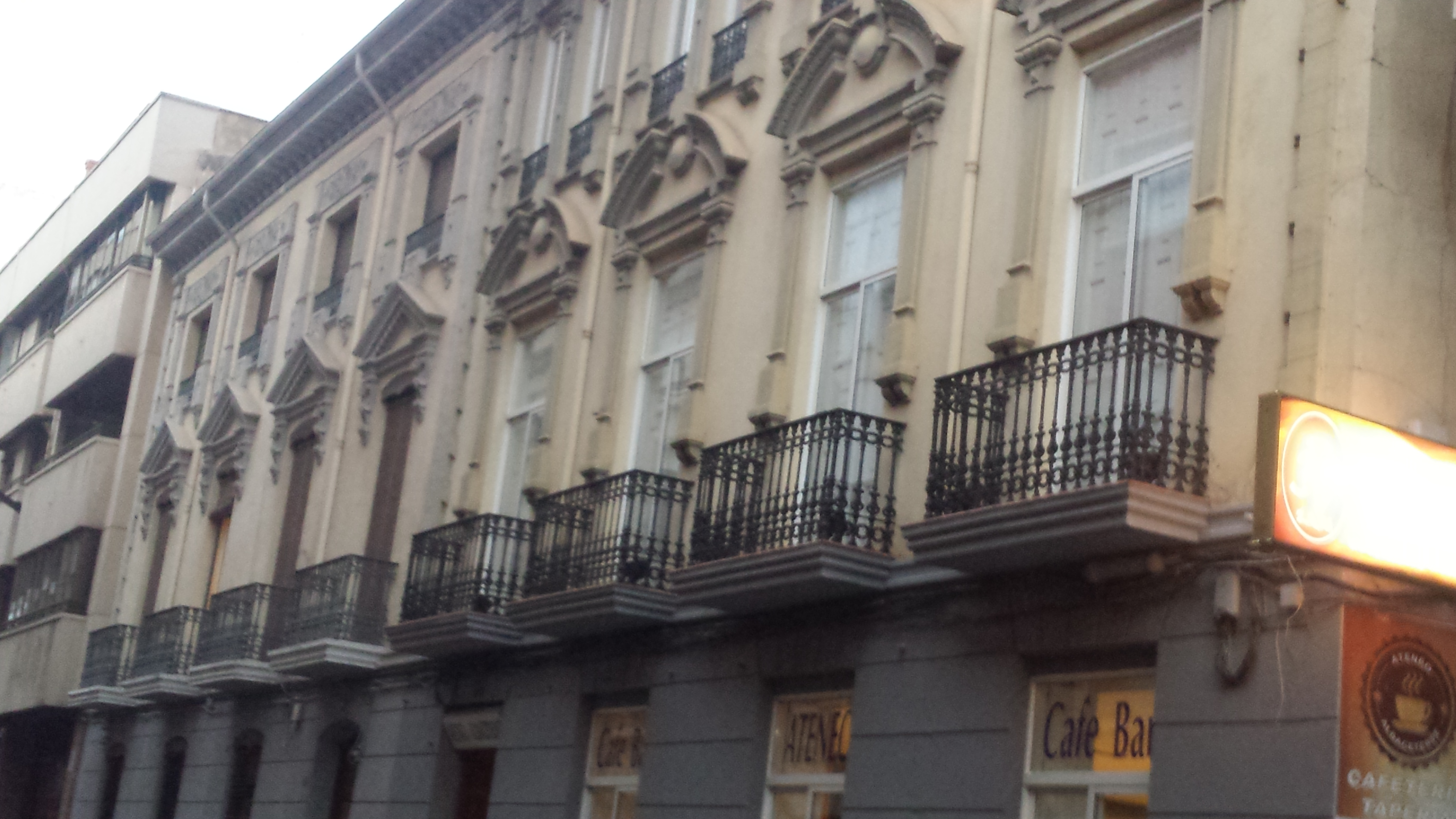
Ateneo de Albacete, institución cultural fundada en 1880

Albacete dispone de una vida cultural muy activa, en donde, además de los grandes espacios escénicos, museos y cines, que se exponen a continuación, existen otros centros como la Casa de la Cultura José Saramago o el Centro Cultural El Ensanche, y varios auditorios y salas de conferencias de menor tamaño entre las que destacan (entre otros) el monasterio de la Encarnación, la Obra cultural de CCM, el Palacio de la Diputación Provincial, la Fábrica de Harinas de Albacete o el Ateneo de Albacete (inaugurado en 1880).
Además, en la ciudad se programan eventos de transcendencia nacional e internacional. Albacete acoge desde 2008 el Festival Internacional de Circo de Albacete, un espectáculo circense de periodicidad anual. También destacan el Festival Internacional de Cine de Albacete Abycine, uno de los más importantes de España, la Muestra de Cine Cubano, la AB Fashion Day, pasarela de moda en la que se dan cita las principales figuras de la moda española, la Feria de Artes Escénicas de Castilla-La Mancha, de ámbito internacional, o el Certamen Internacional de Poesía y Cuento Barcarola.

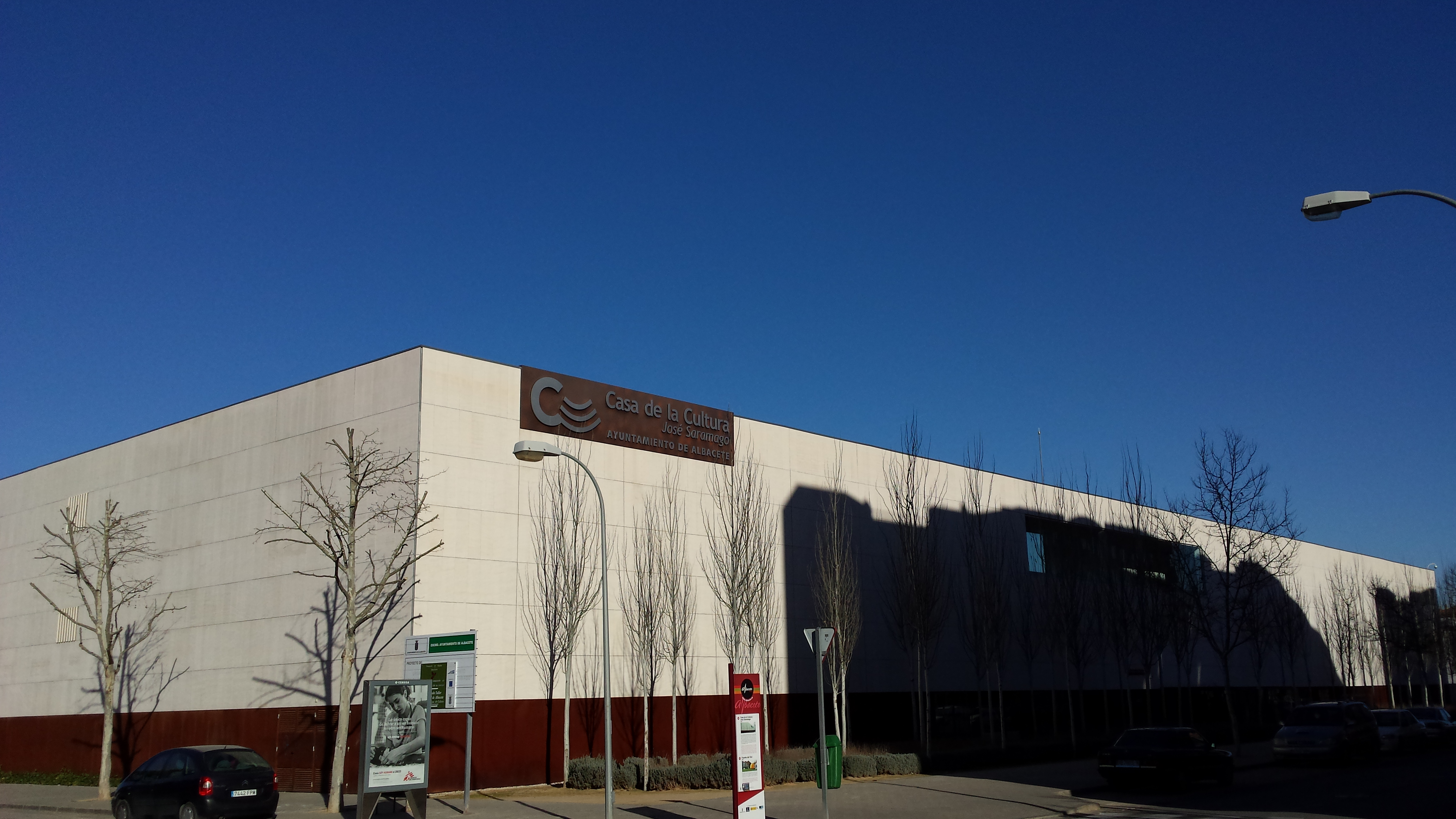
Casa de la Cultura José Saramago

Otros eventos culturales a destacar son el Premio Nacional de Teatro José Isbert y el premio amigos del Teatro Circo de Albacete, la publicación de la revista literaria Barcarola, el Festival de Albacete (que ofrece conciertos de pop y fusión, noches de flamenco, ballet, circo, teatro y humor), el Festival Sol Mestizo, organizado por voluntarios y cuyo trasfondo es la música étnica y los derechos humanos, la Feria de las Culturas Ciudad de Albacete, el Festival de Música Independiente de Albacete Croma Day, Pulso Sonoro –festival de la música albaceteña– o el Ciclo Versus dedicado a la literatura, el teatro o la moda.

### Museos y salas de exposiciones
Museos

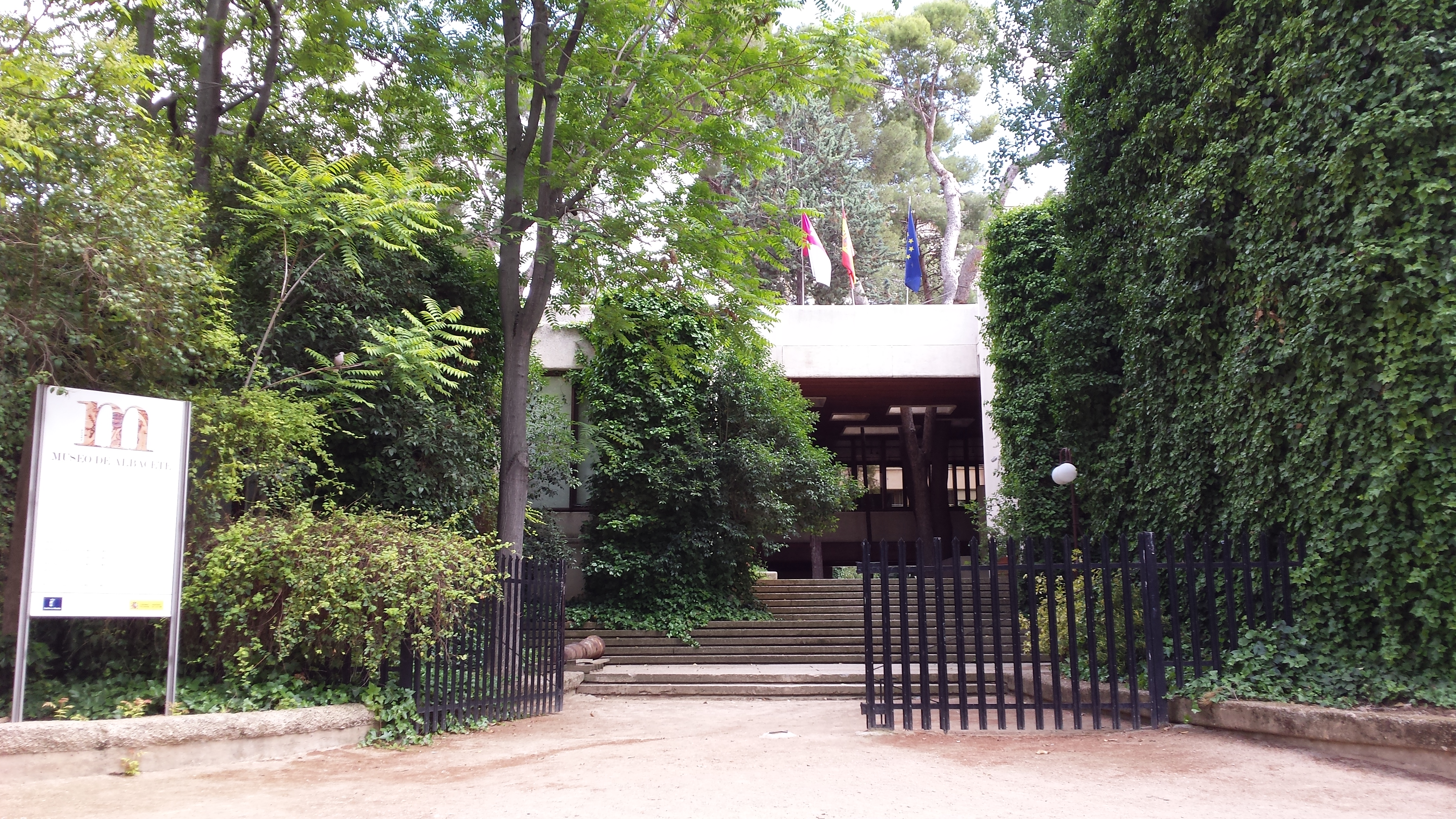
Entrada del Museo de Albacete, en el parque Abelardo Sánchez

Según el Directorio de Museos y Colecciones de España, del Ministerio de Educación, Cultura y Deporte, en el término municipal existen cinco museos y una colección:
- El Museo de Albacete, situado en el interior del parque Abelardo Sánchez, contiene una amplia colección arqueológica de yacimientos de toda la provincia, desde el Paleolítico hasta la Baja Edad Media, así como colecciones de bellas artes, de la que destaca la importante muestra de la obra del pintor barrajeño Benjamín Palencia, numismática, etnografía y documentales.
- El Museo Pedagógico y del Niño de Castilla-La Mancha conserva y expone materiales relacionados con la historia de la educación y la infancia en Castilla-La Mancha. Es el único museo a nivel nacional que abarca todas las manifestaciones de la vida y cultura de los niños.[243]

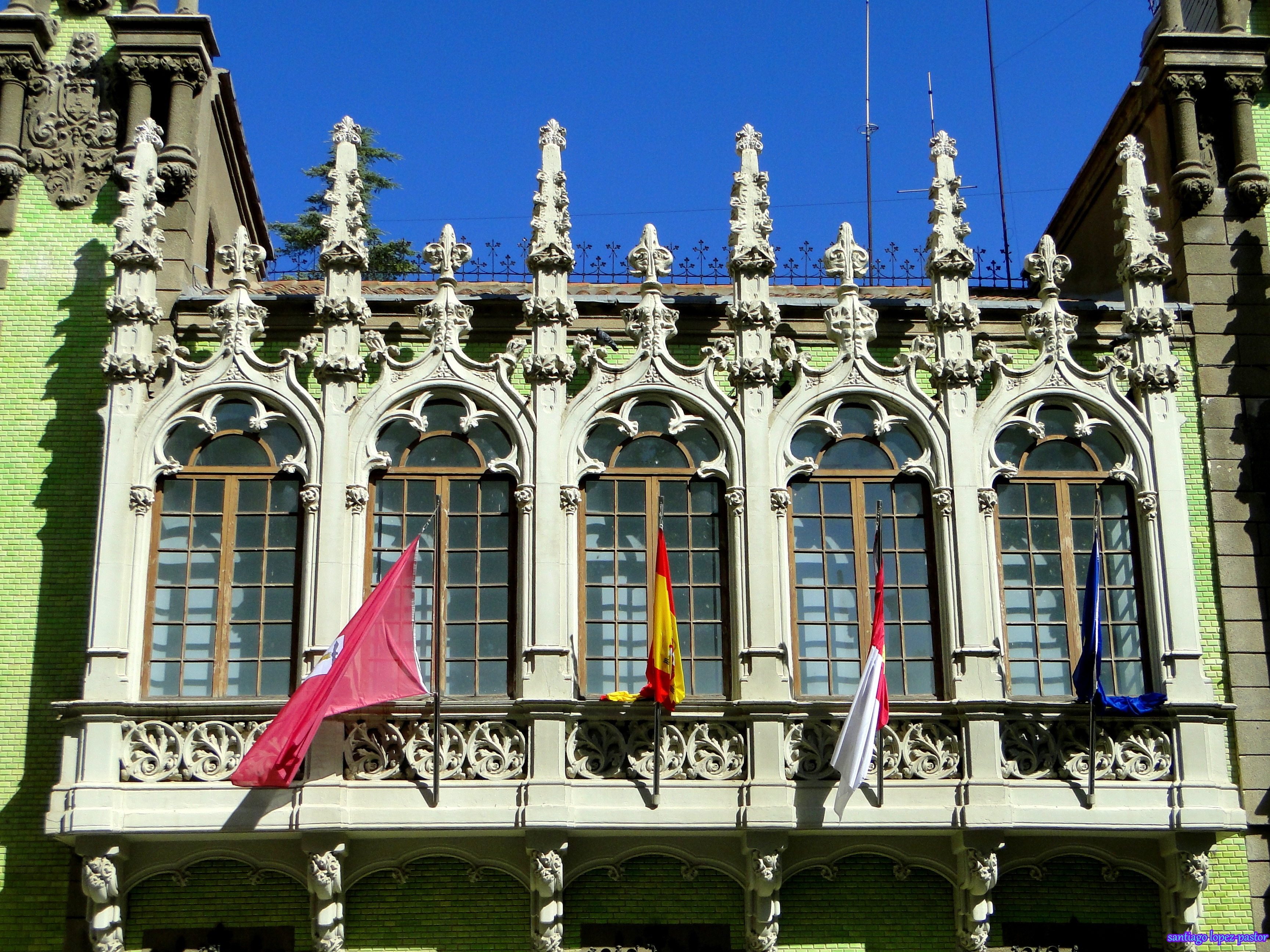
Casa de Hortelano, sede del Museo de la Cuchillería de Albacete

- El Museo Municipal de Albacete está situado en la casa Cortés, sede del Ayuntamiento de Albacete hasta 1986, en la plaza del Altozano. El actual museo fue inaugurado en 1995. Alberga diferentes exposiciones temporales, principalmente de bellas artes y muestras sobre la ciudad.[244]
- El Museo de la Cuchillería de Albacete, en la plaza de la Catedral, ubicado en la casa de Hortelano, alberga una amplia colección de la tradicional y reconocida cuchillería local, además de exposiciones temporales sobre cuchillería de todo el mundo. Es uno de los tres únicos museos de Europa sobre la cuchillería.[245]
- El Centro de Interpretación de la Paz o museo de la Paz se encuentra en los refugios antiaéreos del Altozano de la guerra civil española situados en la plaza del Altozano. El centro está orientado a la exposición e información dinámica de la acción de paz.[246]

Otros museos son:
- El Centro de Interpretación del Agua de Albacete es un centro museístico multidisciplinar dedicado al agua con sede en los Depósitos del Agua de la Fiesta del Árbol.
- El Jardín Botánico de Castilla-La Mancha, situado en la avenida de La Mancha, frente al Parque Científico y Tecnológico de Castilla-La Mancha, es un museo vivo del mundo vegetal de 7 hectáreas de extensión que alberga más de 2000 especies y 100 000 plantas.[218]

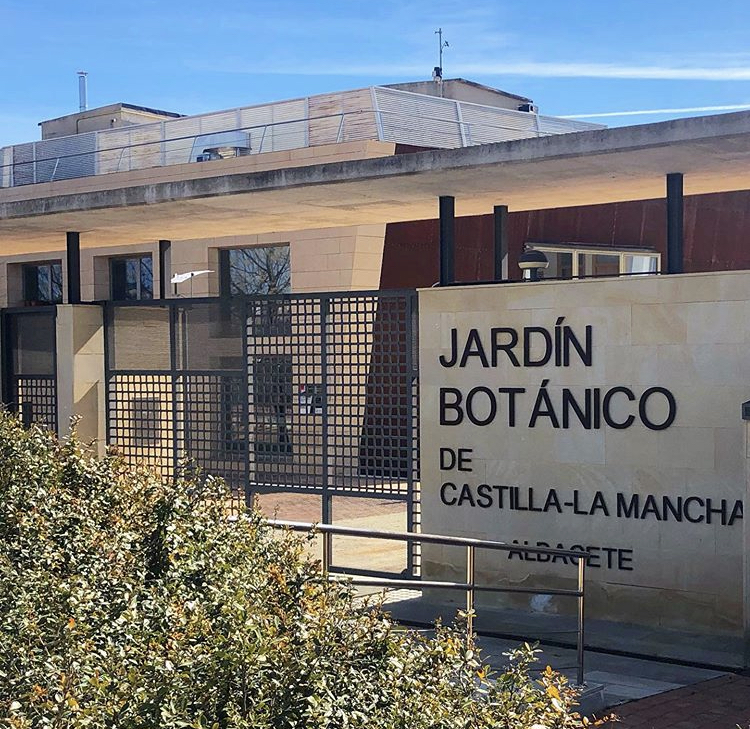
Entrada del Jardín Botánico de Castilla-La Mancha

- El Museo Internacional de Arte Popular del Mundo comparte instalaciones con el Museo Municipal de Albacete, a la espera de su ubicación definitiva.[247] Está formado por más de 10 000 piezas de los cinco continentes.
- El Museo de los Bomberos de Albacete muestra la historia de los bomberos en la lucha contra el fuego. Incluye el casco conmemorativo del 11-S cedido por el Parque de Bomberos de Nueva York.[248]
- El Museo Policial de Albacete realiza un recorrido por los símbolos, prendas de vestir, armamento y vehículos que forman parte de la historia de la policía.[249]
- El Centro de Interpretación de la Naturaleza de Albacete, situado en la Casa del Jardinero Mayor del parque Abelardo Sánchez, está dedicado a la flora y a los paisajes y recursos naturales de la provincia.[250]
- El Museo Aeronáutico Emilio Herrera, ubicado en la Maestranza Aérea de Albacete.[251]
- El Museo del Helado de Albacete recoge la historia de la industria del helado.[252]
- El reconocido restaurante El Callejón de los Gatos es considerado el museo taurino de la ciudad.[253]

Salas de exposiciones
La ciudad dispone también de numerosas salas de exposiciones y centros culturales, que tratan diferentes aspectos culturales, como el Centro Cultural Caja Castilla-La Mancha, la Sala de Exposiciones del Colegio Oficial de Aparejadores, Arquitectos Técnicos e Ingenieros de Edificación de Albacete, la Galería Alusearte, el Centro Cultural La Asunción, la Sala de Exposiciones del Colegio de Arquitectos, la Galería de Arte Magnú, el Ateneo de Albacete, la Sala de Exposiciones ACDA, la Casa de la Cultura José Saramago, el Palacio de Congresos de Albacete, la Sala de Exposiciones de la casa Perona, el Centro Cultural El Ensanche, la Sala de Exposiciones de la Fábrica de Harinas o el Casino Primitivo de Albacete.

### Bibliotecas y archivos

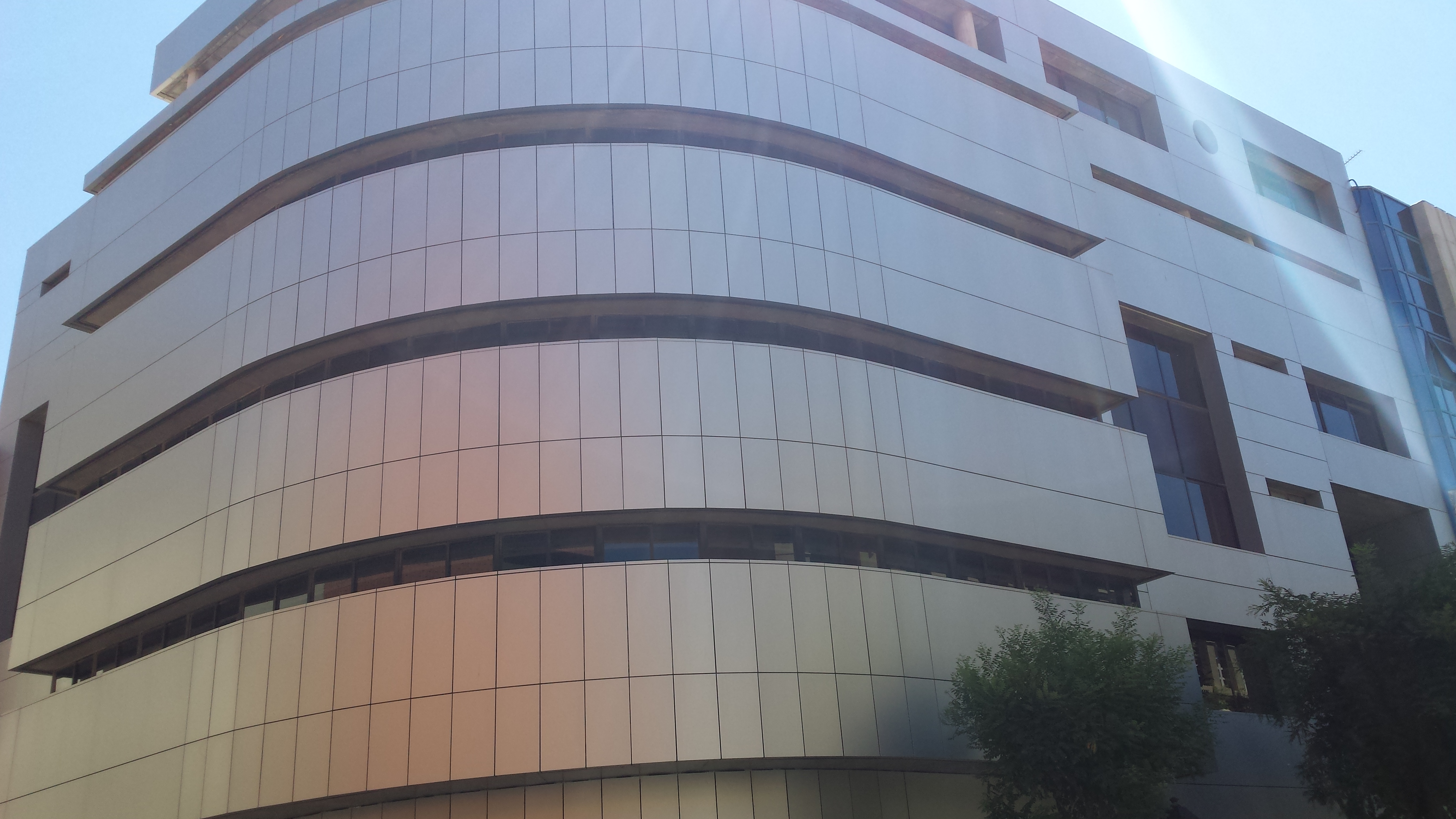
Biblioteca Pública del Estado

La ciudad cuenta con 18 bibliotecas y salas de estudio públicas, además de contar con un bibliobús, que conforman la Red de Bibliotecas Públicas de Albacete. La red pública de bibliotecas está gestionada por la Consejería de Educación, Cultura y Deportes de la Junta de Comunidades de Castilla-La Mancha. Otras bibliotecas son propiedad de las obras sociales de los bancos, como Caja Castilla-La Mancha o de la Universidad de Castilla-La Mancha, o están dedicadas a un campo específico (centros de investigación,...).
La Biblioteca Pública del Estado en Albacete, fundada en 1895, es el centro de referencia de las administraciones central y autonómica en la provincia de Albacete, que se complementa con el Archivo Histórico Provincial, el Archivo Municipal, el Archivo Histórico Diocesano o el Archivo de la Diputación de Albacete.

### Cine y teatro
Cine

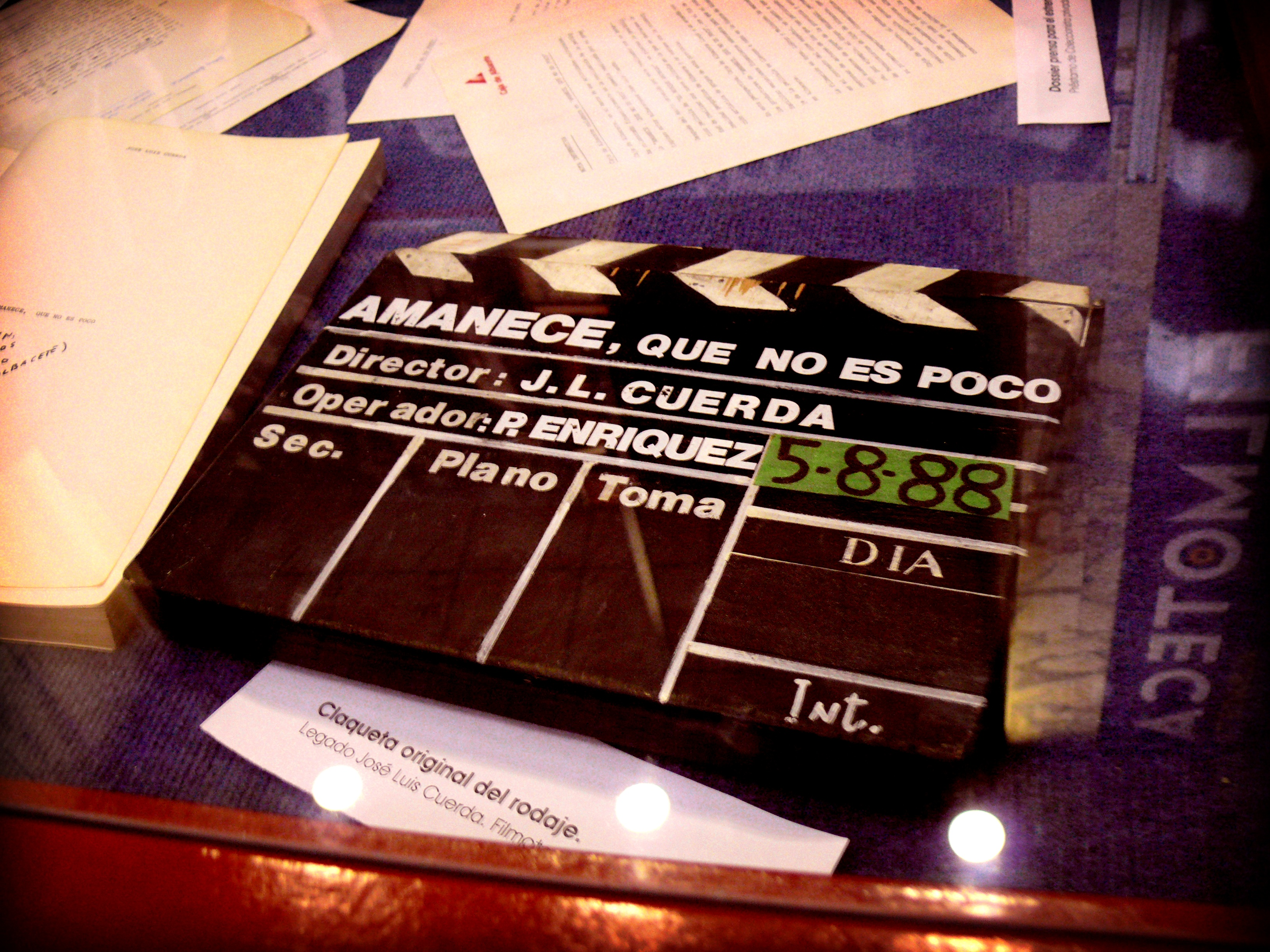
Filmoteca de Albacete: en la imagen, la claqueta original del rodaje de la película Amanece, que no es poco (1989) de José Luis Cuerda, expuesta en la institución cinematográfica castellanomanchega

La capital castellano-manchega alberga la Filmoteca de Albacete, con sede en el Cine Capitol, que persigue la recuperación, investigación y difusión del arte cinematográfico en la ciudad y la comunidad autónoma. Además, Albacete cuenta con numerosas salas de cine, muchas de las cuales distribuidas en multicines situados en varios centros comerciales de la capital.
Albacete ha sido escenario de películas como El orgullo de Albacete (1928) de Luis R. Alonso, La venganza (1958) de Juan Antonio Bardem, primera película española nominada a los Óscar como mejor película de habla no inglesa, El pequeño coronel (1960) de Antonio del Amo, En provincia (1974) de Ramón Gómez Redondo o Huidas (2014) de Mercedes Gaspar.
Espacios escénicos

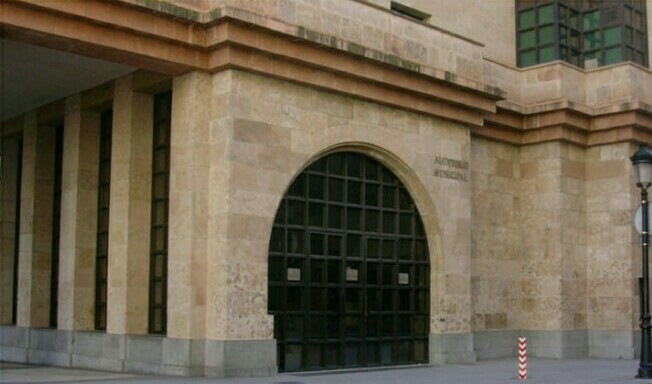
Auditorio de Albacete

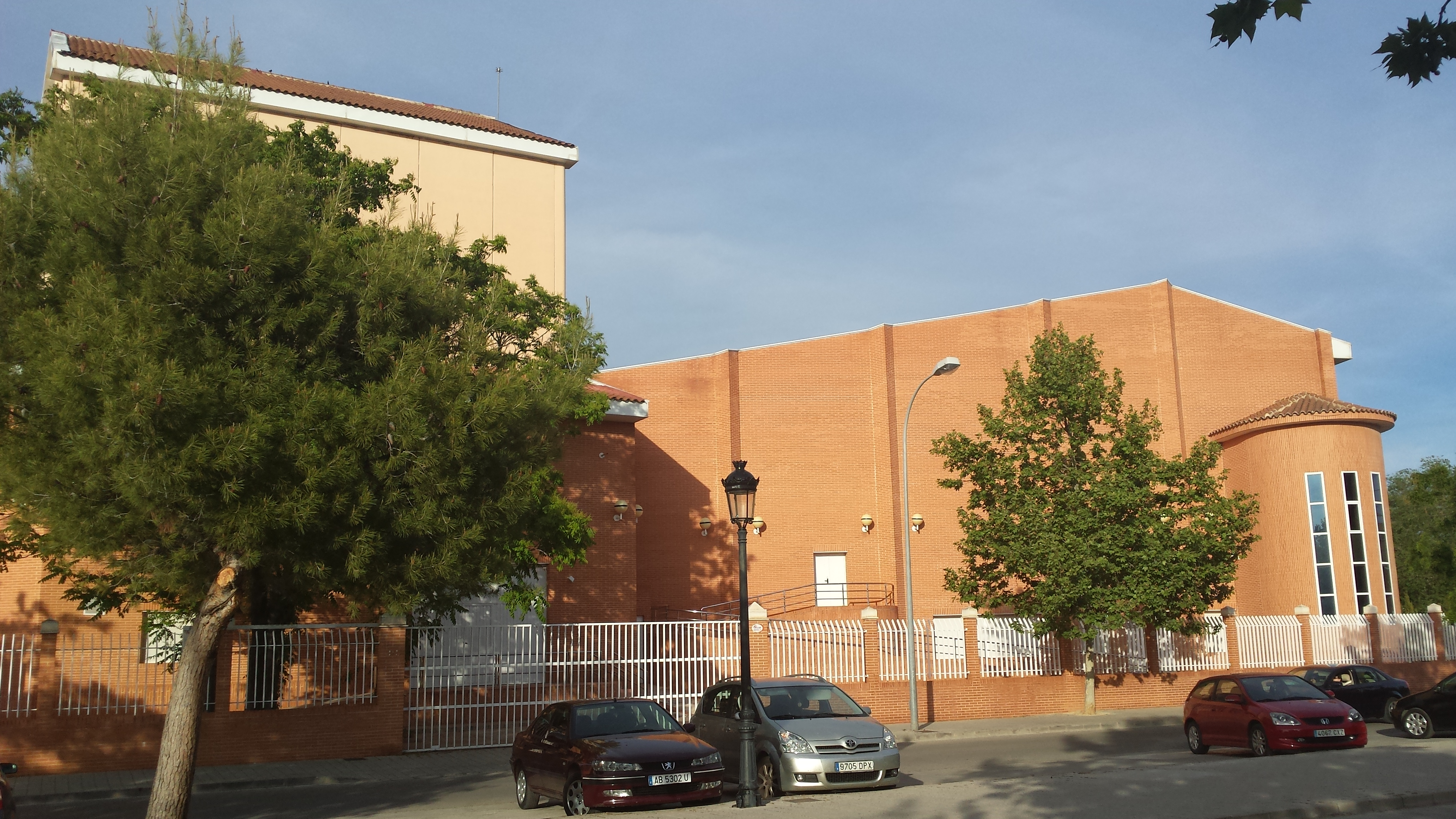
Teatro de la Paz

La ciudad de Albacete cuenta con numerosos espacios escénicos, entre los que destacan:
- El Teatro Circo de Albacete, inaugurado en 1887 en estilo neomudéjar, que aún hoy mantiene una doble capacidad escénica (teatro y circo), lo que le convierte en único en España y en uno de los seis teatros circos[266] del siglo XIX existentes en el mundo, entre los que destacan el Coliseu dos Recreios de Lisboa (Portugal), el Cirque d'Hiver de París (Francia) o el Teatro Bolshói de Moscú (Rusia). Cuenta con 943 localidades en total.[267]
- El Teatro de la Paz cuenta con 645 butacas, ofreciendo una variada programación a lo largo del año.[268]
- El Teatro Candilejas, situado en pleno centro de Albacete, apuesta por una programación independiente.[269]
- El Auditorio de Albacete, en donde se realizan de forma habitual actividades musicales (conciertos, danza, etc.) y representaciones teatrales, y que dispone de un aforo total de 560 personas, y en donde también se realizan exposiciones pictóricas y fotográficas.
- La Caseta de los Jardinillos es un recinto multiusos al aire libre diseñado para albergar todo tipo de eventos, espectáculos y conciertos situado en el paseo de la Feria. Cuenta con capacidad para 6300 espectadores.[270]
- El Palacio de Congresos de Albacete, inaugurado en 2007, cuenta con capacidad para cerca de 2000 personas y acoge todo tipo de eventos.[271]
- El Paraninfo Universitario de Albacete, con capacidad para 800 personas, acoge actividades propias del ámbito universitario, conciertos o mítines políticos.
- El teatro auditorio de la Casa de la Cultura José Saramago, con capacidad para 300 personas, acoge obras de teatro, conciertos o danza.
- La Posada del Rosario, edificio del siglo XVI situado en pleno Centro, alberga espectáculos de teatro, danza y música.

### Música y danza
La capital albaceteña alberga el Conservatorio Superior de Música de Castilla-La Mancha, la más alta institución musical de la comunidad. La formación musical en la ciudad comenzó en 1951 con la creación del Real Conservatorio Profesional de Música y Danza de Albacete, al que se unió en 1993 el Conservatorio Profesional de Música Tomás de Torrejón y Velasco, fruto de la creciente actividad cultural existente.
Otras instituciones musicales que tienen su sede en la ciudad son la Sociedad de Conciertos de Albacete (SOCA), el Instituto Superior de Lenguaje e Interpretación Musical (ISLIM) o Juventudes Musicales de Albacete, distinguida con la Medalla de Oro al Mérito en las Bellas Artes.
Albacete cuenta con la única banda sinfónica profesional de Castilla-La Mancha. Desde su constitución en 1859, la Banda Sinfónica Municipal de Albacete, compuesta por 44 músicos, es un referente que acompaña cada acto de relevancia que acontece no solo en la ciudad, sino en toda Castilla-La Mancha. Asimismo, la ciudad es sede del Orfeón de La Mancha.
De la ciudad son originarios diferentes grupos musicales como Surfin' Bichos, Putilatex, Chucho, Centinela, Angelus Apatrida, Kayser Sozé, Níobeth o A las 10 en casa, entre otros. «Es Albacete» es una canción dedicada por la cantante albaceteña Rozalén a la capital manchega.
Por otro lado, en la ciudad se celebran varios festivales de música de interés como el Festival de Albacete, el Festival Lírico Internacional, el Festival Internacional de Música de Cámara, los Festivales Internacionales de Piano y Guitarra, el Festival Internacional de Jazz, el Festival de Música Barroca, la Semana de Música Sacra o el Festival Nacional de Bandas de Música de Albacete. Otros eventos destacados son el Concurso Nacional de Jóvenes Pianistas Ciudad de Albacete, el Certamen Internacional de Tunas, el Encuentro Coral San Juan, el Concurso Nacional de Canto Ciudad de Albacete, el Concurso de Música Moderna Memorial Alberto Cano o el Encuentro Internacional de Salsa y Ritmos Latinos.

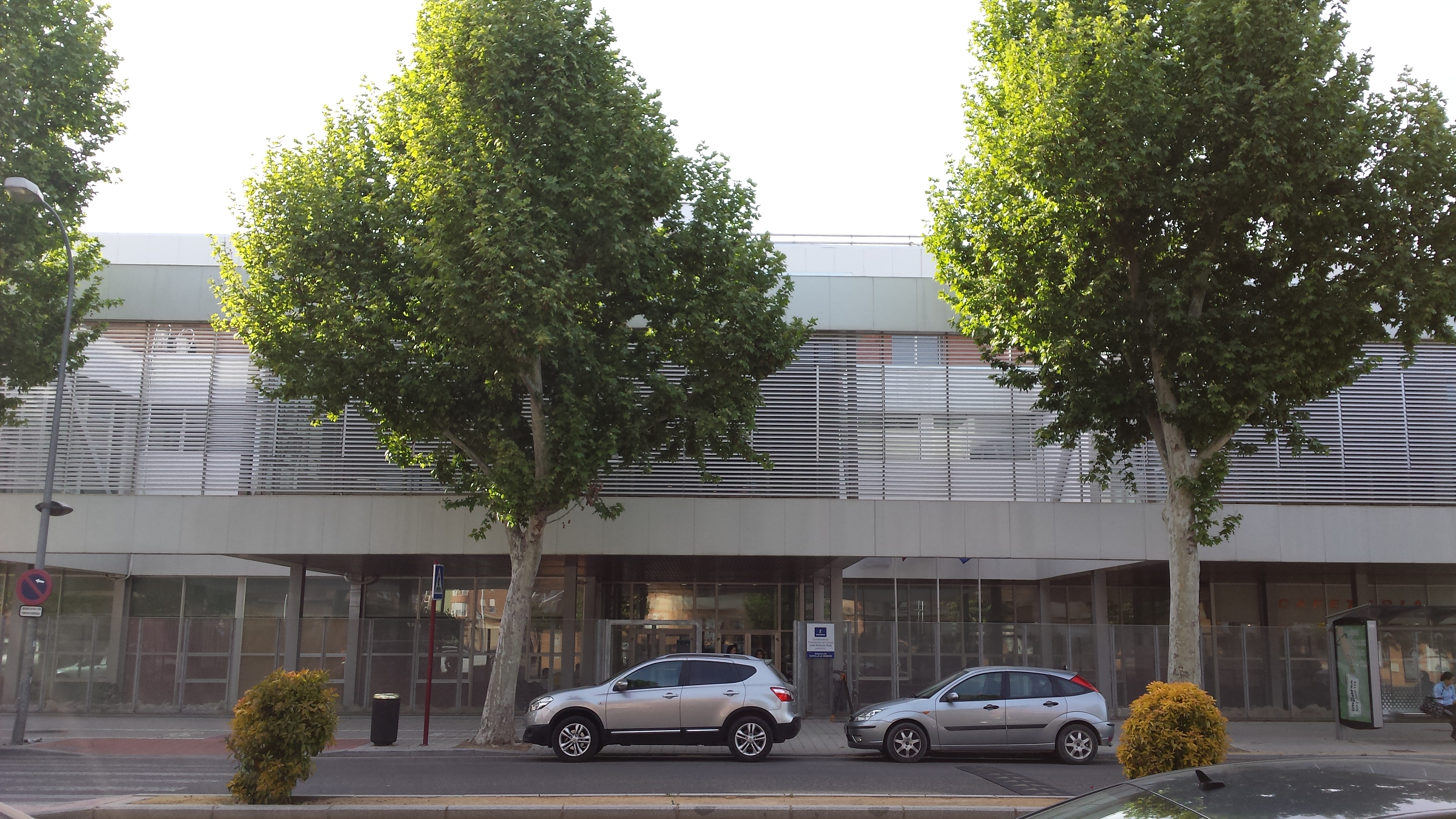
Conservatorio Profesional de Danza de Albacete, de ámbito regional

El canto y baile típico de Albacete son las manchegas, declaradas Bien de Interés Cultural con la categoría de bien inmaterial. En este ámbito destaca el Grupo de Danzas Magisterio, que se encarga, por ejemplo, de bailar la famosa seguidilla «Las manchegas de Albacete» en la explanada de la Puerta de Hierros cada 7 de septiembre, durante la apertura de la misma en la Feria de Albacete. También se considera como variedad la jota manchega.
La formación en danza de mayor nivel que se lleva a cabo en la ciudad tiene lugar en el Conservatorio Profesional de Danza José Antonio Ruiz, en el que actualmente se imparten las especialidades profesionales de danza clásica y danza española, así como las enseñanzas elementales de estas dos especialidades. Además, en el Real Conservatorio Profesional de Música y Danza se imparten enseñanzas elementales.

### Literatura

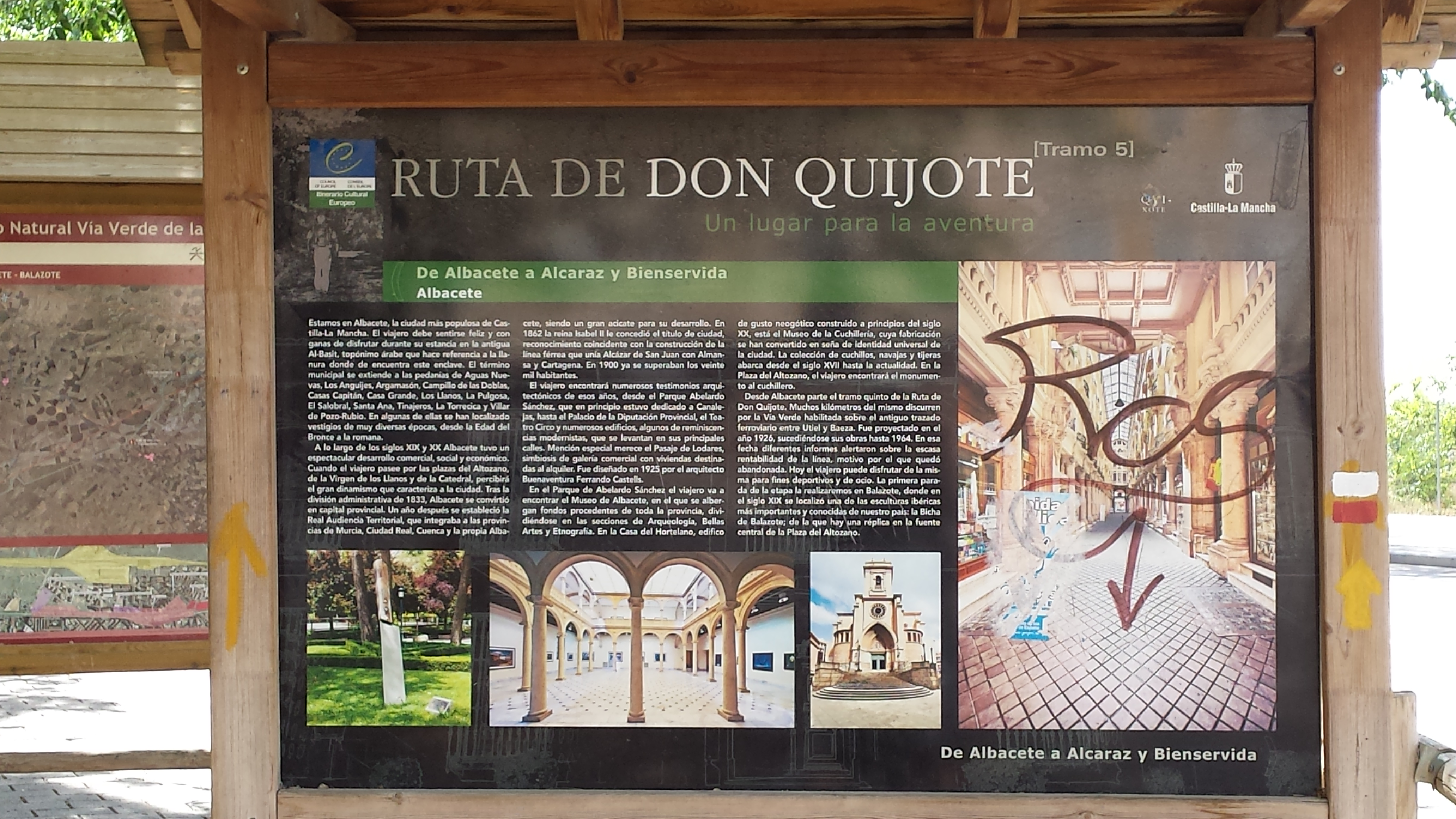
Ruta de Don Quijote

Albacete ha sido el lugar de nacimiento de escritores como Juan Agraz, Mariano Roca de Togores y Carrasco (marqués de Molíns), Huberto Pérez de la Ossa, Antonio Martínez Sarrión —el lírico albaceteño más universal y reconocido—, Antonio Beneyto, Amador Palacios, Ángel Antonio Herrera o Arturo Tendero. La ciudad es sede de la revista Barcarola, referencia de la literatura en España. Entre los principales eventos literarios destacan la Feria del Libro de Albacete o el Certamen Internacional de Poesía y Cuento Barcarola. De esta ciudad también es originaria la Escuela poética de Albacete, que aúna nombres como Ángel Javier Aguilar Bañón, María Moreno Molina, León Molina Pantiga o Luis Martínez-Falero. La actividad editorial de Albacete es creciente, donde destacan editoriales como Barcarola, Chamán Ediciones o InLimbo.
Las referencias a Albacete en la literatura aluden a la propia ciudad, así como a sus símbolos, tradiciones o habitantes. Azorín describió a la ciudad como el «Nueva York de La Mancha». Otras figuras literarias como Benito Pérez Galdós, Vicente Blasco Ibáñez, Pío Baroja o Ramón Gómez de la Serna sitúan parte de su obra en la ciudad. Fue un albaceteño, Juan Ramírez de Lucas, pareja de Federico García Lorca, a quien llamaba el «rubio de Albacete», la inspiración para que el poeta compusiera Sonetos del amor oscuro. Sobre sus navajas, García Lorca se refirió de la siguiente forma: «En mitad del barranco las navajas de Albacete, bellas de sangre contraria, relucen como peces». Sobre la Feria de Albacete, Mariano Roca de Togores relató: «en que, como vastísima caravana, o más aún como innumerable y desordenado campamento, millares de tiendas ponen el sitio á unas pacíficas murallas; á comprar… á vender… á reír… á engañar… á vivir, en fin». Atraviesan la ciudad rutas turístico-literarias como la Ruta de Don Quijote o la Ruta Antonio Martínez Sarrión.
El humor manchego originario y característico de la ciudad es popular en el país.

### Pintura

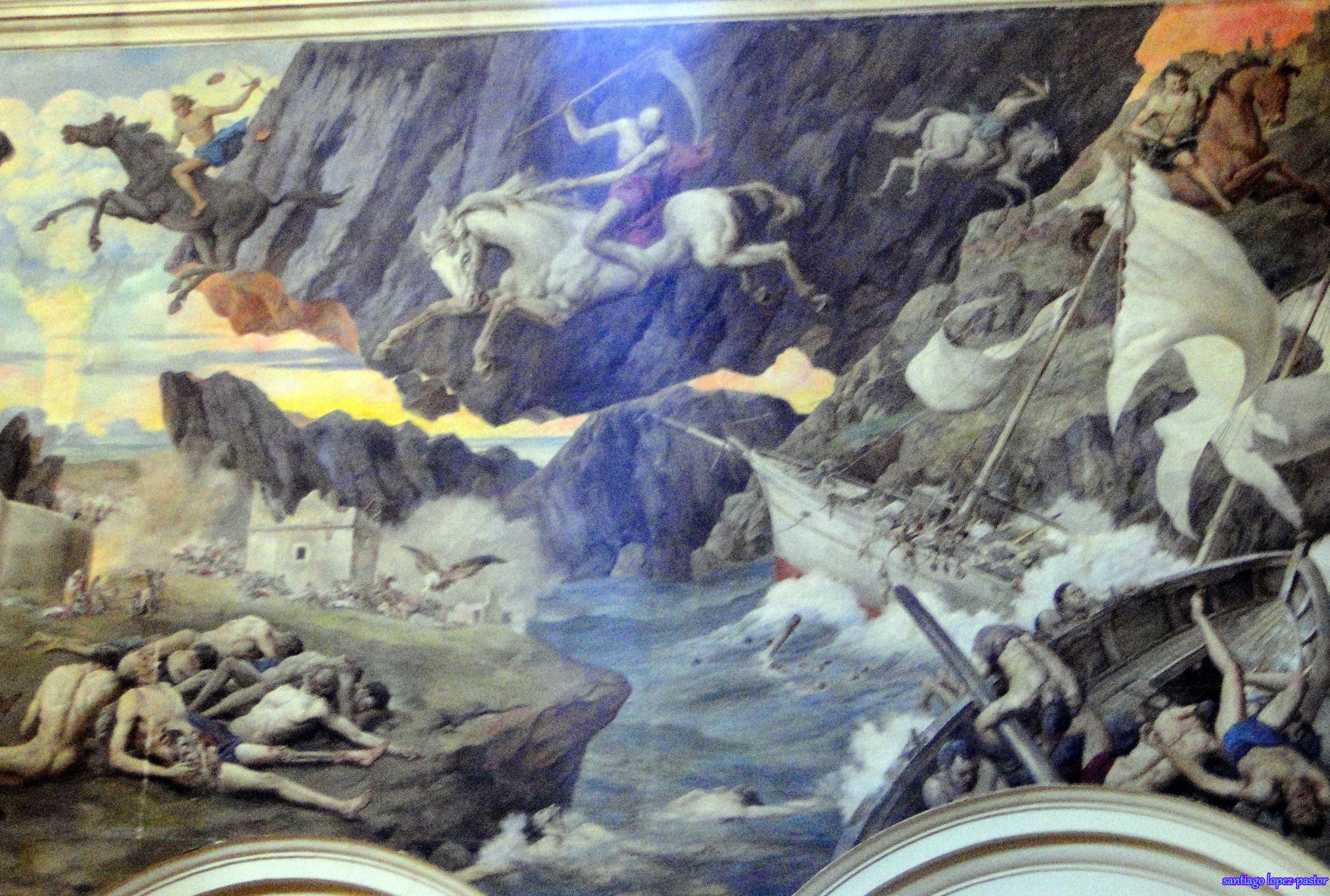
Murales de Casimiro Escribá

El Museo de Albacete recoge la obra de los pintores albaceteños más importantes, entre los que destacan Benjamín Palencia o Rafael Requena. Destacan otros pintores como Antonio Beneyto. Entre las obras pictóricas de mayor relevancia destacan los Murales de Casimiro Escribá, que, con sus 1000 m cuadrados y cinco años de duración, es una de las mayores obras pictóricas del mundo realizadas por un único autor, la cual decora el interior de la catedral de Albacete. El arte urbano ha transformado numerosos espacios de la ciudad, con representaciones en edificios que simbolizan la cultura de la urbe castellano-manchega.
La Bienal de Artes Plásticas Ciudad de Albacete se celebra cada dos años y otorga un premio de 10 000 € al ganador. Cada año, la ciudad acoge la Cátedra Internacional Ciudad de Albacete, impartida por el pintor y escultor Antonio López, Premio Príncipe de Asturias de las Artes en 1985, en la que participan alumnos de todo el mundo. En otoño, el Ayuntamiento de Albacete entrega el Premio de Artes Plásticas Ciudad de Albacete a la mejor obra de la provincia.

### Fiestas populares

#### Feria de Albacete

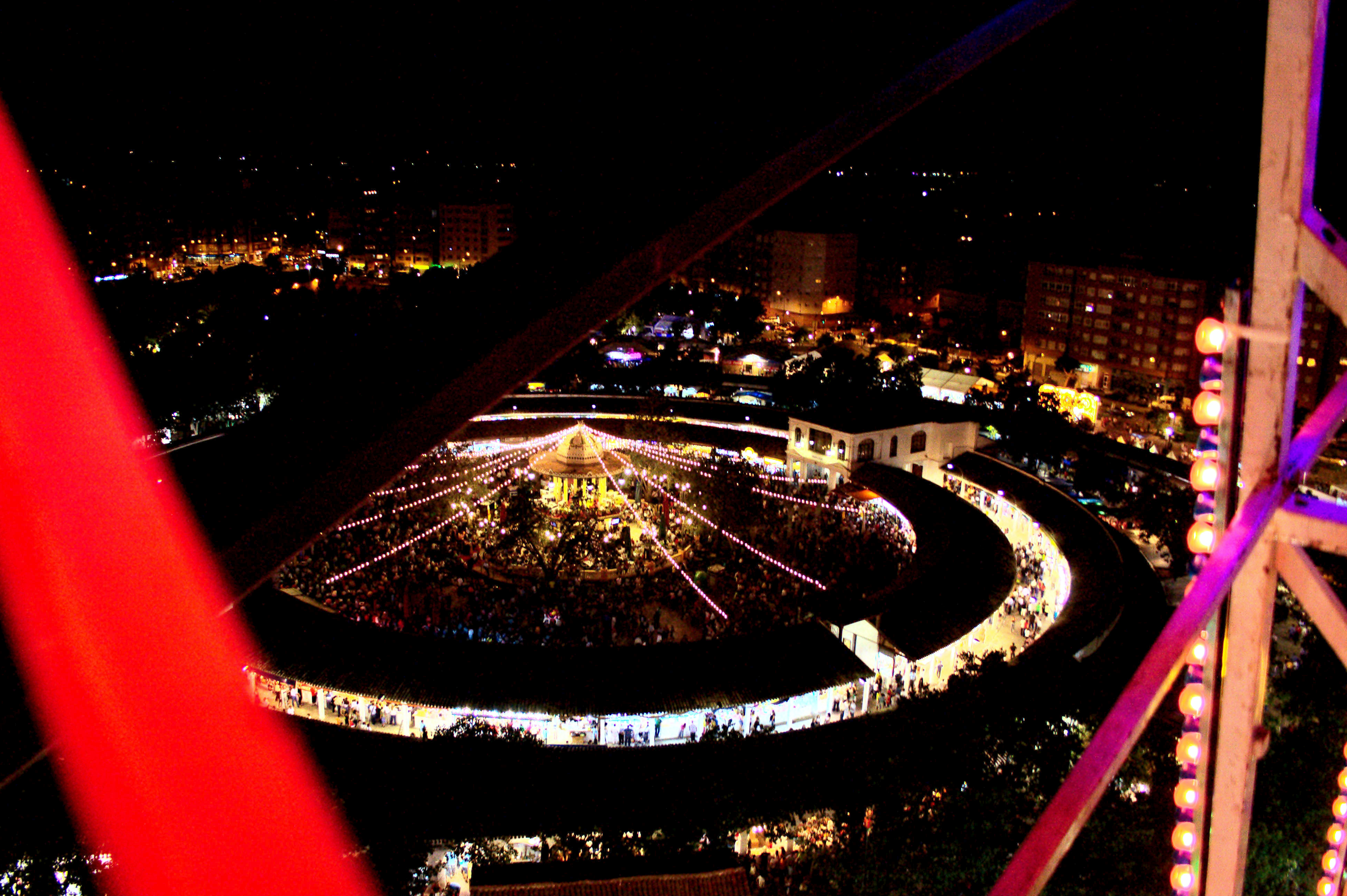
Imagen nocturna de la Feria de Albacete, que recibe anualmente más de dos millones de visitantes

Del 7 al 17 de septiembre se celebra la Feria de Albacete, fiesta declarada de Interés Turístico Internacional. Es la «fiesta grande» del calendario albaceteño. En 2010 se celebró el tercer centenario de la declaración de feria franca por Felipe V, en 1710, si bien esta ya se celebraba varios siglos atrás. Se celebra en honor a la patrona de la ciudad, la Virgen de los Llanos, y viene acompañada de una de las ferias taurinas más importantes del calendario nacional.
Comienza el día 7 por la tarde con la Cabalgata de la Feria de Albacete, una cabalgata de carrozas desde la plaza de Gabriel Lodares hasta la puerta de Hierros del Recinto Ferial, tras la cual tiene lugar la apertura de la misma. Desde entonces, y durante diez días, tienen lugar numerosas actividades lúdicas, culturales y deportivas por toda la ciudad, pero especialmente concentradas en torno al paseo de la Feria, al Recinto Ferial y a sus alrededores, los Ejidos de la Feria, donde se asientan atracciones de todo tipo y casetas de todas las asociaciones.

#### Fiestas de San Juan

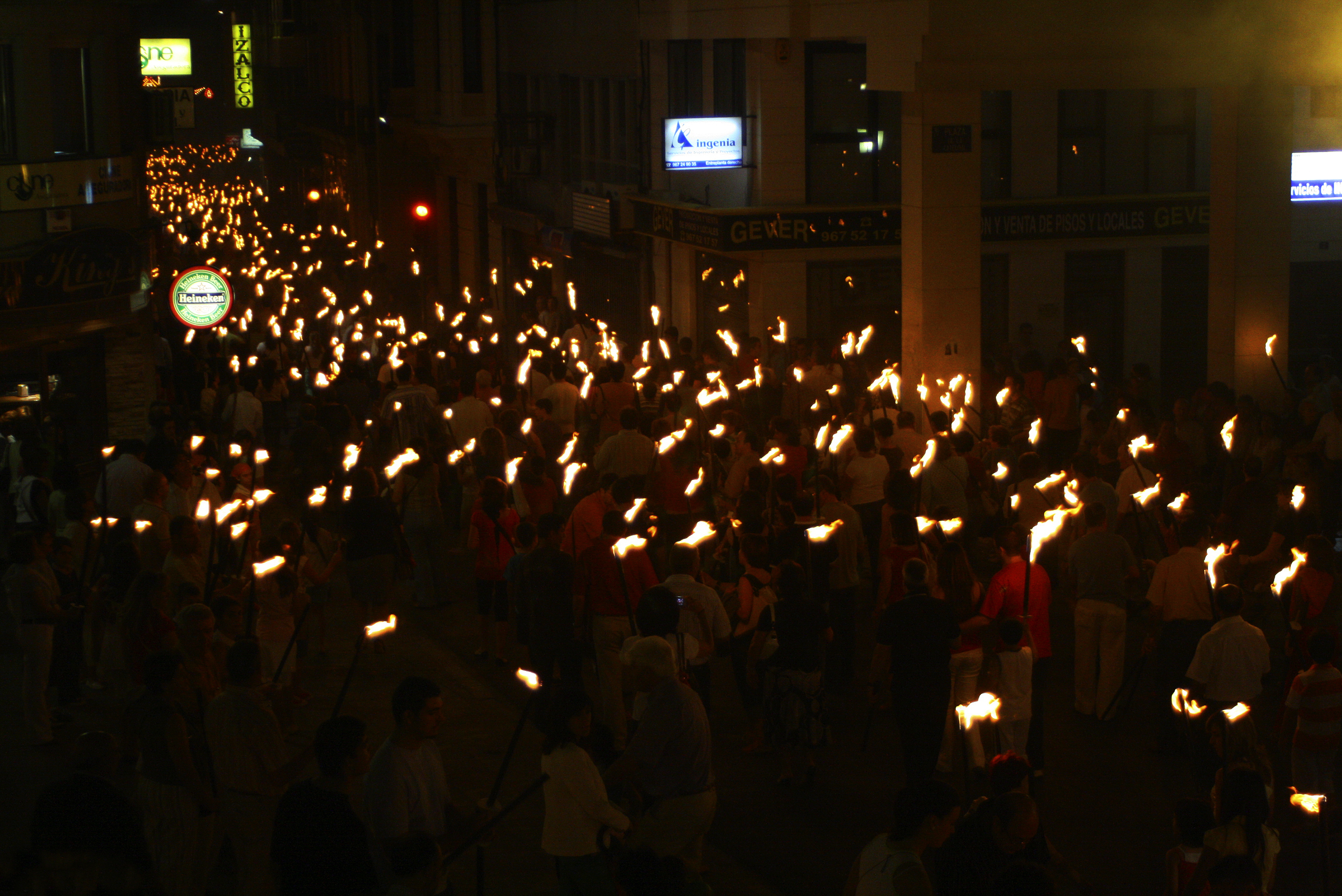
Desfile de antorchas en San Juan

En los días anteriores al 24 de junio, festividad de San Juan Bautista, patrón de Albacete, se celebran las fiestas en su honor. Estas vienen acompañadas de actividades culturales, deportivas y de ocio en diversos puntos de la ciudad.
El punto culminante de las fiestas tiene lugar el 24 de junio y su víspera, la noche de San Juan (del 23 al 24 de junio). Esa noche se lleva a cabo el desfile de antorchas desde el Ayuntamiento hasta los Ejidos de la Feria, donde se prende fuego a la Hoguera de San Juan, en la que se queman viejos enseres y trastos. A continuación se realiza un gran castillo de fuegos artificiales y una verbena en el Recinto Ferial.
Finalmente, el día 24 se lleva a cabo una romería en la que se traslada a San Juan desde la catedral hasta el parque de la Fiesta del Árbol.

#### Semana Santa

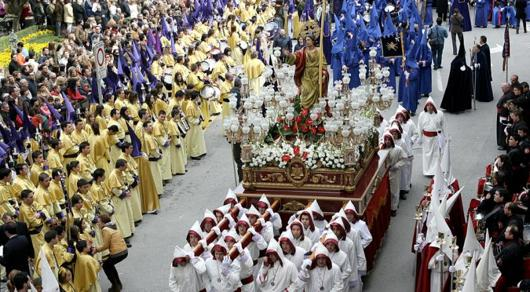
Semana Santa en Albacete

Entre el Viernes de Dolores y el Domingo de Resurrección se celebra en Albacete la Semana Santa, en la que las distintas cofradías recorren la ciudad en procesiones, acompañadas de los pasos y del toque de las cornetas y tambores.
La Semana Santa de Albacete está declarada de Interés Turístico Nacional. Cuenta con una treintena de procesiones entre las que destacan: el Miércoles Santo (Procesión de la Pasión), el Jueves Santo a las 12 de la noche (Procesión del Silencio) o el Santo Entierro que se celebra el Viernes Santo, entre otras.

#### Carnaval

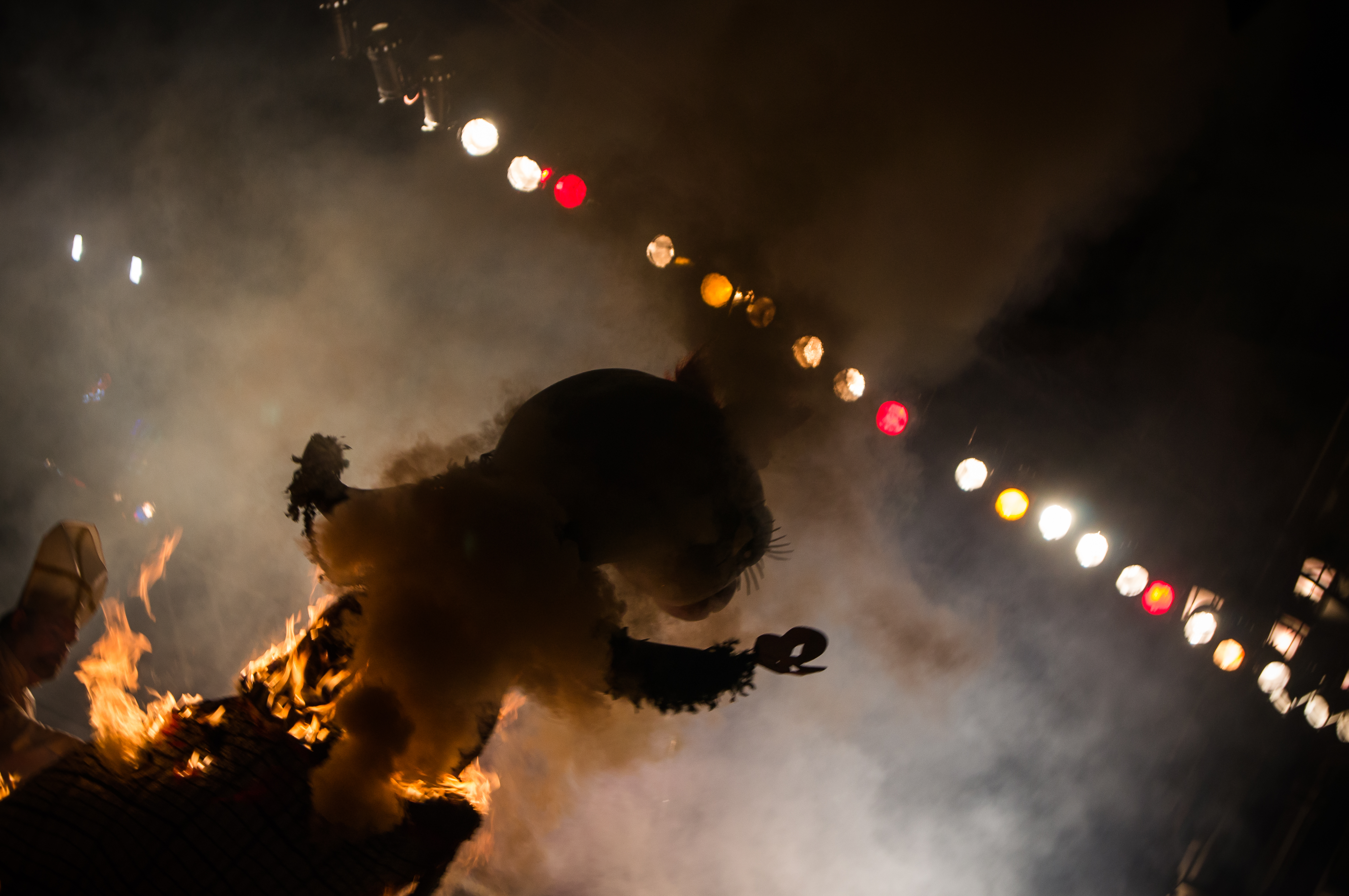
Entierro de la sardina

El jueves anterior al miércoles de ceniza se celebra el Día de la Mona, en el que tradicionalmente las familias van a comer la mona al parque de la Fiesta del Árbol o al parque periurbano de La Pulgosa, donde además se celebran actividades infantiles.
El fin de semana anterior al miércoles de ceniza (inicio de la cuaresma) se celebra el carnaval, con cabalgatas de disfraces y concursos de chirigotas.
Finalmente, el miércoles de ceniza se celebra el entierro de la sardina, en el que una falla con forma de sardina (Doña Sardina) es trasladada con cortejo fúnebre desde la plaza de Gabriel Lodares hasta la plaza del Altozano, donde es juzgada, condenada y quemada.

#### Otras celebraciones

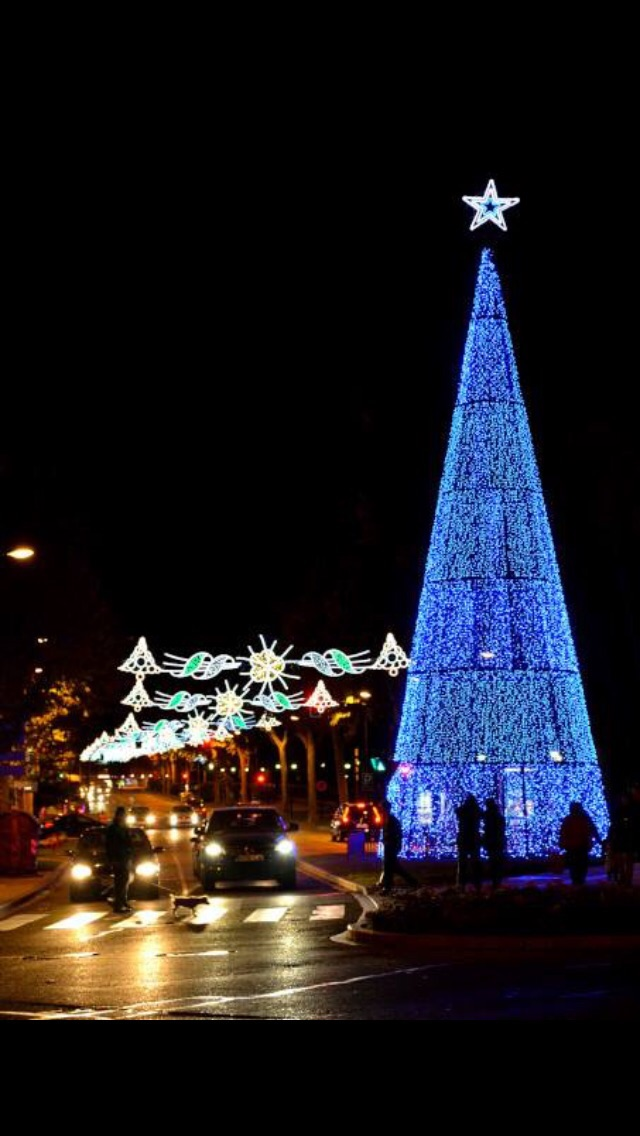
Árbol de Navidad gigante

- En Navidad, las calles de Albacete se engalanan con luces y adornos para celebrar las fiestas. El día 5 de enero tiene lugar la llegada y Cabalgata de los Reyes Magos, que acompaña a los Reyes Magos por las calles de la ciudad, desde el Asilo de San Antón hasta el ayuntamiento.
- El 17 de enero, día de San Antonio Abad, se celebra el Día de San Antón, siendo tradicional la bendición de los animales por el obispo en el Asilo de San Antón. Es típico comprar unos dátiles y merendar unos churros.
- Es costumbre en Albacete cantar los Mayos en la plaza Virgen de los Llanos en la medianoche del 30 de abril al 1 de mayo.
- El Corpus Christi de Albacete se celebra con la Santa Misa presidida por el obispo en la catedral y una procesión que recorre las calles de la capital.[304]
- La fiesta de Halloween se celebra la noche del 31 de octubre, donde son habituales las fiestas de disfraces o las típicas calabazas encendidas.
- El 9 de noviembre se celebra el Día de la Ciudad o Día de Albacete, en el que se conmemora el aniversario de la firma del Privilegio de Villazgo otorgado a Albacete por Alfonso de Aragón, primer marqués de Villena, en 1375 en Castillo de Garcimuñoz.[305]
- En los últimos años se han extendido por toda la ciudad las fiestas de los barrios:[306]

- - Del 12 al 18 de mayo: Fátima.
  - Del 30 de mayo al 1 de junio: Villacerrada.
  - Del 6 al 8 de junio: La Pajarita y La Estrella.
  - Del 12 al 15 de junio: Polígono San Antón y Parque Sur.
  - Del 13 al 15 de junio: Feria e Industria.
  - Del 21 al 24 de junio: Sepulcro-Bolera.
  - Del 27 al 29 de junio: Santa Teresa, San Pablo, Pedro Lamata y Hospital.
  - Del 4 al 6 de julio: Vereda.
  - Del 10 al 13 de julio: Carretas-Huerta de Marzo.
  - Del 11 al 13 de julio: La Milagrosa y Hermanos Falcó.
  - Del 18 al 20 de julio: Canal de María Cristina.
  - Del 31 de julio al 3 de agosto: San Pedro-Mortero.
  - Del 29 al 31 de agosto: Cañicas y Casas Viejas.
  - Del 3 al 5 de octubre: Franciscanos.
  - Del 10 al 12 de octubre: El Pilar.

### Artesanía

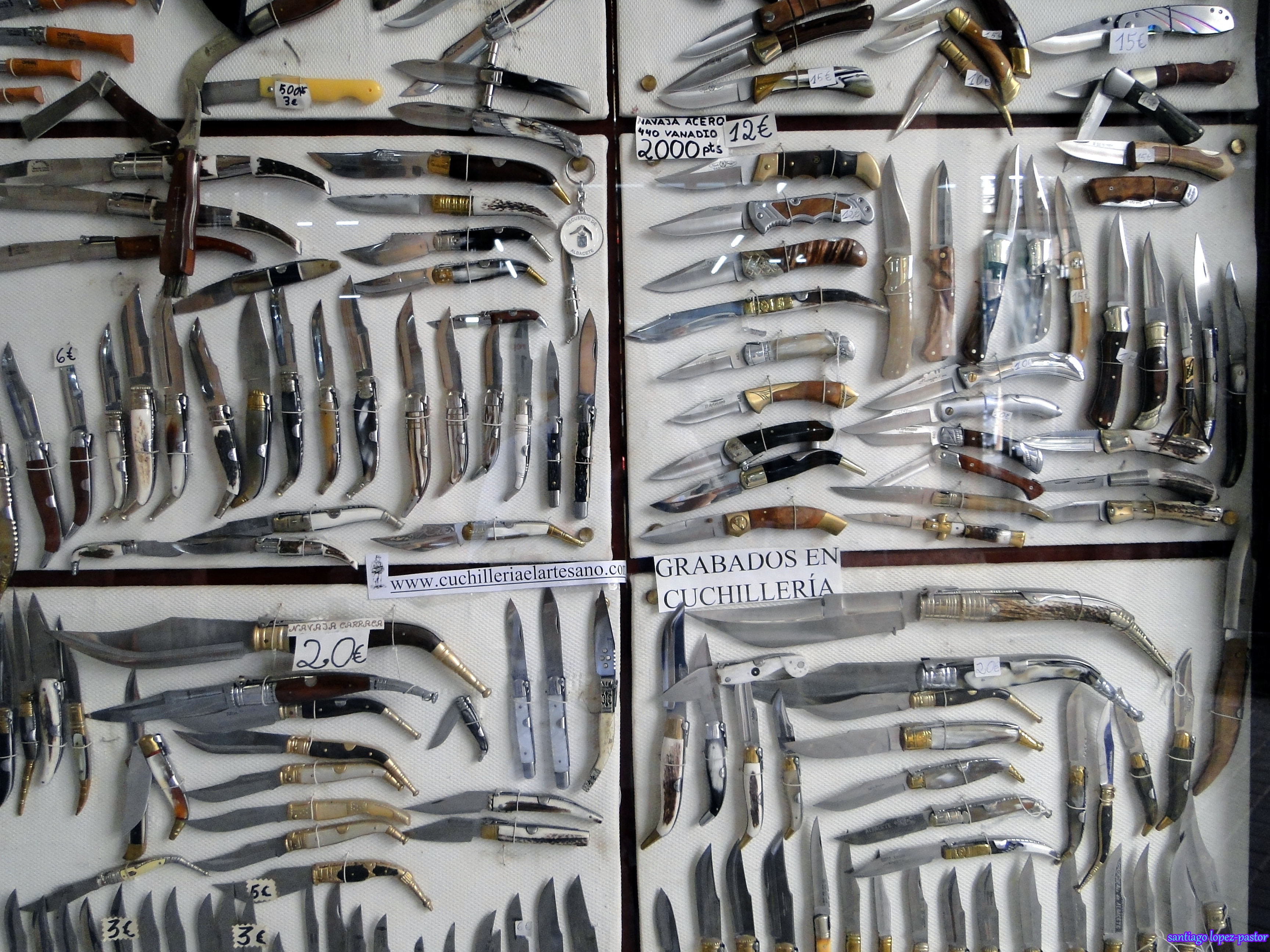
Navajas de Albacete en una tienda de souvenirs

La artesanía de Albacete está íntimamente ligada a la cuchillería desde el siglo XV, y cuenta con una amplia variedad de formas que se relacionan con su uso específico. La navaja típica de Albacete cuenta con un mecanismo de muelle o carraca que la diferencian del resto. El devenir de los tiempos ha ido modelando y diversificando la fabricación de las mismas, dando lugar a la fabricación de tijeras, puñales, dagas y en la actualidad hasta escalpelos para medicina. Actualmente el sector cuchillero se ha modernizado y trasladado en gran parte a las zonas industriales de la ciudad, compitiendo con el mercado asiático. De la unión entre la cuchillería y el acervo albaceteño viene el dicho de que «la navaja de Albacete no se regala, se vende al amigo a un precio simbólico, para que no se corte la amistad». La historia de la cuchillería albaceteña puede visitarse en el Museo de la Cuchillería de Albacete. Ferias de artesanía como la Feria de Artesanía de Castilla-La Mancha Artesana o Ibercut se celebran cada año en la capital albaceteña.

### Tauromaquia

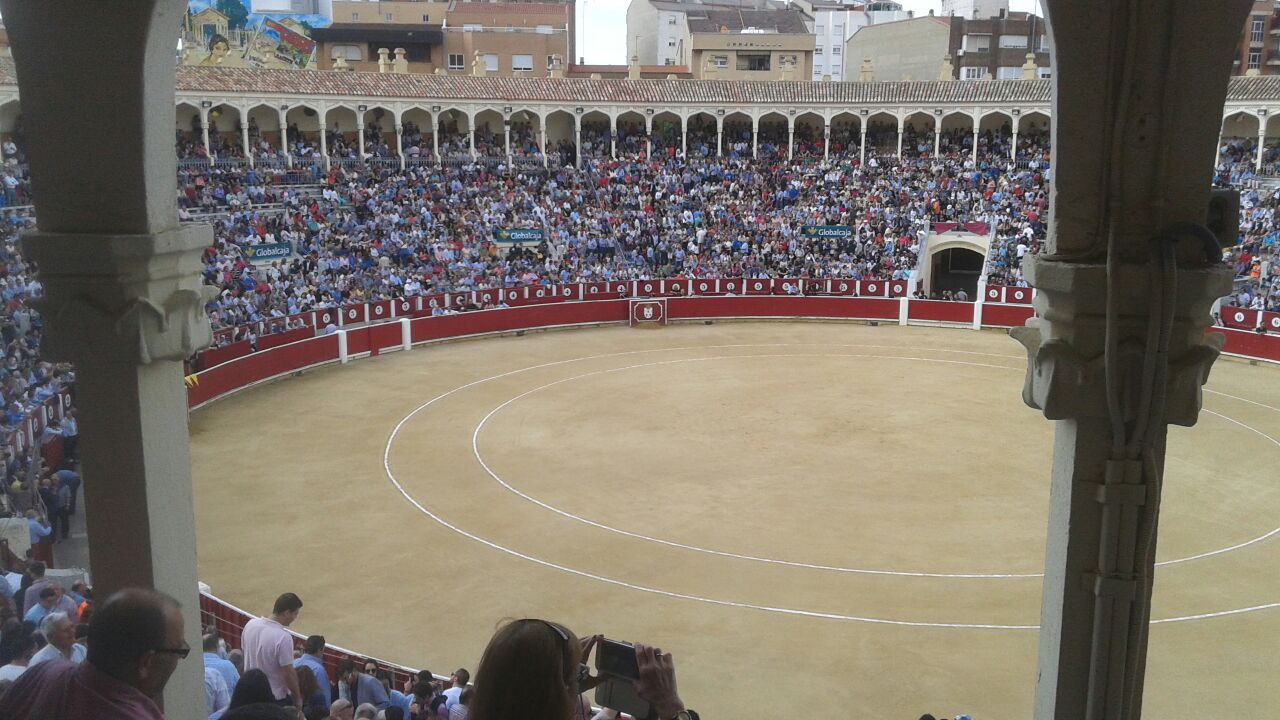
Interior de la plaza de toros de Albacete, con capacidad para 12 000 espectadores

La tauromaquia está muy arraigada en la ciudad de Albacete. Entre otras cuestiones, el sector ganadero tiene bastante presencia en la provincia, donde se encuentran importantes ganaderías como Samuel Flores, Las Ramblas, El Pizarral, Los Chospes, Ruiz Yagüe o Sonia González.
La ciudad cuenta con una escuela de tauromaquia, la Escuela Taurina de Albacete, en donde se forman algunos de los toreros del futuro, y con una importante plaza de toros, de segunda categoría administrativa (aunque celebra más eventos taurinos que la mayoría de cosos de primera), con un aforo de 12 000 espectadores, siendo sus espectáculos principales los celebrados durante la Feria Taurina de Albacete en el mes de septiembre, en donde se dan cita durante diez días las principales figuras del toreo mundial, con una importante presencia de toreros castellano-manchegos. Dada su gran tradición taurina, Albacete acogió en 2015 el I Congreso Internacional de la Tauromaquia.
También hay que destacar la celebración todos los años del festejo de las vaquillas, de la tradicional corrida de Asprona, a beneficio de la Asociación para la Atención a Personas con Discapacidad Intelectual y sus Familias de la Provincia de Albacete, en la que participan altas figuras del toreo, y del Festival Taurino del Cottolengo a beneficio de la Institución Benéfica Sagrado Corazón de Jesús de Albacete.
Por su parte, en la ciudad de Albacete han nacido o crecido grandes figuras del toreo como Manolo Navarro, Juan Montero, Pedrés, Chicuelo II, Dámaso González, El Inclusero, Maribel Atiénzar, Sebastián Cortés, o más actualmente Manuel Amador, Manuel Caballero, Antón Cortés, Miguel Tendero o Rubén Pinar.

### Gastronomía

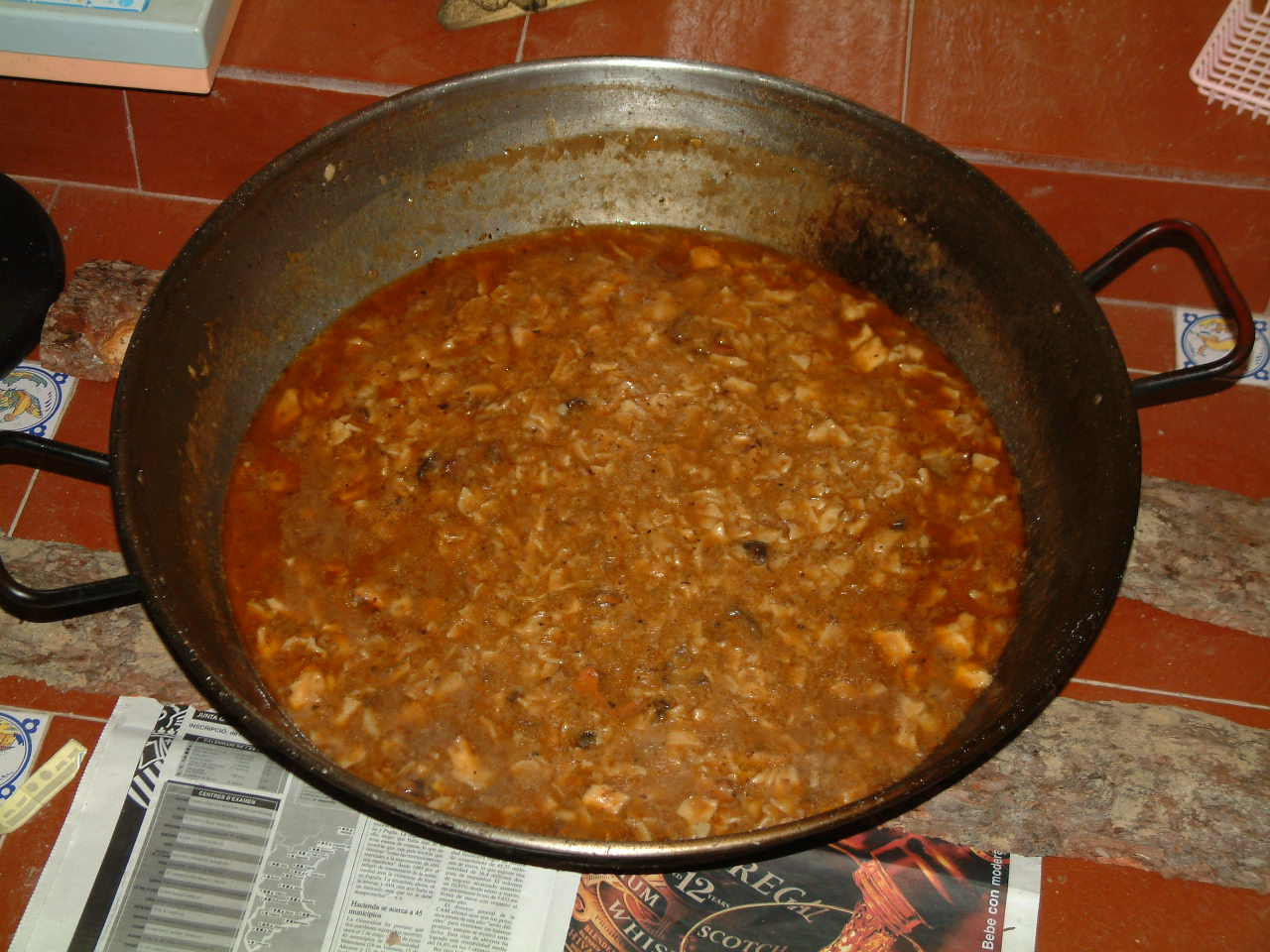
Gazpacho manchego, plato clásico de la cocina albaceteña

La gastronomía albaceteña es muy rica y variada, en donde se fusiona la tradicional cocina castellana con las influencias levantinas y las particulares de La Mancha.
Destaca el típico plato del gazpacho manchego con carne de caza, las migas ruleras, las gachas de pastor (con tocino fresco y harina de guijas o panizo), el pisto manchego o el moje durante la época del verano, que combina tomate y pimiento, las judías con perdiz o el popular atascaburras cuya base es el huevo, aceite y bacalao, y cuyo origen se remonta a los fríos inviernos de la Mancha albacetense, como también el ajo de mataero. La cocina albaceteña se nutre de ingredientes de primerísima calidad como la carne de cordero manchego (que cuenta con una indicación geográfica protegida), así como el queso manchego (que tiene una denominación de origen protegida), o los vinos de la tierra (D. O. La Mancha, D. O. Almansa, D. O. Manchela), cuyos derivados crean las delicias de los comensales como la cuerva, el zurracapote, el orujo o el anís paloma.
En cuanto a los postres, destacan sobre todo los miguelitos de La Roda, las flores y hojuelas, hechas a base de harina, huevos, aceite de girasol, azúcar, anís seco y miel de romero, postre del cual deriva la frase albaceteña de que cuando toda va bien «va como miel sobre hojuelas», los bollos de mosto, los suspiros, etc.
La capital cuenta con reconocidos restaurantes regionales, máximos representantes de la gastronomía manchega, entre los que se encuentran Nuestro Bar, galardonado con el Plato de Oro a la Gastronomía en España, El Callejón de los Gatos, premio al mejor establecimiento de restauración de España del Ministerio de Agricultura, Pesca y Alimentación, o Ababol, estrella Michelin. Entre los eventos gastronómicos que se celebran anualmente en la ciudad destacan las Jornadas de la Tapa, las Jornadas del Puchero o las Jornadas del Mini.

### Religión

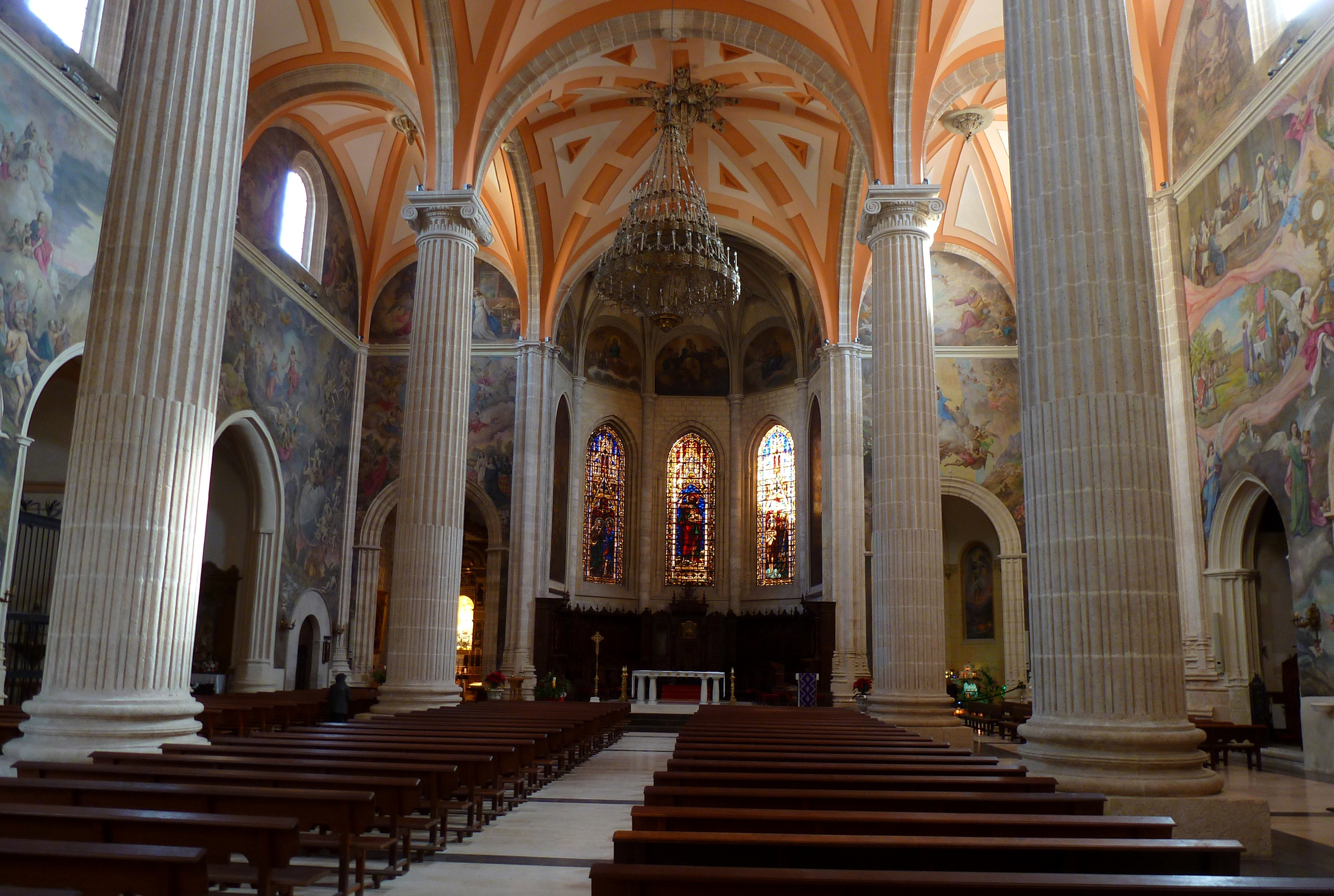
Interior de la Catedral de Albacete

La capital es sede de la diócesis de Albacete, en la que se integran, en tres arciprestazgos de la misma, las 20 parroquias que alberga, entre ellas, la catedral de Albacete. San Juan es el patrón de la ciudad y la Virgen de los Llanos su patrona. Otros organismos presentes en la capital son el Seminario Mayor de Albacete, la Casa Sacerdotal, la Casa Diocesana de Ejercicios, el Colegio Diocesano, el Instituto Teológico Diocesano, Cáritas Diocesana de Albacete o Manos Unidas. Además, Albacete alberga 26 centros de culto de otras religiones. En los últimos años está cobrando mucha importancia el ateísmo (no creyentes).

### Sociedad, ocio y entretenimiento

#### Mercadillos

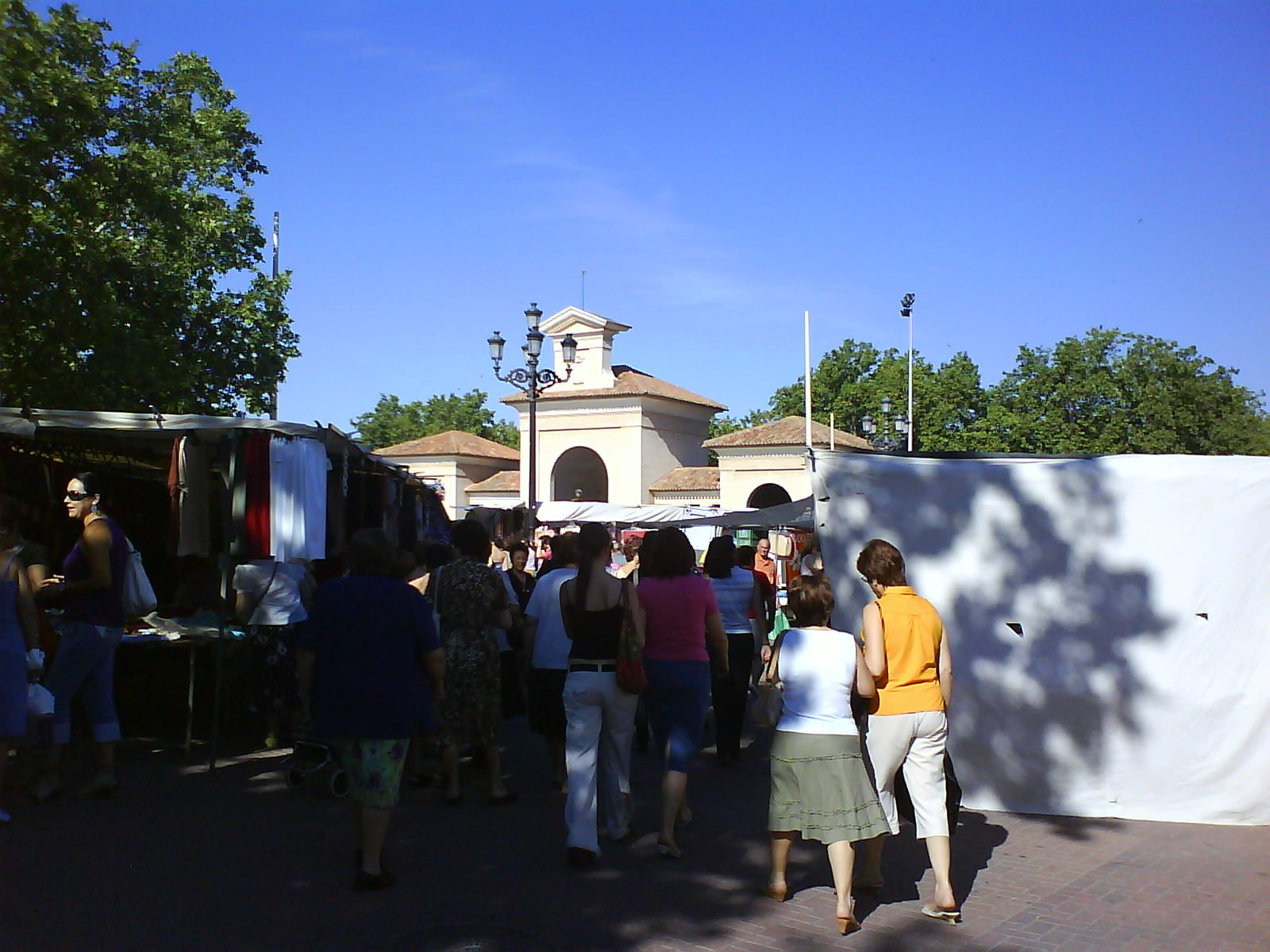
El popular mercado al aire libre Los Invasores tiene lugar los martes en los Ejidos de la Feria y parte del Recinto Ferial de Albacete

El mercado al aire libre de Los Invasores se organiza todos los martes por la mañana (excepto los de Feria y las semanas anteriores) en torno al Recinto Ferial, y en el que se venden toda clase de comida, ropa, animales y objetos diversos, en donde participan cerca de 550 puestos.
Además, los domingos por la mañana, en la plaza Mayor tiene lugar el rastro de Albacete, donde se venden monedas, sellos, libros y antigüedades.
También destaca durante el mes de abril la Feria del Libro de Albacete que tiene lugar a lo largo del paseo de la Libertad.
Otros mercadillos destacados son el Mercado del Libro de Ocasión de Navidad, que se lleva a cabo en el boulevard de la avenida Isabel La Católica; la Muestra de Artesanía de Castilla-La Mancha, en Navidad, en la plaza de la Constitución; el mercadillo de Navidad, en la plaza del Altozano; el mercadillo medieval, en varias calles y plazas del Centro de la ciudad en el mes de mayo; el mercadillo de San Antón, el 17 de enero, día de San Antón, en la calle Doctor Beltrán Mateos, y el mercadillo de Jueves Lardero, en la parque de la Fiesta del Árbol.
En la localidad de Aguas Nuevas, dentro del municipio, también tiene lugar un mercadillo durante los martes y domingos.

#### Rutas culturales y recreativas
La ciudad de Albacete es atravesada por el Camino de Santiago y por la Ruta de Don Quijote. Una de las rutas más transitadas es la vía verde de La Pulgosa, que conecta la avenida de La Mancha con el parque periurbano La Pulgosa en cerca de 3 km, con carril bici incluido. Otras rutas destacadas son el Camino Natural del canal de María Cristina, el carril bici Albacete-Valdeganga y el cordel de Chinchilla.

#### Tapeo y noche albaceteña

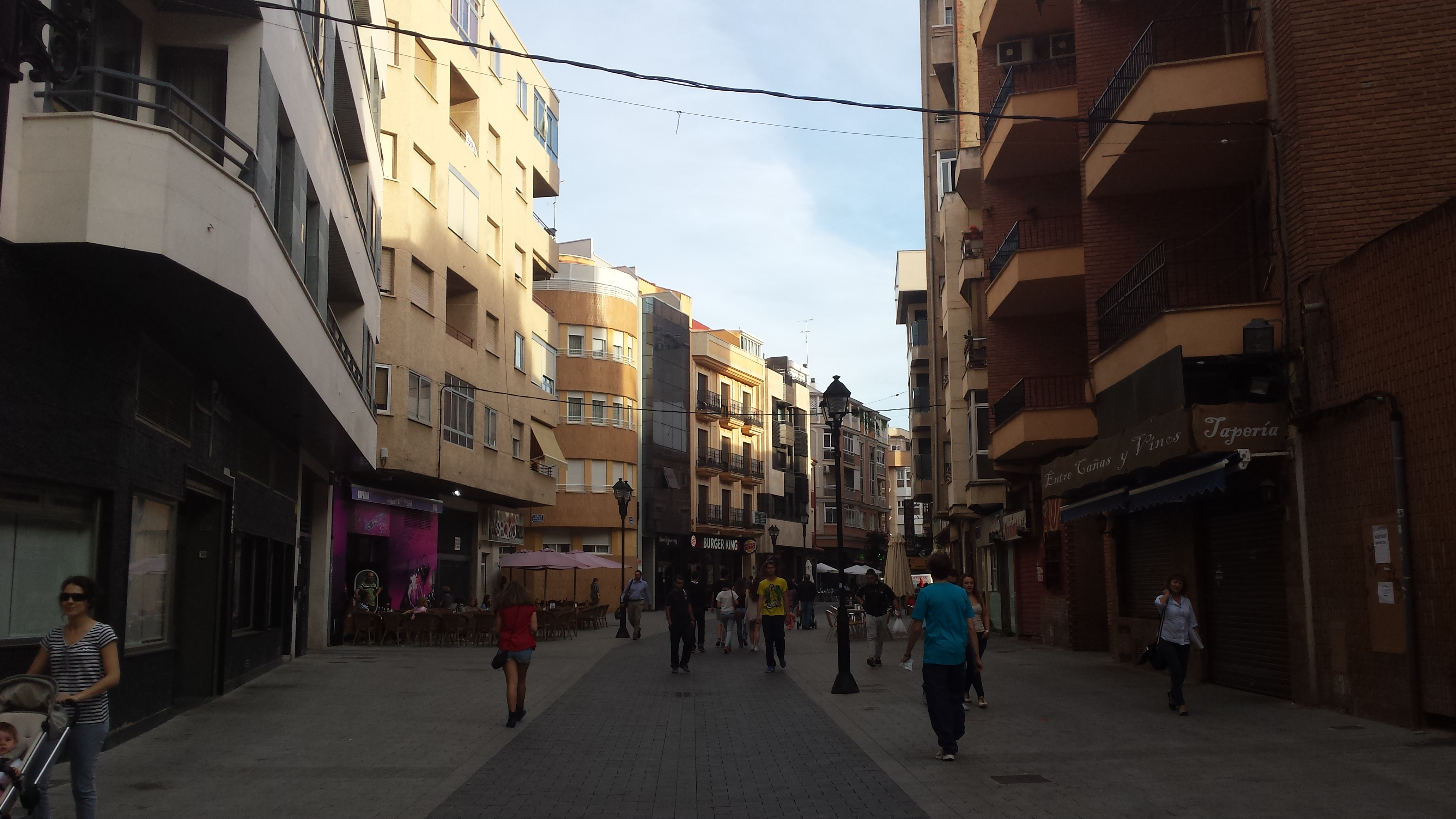
La Zona (calle Tejares)

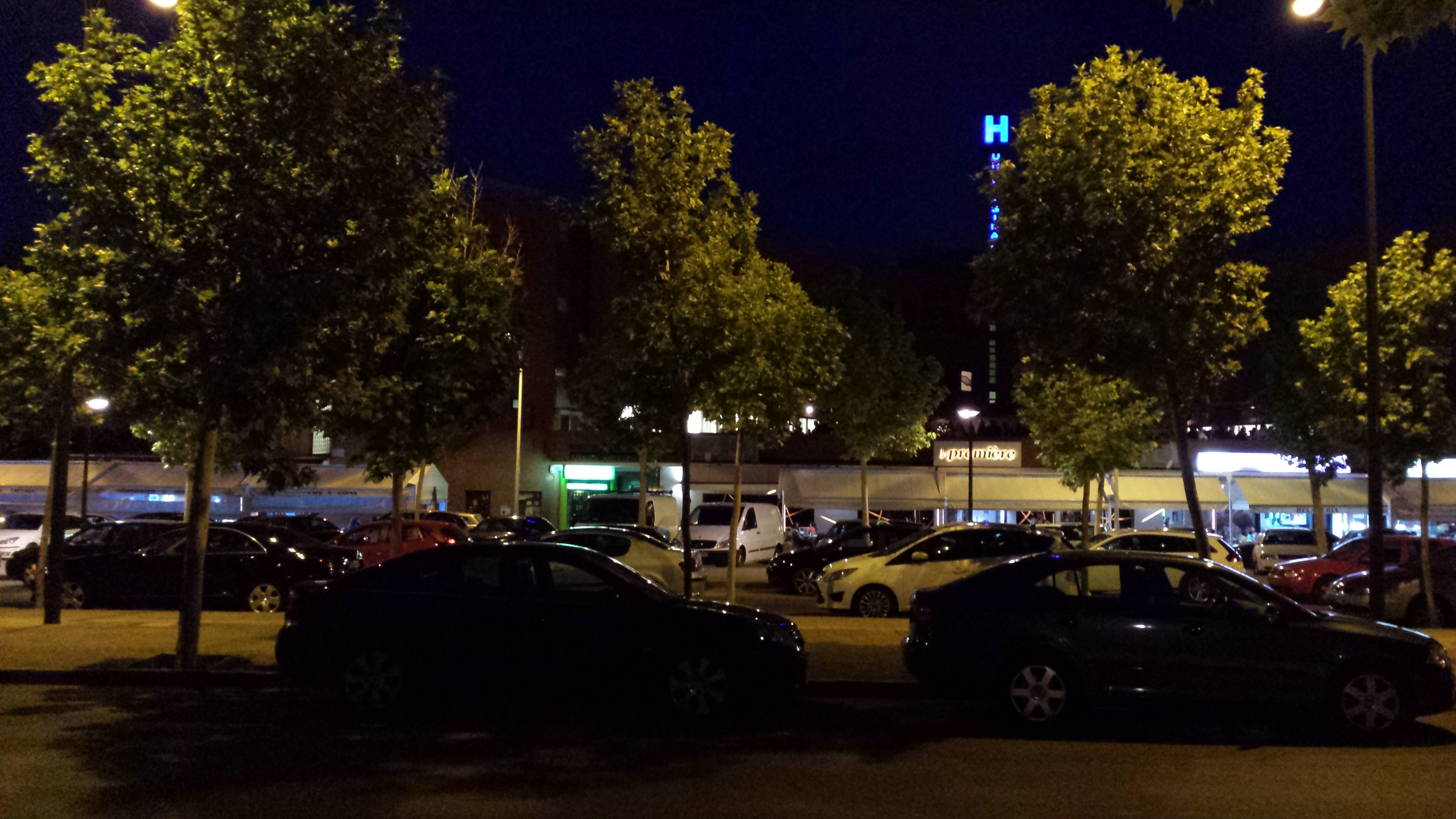
Zona Campus

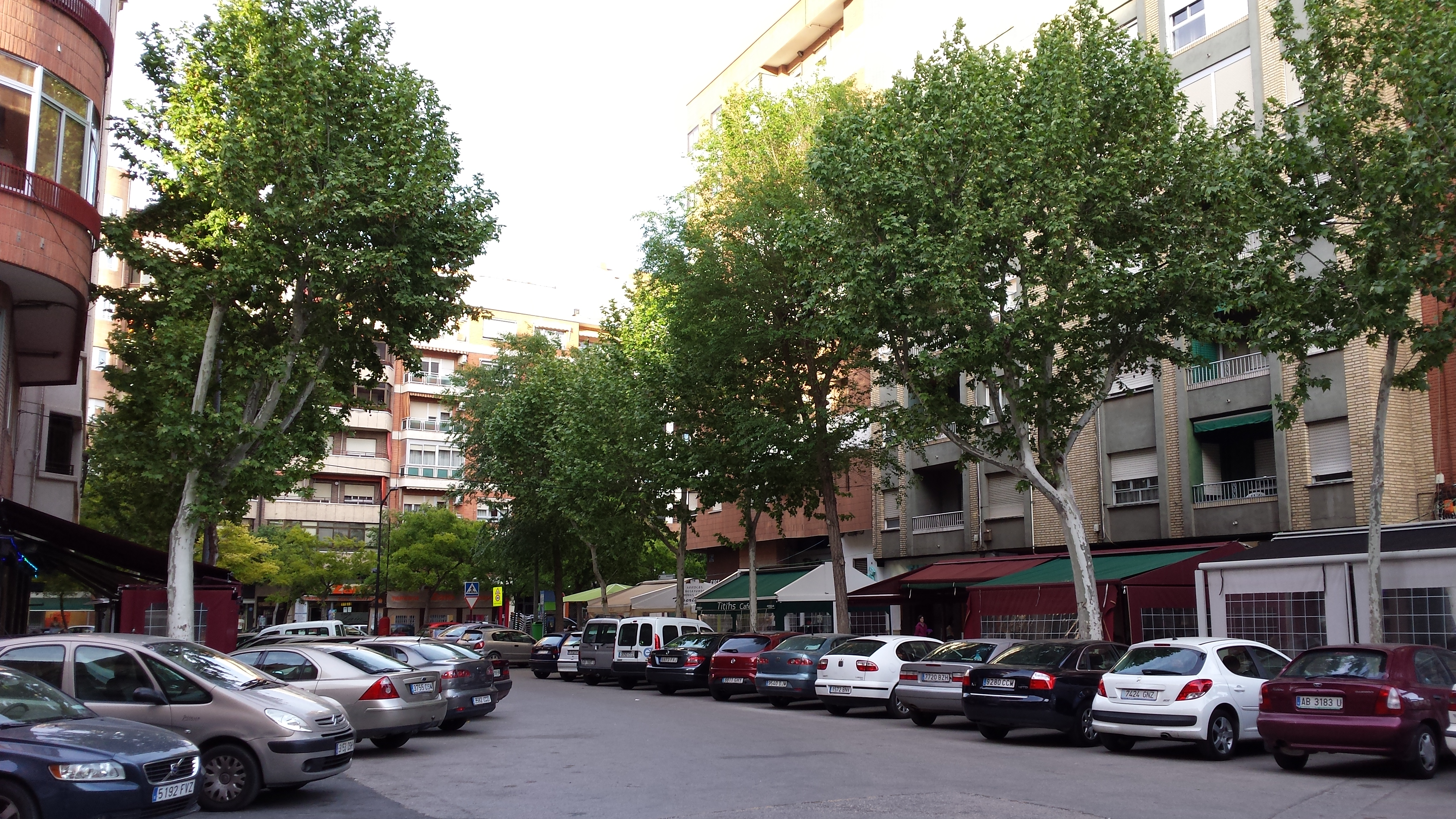
Los Titis

Albacete es famosa por una vida nocturna muy activa, especialmente en jueves, viernes y sábado; lo que motiva «escapadas» de fin de semana desde localidades cercanas para vivir la noche.
La noche albaceteña es muy diversa y se expande por gran parte de la ciudad. En el centro urbano destaca La Zona que comprende gran variedad de calles, destacando el primer tramo de la calle Tejares y la calle Concepción, en esta última hay pubs y clubs de todo tipo, desde chillout loungues a pubs ambientados o salas de jazz. La Zona se extiende también por las calles adyacentes, como la calle Nueva y los tramos finales de la calle del Tinte y la calle Mayor, llegando hasta la plaza de Carretas y la plaza de Mateo Villora. También con un ambiente universitario se encuentra la Zona Campus, que alberga un gran número de locales. En torno a las zonas anteriormente referidas es frecuente, como en otras ciudades españolas, el fenómeno del botellón. Por último, también hay «marcha» en la zona conocida como Los Titis, junto a la plaza de Isabel II y en el primer tramo de la avenida Arquitecto Carrilero, más tranquila, con grandes terrazas muy concurridas en verano. La noche albaceteña abre un abanico de posibilidades donde podemos encontrar festivales, conciertos, o deportes hasta altas horas de la mañana.
Respecto a la oferta de locales de ambiente para el público gay, de la que Albacete es referente en Castilla-La Mancha, la mayoría de ellos se localizan en La Zona y sus aledaños, si bien hay locales de este tipo repartidos por toda la ciudad, no habiéndose creado todavía una zona o barrio específico de ambiente como lo son Chueca o Gaixample. La mayor y más moderna ciudad de Castilla-La Mancha celebra el Día del Orgullo Gay por todo lo alto, y las grandes fiestas populares de la capital castellano-manchega tienen un gran lugar para el público gay, tan numeroso, como la Feria de Albacete o las cabalgatas, donde siempre desfila la Carroza del Orgullo Gay.
En cuanto al tapeo, durante todo el año, aunque especialmente en los meses de calor, se disfruta de la típica caña de cerveza con sus correspondientes tapas en todos los bares de la ciudad, con especial concentración en torno a la ya mencionada calle Tejares. En el paseo de la Feria, durante los meses de primavera y verano (entre abril y agosto), están presentes las tradicionales tascas de la Feria, en las cuales se pueden degustar los típicos caracoles y otros platos como chorizos, morcillas o forro.

#### Establecimientos de juego
La capital cuenta con un casino de juego, el Casino de Albacete, ubicado en la céntrica plaza de Gabriel Lodares. Otros antiguos casinos de la ciudad como el Casino Primitivo o Montecasino tienen actualmente usos diferentes. Además, cuenta en 2021 con 24 casas de apuestas repartidas por la ciudad.

#### Medios de comunicación
Prensa

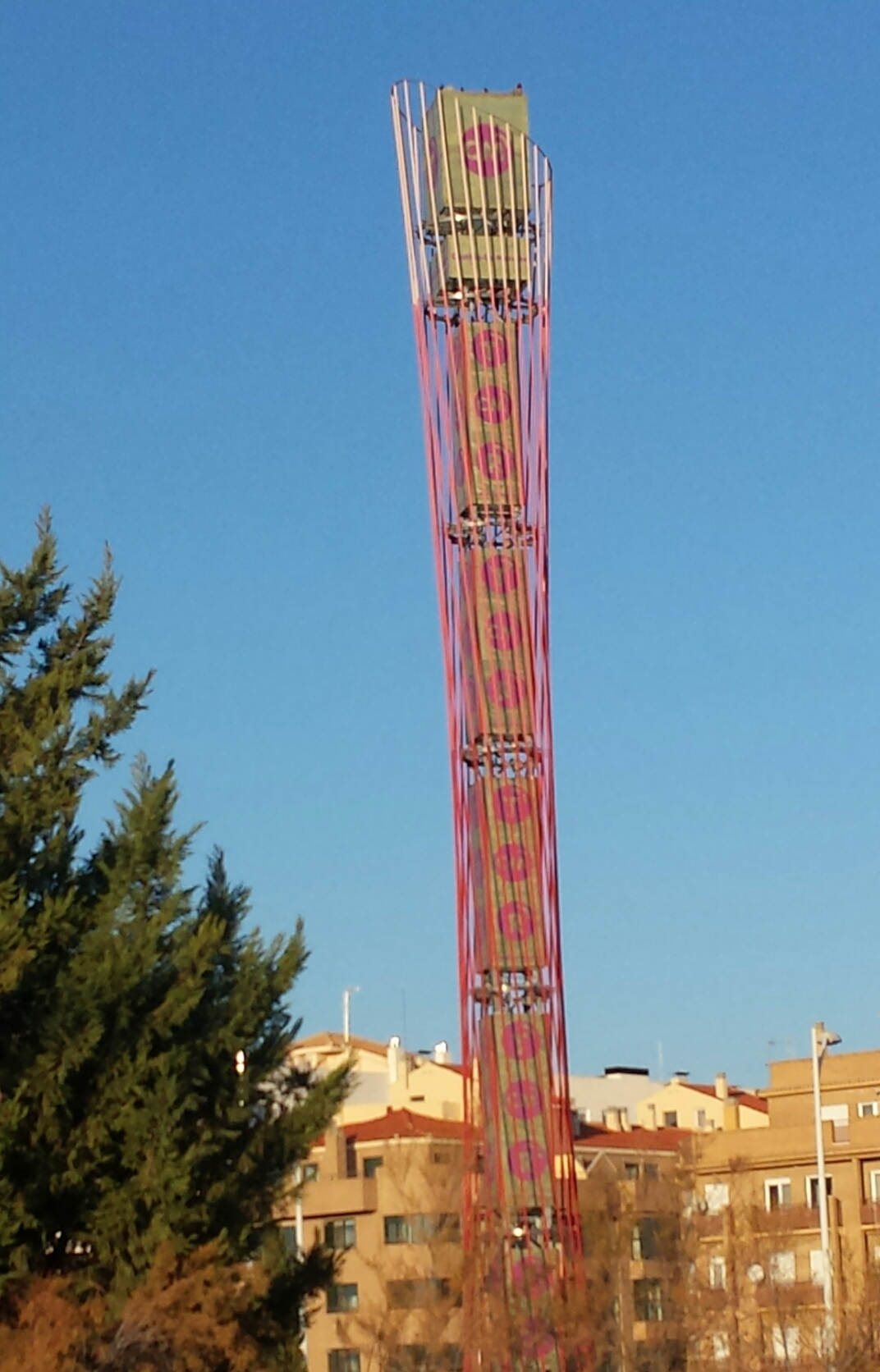
Torre de comunicaciones de Castilla-La Mancha Media —el ente público de radio y televisión autonómico— en Albacete, junto a sus estudios centrales en la capital

Los primeros impresos de la ciudad vieron la luz en 1812. En 1833 nació el Boletín Oficial de la Provincia de Albacete, convirtiéndose en el primer periódico provincial hasta que en 1841 aparecieron nuevos noticieros. Las últimas décadas del siglo XIX y primeros años del XX vieron nacer diversos títulos de prensa en la ciudad, sin embargo solo se consolidarían El Diario de Albacete (1882-1939) y el Defensor de Albacete (1896-1939).
En la ciudad pueden adquirirse los periódicos nacionales, regionales e internacionales de mayor difusión, algunos de los cuales incorporan secciones de información local. Actualmente se editan en Albacete los siguientes diarios: La Tribuna de Albacete, los diarios digitales La Cerca, El Digital de Albacete, Diario Sanitario o Albacete Capital, además de un semanario (Crónica de Albacete), una revista mensual (La Cerca de Castilla-La Mancha) y periódicos y revistas gratuitos de carácter local (El Buzón de Albacete, Albacete a Mano, Gente de Albacete) y regional (Metro, Global Castilla-La Mancha).
Radio
La primera radio que existió en Albacete fue la EAJ 44, que comenzó sus emisiones en 1934 y que es una de las más antiguas del país. Actualmente en la ciudad se pueden sintonizar todas las cadenas principales de radio que operan a nivel nacional y regional, además de disponer de emisoras locales que emiten espacios dedicados a la actualidad local en sus desconexiones en diferentes tramos horarios: Radio Albacete (Cadena SER), Radio Castilla-La Mancha, Radio Surco Albacete, Cope, Onda Cero, Radio Nacional de España, Punto Radio, Radio Intereconomía. También existen en la ciudad emisoras musicales y deportivas de las cadenas más importantes españolas (Kiss FM, M80 Radio, Europa FM, Los 40 Principales, Cadena Dial, Cadena 100 Albacete) Además, la ciudad cuenta con una emisora íntegramente local AB 95 FM y Nova Onda gestionada por el Consejo Local de la Juventud.
Televisión
En Albacete emite actualmente una cadena de televisión de carácter local (Visionseis). La ciudad cuenta con sedes de Radio Televisión Española (RTVE) y de Castilla-La Mancha Televisión (CMT).

### Habla
En Albacete se habla castellano normativo o puro,[cita requerida] si bien cabe encontrar giros propios que se asocian al dialecto manchego, una variante del castellano.

### Vestimenta

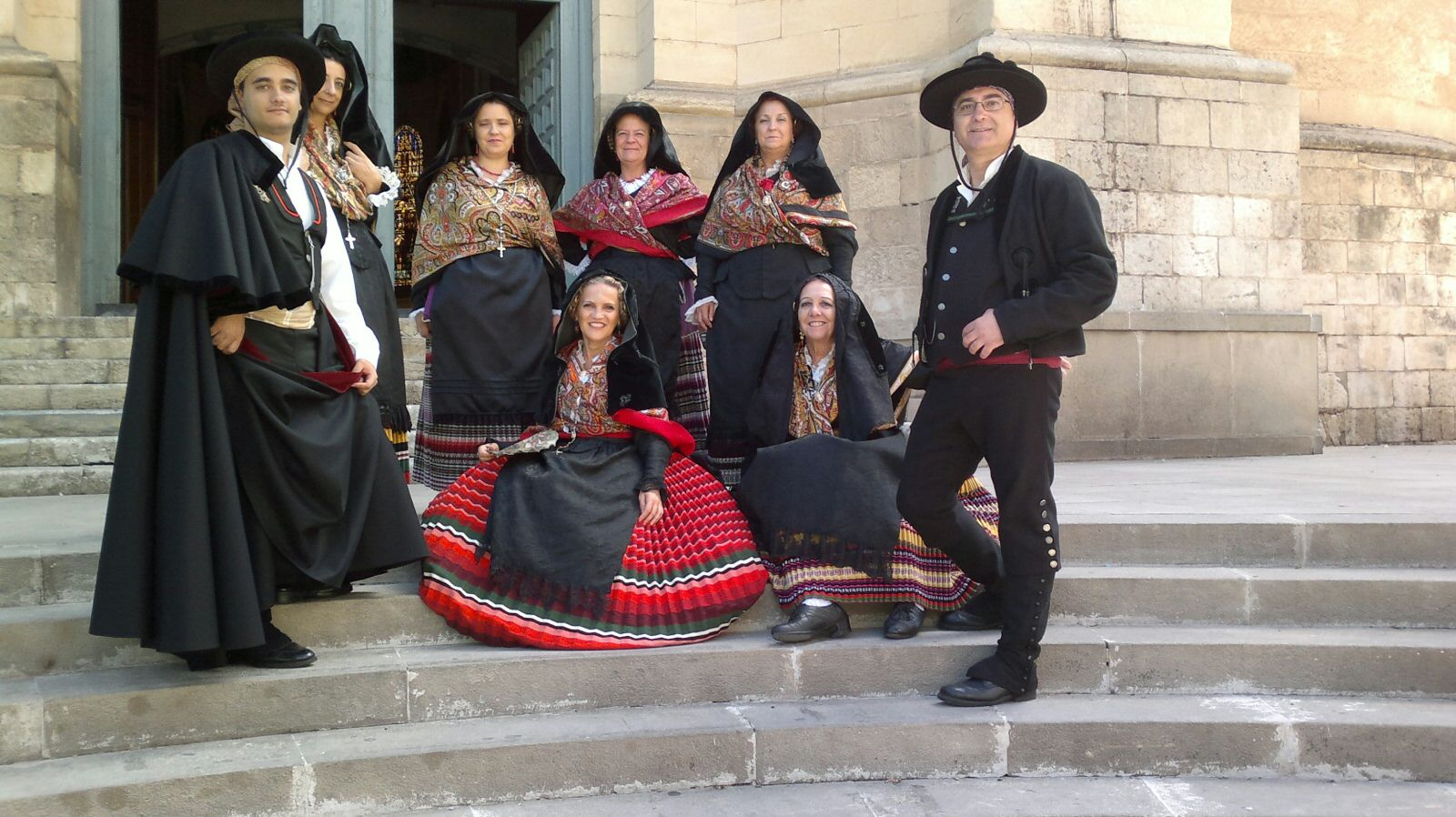
Miembros de un grupo de folclore luciendo el traje manchego durante la Feria de Albacete

Albacete ha desarrollado a lo largo de su historia un modo de vestir propio. Los trajes manchego y de serrano son su máxima expresión. El peinado típico es el llamado de pleita con un rodete en cada sien. Esa tradición en el vestir ha cedido en favor de las pautas que marca la moda contemporánea, gracias, en parte, a la gran cantidad de multinacionales de la moda que tienen presencia en la ciudad.

### Distinciones honoríficas concedidas por Albacete

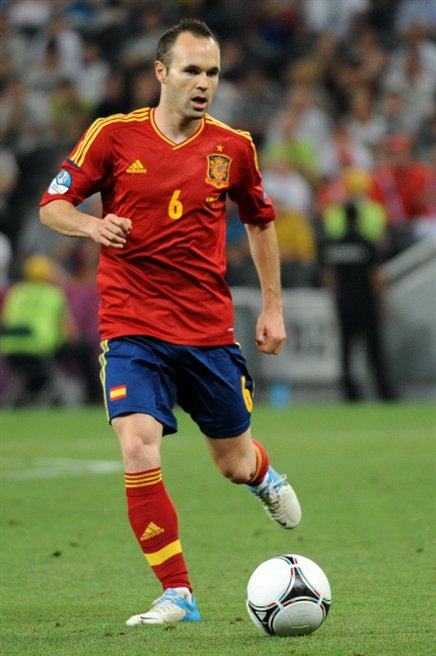
Andrés Iniesta, hijo adoptivo de Albacete. En 2021 se instalará en la ciudad un monumento de bronce a tamaño real en su honor que representa el momento del gol ante Países Bajos en la final del Mundial de Sudáfrica de 2010

Los títulos, honores y condecoraciones que, con carácter oficial, otorga el Ayuntamiento de Albacete, a fin de premiar especiales merecimientos, beneficios señalados o servicios extraordinarios, son los siguientes: el título de hijo predilecto o hijo adoptivo de Albacete, el título de cronista oficial de la ciudad, la medalla del mérito municipal, la medalla de oro de la ciudad y la medalla de la corporación.
Las primeras y más altas distinciones concedidas por el Ayuntamiento de Albacete son las de hijo predilecto, para ciudadanos destacados nacidos en Albacete, e hijo adoptivo, para personas destacadas no nacidas en Albacete.

### Deporte

#### Fútbol

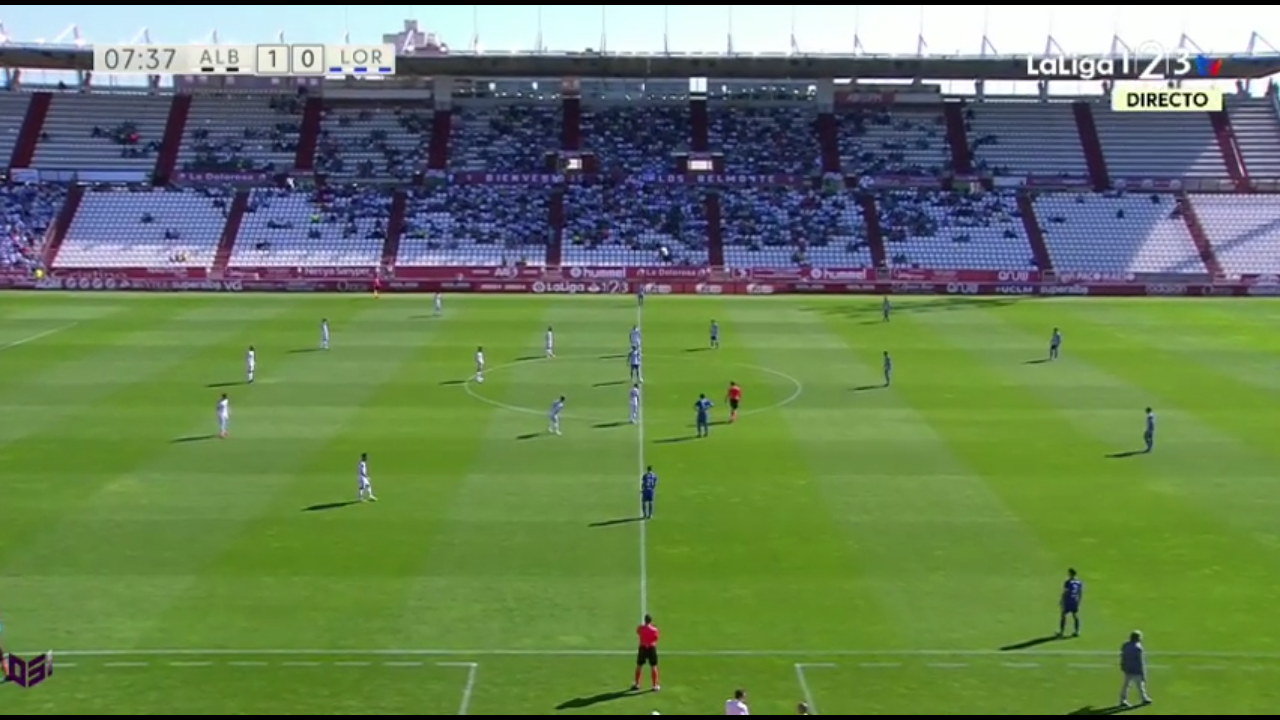
Estadio Carlos Belmonte

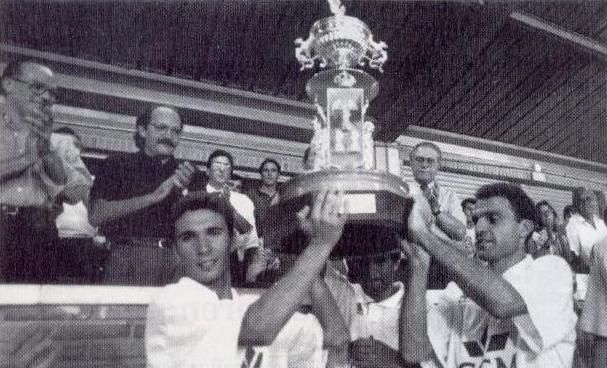
El Albacete Balompié de la época del Queso Mecánico levantando un trofeo

El primer club de fútbol de la ciudad de Albacete fue el Club Deportivo Albacete, fundado en 1917 por Franklin Albricias Goetz, aunque desapareció durante la guerra civil española.
En 1925 surge el Albacete Fútbol Club, que se convertirá en el equipo más potente de la ciudad y cuyos encuentros se disputaban en un campo situado en el actual paseo de la Cuba.
Actualmente el equipo más laureado de la ciudad es el Albacete Balompié, que juega en Segunda División tras haber disputado 7 temporadas en Primera División.
Su historia se remonta al 1 de agosto de 1940 cuando se creó el actual Albacete Balompié, fundado por Antonio Tabernero, Pedro Monzón y Antonio Lozano, y cuyo primer presidente fue Antonio Lozano Matarredona, siendo histórico su ascenso en 1948 a Segunda División por primera vez. Ya en 1959, tanto el ayuntamiento de la capital, como el arquitecto Carlos Belmonte se implican en la construcción del estadio actual, el Estadio Carlos Belmonte, que se construyó en un tiempo récord (1959-1960), puesto que hasta entonces se venía jugando en el Campo de los Mártires de menores dimensiones. En 1991, de la mano de Benito Floro, el club accedió por primera vez a Primera División, logro que volvió a conseguir en la temporada 2002-2003.
En el fútbol femenino destacan el Fundación Albacete, que milita en Primera División, y el Fundación Albacete B, en Segunda División.
Otros deportes

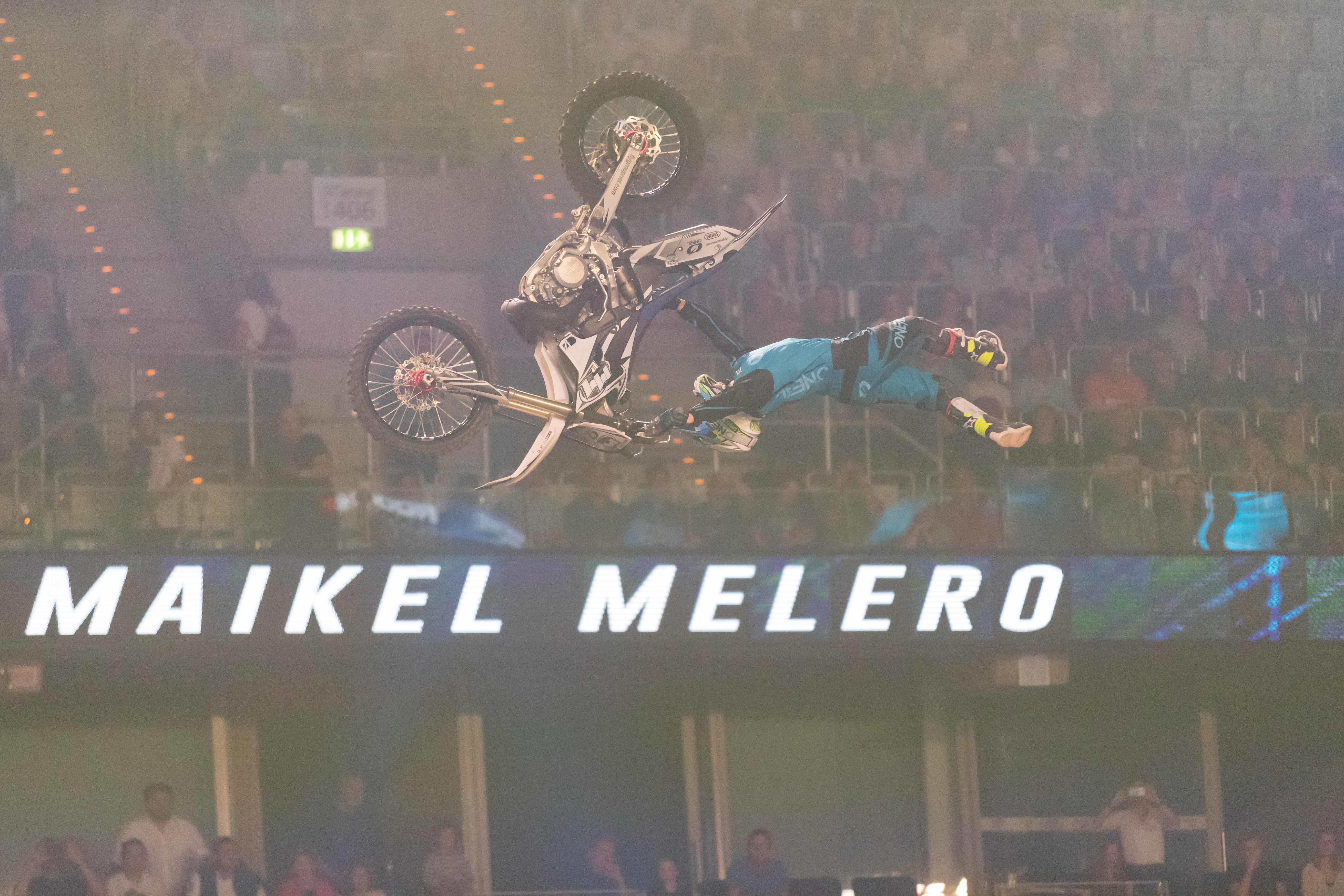
Albacete ha visto nacer a grandes leyendas del deporte mundial como Andrés Iniesta, Maikel Melero o Horacio Llorens

Al margen de los deportes que se practican en las instalaciones municipales, la ciudad cuenta, entre otras, con las siguientes entidades deportivas: Albacete Basket (LEB Oro), Albacete Fútbol Sala, Club Voleibol Albacete, Club Atletismo Albacete, Club Natación Albacete, Club de Natación Santa Teresa, Club de natación y Salvamento Albasit, CDE Waterpolo Albacete, Club de Golf Las Pinaillas, ADEVA Albacete, Club de Rugby Albacete, Club de rugby Linces de Albacete, Club de Tenis de Albacete, Club Albacetense Tiro de Precisión, Club Palas Albacete (gimnasia rítmica), Centro Excursionista de Albacete, Boxeo Santaolaya, Boxing Club Javier Romero, Gimnasio Formas Boxeo, Aeroclub de Albacete, Club de Patinaje de Albacete Patinalba, BSR Amiab Albacete o Club de Fútbol Femenino de Albacete. El Club Almenara de Parapente de Albacete ha visto nacer a grandes figuras de este deporte como Horacio Llorens, Raúl Rodríguez, Félix Rodríguez o Alejandro Rodríguez, campeones del mundo de parapente acrobático.

#### Campeones
Entre los grandes deportistas albaceteños de nacimiento o adopción que se han proclamado campeones del mundo de sus respectivos deportes se encuentran Andrés Iniesta (fútbol), Maikel Melero (motociclismo estilo libre), Horacio Llorens, Raúl Rodríguez, Félix Rodríguez y Alejandro Rodríguez (parapente), Toni Palacios y Eleazar Ocaña (padbol), Ángel Rodríguez (gimnasia en trampolín), Cristian Martínez (culturismo) o Enrique Rubio (patinaje). Otra deportista destacada es Stefy Navarro, subcampeona del mundo de parkour en velocidad.

#### Eventos deportivos

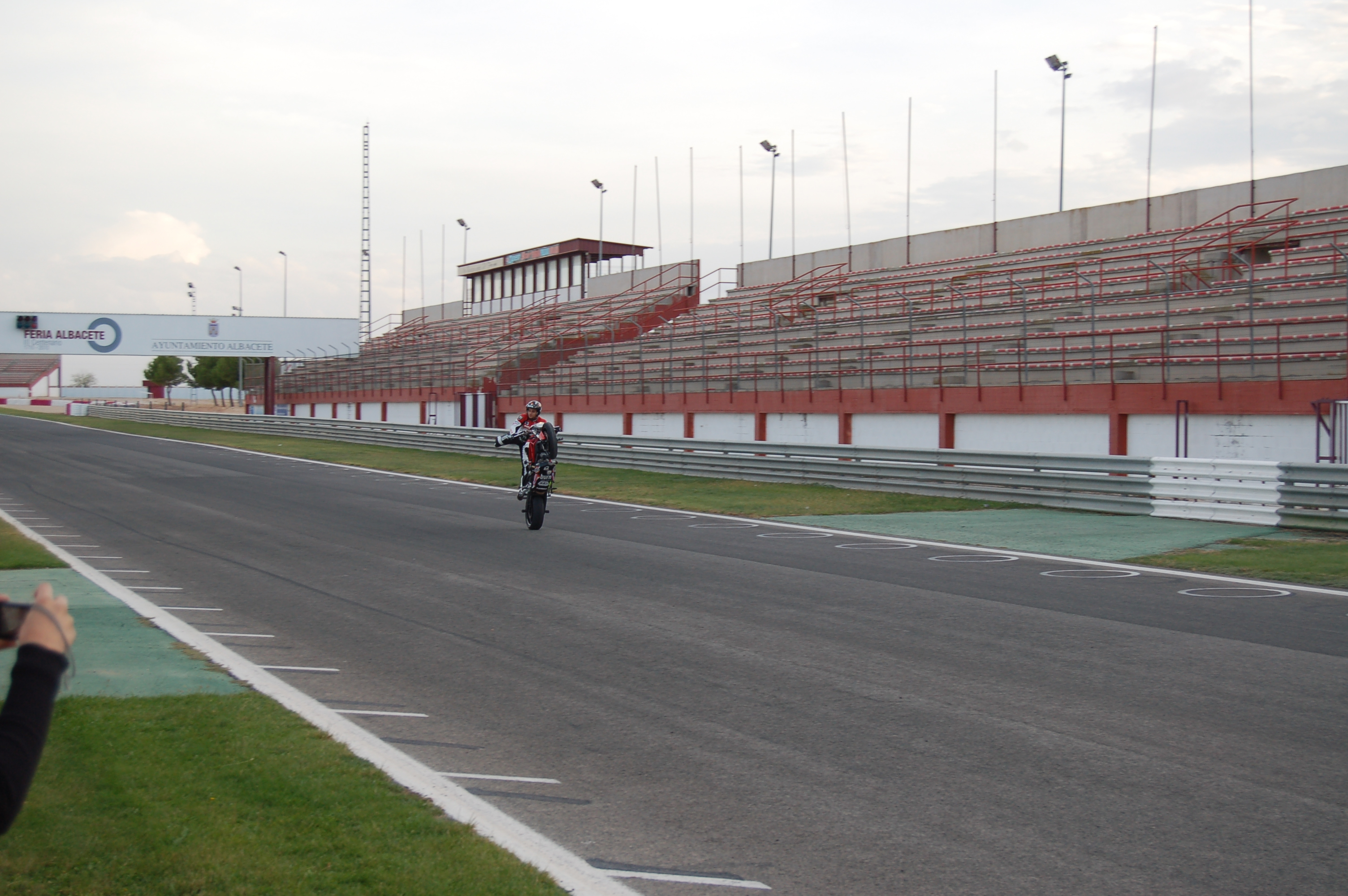
El Circuito de Albacete acoge importantes pruebas nacionales e internacionales del mundo del motor

La ciudad alberga todos los años, en el Circuito de Albacete, pruebas importantes como el FIM CEV International Championship. A lo largo de su historia, el trazado albaceteño ha acogido pruebas como el Campeonato Mundial de Superbikes, el Campeonato Mundial de Resistencia, el Campeonato de Europa de Motociclismo o el Campeonato de Europa de Camiones, entre muchas otras. Por el Circuito de Albacete han pasado grandes leyendas y figuras del mundo del motor como Michael Schumacher, Sebastian Vettel, Fernando Alonso, Valentino Rossi, Jorge Lorenzo, Marc Márquez o Dani Pedrosa.
En cuanto al deporte rey, el fútbol, el Estadio Carlos Belmonte de Albacete ha albergado hasta la fecha cinco partidos de la selección española de fútbol, clasificatorios para las Eurocopas de Bélgica y Países Bajos 2000 y de Portugal 2004 y para los mundiales de Sudáfrica 2010 (en el que España se proclamó campeona del mundo) y de Brasil 2014, además de un partido amistoso previo al Mundial de Alemania 2006. El 15 de octubre de 2013 la selección española de fútbol selló su clasificación para el Mundial de Brasil 2014 en el último partido de la fase de clasificación para el Mundial disputado en el Estadio Carlos Belmonte de Albacete tras vencer a la selección de Georgia por 2 goles a 0, con el absoluto protagonismo del albaceteño Andrés Iniesta, autor del gol que dio a España el único Mundial de su historia, la Copa del Mundo de Sudáfrica 2010, que volvía a su casa precisamente en el estadio en el que debutó con la selección el día 27 de mayo de 2006 en un amistoso frente a Rusia previo al Mundial de Alemania.
Partidos de la selección española en Albacete
- Fase de clasificación para la XI Eurocopa Países Bajos-Bélgica 2000:

| 10 de octubre de 1999, 19:30 | España                               | 3:0 | Israel |                                                                    |                                                                    |
|                              | Morientes 30' · César 38' · Raúl 52' |     |        | Asistencia: 18 000 espectadores Árbitro(s): Helmut Krug (Alemania) | Asistencia: 18 000 espectadores Árbitro(s): Helmut Krug (Alemania) |

- Fase de clasificación para la XII Eurocopa Portugal 2004:

| 12 de octubre de 2002, 21:45 | España                             | 3:0 | Irlanda del Norte |                                                                       |                                                                       |
|                              | Baraja 19' · Guti 59' · Baraja 89' |     |                   | Asistencia: 18 000 espectadores Árbitro(s): Lubos Michel (Eslovaquia) | Asistencia: 18 000 espectadores Árbitro(s): Lubos Michel (Eslovaquia) |

- Amistoso previo al Mundial Alemania 2006:

| 27 de mayo de 2006, 22:00 | España | 0:0 | Rusia |                                                                       |  |
|                           |        |     |       | Asistencia: 18 000 espectadores Árbitro(s): Lopes Ferreira (Portugal) |  |

- Fase de clasificación para el XIX Mundial Sudáfrica 2010:

| 10 de septiembre de 2008, 22:00 | España                                           | 4:0 | Armenia |                                                                     |                                                                     |
|                                 | Capdevila 6' · Villa 15' · Villa 79' · Senna 83' |     |         | Asistencia: 18 000 espectadores Árbitro(s): Tony Asumaa (Finlandia) | Asistencia: 18 000 espectadores Árbitro(s): Tony Asumaa (Finlandia) |

- Fase de clasificación para el XX Mundial Brasil 2014:

| 15 de octubre de 2013, 21:00 | España                 | 2:0 | Georgia |                                                                      |                                                                      |
|                              | Negredo 25' · Mata 60' |     |         | Asistencia: 18 000 espectadores Árbitro(s): Florian Meyer (Alemania) | Asistencia: 18 000 espectadores Árbitro(s): Florian Meyer (Alemania) |

Otros eventos futbolísticos que tienen o han tenido su sede en Albacete son el Trofeo Ciudad de Albacete, el Trofeo Castilla-La Mancha o el Mundial Sub-17 de Clubes.
Albacete también ha sido escenario de la Copa Davis. En 2001, el Club de Tenis Albacete acogió, del 21 al 23 de septiembre, la eliminatoria de play-offs del Grupo Mundial entre España y Uzbekistán disputada sobre tierra batida. El equipo español, formado por Juan Carlos Ferrero, Àlex Corretja, Joan Balcells y Carlos Moyá, venció 4 a 0 y logró la permanencia en el Grupo Mundial.
| Club de Tenis Albacete, Albacete, España 21 al 23 de septiembre de 2001 Arcilla (al aire libre) |                       |                                |        |    |    |   |  |  |
| \| 1 \| \| Juan Carlos Ferrero \| 7 \| 6 \| 6 \| \| \| \| \| 1 \| \| Oleg Ogorodov \| 5 \| 2 \| 4 \| \| \| \| \| 2 \| \| Àlex Corretja \| 6 \| 6 \| 64 \| 6 \| \| \| \| 2 \| \| Vadim Kutsenko \| 0 \| 2 \| 7 \| 0 \| \| \| \| 3 \| \| Joan Balcells - Àlex Corretja \| 5 \| 6 \| 6 \| 6 \| \| \| \| 3 \| \| Vadim Kutsenko - Oleg Ogorodov \| 7 \| 3 \| 4 \| 4 \| \| \| \| 4 \| \| Joan Balcells \| 6 \| 7 \| \| \| \| \| \| 4 \| \| Vadim Kutsenko \| 4 \| 64 \| \| \| \| \| \| 5 \| \| Àlex Corretja \| no \| \| \| \| \| \| \| 5 \| \| Oleg Ogorodov \| jugado \| \| \| \| \| \| |                       |                                |        |    |    |   |  |  |
| 1 | Bandera de España     | Juan Carlos Ferrero            | 7      | 6  | 6  |   |  |  |
| 1 | Bandera de Uzbekistán | Oleg Ogorodov                  | 5      | 2  | 4  |   |  |  |
| 2 | Bandera de España     | Àlex Corretja                  | 6      | 6  | 64 | 6 |  |  |
| 2 | Bandera de Uzbekistán | Vadim Kutsenko                 | 0      | 2  | 7  | 0 |  |  |
| 3 | Bandera de España     | Joan Balcells - Àlex Corretja  | 5      | 6  | 6  | 6 |  |  |
| 3 | Bandera de Uzbekistán | Vadim Kutsenko - Oleg Ogorodov | 7      | 3  | 4  | 4 |  |  |
| 4 | Bandera de España     | Joan Balcells                  | 6      | 7  |    |   |  |  |
| 4 | Bandera de Uzbekistán | Vadim Kutsenko                 | 4      | 64 |    |   |  |  |
| 5 | Bandera de España     | Àlex Corretja                  | no     |    |    |   |  |  |
| 5 | Bandera de Uzbekistán | Oleg Ogorodov                  | jugado |    |    |   |  |  |

Un clásico tenístico de la ciudad es el Trofeo Internacional de Tenis Ciudad de Albacete, en cuyo palmarés de campeones figuran tenistas como Manuel Santana, Rafael Nadal, David Ferrer, Sergi Bruguera, Àlex Corretja, Emilio Sánchez Vicario, Albert Costa o Alberto Berasategui entre muchos otros. Albacete también es sede de un challenger del World Padel Tour.
La Vuelta Ciclista a España ha tenido como salida o meta a la ciudad de Albacete en 43 ocasiones.
Otro de los clásicos de la ciudad es la Media Maratón Internacional Ciudad de Albacete, que se celebra en el mes de mayo por un circuito urbano que transcurre por las calles de la capital. Creada en 1996, es una de las pruebas de media maratón más importantes de España. El 31 de diciembre la ciudad despide el año con la tradicional y multitudinaria San Silvestre de Albacete, de la que destacan los disfraces de los atletas. También destaca la Street Run 10 km Albacete, una de las ocho pruebas que conforman el Circuito de Carreras de 10 km de la RFEA. Además, se organizan los Juegos Deportivos Municipales de Albacete (cerca de 700 equipos inscritos en 2011).
Recientemente la ciudad ha albergado la Supercopa de España de balonmano (2008), la Supercopa de España de voleibol (2008), el Campeonato de España de Ciclismo en Ruta (2010), el Campeonato del Mundo de Gimnasia en Trampolín (2012), el Campeonato de España de Media Maratón (2013) o los Campeonatos de España de Fisicoculturismo y Fitness (2018).

#### Instalaciones y espacios deportivos

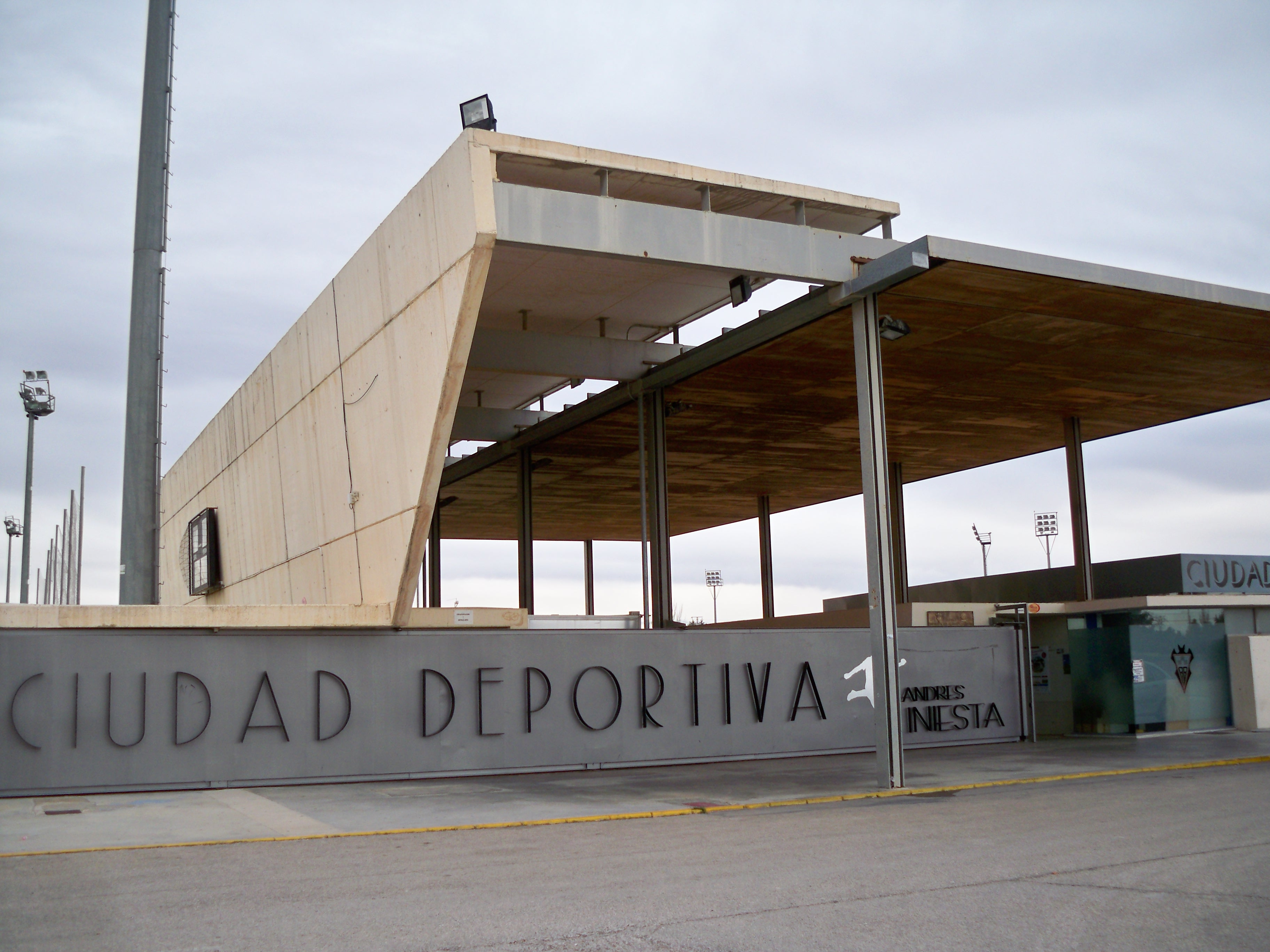
Ciudad Deportiva Andrés Iniesta

La ciudad cuenta con un considerable número de instalaciones deportivas, siendo la mayoría gestionadas por el Instituto Municipal de Deportes (IMD), el cual gestiona 25 instalaciones deportivas de diferente tipo en todo el municipio (como el Complejo Deportivo Carlos Belmonte, el Pabellón Universitario de Albacete, el Estadio de Atletismo de Albacete, el Pabellón del Parque, el Pabellón de la Feria o el Estadio Municipal José Copete), y que convierten a Albacete en una de las ciudades de España que cuenta con un mayor número de instalaciones deportivas por habitante.
No obstante, de entre todas las instalaciones de la ciudad destacan el Circuito de Albacete, autódromo de 3550 m de longitud con 9000 asientos de tribuna y 30 000 m cuadrados de pelouse, que organiza grandes eventos del mundo del motor, el Estadio Carlos Belmonte con capacidad para 18 000 personas, la Ciudad Deportiva Andrés Iniesta (dedicada casi en exclusiva a la práctica del fútbol), las diversas instalaciones de la Ciudad Universitaria o el Club de Golf Las Pinaillas, diseñado por el legendario golfista Severiano Ballesteros. Además, la urbe castellano-manchega cuenta con otros grandes recintos deportivos y de ocio como el Club de Tenis Albacete, el Club Social y Deportivo Los Llanos o la Sociedad Deportiva La Pulgosa Tiro Pichón. Por su parte, hasta 2013 albergó el Centro Especializado de Tecnificación Deportiva de Gimnasia, el único ubicado en Castilla-La Mancha; cerrado debido a los efectos de la crisis económica, está prevista su reapertura próximamente.
Además, Albacete es la sede de numerosas federaciones deportivas de Castilla-La Mancha, como las de natación, voleibol, ajedrez, triatlón, actividades subacuáticas, tenis, colombicultura, pádel o gimnasia, algunas de las cuales se concentran en la Casa del Deporte de Albacete.

## Ciudades hermanadas
La ciudad de Albacete participa en la iniciativa de hermanamiento de ciudades promovida, entre otras instituciones, por la Unión Europea o la Federación Española de Municipios y Provincias. A partir de esta iniciativa se han establecido lazos con las siguientes localidades:
- Bir Ganduz, Sáhara Occidental
- Colón, Panamá
- Houndé, Burkina Faso
- La Lisa, Cuba
- Nanchang, China
- Neath-Port Talbot (Gales), Reino Unido
- Posadas, Argentina
- Reconquista, Argentina
- San Carlos, Nicaragua
- San Miguelito, Panamá
- Thiers, Francia
- Údine, Italia
- Vienne, Francia

Igualmente, destina una parte de su presupuesto a proyectos de cooperación internacional por los cuales tiene suscritos acuerdos de colaboración con otras ciudades.